# Louis XV
Vous lisez un « bon article » labellisé en 2022.
Pour les articles homonymes, voir Bien-aimé.
Louis XV, dit « le Bien-Aimé », né le 15 février 1710 à Versailles et mort le 10 mai 1774 dans la même ville, est un roi de France et de Navarre. Membre de la maison de Bourbon, il règne sur le royaume de France du 1er septembre 1715 à sa mort. Il est le seul roi de France à naître et mourir au château de Versailles.
S'il est surnommé le « Bien-Aimé » en début de règne, l'appréciation du peuple évolue par la suite. À la fin de son règne, il reste aimé dans la plupart des régions de France mais est très impopulaire à Paris, à tel point que sa mort donne lieu à des fêtes joyeuses dans la capitale.
Orphelin à l'âge de deux ans, duc d'Anjou puis dauphin de France du 8 mars 1712 au 1er septembre 1715, il succède à son arrière-grand-père Louis XIV à l'âge de cinq ans. La régence est exercée par le duc d'Orléans qui doit faire casser le testament de son oncle Louis XIV pour s'imposer, en contrepartie de l'octroi du droit de remontrance au Parlement. Ce droit affaiblit le règne de Louis XV.
Sacré en 1722, ce dernier maintient le duc d'Orléans comme premier ministre jusqu'à sa mort, l'année suivante. Le duc de Bourbon lui succède de décembre 1723 à juin 1726, puis c'est son ancien précepteur, le cardinal de Fleury de juin 1726 à janvier 1743, sous le gouvernement duquel la France prospère et s'agrandit des duchés de Lorraine et de Bar. Sur le plan administratif, la gestion des finances est renforcée. La volonté de faire de la bulle Unigenitus une loi d'État conduit à la confrontation avec les parlements très imprégnés de jansénisme.
À la mort du ministre Fleury, en 1743, Louis XV gouverne seul. Unique survivant de la famille royale à proprement parler (il est le seul arrière-petit-fils de Louis XIV vivant en France), marié à la fille d'un roi de Pologne détrôné, Louis XV est isolé à la tête de l'État, intelligent mais très secret. L'absolutisme de droit divin fait face, d'une part, à l'opposition des parlements qui affirment, à la suite de Le Paige, que leur corps a une ancienneté et, partant, une autorité égale, voire supérieure à celle du roi : en 1763, leur force se manifeste lorsqu'ils obtiennent l'expulsion des ⁣⁣jésuites⁣⁣ de France, alors qu'un parti dévot et aristocratique souhaite contrôler davantage la monarchie.
Pour diriger l'État, Louis XV s'appuie sur quelques secrétaires d'État et ministres, quelques Conseils ainsi qu'un nombre restreint de hauts fonctionnaires, dont le plus important est Choiseul. Cette machinerie administrative est renforcée par la création des premières grandes écoles masculines d'État (École royale de la Marine du Havre, École nationale des ponts et chaussées, École royale du génie de Mézières). Elle relègue la noblesse traditionnelle et les corps locaux, ce qui coupe la monarchie de ses relais traditionnels, dans une France que transforme aussi l'administration économique, sous l'influence de la physiocratie naissante. L'aristocratie et une partie du clergé sont donc nostalgiques d'une monarchie d'équilibre, tempérée par des corps intermédiaires et une morale chrétienne (conforme aux écrits de Fénelon qui ont une grande influence y compris sur le roi lors des traités de paix). Dans la société urbaine, la philosophie des Lumières conteste également son absolutisme tout en s'opposant à l'emprise de l'Église.
Progressivement, l'image du souverain se désacralise et sa gestion de l'État est contestée.
Sur un plan religieux et moral, n'étant pas philosophiquement un libertin, le roi se sent coupable de ses infidélités conjugales. Sous la pression du clan des dévots, manifeste lors de l'épisode de Metz, il finit par ne plus communier, ni pratiquer les rituels thaumaturgiques des rois de France, ce qui entraîne la désacralisation de la fonction royale et une rupture avec son fils, le dauphin.
De plus, sur le plan diplomatique, le royaume voit sa situation, excellente en début de règne, s'affaiblir, ce qui entraîne un coût militaire et fiscal important. D'abord attaché à la paix appuyée sur un pacte de famille (une Europe des Bourbon), le roi doit faire face à la montée de la Prusse de Frédéric II et à celle de la Russie qui s’affirment comme des puissances européennes, face à une Autriche qui doit lutter pour conserver sa place. Enfin, la Grande-Bretagne où le roi abandonne l'idée de restaurer les Stuart catholiques devient une puissance maritime et coloniale rivale de la France, ce qui pousse son chancelier Choiseul à préparer une guerre à laquelle il répugne.
Cela vaut au royaume d'être impliqué dans deux conflits majeurs : la guerre de Succession d'Autriche qui est militairement bien conduite mais ne débouche sur aucun gain diplomatique, et la coûteuse guerre de Sept Ans. Le royaume  aide parfois la République de Gênes pour contrer les rebelles durant la Guerre d'indépendance corse. Les engagements ont lieu dans les Pays Bas, en Allemagne ou sur mer. Sur les océans, l’Angleterre déploie une flotte alors sans égale qui soutient sa politique vigoureuse d’expansion outre-mer. La France connaît quelques succès militaires sur le continent européen et parvient à conquérir la Corse. En revanche, elle perd le contrôle d'une grande partie de son empire colonial (Nouvelle-France en Amérique, Indes).
Le roi doit alors faire face aux remontrances fiscales des parlements, qu'il finit par briser en 1771 en les faisant réformer par son chancelier Maupeou. Cette opposition et celle d’une partie de la noblesse de la cour, sa relation avec Madame de Pompadour, puis l'hostilité du nouveau dauphin envers sa dernière maîtresse Madame du Barry, sa difficulté à se faire valoir à une époque où l’opinion publique (essentiellement alors parisienne) commence à compter, ses hésitations entre fermeté et laisser-faire, qui donnent lieu à des changements de stratégie brusques finissent par le rendre très impopulaire. Sa mort — de la variole — provoque des festivités dans Paris, comme il y en avait eu à la mort de Louis XIV.
Sous une apparente stabilité, son règne est celui d'une mutation silencieuse. Les arts sont florissants, notamment la peinture, la sculpture, la musique et les arts décoratifs. L'architecture française atteint un de ses sommets, tandis que les arts décoratifs (meubles, sculptures, céramiques, tapisserie, etc.) appréciés, tant en France que dans les Cours européennes, connaissent une forte expansion. Mais, c'est surtout en philosophie et en politique que les mutations des Lumières s'affirment et entraînent de profonds changements à partir de 1750.

## Premières années

### Naissance et baptême

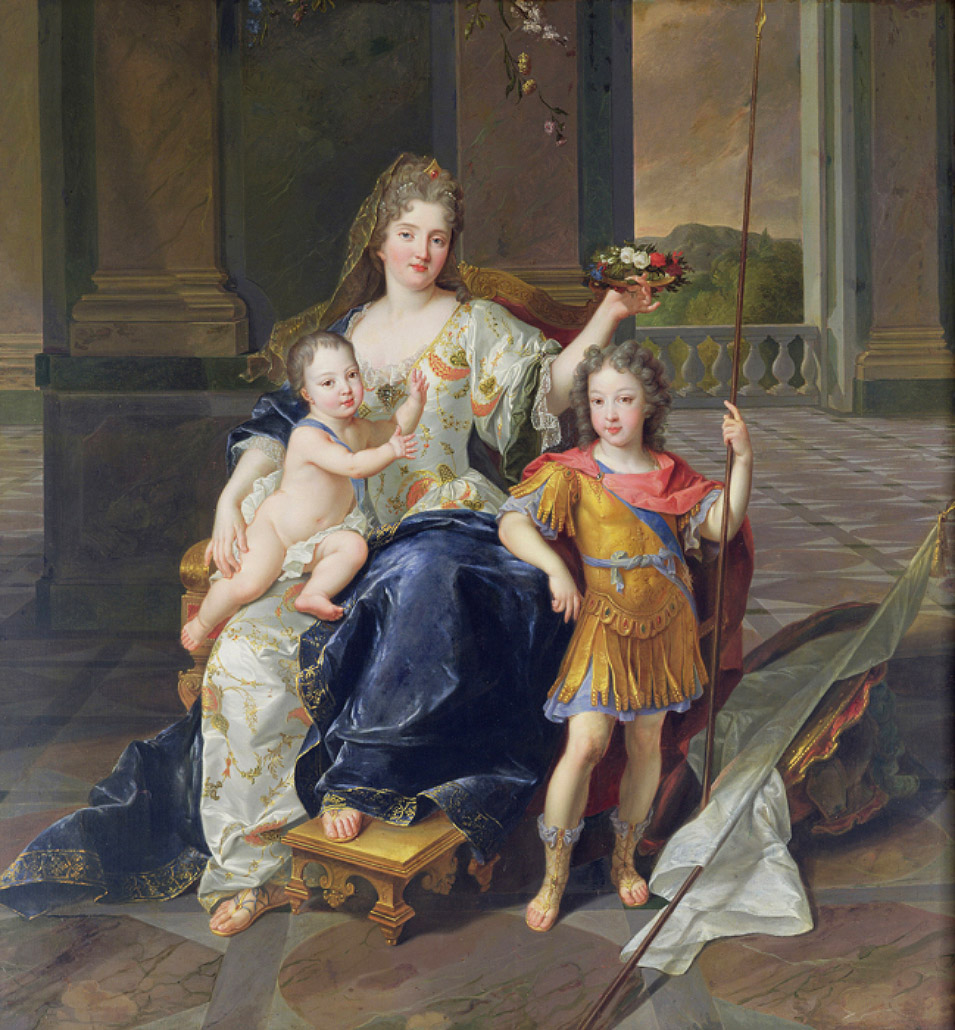
Duchesse de La Ferté Senneterre avec sur ses genoux le futur Louis XV, duc d'Anjou et le duc de Bretagne debout à ses côtés, (François de Troy).

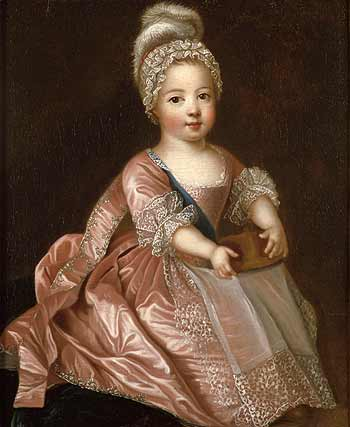
Louis XV à 2 ans (Pierre Gobert).

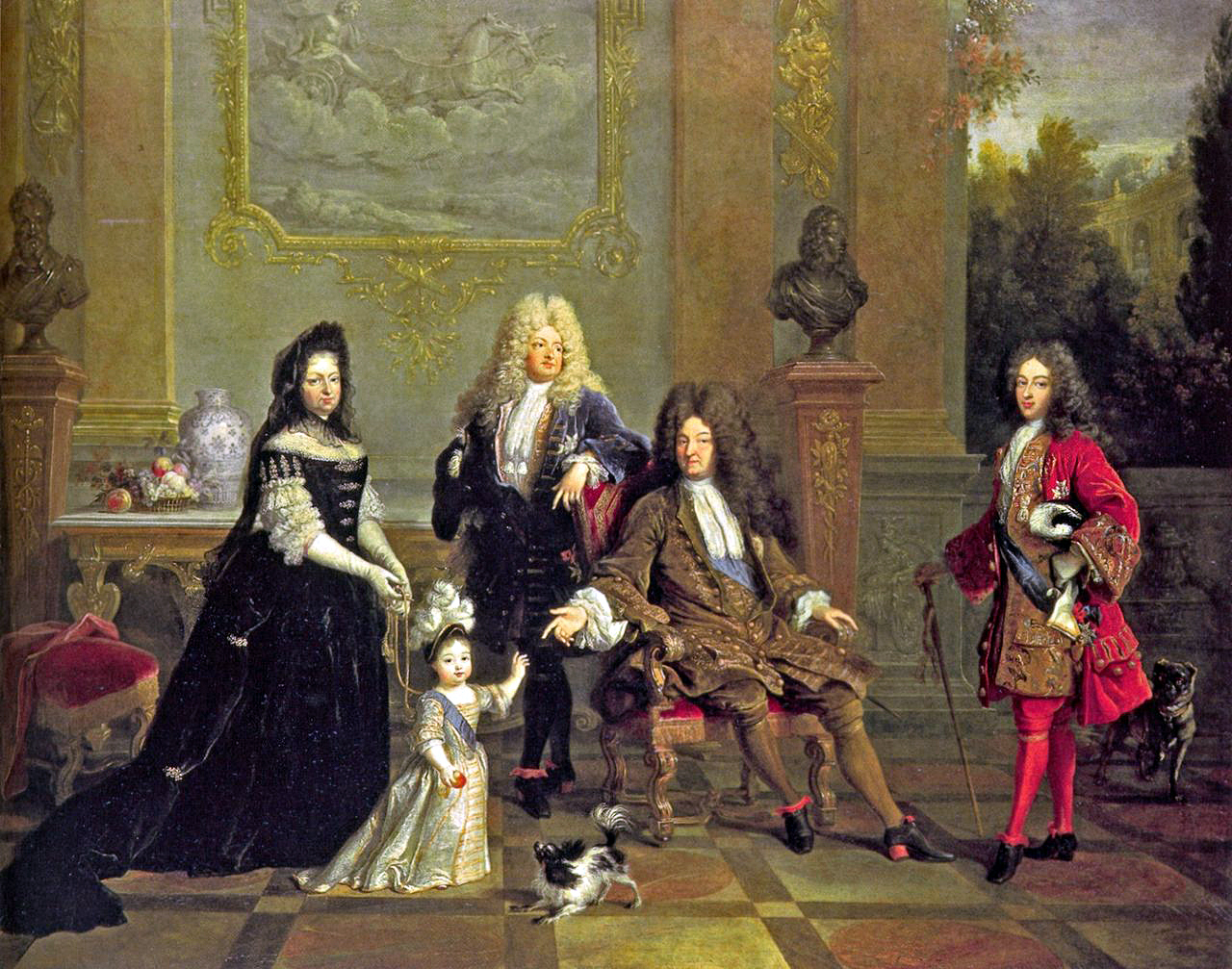
et ses héritiers : le dauphin, le duc de Bourgogne et le duc de Bretagne à la naissance du futur (Nicolas de Largillierre, 1710). Aucun d'eux ne régnera.

Louis de France (futur Louis XV) naît le 15 février 1710 au château de Versailles. Il est d'ailleurs le seul roi de France à naître et mourir dans ce château. Arrière-petit-fils de Louis XIV et également son arrière-petit-neveu, en raison du fait que son arrière-grand-père maternel est Philippe d'Orléans (1640-1701), il est le troisième fils de Louis de France, duc de Bourgogne, surnommé le Petit Dauphin par opposition à son père Louis de France (1661-1711) dit le Grand Dauphin, et de Marie-Adélaïde de Savoie. À ce titre, il est à sa naissance le quatrième prince en ligne de succession au trône. De ses deux frères aînés, également prénommés Louis, le premier, titré duc de Bretagne, est né en 1704 et mort en 1705 à moins d'un an, tandis que le second, reprenant le titre de duc de Bretagne, est né en 1707 et mort en 1712.
Immédiatement après sa naissance, le futur Louis XV est ondoyé dans la chambre de la duchesse de Bourgogne par le cardinal Toussaint de Forbin-Janson, évêque de Beauvais, grand aumônier de France, en présence de Claude Huchon, curé de l'église Notre-Dame de Versailles. Le petit prince est immédiatement confié à la duchesse de Ventadour qui devient sa gouvernante, secondée par Madame de La Lande, sous-gouvernante et élevé dans l'aile des princes.

### Héritier du trône de France

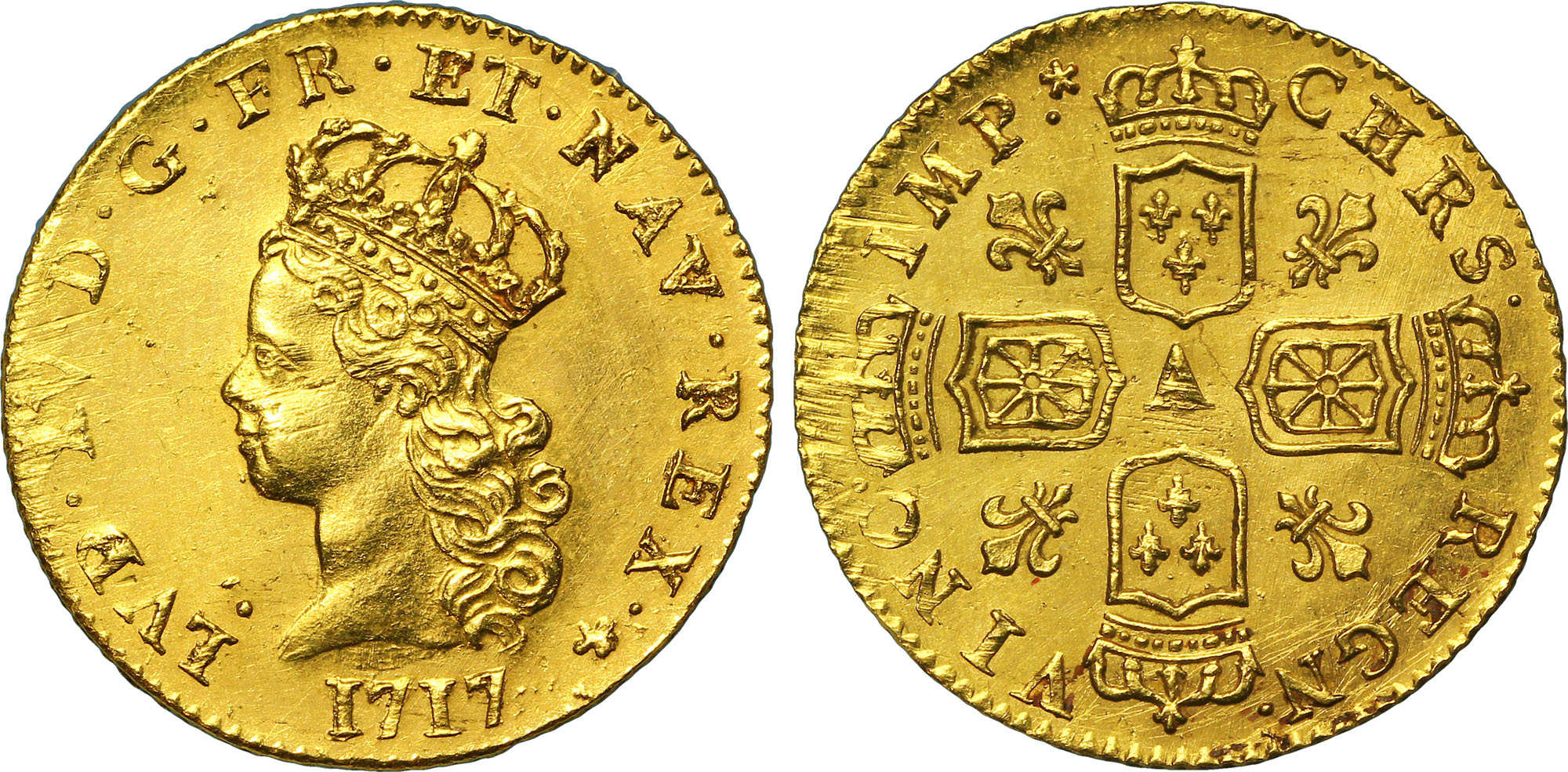
Demi-Louis dit de «Noailles» sous le Bien-Aimé.

Ce n'est pas lui qui aurait dû succéder à son arrière-grand-père, Louis XIV, mais le Grand Dauphin, puis son père le duc de Bourgogne, bientôt surnommé le Petit Dauphin, petit-fils de Louis XIV, et enfin son frère aîné, le duc de Bretagne. Mais, de 1710 à 1715, la mort frappe à plusieurs reprises la famille royale et met brusquement le jeune prince de 2 ans en première place dans la succession de Louis XIV : le Grand Dauphin meurt de la variole le 14 avril 1711. Le duc de Bourgogne devient dauphin. L'année suivante, une « rougeole maligne » emporte son épouse le 12 février 1712, puis le Petit Dauphin le 18 février suivant. À la mort de son frère, le duc de Bretagne, il devient l'héritier du trône de France avec le titre de dauphin de France. Malade, on craint longtemps pour la santé du jeune prince, mais, progressivement, il se remet, soigné par sa gouvernante et protégé par elle des abus de saignées, qui ont vraisemblablement causé la mort de son frère.
Le futur Louis XV est baptisé en urgence le 8 mars 1712, en l'appartement des enfants de France au château de Versailles par Henri-Charles du Cambout, duc de Coislin, évêque de Metz, premier aumônier du roi, en présence de Claude Huchon, curé de l'église Notre-Dame de Versailles : son parrain est Louis Marie de Prie, marquis de Planes, et sa marraine est Marie Isabelle Gabrielle Angélique de La Mothe-Houdancourt.

### Éducation et formation

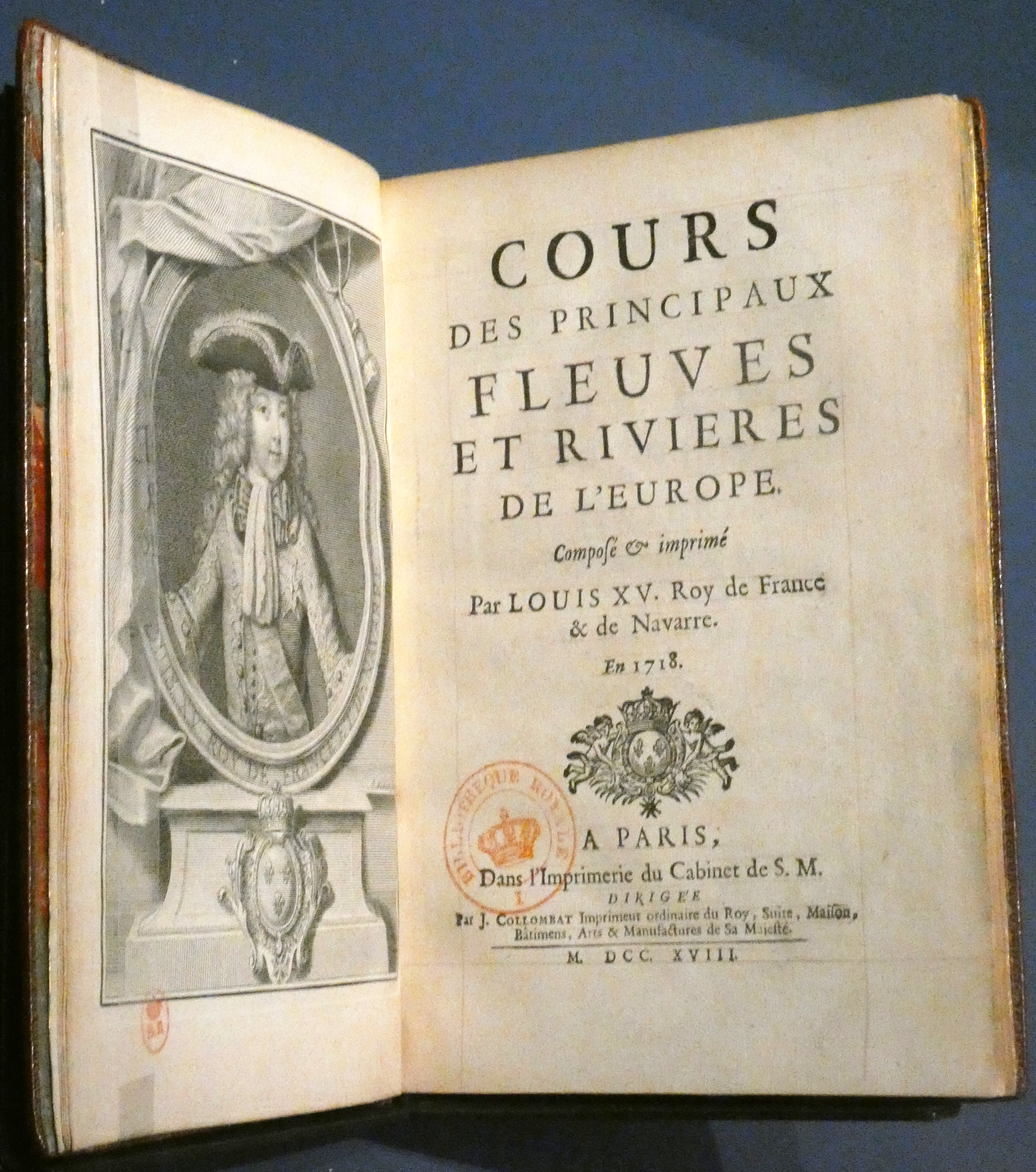
Cours des principaux fleuves et rivières de l'Europe, composé et imprimé par Louis XV.

En 1714, Louis est confié à un précepteur, l'abbé Perot. Sous le contrôle de sa gouvernante qui l'élève pendant sept ans, il lui apprend à lire et à écrire, lui enseigne des rudiments d'histoire et de géographie et lui donne l'enseignement religieux nécessaire au futur roi très chrétien. En 1715, le jeune dauphin reçoit également un maître à écrire. Il est également initié à la danse à partir de l'âge de huit ans par Claude Ballon et montre des dispositions pour cet art. Il participe en décembre 1720 à un spectacle, Les Folies de Cardenio, dans lequel il intervient en compagnie de soixante-huit danseurs, professionnels et courtisans, puis en décembre 1721, dans l'opéra-ballet Les Éléments.
Au jour anniversaire de ses sept ans, le 15 février 1717, ayant atteint l'âge de raison, il « passe aux hommes ». Louis XV est désormais confié à un gouverneur, le maréchal duc François de Villeroy (un ami de jeunesse de Louis XIV et fils de Nicolas V de Villeroy, gouverneur de Louis XIV) qui lui impose tous les rituels de la cour de Versailles mis en place par Louis XIV. Son précepteur, André Hercule de Fleury, évêque de Fréjus lui apprend désormais le latin, les mathématiques, l'histoire et la géographie, la cartographie, le dessin et l'astronomie, matières qui le passionnent et son grand veneur lui apprend la chasse. En 1717, il dispose d'une imprimerie et apprend la typographie, et en 1721, il s'initie au tournage du bois et de l'ivoire. À partir de 1719, il a des maîtres de musique. Il a peu d'affinités pour cette discipline, mais il est attiré par l'architecture. Son éducation balance entre les choix de Villeroy et l'ouverture voulue par Philippe d'Orléans, le Régent.

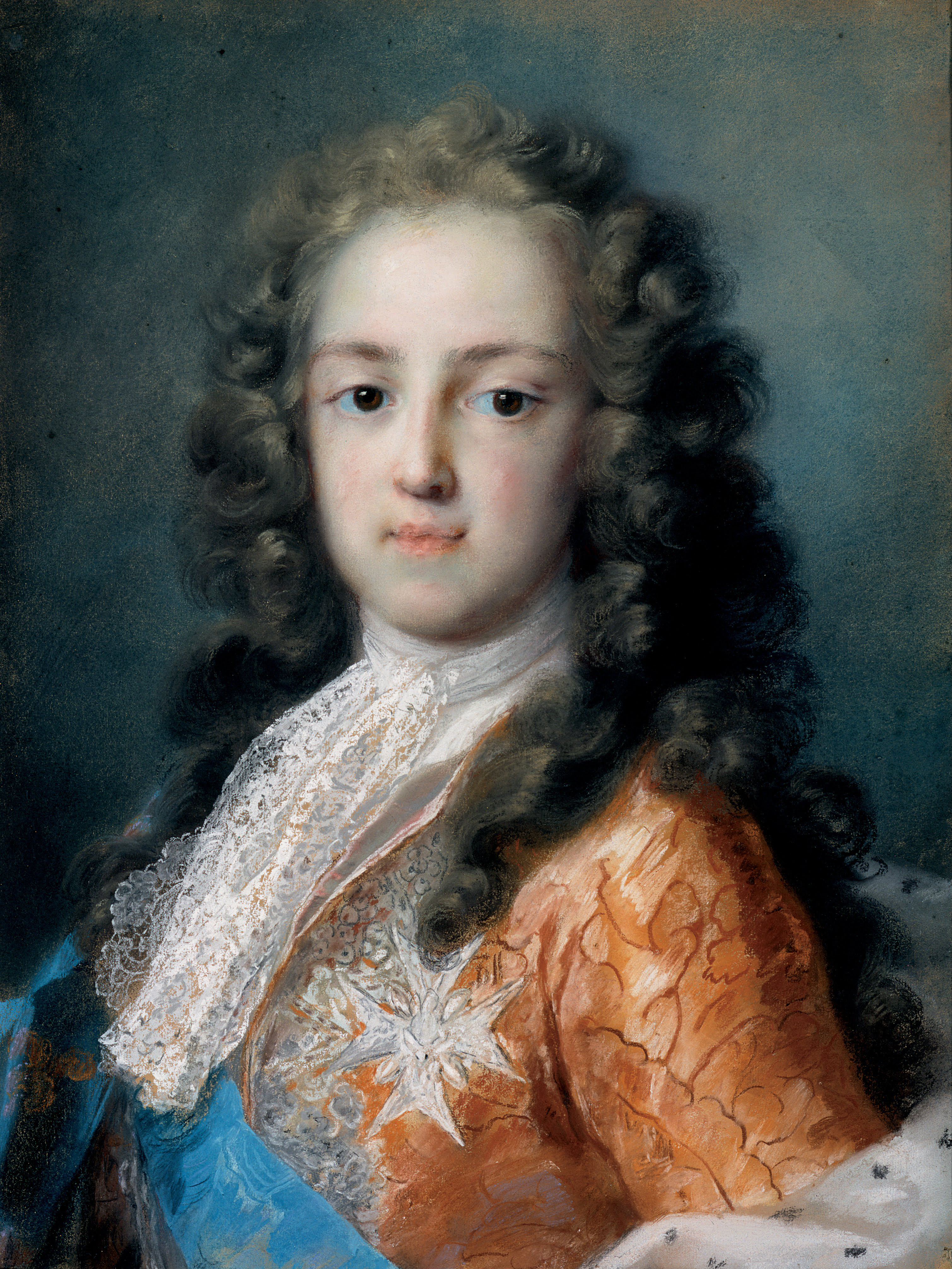
dauphin, 1720-1721
par Rosalba Carriera
Gemäldegalerie, Dresde.

### Activité de représentation du roi durant sa minorité

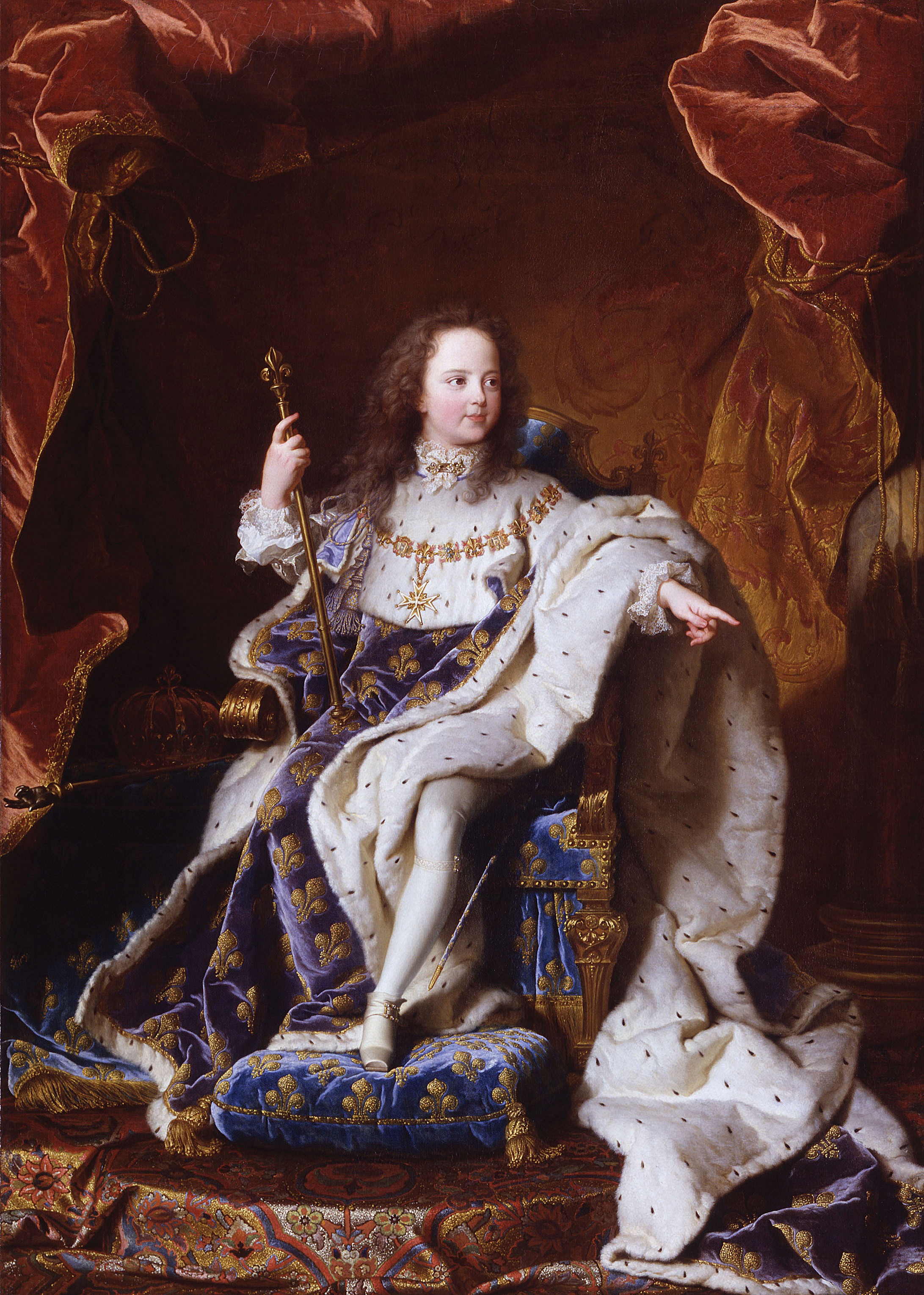
en costume de sacre par Hyacinthe Rigaud.

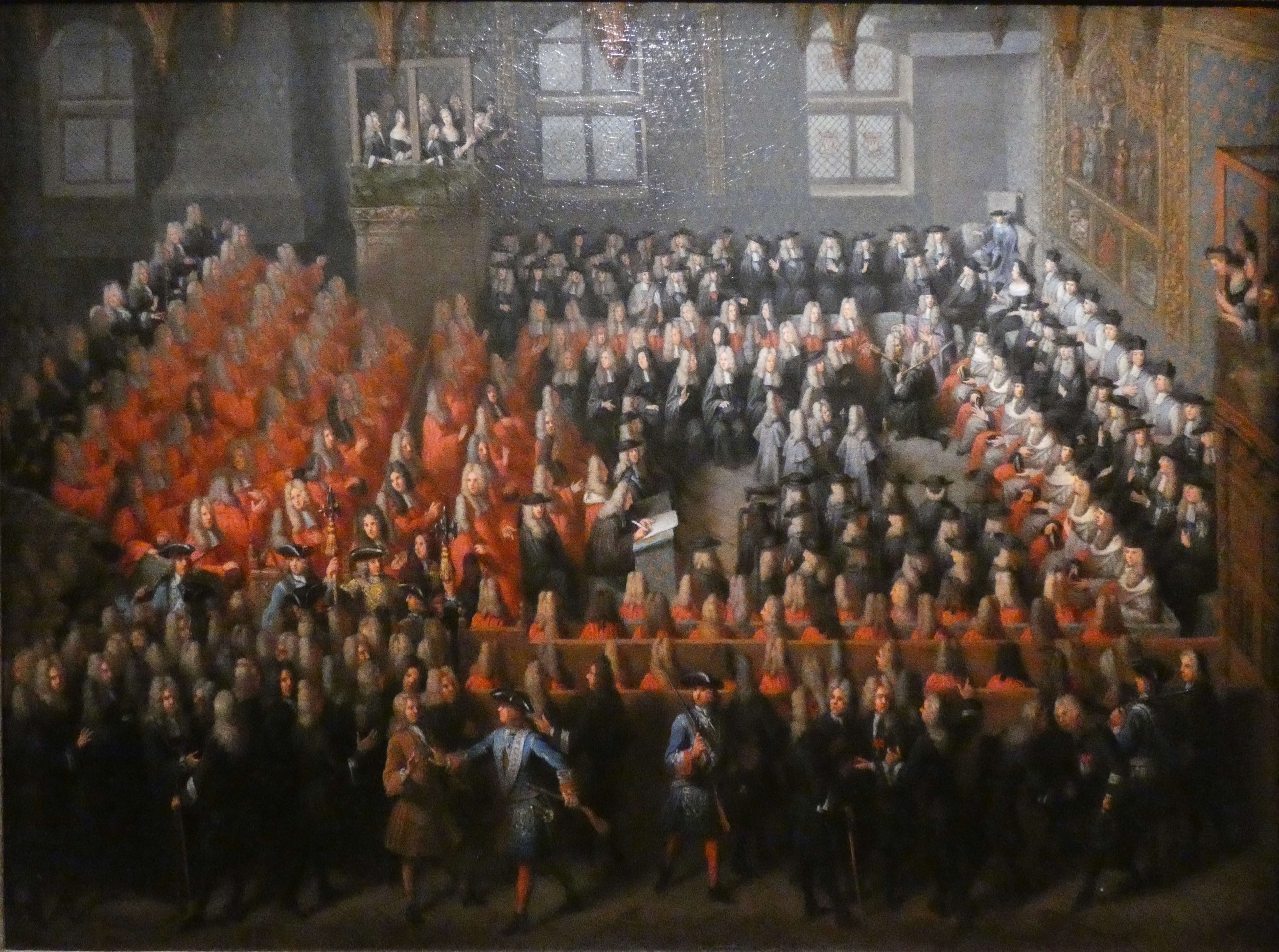
Lit de justice tenu par Louis XV enfant, flanqué de sa gouvernante

Le futur Louis XV commence sa vie publique peu de temps avant la mort de son bisaïeul Louis XIV. Quand, le 19 février 1715, Louis XIV reçoit en grande pompe dans la galerie des Glaces de Versailles l'ambassadeur de Perse, il associe son successeur d'à peine cinq ans à la cérémonie, le plaçant à sa droite. En avril 1715, l'enfant participe avec le vieux roi à la cérémonie de la Cène du Jeudi saint et à celle du lavement des pieds. Il est toujours accompagné de sa gouvernante, Madame de Ventadour. Dans les derniers temps de la vie de Louis XIV, le futur roi participe à plusieurs défilés militaires et cérémonies afin d'acquérir l'habitude de la vie publique.
Le 26 août, sentant la mort venir, Louis XIV fait entrer le jeune Louis dans sa chambre, l'embrasse et lui parle avec gravité de sa future tâche de roi, dans des mots passés à la postérité, il lui livre une sorte de testament politique :

« Mignon, vous allez être un grand roi, mais tout votre bonheur dépendra d'être soumis à Dieu et du soin que vous aurez de soulager vos peuples. Il faut pour cela que vous évitiez autant que vous le pourrez de faire la guerre : c'est la ruine des peuples. Ne suivez pas le mauvais exemple que je vous ai donné sur cela ; j'ai souvent entrepris la guerre trop légèrement et l'ai soutenue par vanité. Ne m'imitez pas, mais soyez un prince pacifique, et que votre principale application soit de soulager vos sujets. »

## Roi de France et de Navarre

### Accession au trône
Louis XIV meurt six jours plus tard, le 1er septembre 1715. Son arrière-petit-fils lui succède. Les 3 et 4 septembre 1715, Louis XV, âgé de cinq ans et demi, accomplit ses premiers actes de roi, en se rendant, d'abord, à la messe de requiem, célébrée pour son prédécesseur à la chapelle de Versailles, puis en recevant l'assemblée du clergé, venue célébrer son propre avènement. Le 12 septembre, il assiste à son premier lit de justice, l'une des cérémonies les plus solennelles de la monarchie, le 14, aux harangues du Grand Conseil, de l'université de Paris et de l'Académie française, et, les jours suivants, aux réceptions d'ambassadeurs venus présenter leurs condoléances. Malgré son jeune âge, il doit se plier à la mécanique du gouvernement et de la cour et jouer son rôle de représentation.

### Départ et retour du roi à Versailles, sacre deLouisXV

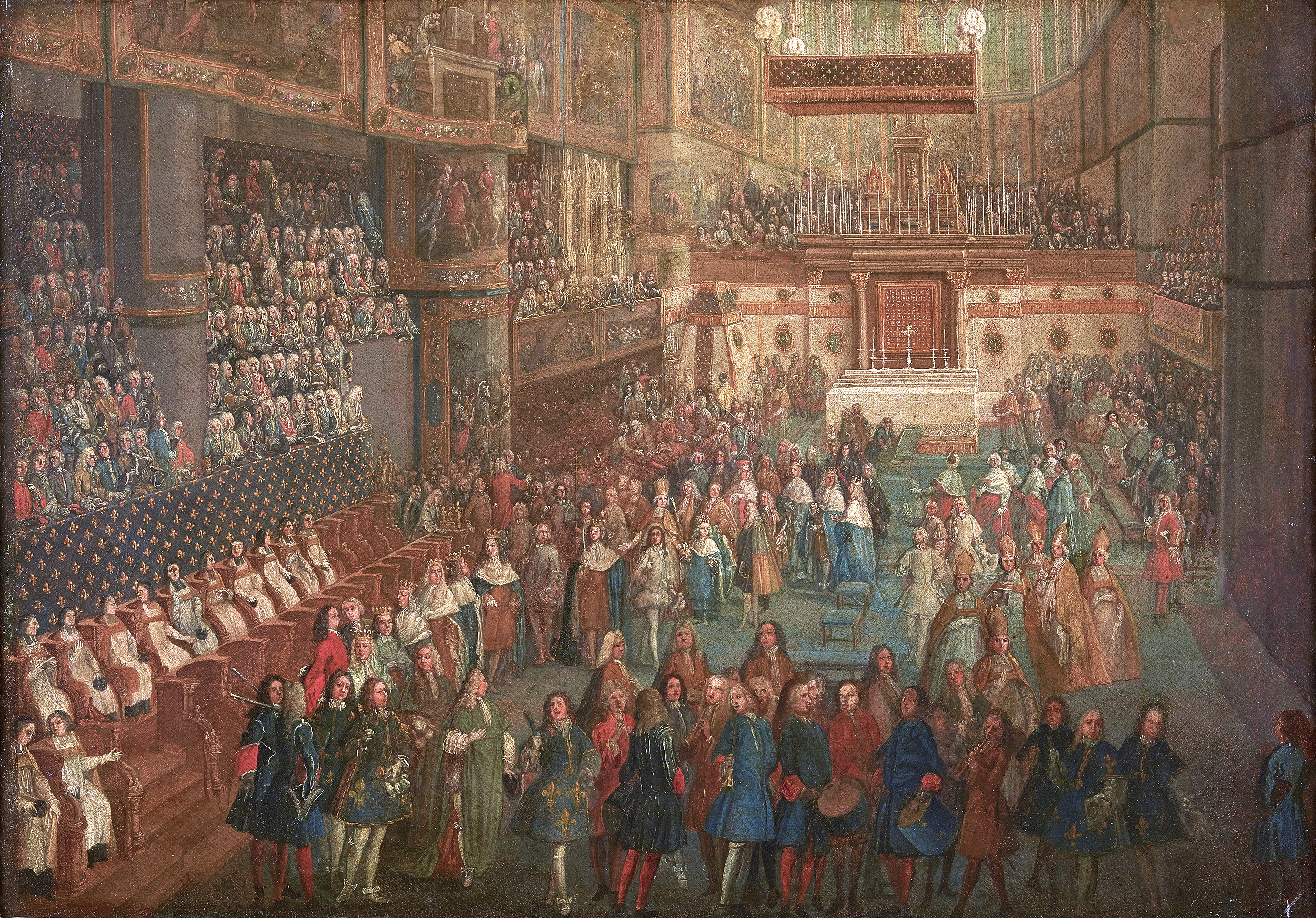
Sacre de le 25 octobre 1722 en la cathédrale de Reims par Pierre-Denis Martin.

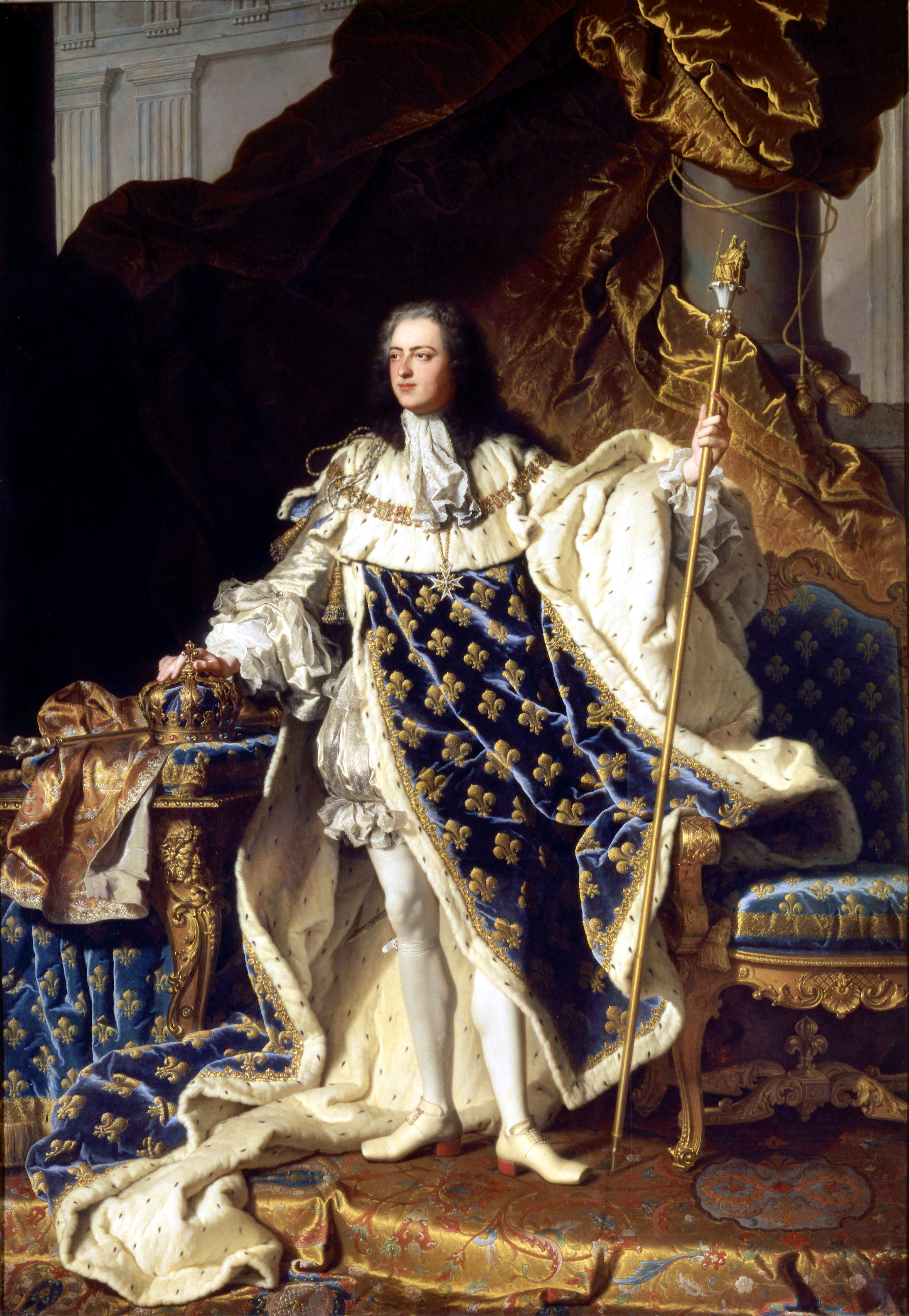
Portrait de en costume de sacre par Hyacinthe Rigaud (1730).

Contre les volontés de Louis XIV, une des premières mesures du Régent est de ramener Louis XV et la cour à Paris. Cette décision semble motivée par sa volonté d'établir un lien fort entre le peuple de Paris et le jeune roi, afin d'éviter tout futur trouble. Après un passage par Vincennes de septembre à décembre 1715, Louis XV s'installe au palais des Tuileries, tandis que le Régent gouverne le royaume depuis le Palais-Royal. Le peuple parisien se prend alors d'affection pour ce jeune roi, tandis que la noblesse, désormais dispersée dans les hôtels de la capitale, jouit, sans contrainte ni mesure, de sa liberté.
En 1722, fatigué des critiques des parlementaires qui commencent à agiter, en sous-main, les Parisiens à la suite de la liquidation du système de Law et de l'hostilité de la foule, et parce que l'éducation de Louis XV s'achève à treize ans, le Régent fait revenir la Cour au château de Versailles, tout en renvoyant le maréchal de Villeroy, seul gouverneur renvoyé d'une éducation royale. Le 15 juin 1722, Versailles redevient résidence royale et symbolise le retour à la politique louis-quatorzienne.
Le jeune Louis XV est sacré et couronné à Reims le 25 octobre 1722. Il atteint sa majorité (13 ans) l'année suivante et est déclaré majeur lors du lit de justice du 22 février 1723.

### Régence: de la polysynodie à une ligne plus autoritaire

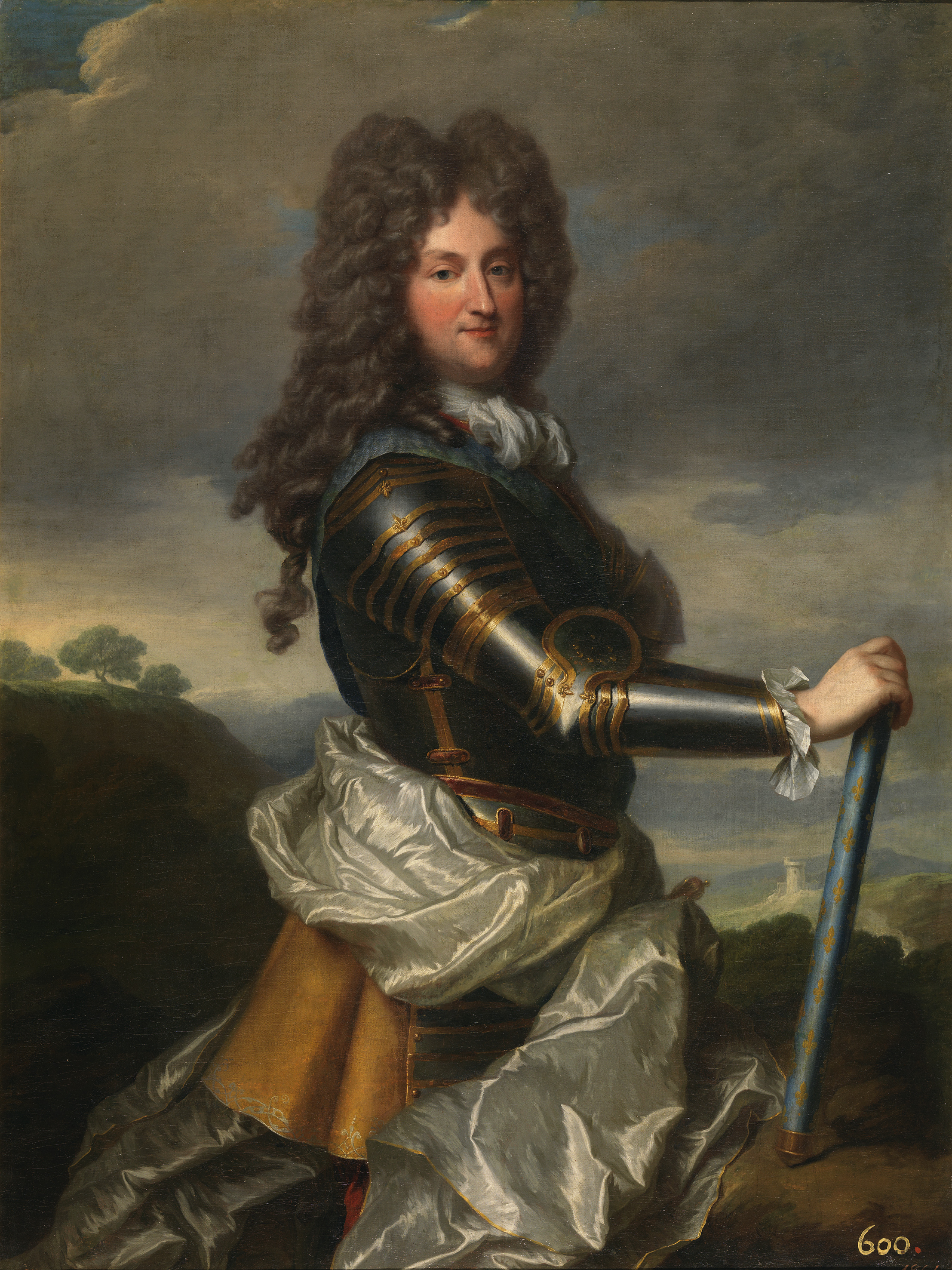
Philippe, duc d’Orléans, Régent de France de 1715 à 1723 par Jean-Baptiste Santerre.

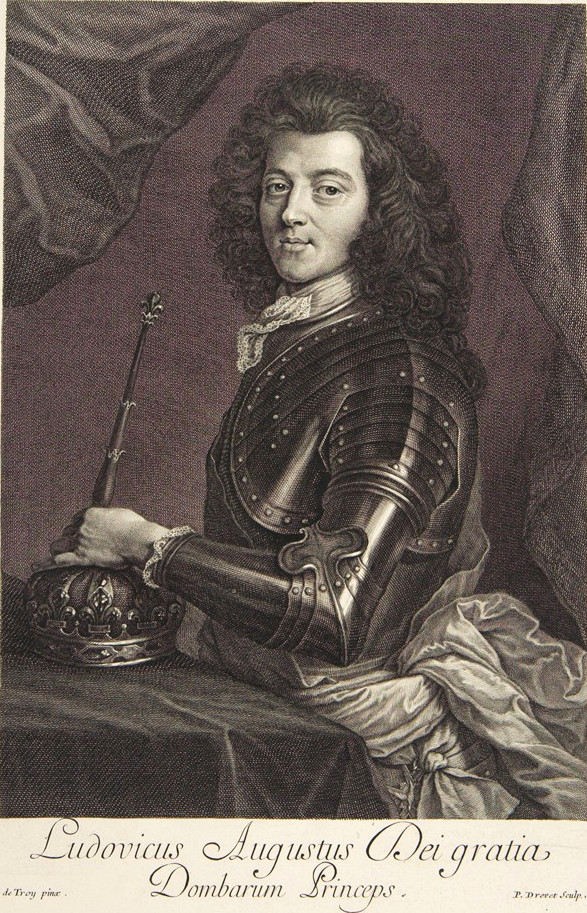
Louis-Auguste, duc du Maine, prince des Dombes.

Durant cette période, le roi est mineur et un régent — l'ancien roi avait opté pour un conseil de régence — le supplée dans cette tâche. Dans son testament du 2 août 1714, Louis XIV a fixé que le futur régent ne sera que président d’un conseil de régence, dont il fixe la composition et a décidé que la garde et l’éducation du jeune roi seront confiées au duc du Maine. À cet effet, le 23 juillet, il a conféré à ses deux fils légitimés la qualité de prince du sang. Le duc d’Orléans, appelé à être régent, s'est alors allié aux autres grands, notamment aux anciens partisans de l'ex-petit dauphin de Louis XIV, Louis de France. Les conjurés ont élaboré des plans d’un gouvernement aristocratique fondé sur les idées de Fénelon, l'ancien précepteur du défunt dauphin, père du roi. Puis, à la mort de l'ancien roi, le duc d’Orléans fait casser le testament de Louis XIV par le Parlement qui, le 2 septembre 1715, le déclare régent avec « entière administration des affaires du royaume pendant la minorité ». En contrepartie de ce jugement, le Parlement a repris le « droit de remontrance », dont Louis XIV l’a privé en 1673. Mais, en rompant avec la mainmise de Louis XIV sur les droits des parlements, le Régent ouvre la porte à une ère de contestation parlementaire qui minera tout le règne de Louis XV.
Louis XIV n’avait jamais gouverné seul. Il s’appuyait sur le Conseil du roi dont les décisions les plus importantes étaient traitées au Conseil d’en Haut ainsi nommé, car il se tenait au premier étage à Versailles. Mais les membres de la famille royale, les princes du sang et le chancelier en étaient exclus depuis la mort de Mazarin en 1661. Durant la régence, le Conseil d’en Haut est remplacé par le Conseil de régence. Ce conseil présidé par le duc d’Orléans est composé du duc de Bourbon, du duc du Maine, du comte de Toulouse, du chancelier Voysin, des maréchaux de Villeroy, d’Harcourt et de Tallard ainsi que de Jean-Baptiste Colbert de Torcy. À ces hommes nommés par Louis XIV, le Régent ajoute Saint-Simon, Bouthillier de Chavigny ainsi que le maréchal de Bezons, Jérôme de Pontchartrain et Louis Phélypeaux, marquis de la Vrillière, qui rédige les procès-verbaux.

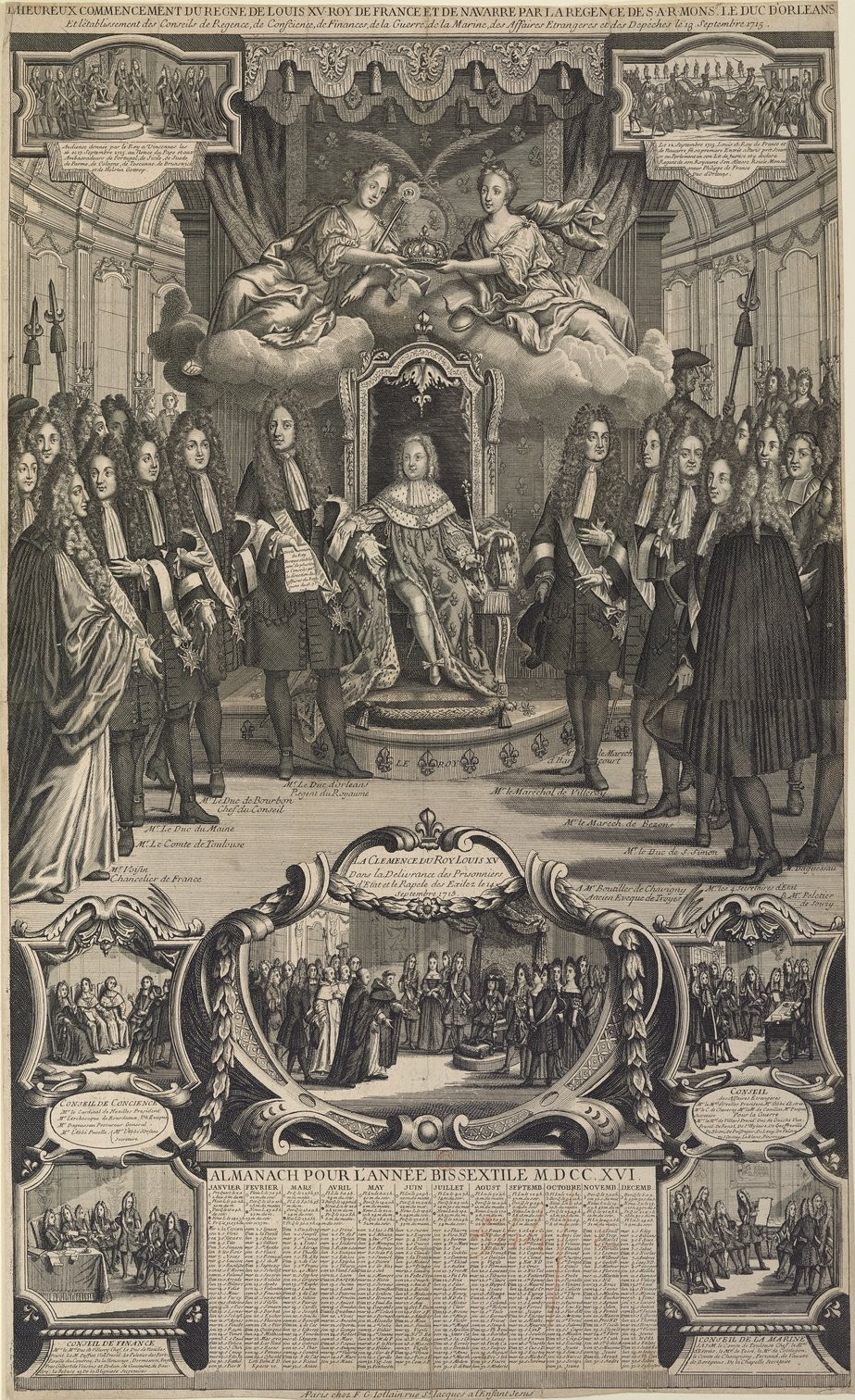
L'heureux commencement du règne de, Roy de France et de Navarre par la régence de S. A. R. Monseigneur le duc d'Orléans et l'établissement des Conseils. Estampe du XVIIIe siècle.

Ce conseil, comme en Espagne et en Autriche, est assisté de conseils spécialisés. Il y eut sept conseils ayant pour tâche de simplifier le travail du « conseil de Régence » :
- le conseil de Conscience (affaires morales et religieuses), présidé par le cardinal de Noailles ;
- le conseil des Affaires étrangères, présidé par le maréchal d'Huxelles ;
- le conseil de la guerre présidé par le maréchal de Villars ;
- le conseil de marine, dont le chef était le comte de Toulouse et le président Victor-Marie d'Estrées ;
- le conseil de finances, ayant pour chef le maréchal de Villeroy et pour président le duc de Noailles ;
- le conseil des affaires du dedans du Royaume, présidé par le duc d'Antin ;
- le conseil de Commerce (décembre 1715), présidé par le maréchal de Villeroy et, de fait, dirigé par Michel-Jean Amelot de Gournay[31].

Les membres du Conseil d'État, les maîtres des requêtes et les intendants de justice, de police, de finance ainsi que les magistrats de la chancellerie préparaient les travaux. La polysynodie s’inspire des plans d’un gouvernement aristocratique élaboré par Fénelon, l’archevêque de Cambrai, précepteur du Petit Dauphin, père de Louis XV.

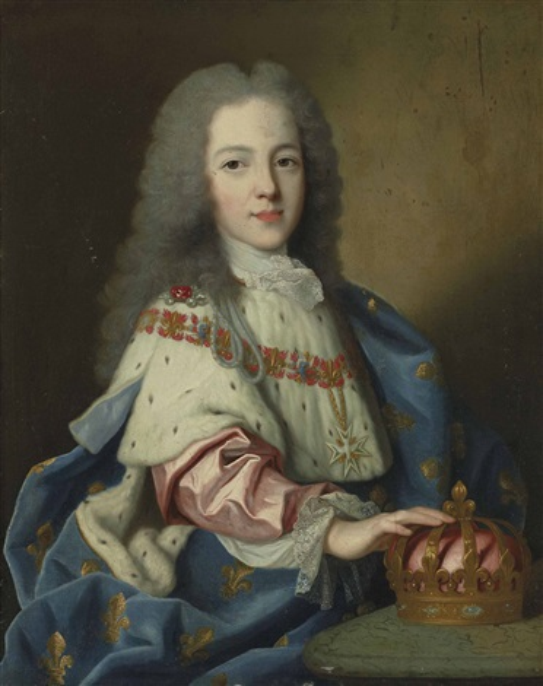
Portrait de Louis XV, roi de France, par Jean-Ranc (ca. 1718-1720).

Cette forme de gouvernement a eu longtemps mauvaise presse. Plus tard, Jean-Jacques Rousseau, se fondant sur les écrits de l'abbé de Saint-Pierre n'est pas tendre avec la polysynodie, qu'il qualifie de ridicule et dont il réduit considérablement la portée. Ce jugement hâtif a participé à la mauvaise réputation dont la polysynodie a été affublée, y compris par les historiens des institutions comme Michel Antoine, ou même Jean-Christian Petitfils qui estime que seuls les conseils de Finances et de Marine fonctionnent « à peu près correctement ». Les travaux plus approfondis de l'historiographie actuelle sont plus nuancés ; le spécialiste de la polysynodie, Alexandre Dupilet, invite à ne pas surestimer la responsabilité des conseils dans les grandes décisions politiques prises par le Régent et cite des réformes financières et administratives faites dans un esprit de rigueur (taille proportionnelle et dîme royale).
Le renouveau de la crise janséniste, lié notamment à une application rigoureuse de la bulle Unigenitus, ainsi que le changement d’alliance, provoquent des remous parmi l'aristocratie et le Parlement. Cela incite le Régent à adopter une ligne plus autoritaire. Le 24 septembre 1718, il supprime « les conseils de Conscience, des Affaires étrangères, du Dedans, de la Guerre » et restaure les secrétariats d’État. À cette occasion, l’abbé Dubois devient secrétaire d’État aux Affaires étrangères et Claude Le Blanc à la Guerre. Les deux hommes font également leur entrée au Conseil de régence. C'est un retour à un centralisation du pouvoir et à un gouvernement avec un "principal" ministre, qui plus est, cardinal, ce qui ne s'était pas vu depuis 1661.

### Majorité et confirmation du duc d'Orléans dans ses fonctions
Le jeune Louis XV sacré et couronné le 25 octobre 1722., ayant atteint sa majorité l'année suivante et déclaré majeur le 22 février 1723, annonce que le duc d’Orléans dirigera les conseils pour lui et confirme le cardinal Dubois dans ses fonctions de premier ministre. Le Conseil de régence est renommé Conseil d’en Haut, tandis que le conseil de la Marine, dernier élément encore en place de la polysynodie, est supprimé.
Le cardinal Dubois et le duc d'Orléans meurent à quelques mois d'intervalle, en août et décembre 1723 entraînant la fin de la Régence. Elle laisse au jeune roi Louis XV, tout juste majeur, mais encore adolescent, un royaume en paix avec les autres puissances européennes (grâce notamment à la « Quadruple Alliance ») et dans une situation économique en voie d'assainissement. Le royaume, qui hérite de la monarchie absolutiste de Louis XIV, est toutefois marqué par les ouvertures du Régent qui ont fragilisé le régime et qui alimentent deux problèmes intérieurs menaçants : l'opposition gallicano-janséniste et celle, renaissante, des parlements. La suite du règne de Louis XV en sera considérablement affectée. La rivalité extérieure avec les Bourbons d'Espagne est aussi une difficulté majeure.

### Gouvernement de Louis de Bourbon (fin 1723 - mi 1726)

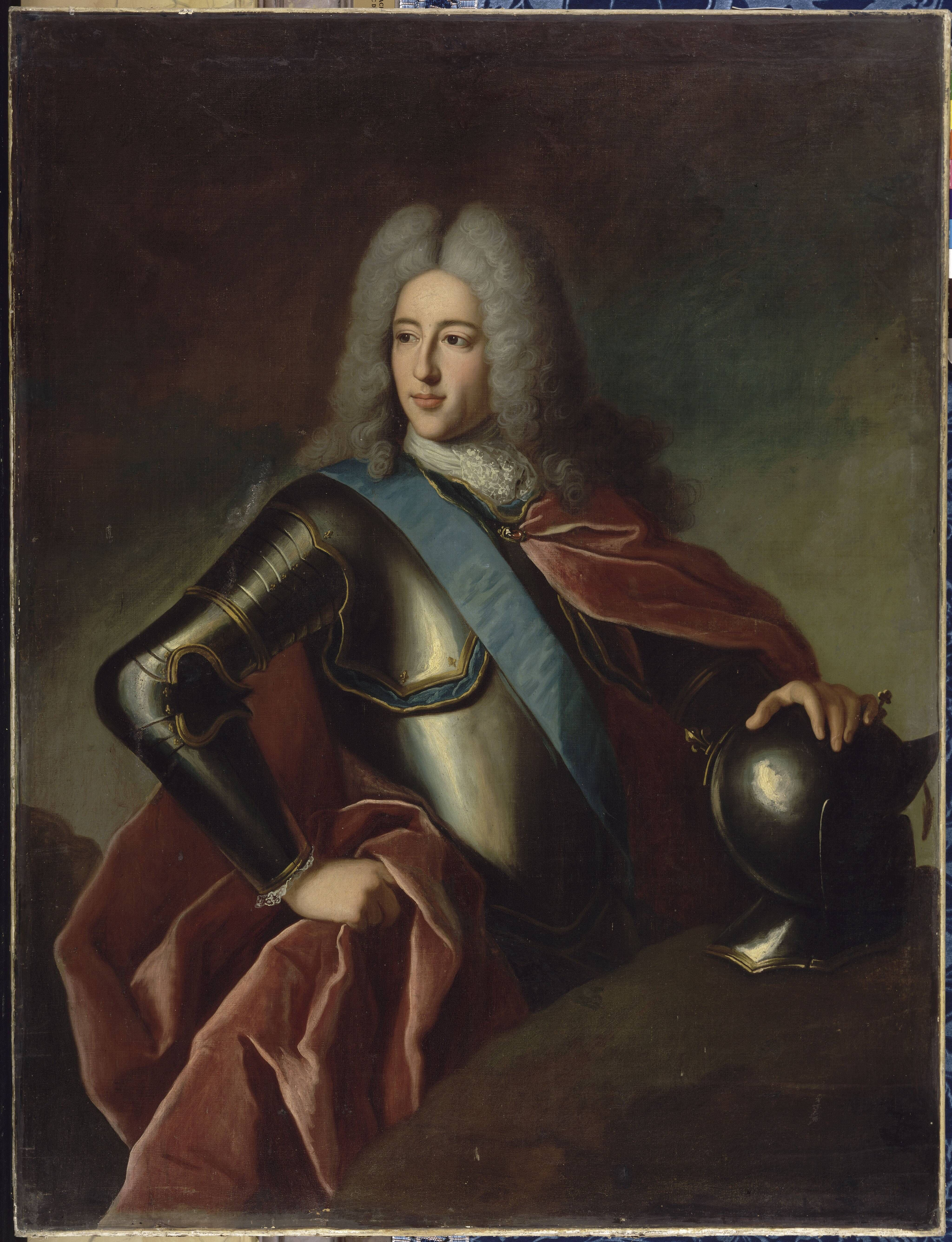
Louis-Henri de Bourbon, prince de Condé.

#### Accession au poste de premier ministre
Dès la mort de Philippe d’Orléans, le 2 décembre 1723, le duc de Bourbon se présente au roi pour demander le poste de Premier ministre. Le roi, ayant consulté du regard son précepteur André Hercule de Fleury, accepte. Si Fleury accepte, c'est que, n’étant pas encore cardinal, il pense qu’il ne serait pas accepté à ce poste par l’aristocratie. De plus, le duc de Bourbon étant peu « esprité » pour reprendre une expression de l’époque, Fleury peut penser gouverner dans l’ombre. Le duc a malgré tout un certain sens de la manœuvre puisqu’en 1717, il avait obtenu que les deux fils légitimés de Louis XIV soient réduits au rang de simples pairs du royaume. Par ailleurs, sa maîtresse, la marquise de Prie, est ambitieuse, travailleuse et habile manœuvrière, comme Fleury s’en rend compte rapidement. Le jeune Voltaire l'a bien perçu, lui qui, voulant rentrer en grâce, lui dédie, sa comédie L’Indiscret.

#### Extension du Code noir

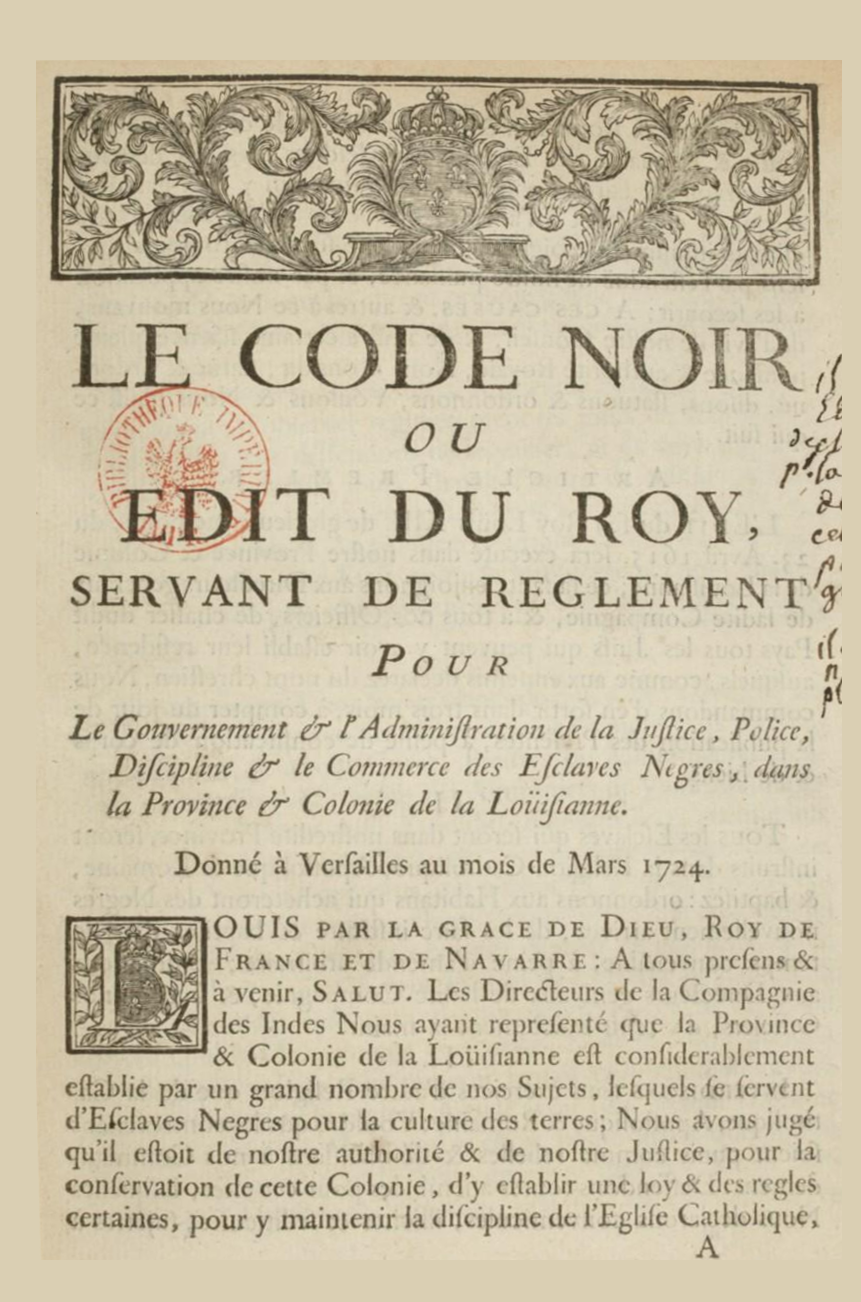
Édition du Code noir ou Édit du Roi comportant les ajouts promulgués par sous la Régence en 1723 et 1724.

Parmi les décisions prises sous ce gouvernement, on note l'extension du Code noir (en décembre 1723 et mars 1724) pour la Louisiane et les îles Mascareignes. Le code était la compilation de deux ordonnances de Louis XIV datant de mars et août 1685 l'une, rédigée par Jean-Baptiste Colbert destinée aux esclaves noirs des îles françaises d'Amérique et l'autre établissant le conseil souverain de Saint-Domingue sous le titre d'Ordonnance ou édit de mars 1685 sur les esclaves des îles de l'Amérique. (Elles étaient inspirées des écrits des deux premiers intendants des iles, Jean-Baptiste Patoulet et Michel Bégon, et des régulations locales qu'ils avaient collectées dans un memorandum,). Globalement, cette extension durcit la version édictée sous Louis XIV. Si les mariages entre Noirs et Blancs sont interdits, le texte prévoit néanmoins ce qui peut advenir aux enfants nés de rapports inter-raciaux. C'est également sous la Régence que sont données les premières autorisations permettant aux armateurs pratiquant la traite d'utiliser les ports français.

#### Mariage du roi

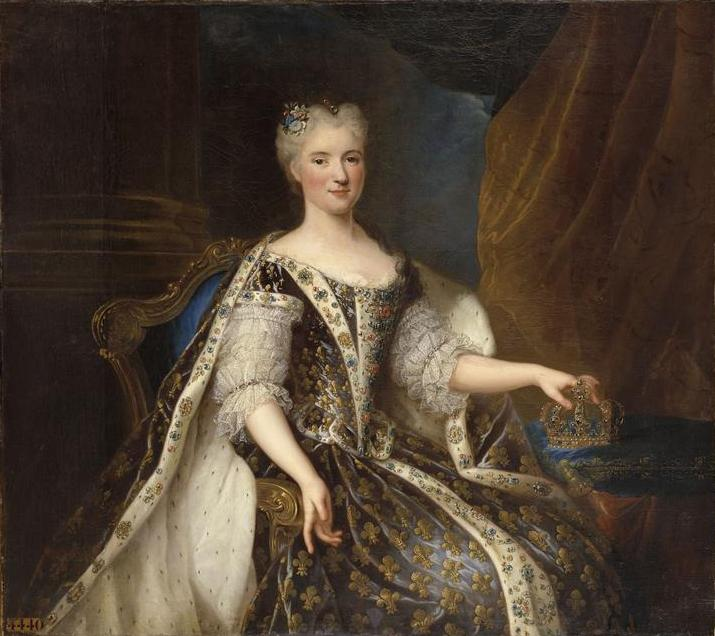
Marie Leszczynska par François Albert Stiemart (1726).

Le choix le plus important du nouveau ministre est celui du mariage du roi. En 1721, le ⁣⁣cardinal Dubois⁣⁣ avait réussi à fiancer le roi à ⁣⁣Marie-Anne-Victoire d'Espagne, sa cousine germaine, fille de Philippe V d'Espagne. Depuis 1722, elle résidait même en France. Mais le duc de Bourbon craint que le jeune roi, de santé fragile, meure sans enfant mâle et que le fils du feu régent soit appelé à ceindre la couronne. Il rompt les fiançailles en 1725, avec cette fiancée qui n'est âgée que de sept ans (née le 31 mars 1718), après que le roi a été gravement alité pendant quelques jours. Le risque est une querelle de succession entre la branche espagnole des Bourbons et la famille d'Orléans. Cette rupture est mal acceptée en Espagne. Les diplomates français sont expulsés, les relations diplomatiques avec la France rompues. Cette rupture brutale est le signe que la France se méfie de la couronne espagnole à plusieurs titres, en particulier parce qu'on craint que les cousins espagnols retrouvent une alliance avec l'empereur Charles VI. En effet, le roi Philippe V a abdiqué en faveur de son fils, le prince des Asturies, mort peu après. Or, certains des grands et le parti impérial, très hostiles à la France à Madrid, veulent que l’autre fils Ferdinand soit marié à une fille de Charles VI, un projet que l’ambassadeur de France à Madrid redoute. Après la rupture des fiançailles, l'Espagne signe un traité d’amitié avec Charles VI, empereur du Saint-Empire.
La recherche d'une autre fiancée parmi les princesses d'Europe est donc nécessaire. Elle est dictée par la nécessité d'une descendance rapide. Après avoir dressé une liste des cent princesses d'Europe à marier, on n'en sélectionne que dix-sept dont l'âge est adéquat. Aucune candidate n'ayant l'heur de plaire au ministre (et à sa maîtresse) qui craint surtout de trouver en la future souveraine une rivale, le choix se porte sur Marie Leszczyńska, princesse catholique et fille du roi détrôné de Pologne, Stanislas Leszczynski. Le mariage n'est d'abord pas très bien vu en France, où la jeune reine est estimée de trop faible extraction pour un roi de France. Catherine Ire de Russie avait proposé sa fille, ainsi qu’une alliance avec la France, mais cette option a été écartée pour deux raisons peu politiques. La première tient au fait que le secrétaire d’État aux Affaires étrangères, Fleuriau de Morville, n’a guère d’estime pour la Russie. La seconde à ce que la marquise de Prie, la maîtresse du duc de Bourbon, veut une personne malléable. Finalement, les deux futurs époux se plaisent en dépit des sept ans qui les séparent (Marie Leszczyńska ayant 22 ans et Louis XV seulement 15) et la reine est rapidement appréciée du peuple pour sa charité. La famille de la princesse vivant en exil en Alsace d'une pension que lui verse le roi de France, le mariage par procuration est célébré le 15 août en la cathédrale de Strasbourg, puis la cérémonie du mariage célébrée à Fontainebleau, le 5 septembre 1725.

#### Fin du gouvernement du duc de Bourbon
En 1725, à la suite de tornades, le grain commence à manquer et le prix du pain augmente. Parallèlement, les caisses de l’État sont vides, à la suite de l’effondrement du système de Law et de la « politique financière déflationniste » menée par le contrôleur général Dodun et les frères Pâris. Aussi, est-il décidé de promulguer une nouvelle taxe, le cinquantième, qui devait s’appliquer à tous. Aussitôt la noblesse se récrie et l’assemblée générale du clergé s’y oppose. La faction d’Orléans demande, elle, une réduction des dépenses. Finalement, le Parlement refuse d’enregistrer l’édit. Un lit de justice, le 8 juin 1725, leur impose l’enregistrement, mais l’opinion publique se retourne, d’autant que le duc fait preuve de maladresse vis-à-vis des protestants, en réactivant l’interdit des réunions cultuelles. Par ailleurs, sa volonté d'apaiser les jansénistes lui vaut l'hostilité du cardinal de Fleury et du conseil de Conscience
Malgré l'insistance de la jeune reine qui le considérait comme son mentor, Louis XV écarte alors le duc de Bourbon du pouvoir, le 11 juin 1726, et l'exile dans ses terres de Chantilly. Louis XV décide également de supprimer la charge de Premier ministre et appelle auprès de lui le cardinal de Fleury, son ancien précepteur. Celui-ci commence alors auprès du roi une longue carrière à la tête du royaume, de 1726 à 1743.

### Gouvernements successifs du roi

#### Gouvernement du cardinal de Fleury (mi 1726-1743)

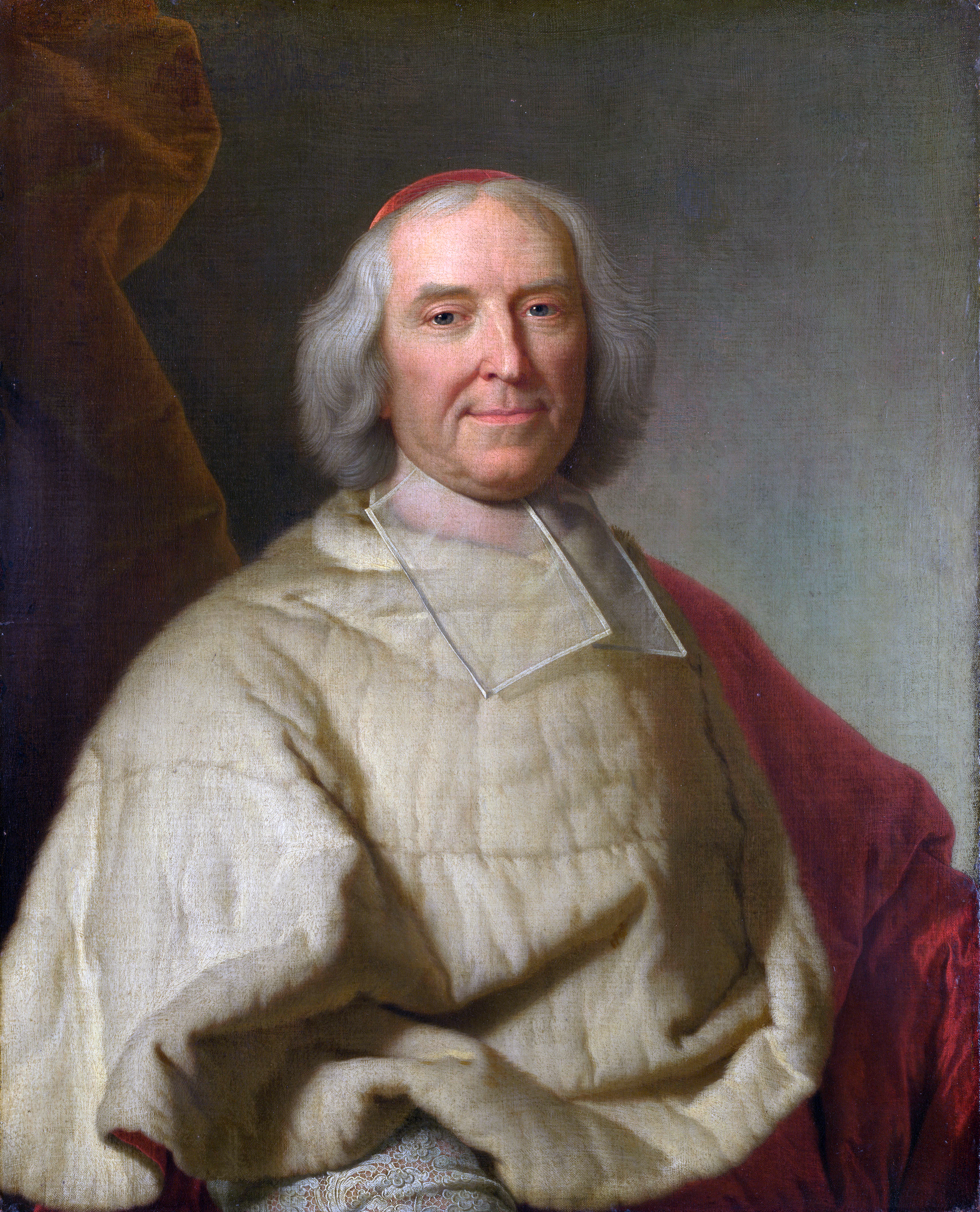
Le cardinal de Fleury par Hyacinthe Rigaud.

##### Premier ministre de fait
Louis XV commence son règne personnel le 16 juin 1726, en fixant les cadres de son gouvernement. Il annonce à son Conseil d'en-haut, outre la fin de la charge de Premier ministre, sa fidélité à la politique de Louis XIV, son arrière-grand-père :
« Mon intention est que tout ce qui regarde les fonctions des charges auprès de ma personne soient sur le même pied qu'elles étaient sous le feu Roi mon bisaïeul. […] Enfin, je veux suivre en tout l'exemple du feu Roi mon bisaïeul ». « Je leur [aux conseillers] fixerai des heures pour un travail particulier, auquel l'ancien évêque de Fréjus [le cardinal de Fleury] assistera toujours ».
En réalité, si nominalement le poste de Premier ministre est supprimé, de facto, Fleury l'exerce comme « principal ministre ». En vérité, pour Petitfils, il a même les prérogatives d'un lieutenant général du royaume qui excédent celles d'un Premier ministre ayant « un brevet l’autorisant à faire travailler sous son autorité ministres et secrétaires d’État, et même […] à prendre des décisions en l’absence du roi ». Enfin, l’obtention le 11 septembre de la pourpre cardinalice renforce sa position au Conseil d'en-haut. Durant toute la période, il privilégie le travail en tête-à-tête avec le roi. Lorsque Fleury, en fin de vie, doit parfois s’arrêter, le roi le remplace à la satisfaction de tous, même si le vieux cardinal tient à demeurer en poste jusqu'à sa mort. Pour Michel Antoine, Louis XV « resta pratiquement en tutelle jusqu'à l'âge de trente-deux ans ».
Si le cardinal de Fleury est un homme âgé en 1726 — il a soixante-treize ans —, le reste des ministres et très proches conseillers du roi se renouvelle. Il est composé d'hommes plus jeunes qu'auparavant. Fleury fait revenir le chancelier d'Aguesseau, renvoyé en 1722. Celui-ci ne retrouve cependant pas toutes ses prérogatives, puisque les sceaux et les Affaires étrangères sont confiés à Germain-Louis Chauvelin, président à mortier du parlement de Paris, à partir de 1727. Le comte de Maurepas devient secrétaire d'État à la Marine, à vingt-cinq ans. Fleury, bien que très déterminé, ne parle pas toujours avec la fermeté nécessaire. Aussi, il juge bon de s’appuyer sur deux hommes au caractère trempé : Orry qui, à compter de 1730, est au contrôle des finances et Germain Louis Chauvelin.
La Cour, c'est autant les grands services qui gèrent la vie publique qu'un lieu de sociabilité de l'aristocratie. C'est aussi un champ où s'affrontent des coteries, des ambitions familiales et personnelles. C'est enfin un endroit où la question du rang est très importante et détermine les choix politiques. Dans ces conditions, celui qui tient lieu de Premier ministre doit, simultanément, diriger l'appareil d'État, et tenir compte des différents clans qui structurent la société aristocratique. Au début des années 1740, le cardinal de Fleury a de plus en plus de mal à contrôler les factions structurées autour des clans Noailles et Belle-Isle.

#### Gouvernement du roi (1743 à sa mort)
Durant la période qui couvre les années 1743-1774, le paysage dans lequel se meut la royauté change profondément : les « Lumières », tant en philosophie qu’en économie, s’affirment. En 1746, Diderot publie les Pensées philosophiques, suivies, en 1749, par les Lettres sur les aveugles et le premier volume de l’Encyclopédie. En 1748, Voltaire publie Le Siècle de Louis XIV et, en 1756, l'Essai sur les mœurs et l'esprit des nations. En 1748, Montesquieu publie De l'esprit des lois. En 1750, Rousseau devient célèbre en publiant le Discours sur les sciences et les arts, suivi, en 1755, par le Discours sur l'origine et les fondements de l'inégalité parmi les hommes. Le roi, timide et peu assuré, s'appuie pour gouverner sur Madame de Pompadour alliée au duc de Choiseul à partir de 1758, qui, lui-même, tend à soutenir en sous-main la principale force d'opposition qu'est le Parlement avant de le chasser et d'appeler un gouvernement « fort » dirigée par le Chancelier de Maupeou.

##### Style de gouvernement

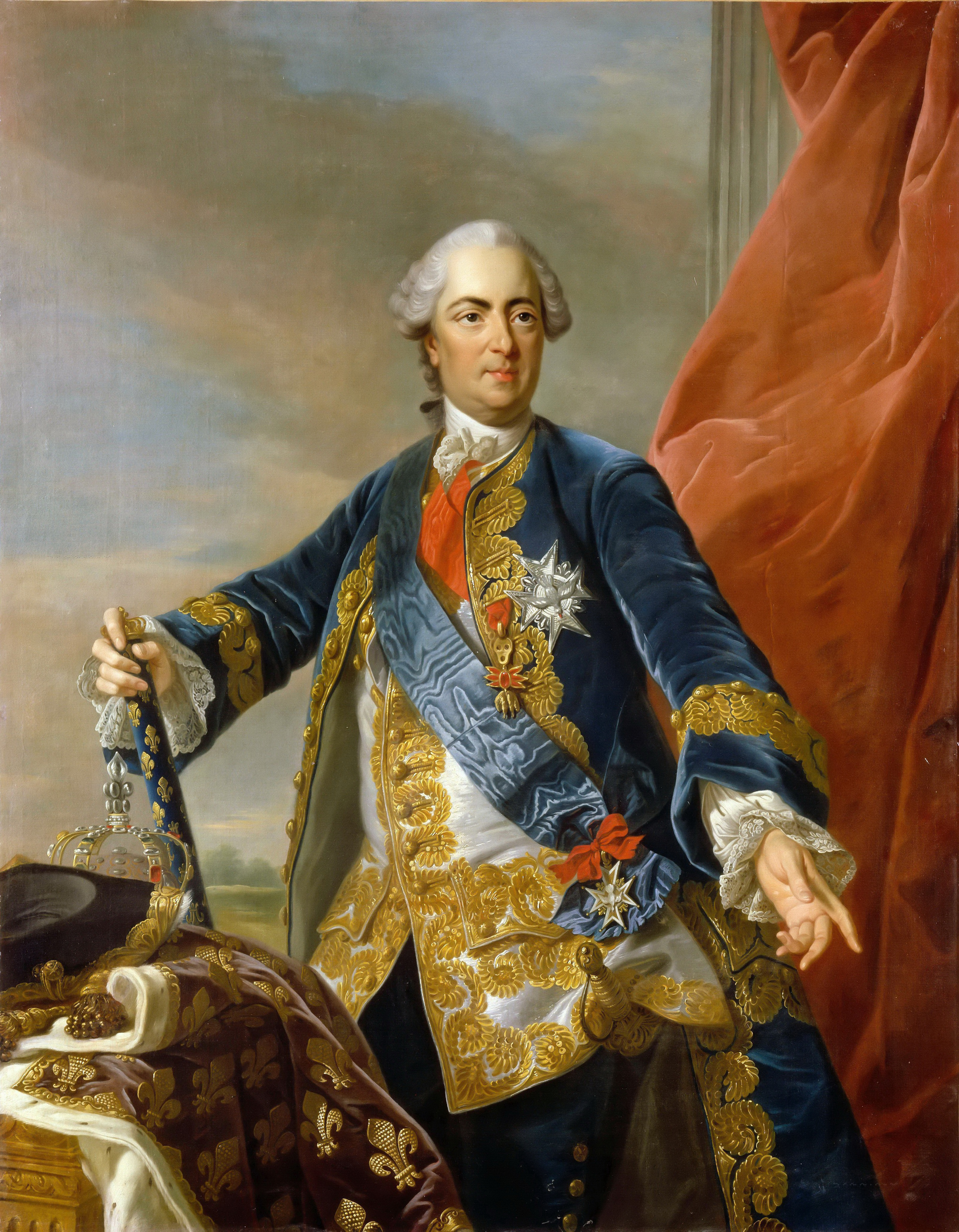
par Louis-Michel van Loo.

À la mort du cardinal de Fleury, en 1743, le gouvernement de Louis XV débute. Le roi, alors âgé de 33 ans, est appelé « Louis le Bien-Aimé ». Si Louis XV veut suivre l'exemple de son bisaïeul Louis XIV, son caractère est très différent. Alors que le Roi-Soleil aimait le spectaculaire et le théâtral et se voulait constamment sur le devant de la scène, Louis XV distingue très strictement vie publique et vie privée et aime à se réfugier dans ses petits appartements. Enfin, le roi, intelligent et cultivé, agit en sous-main et écoute, parfois trop, son entourage. Sa timidité lui fait préférer l'écrit à l'oral et la disgrâce peut brutalement tomber par écrit sans que des signes oraux ou gestuels ne l'aient annoncée. François Bluche lui reproche d'avoir trop favorisé la noblesse d'épée ou de robe dans ses promotions  et d'avoir trop facilement rejeté des éléments de valeur. Il estime que Louis XV, à la différence de Louis XIV, s'est saisi du pouvoir trop tard, ce qui l'a empêché de s'investir vraiment dans son rôle de monarque. Son règne, toujours selon Bluche, a abouti à une « sorte d'oligarchie bureaucratique », qui est en train de se constituer avec la création des Écoles royales.
Michel Antoine, quant à lui, soutient que si le roi « paraît vouloir travailler avec ses cinq ministres en particulier », il se repose sur une « machine gouvernementale » qui le contraint à réellement travailler. C'est ainsi qu'il doit présider le dimanche et le mercredi le Conseil d'en-haut, le samedi, et parfois le vendredi, le Conseil des dépêches, et, le mardi, le Conseil royal des finances. De plus, il reçoit souvent en tête-à-tête ses ministres les plus importants, parfois plusieurs fois par semaine. Par ailleurs, le roi qui aime être bien renseigné, consulte, à cette fin, le cabinet noir, la diplomatie secrète et le lieutenant général de Police de Paris. Si ses ministres peuvent appartenir à la noblesse de cour, ils sont le plus souvent membres de la noblesse de robe. Dans son cercle de travail, les conseils sont peuplés de conseillers d'État et autres fonctionnaires, ce qui fait dire à Michel Antoine que si son règne est « pauvre en grands politiques », il est « riche en grands administrateurs » tels Gaumont, Trudaine, d'Ormesson, Machault, Bertin.

##### Influence de la Marquise de Pompadour

La marquise de Pompadour par Quentin de La Tour.

Jeanne Le Normant d'Étiolles, née Poisson, cherche, dès 1743, à se faire remarquer du roi en assistant à des chasses à courre en forêt de Sénart. Dans son entreprise, elle peut compter sur sa mère qui a des accointances dans le proche entourage du roi, à savoir le premier valet du dauphin, celui du roi, ainsi que les frères Pâris, financiers réputés. Sa première rencontre avec le roi reste peu documentée. Elle semble avoir eu lieu lors d'un bal masqué, soit lors du mariage du dauphin Louis, soit lors d'un bal à Versailles. Afin de lui permettre d'être présentée à la cour et de devenir dame d'honneur de la reine, le roi lui attribue une terre limousine tombée en déshérence : le « marquisat de Pompadour ». Madame de Pompadour, fille adultérine d'un financier, est belle, cultivée, intelligente et dotée d'une grande ambition. Son ascension est mal vue par les dévots, notamment le dauphin, et par l'aristocratie en général. En effet, jusque-là, les maîtresses officielles de Louis XIV, hors Madame de Maintenon, et de Louis XV sont choisies dans la haute aristocratie. Si les fils et les filles du roi ne l'aiment guère et la nomment « maman putain », elle sait se faire apprécier de la reine, en se montrant déférente à son égard.
La marquise de Pompadour est officiellement logée au troisième niveau du château de Versailles, au-dessus des appartements du roi. Elle y organise des soupers intimes avec des invités choisis, où le roi oublie les obligations de la cour, qui l'ennuient. De santé fragile, et supposée frigide, la marquise, à compter de 1750, n’est plus son amante, mais reste sa maîtresse et confidente et conserve ses relations privilégiées avec le roi en se chargeant de lui « fournir » discrètement des jeunes filles, parmi lesquelles Lucie Madeleine d'Estaing, demi-sœur illégitime de l'amiral d'Estaing. Cette fonction d'entremetteuse a enflammé « l'imagination des échotiers », surtout au XIXe siècle.
Selon Michel Antoine, Madame de Pompadour est intervenue dans la politique menée par le roi en favorisant les carrières de ses proches, à qui sont parfois confiées « des responsabilités trop lourdes pour leurs capacités », et en défaisant les carrières d'hommes de valeur qu'elle n'apprécie pas. Si son train de vie et ses constructions ont été reprochés au roi, les études sérieuses des comptes royaux montrent, en revanche, qu'il n'a pas été particulièrement généreux envers elle.
Mais, en politique, l'apparence peut être vue comme une réalité, surtout si un roi, en l'occurrence, Frédéric II de Prusse, entretient l'idée, par sa propagande. Enfin, selon Michel Antoine, elle comprend mal le roi, quand elle cherche à l'étourdir et qu'il faudrait l'aider « à surmonter sa défiance de soi-même ». Pour cet historien, elle a une influence néfaste sur le roi, puisque c'est durant cette relation que « la conduite de la politique parut la plus incertaine ».

##### Tensions dans l'appareil gouvernemental et arrivée de Choiseul

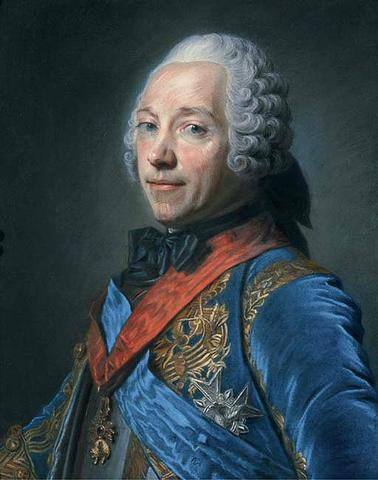
Le maréchal de Belle-Isle (1684-1761) par Maurice Quentin de la Tour.

Le 1er février 1757, le roi renvoie deux de ses ministres les plus importants, Jean-Baptiste de Machault d'Arnouville et le comte d'Argenson, deux hommes impliqués dans l'affaire du vingtième. Le premier, parce que c'est son projet et, le second, parce que, ami des Jésuites, il est proche des positions du clergé dans cette affaire. Si la lettre de renvoi du premier est plutôt affectueuse, celle adressée au second est beaucoup plus sèche. Outre que ce dernier n'est pas en meilleurs termes avec Madame de Pompadour, le roi semble aussi lui reprocher sa gestion des affaires parisiennes, qui vont être confiées au marquis de La Vrillière. Le marquis de Paulmy remplace son oncle, le comte d'Argenson, au secrétariat d'État à la Guerre, Peyrenc de Moras se voit confier la Marine qu'il doit cumuler avec les Finances tandis que le roi se réserve les Sceaux. Après ces renvois, l'abbé de Bernis et Choiseul deviennent les personnalités dominantes du gouvernement.
Le marquis de Paulmy démissionne du secrétariat d'État à la guerre le 3 mars 1758, où il est remplacé par le maréchal de Belle-Isle. Peyrenc de Moras cède la marine au marquis de Massiac qui ne la conserve que durant l'été 1758, avant qu'elle ne soit cédée à Berryer. Ce dernier, un proche de Madame de Pompadour, est nommé également en 1758 au Conseil d'En-Haut, simultanément avec maréchal d'Estrées et le marquis de Puisieulx. Le Contrôle général des finances connaît, après la démission de Machault, une forte instabilité puisque, de 1754 à 1759, cinq personnes se succèdent à ce poste avant qu'il ne soit confié à Bertin, qui le garde de 1759 à 1763. Choiseul, ambassadeur à Vienne, devient, fin 1758, secrétaire d'État aux Affaires étrangères à la place de l'abbé de Bernis, devenu cardinal en août 1758. Choiseul sera nommé, en 1761, à la mort de Belle-Isle, secrétaire d'État à la Guerre, un poste qu'il occupera jusqu'à sa disgrâce, en 1770. Durant toute cette période, les Choiseuls (le duc de Choiseul et son cousin, le marquis de Choiseul) seront à la tête des Affaires étrangères, de la Marine et de la Guerre.
L'abbé de Bernis, sur le point de devenir cardinal, suggère à Louis XV de modifier le fonctionnement du gouvernement. Comme il sait que le roi tient, comme son aïeul Louis XIV, à ne pas avoir un Premier ministre, personne physique, il suggère qu'une assemblée, le Conseil du roi, en tienne lieu. Son plan, partiellement mis en place, prévoit, également, un examen des dépenses du gouvernement qui révélera de grands dysfonctionnements au secrétariat d’État à la Marine, entraînant le départ de Massiac. Mais, ce plan ne plaît guère à Madame de Pompadour, qui perdrait de son influence dans les affaires gouvernementales. Enfin, il placerait, de facto, Bernis au premier plan, ce à quoi le roi ne tient pas. Ainsi, Bernis, à peine fait cardinal le 30 novembre 1758, est-il disgracié le 13 décembre 1758. Le duc de Choiseul devient alors le ministre prépondérant jusqu'à sa propre disgrâce en 1770.

### Gouvernement de Choiseul, puis du triumvirat de Maupeou, Terray et d'Aiguillon

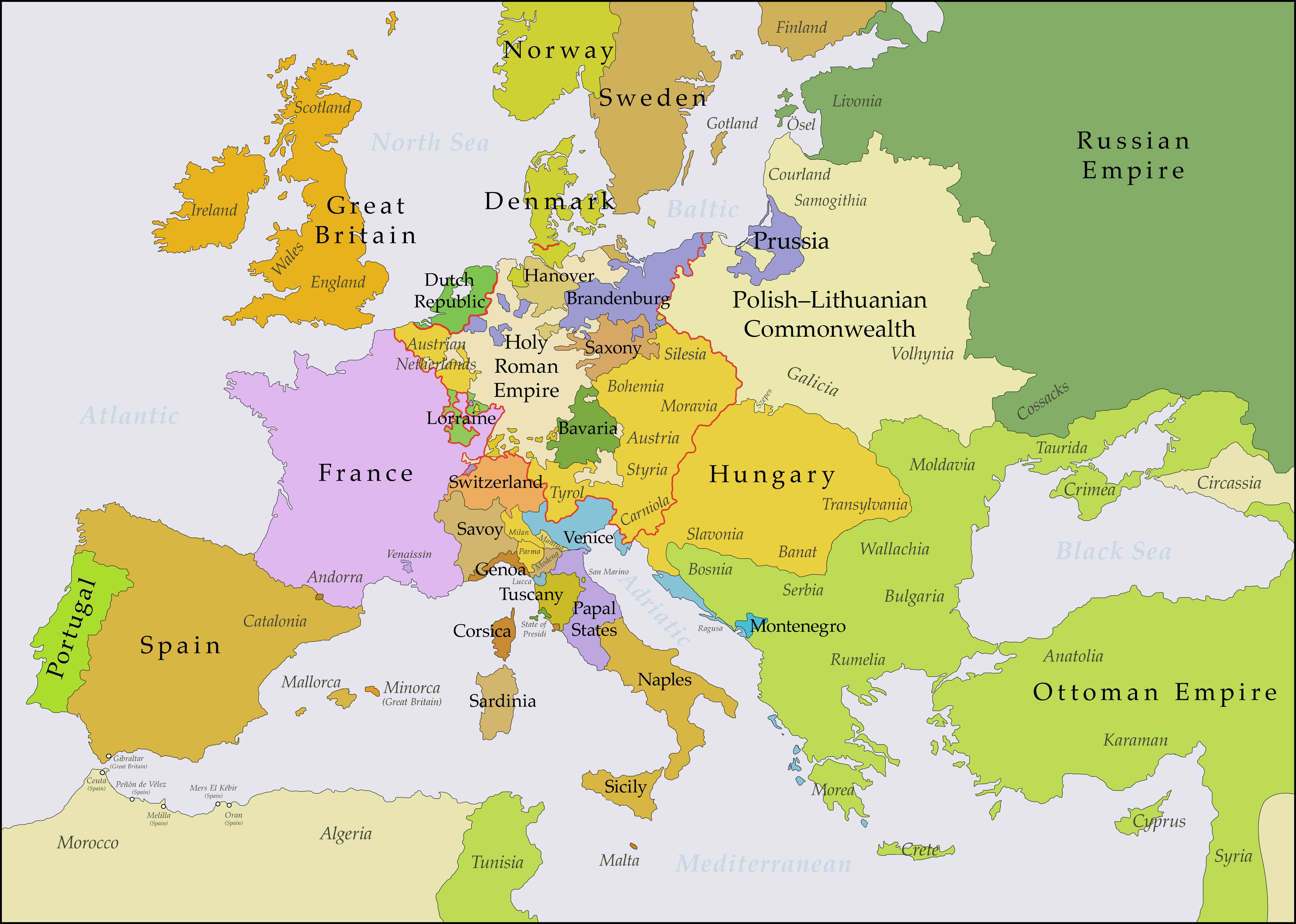
L'Europe en 1740.

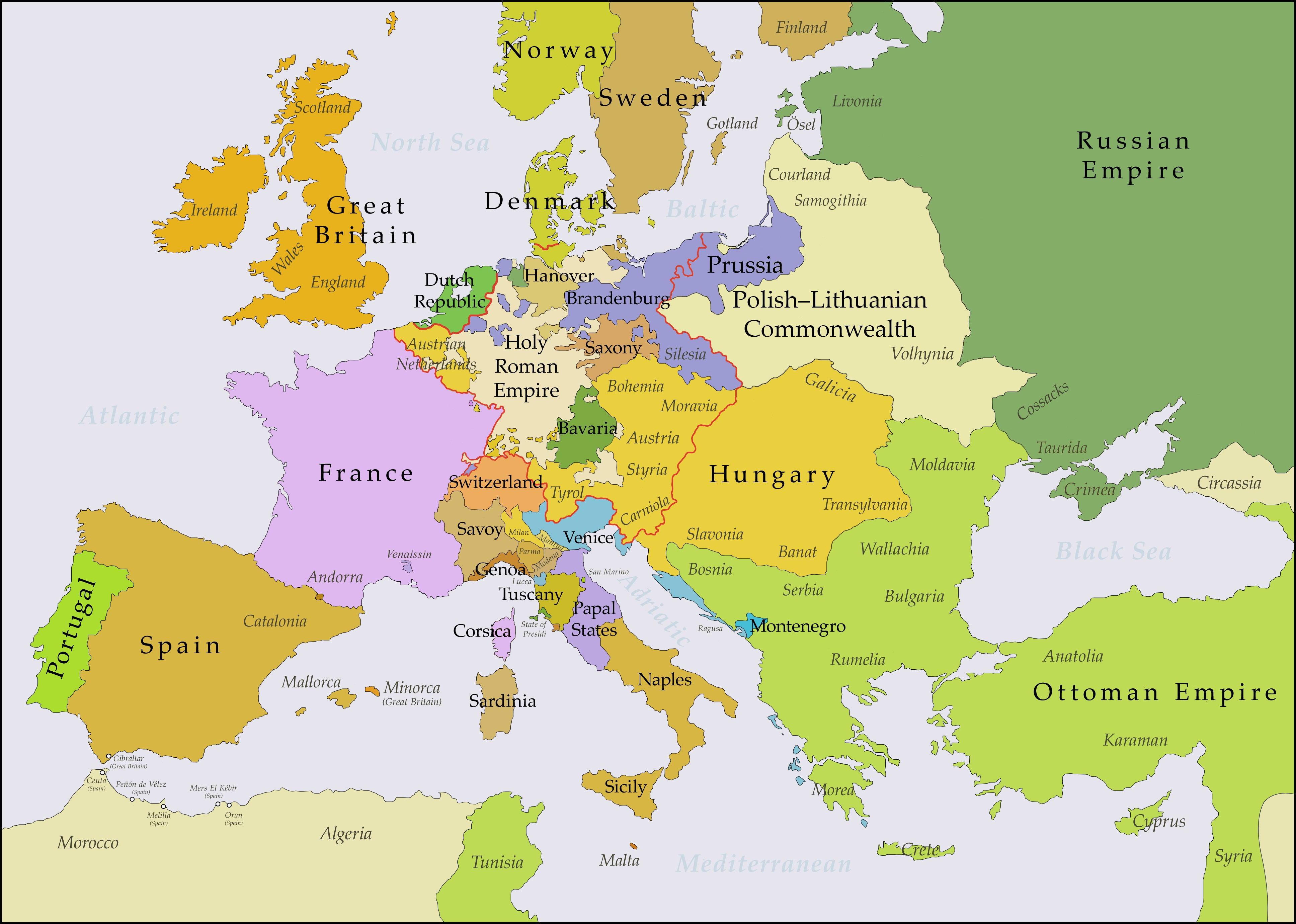
L'Europe en 1783.

Durant cette longue période, le roi gouverne en s'appuyant sur sa maîtresse, Madame de Pompadour, et sur un ministre proche d'elle, le duc de Choiseul. C'est une période sensible où un roi, difficile à décrypter, mais ouvert personnellement aux nouveautés, doit diriger un pays en plein renouveau intellectuel, avec, notamment, le mouvement dit des Lumières, la naissance de l'économie politique avec la physiocratie ainsi que la montée en puissance de l'opposition parlementaire stimulée par les écrits de Louis Adrien Le Paige.
Pour ne rien arranger, cette époque voit aussi la montée en puissance de la Grande-Bretagne, de la Prusse et de la Russie, pays alors dotés de personnalités politiques d'envergure : William Pitt, Frédéric II de Prusse, Catherine II. La France est entraînée dans deux guerres coûteuses : la guerre de Succession d'Autriche et la guerre de Sept Ans. Elles se déroulent principalement en Allemagne, sur mer ou dans les colonies et le territoire français n'est guère menacé ; le roi, lors des traités de paix, surtout celui mettant fin à la guerre de Succession d'Autriche, ne cherche pas à en tirer profit tout en négligeant d'expliquer à ses sujets les raisons d'une attitude inspirée par le moralisme chrétien de Fénelon. Par conséquent, ces guerres sont perçues comme étant faites pour rien ou « travailler pour le Roi de Prusse » pour reprendre les mots de Voltaire. Si la première guerre gagnée ne rapporte rien à la France, la seconde guerre, durant laquelle la supériorité navale anglaise s'affirme, est particulièrement coûteuse pour le pays qui y perd la majeure partie de son empire colonial, en Amérique du Nord et en Inde.
Le roi, durant toute cette période, doit affronter l'opposition du Parlement qui lutte aussi pour avoir accès à un pouvoir qui lui échappe de plus en plus. Durant ce règne, la centralisation du pouvoir se poursuit et l'essentiel des décisions relèvent de la « machine » administrative qui entoure le roi. La guerre entre le roi et le Parlement, soutenu en sous-main par Choiseul, se poursuivra jusqu'en 1770, où le triumvirat, composé du chancelier de Maupeou, de l'abbé Terray et du duc d'Aiguillon dissoudra les parlements.

### Politique étrangère du règne
La politique étrangère du règne est marquée par un changement profond par rapport aux deux siècles précédents. L'adversaire principal ne sera plus, comme cela a été le cas depuis Charles Quint, les Habsbourg, qui ont perdu l'Espagne au profit de la Maison de Bourbon (Espagne). Il faudra maintenant compter sur les puissances montantes que sont l'Angleterre, la Prusse, nouveaux adversaires, et la Russie. Cela conduira au premier Traité de Versailles (1756) vu par l'opinion comme une révolution diplomatique.

#### Premier changement d’alliance durant la régence

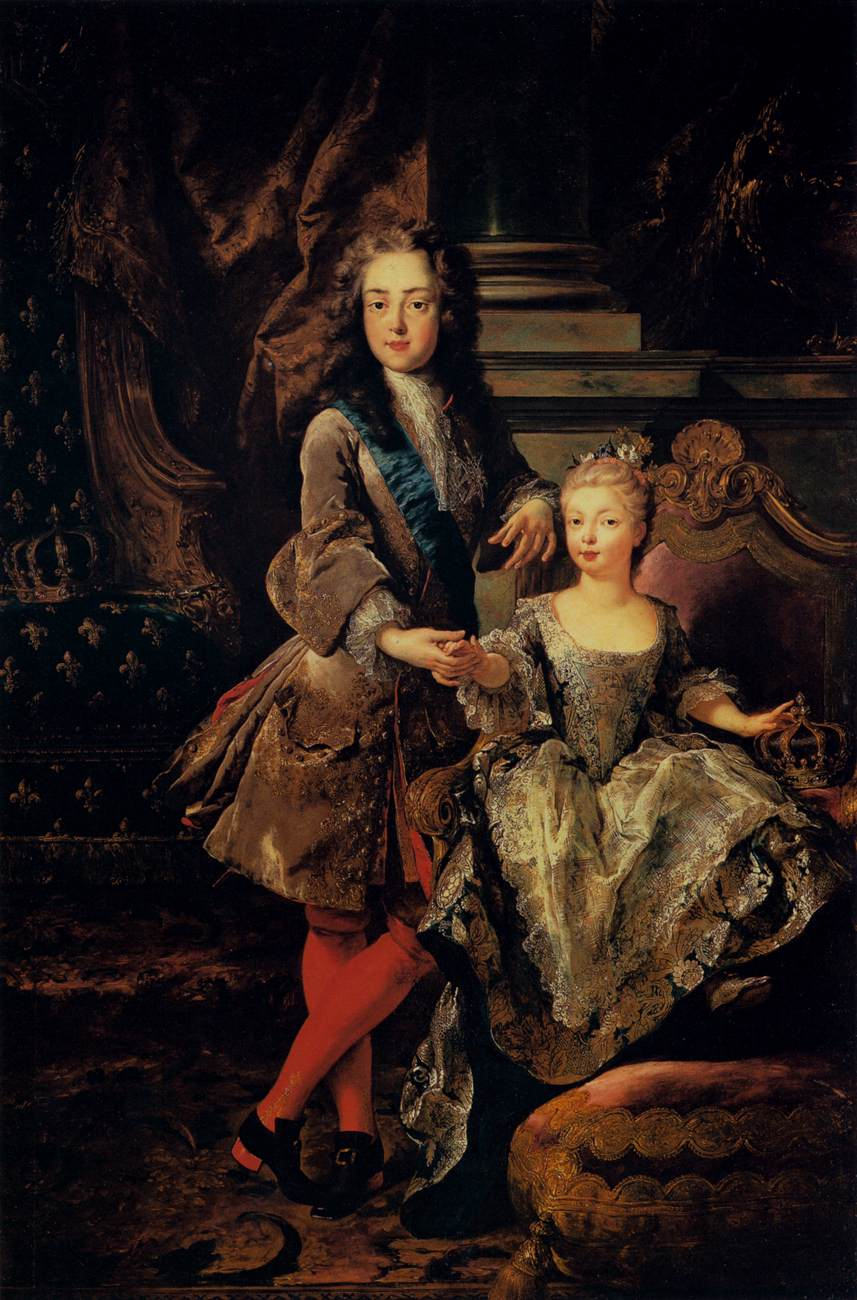
et sa fiancée Marie-Anne-Victoire d'Espagne, fille de Philippe V (roi d'Espagne). Toile de François de Troy, 1723.

Le roi d’Espagne Philippe V est d’autant plus contrarié par les traités d'Utrecht qui lui ont fait perdre le royaume de Naples que sa seconde femme, l’ambitieuse Élisabeth Farnèse, est italienne. Aussi entreprend-il la reconquête de ce royaume. Poussé par l'abbé Dubois, le Régent estime qu’il n’est pas de l’intérêt de la France de le suivre dans cette aventure. Il choisit donc de renouer avec la Grande-Bretagne et les Pays-Bas, pourtant protestants. Ce renversement d’alliances heurte ce que Petitfils nomme « le parti de la vieille Cour demeuré pro-espagnol par fidélité pour le petit-fils de Louis XIV » Ce camp est d'autant plus influent que l'un d'eux, le marquis d’Huxelles, est « président du Conseil des affaires étrangères ». À l’été 1717, l’Espagne poursuit son offensive militaire en Italie, tandis que prend corps la « Triple alliance de La Haye », liant France, Provinces-Unies et Angleterre. Ce retournement d'alliances du Régent est complété, en 1718, par une alliance avec la monarchie autrichienne (quadruple alliance). La victoire des puissances européennes contraint l'Espagne à se rapprocher de la France. Dubois convainc le roi d’Espagne de fiancer sa fille Marie-Anne-Victoire d'Espagne, âgée de trois ans, à Louis XV qui en a douze et le fils aîné du roi d’Espagne, le prince des Asturies (14 ans), à deux filles du duc d’Orléans, âgée de 7 et 12 ans. L’échange des trois princesses a lieu le 9 janvier 1722, sur l’île des Faisans.

### Politique étrangère durant le gouvernement du cardinal de Fleury

#### Rapprochement austro-espagnol et ses conséquences
La quadruple alliance entre la France, les Pays-Bas, l'Angleterre et l'Autriche, ne satisfait pas l'Espagne. Ce pays ne pouvant se tourner vers la France qui vient, en 1725, de lui renvoyer l'infante promise à Louis XV, se tourne donc vers l'Autriche avec lequel il conclut un accord qui dispose que Philippe V d'Espagne renonce au trône de France et aux provinces conquises par Charles VI, empereur du Saint-Empire, qui, en échange, renonce au trône d'Espagne et des Indes. Ce traité contient une clause militaire secrète, selon laquelle l'Espagne accorde des privilèges à la Compagnie d'Ostende, formée par l'Empereur pour les échanges avec les Indes occidentales, en contrepartie d'un soutien « au projet de reconquête de Gibraltar et de Port-Mahon ». Mais, ce traité ne tient pas longtemps, car Charles VI refuse de marier l'archiduchesse Marie-Thérèse au futur Charles III d'Espagne. De plus, la reconquête de Gibraltar échoue. Le 9 novembre 1729, après de longues tractations, un traité d'alliance entre l'Angleterre, La France et l'Espagne est signé à Séville.

#### Grands traits de la politique étrangère de Fleury
Fleury doit faire face à la succession de Pologne qui concerne aussi, hors la Pologne, la succession de l'empereur Charles VI et son remplacement par sa fille Marie-Thérèse. Le problème vient de son mari François, duc de Lorraine et candidat à la couronne impériale. Si la Lorraine devenait autrichienne, l'Autriche, qui possède déjà ce qui deviendra la Belgique, deviendrait une menace directe pour la France, ce qui est « inacceptable » Dans ces conditions, le but principal de Fleury ne sera pas la Pologne, si loin de Paris et si proche de l'Empire russe, alors en pleine expansion, mais la Lorraine qu'il finira par rattacher à la France. Mais si intervenir sur terre en Pologne est difficile, intervenir en Pologne par voie maritime risque fort d'entraîner une opposition anglaise qui d'ailleurs a déjà réuni trois escadres, à titre dissuasif.

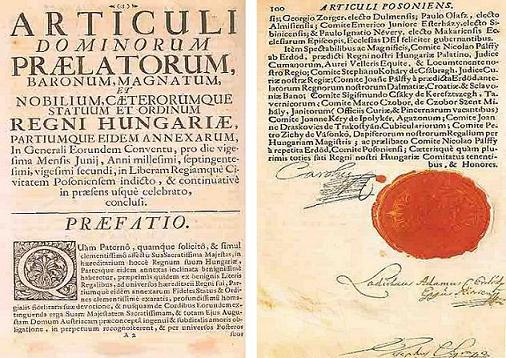
Le texte de la Pragmatique Sanction.

Après de délicates tractations, la Lorraine est acquise : le gouvernement français n'a plus d'objections à l'arrivée au pouvoir de Marie-Thérèse et accepte alors la Pragmatique Sanction. Pour Fleury, la maison d'Autriche ne représente alors plus un danger et il convient de s'en rapprocher. Mais, à Paris, un courant opposé à cette politique se forme autour de Germain-Louis Chauvelin.

#### Politique étrangère durant les dernières années de Fleury
À la fin des années 1730, le paysage diplomatique change quand deux grandes puissances en devenir décident de faire valoir leur intérêt à tout prix. L'Angleterre fait montre d'une volonté de « puissance hégémonique », qui a l'adhésion et le soutien de la bourgeoisie commerçante et industrielle de ses grands ports. Ceci conduit le pays à déclarer, dès 1739, la guerre à l'Espagne, puissance coloniale majeure. En Prusse, le 31 mai 1740, Frédéric II succède à son père et veut agrandir son État peuplé d'environ 2,2 millions d'habitants (la France en a alors plus de dix fois plus), mais disposant d'une armée de 83 000 contre 160 000  pour la France. La situation devient d'autant plus tendue que, le 20 octobre 1740, Charles VI en mourant ouvre la question de sa succession en tant qu'Empereur, un titre qui excite les convoitises. Au conseil du roi, deux camps s'opposent : celui du roi et du cardinal favorables à l'Autriche et un camp autour du comte de Maurepas et de Jean-Jacques Amelot de Chaillou, favorables à la guerre. Pendant ce temps, dès le 16 décembre 1740, Frédéric II entre en Silésie, territoire alors autrichien qu'il convoite. Le Cardinal de Bernis se trouve « entrainé malgré lui dans un conflit » quand le Maréchal de Belle-Isle signe, le 4 juin 1741, un traité d'alliance défensive de quinze ans avec la Prusse.

### Politique étrangère du roi (1743 à 1756)

#### Grandes problématiques
À la mort du cardinal de Bernis, Louis XV commence à diriger seul les affaires étrangères, il s'appuie d'abord sur Jean-Jacques Amelot de Chaillou, le ministre nommé par le Cardinal de Bernis, puis, le trouvant « pusillanime », le congédie brutalement. Après avoir exercé quelque temps la fonction lui-même, il nomme à ce poste le Marquis d'Argenson, le frère de celui qui est devenu le principal ministre, le Comte d'Argenson. Le marquis est un homme à « système » qui a écrit « Un Essai de tribunal européen par la France seule. Plan pour le dehors ». Il soutient que la France doit être l'arbitre des quatre puissances européennes que sont l'Autriche, l'Angleterre, l'Espagne et la Russie. Il a aussi des idées concernant l'Allemagne, l'Italie et les Provinces-Unies. C'est ainsi qu'il veut mettre fin à l'influence des Habsbourg en Allemagne. En Italie, il veut fonder une confédération autour du Piémont-Sardaigne, tandis qu'il veut mettre fin à l'influence anglaise aux Provinces-Unies. Cela l'entraîne à mener une politique pro-prussienne. Maurice de Saxe (1696-1750), qui considère cette politique comme mauvaise, écrit alors un mémoire pointant les erreurs stratégiques du ministre et demande sa démission, qu'il obtient, après s'être rapproché de Madame de Pompadour et du maréchal de Noailles. Le Marquis d'Argenson est congédié le 1er janvier 1747 et remplacé par le Comte de Sillery, un proche de Maurice de Saxe. Après cet épisode, le roi s'appuie sur le Comte d'Argenson (le frère du marquis), sur Madame de Pompadour, sur le Prince de Conti, simultanément prétendant à la couronne de Pologne et fondateur du Secret du Roi. Les décisions importantes ne sont pas prises par le roi, mais par le Conseil à la majorité. C'est d'ailleurs la raison même de la création du Secret du roi.

#### Création duSecret du roi

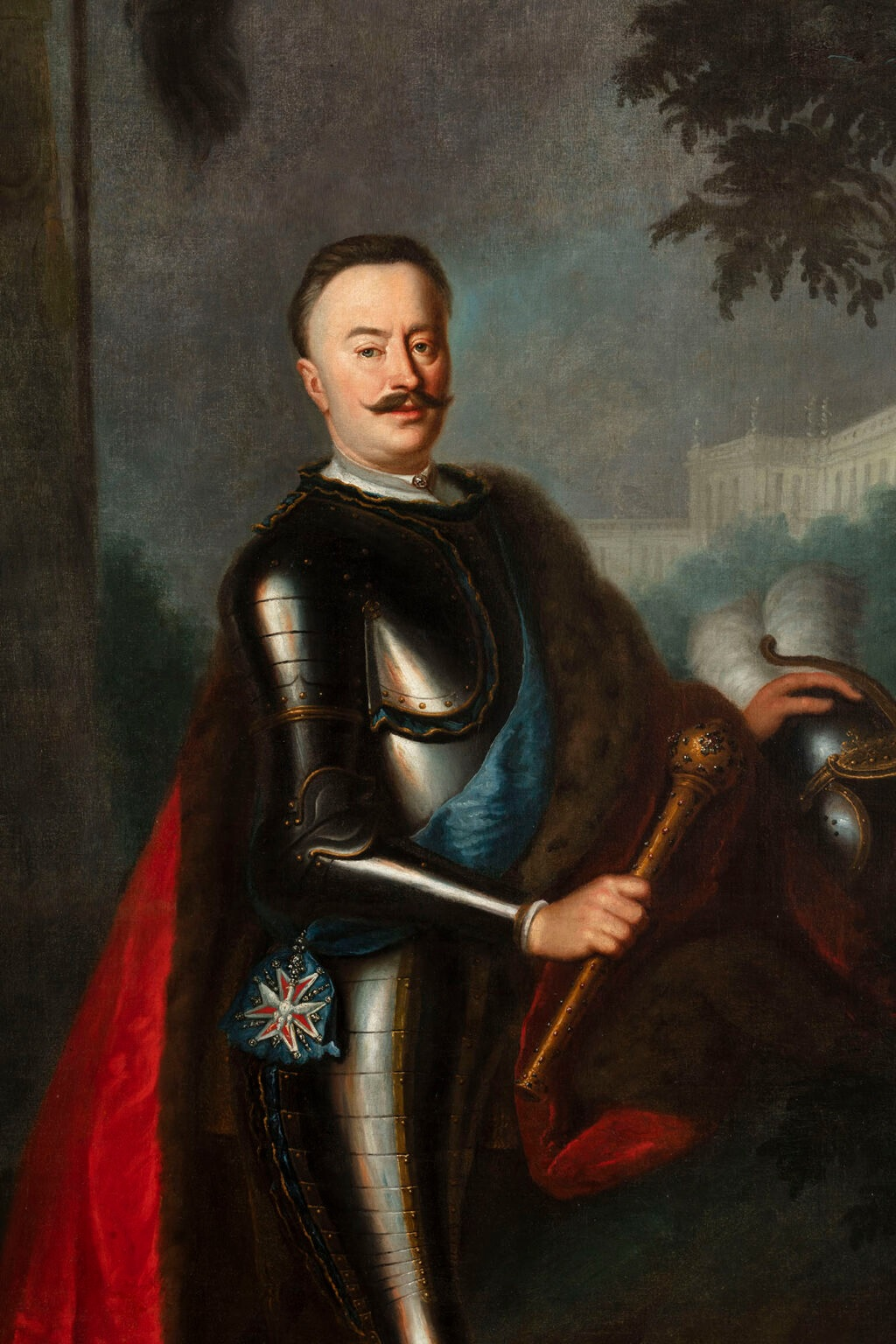
Le comte Jan Klemens Branicki par Anton Tallmann.

La diplomatie secrète a toujours plus ou moins existé sous l’Ancien Régime. Mais, ce qui fait la particularité du secret du roi sous Louis XV, c’est qu’il mène une politique étrangère souterraine, en contradiction parfois avec la politique officielle. Pourquoi cela ? Et, pourquoi le roi a-t-il recours à une telle institution ? Comme le roi, par manque de confiance en lui, accepte de se soumettre aux décisions de politique étrangère prise à la majorité des membres du conseil, le secret du roi lui permet de rester le maître. L'historien Pierre Muret considère que le secret du roi n'est pas tant « l'œuvre d'un dilettante qui s'ennuie que l'exagération d'un système conçu pour rester le maître aux moindres frais ».
Le Secret du roi a été fondé par le prince de Conti lorsque vers 1745 , lorsque Jan Klemens Branicki et quelques magnats polonais ont l’idée de lui proposer la couronne élective de Pologne. Ce prince, proche pendant une dizaine d’années de son cousin Louis XV, dirige ce service aussi longtemps qu’il pense pouvoir devenir roi de Pologne. Le secret a aussi pour but d’éviter que la Russie ne se mêle des affaires européennes, de s’allier avec les pays nordiques, de maintenir des liens avec la Turquie et de surveiller l’Autriche.
Successivement dirigé par le prince de Conti, Jean Pierre Tercier et le comte de Broglie, ce service est financé sur la cassette personnelle du roi. Il comprend un cabinet noir, chargé de surveiller les correspondances dirigé par Robert Jannel, et des agents en mission, dont les plus célèbres sont le comte de Vergennes, le baron de Breteuil, le chevalier d’Éon, Tercier et Durand.
À la mort de Louis XV et l'avènement de son petit-fils, Louis XVI, le Secret est dissous. Cependant, ses agents, toujours actifs, notamment le comte de Broglie, s'efforcèrent de jouer un rôle important dans la guerre d'indépendance américaine. Ainsi, Beaumarchais fournira des armes aux Insurgents.

#### Traité de Versailles de 1756 et alliance avec l'Autriche
Le rapprochement franco-autrichien est l'œuvre de Kaunitz, ambassadeur en France de 1750 à 1753 et qui deviendra le chancelier de l'Impératrice Marie-Thérèse. Marie-Thérèse prend l'initiative en août 1755 de contacter Louis XV, par l'intermédiaire de la marquise de Pompadour. Les négociations se déroulent dans le plus grand secret entre le nouvel ambassadeur autrichien Starhemberg et le cardinal de Bernis. La première rencontre eut lieu le 3 septembre 1755, dans la maison de campagne de la Pompadour. D'abord tenues secrètes, les négociations sont élargies à des ministres de Louis XV : Machault d'Arnouville, Rouillé, Moreau de Séchelles, Saint-Florentin. Les négociations trainent car une mission parallèle est envoyée à l'ancien allié Frédéric II et certains ministres français sont résolument austrophobes. Le traité signé le 16 janvier 1756 entre la Prusse et l'Angleterre montre que Frédéric II a fait une croix sur l'alliance française. Dès lors, les obstacles sautent et le traité avec l'Autriche est signé le 1er mai 1756.
Le premier traité de Versailles signé le 1er mai 1756 entre la France et l'Autriche est seulement défensif. Cette alliance est déséquilibrée, car la France prend le risque d'une guerre en Europe sans obtenir de contrepartie en cas de victoire. Aussi un second traité est signé après l'invasion de la Saxe, alliée de l'Autriche, par Frédéric II en août 1756. Le second traité de Versailles ,signé le 1er mai 1757, se transforme en alliance offensive où la France obtient la possibilité d'annexer six places fortes (Chimay, Mons, Ypres, Furnes, Ostende et Nieuport) aux Provinces-Unies autrichiennes. La France, elle, doit lever 10 000 soldats sur ses deniers en Bavière et au Wurtemberg qui renforcerait l'armée impériale et payer 12 millions de florins à l'Autriche. Par contre, en cas de guerre contre l'Angleterre, l'Autriche ne s'engageait que sur sa volonté de proposer ses bons offices.
Le Traité de Versailles, signe aussi la fin des espoirs du Prince de Conti en Pologne ainsi que la rupture entre deux hommes qui ont été jusque-là très proches. Conti, un opposant à l'absolutisme, a cherché à s'allier, en 1755, aux protestants contre le roi

### Politique de Choiseul aux Affaires étrangères (1756-1770)

#### Choiseul aux Affaires étrangères, à l'Armée et à la Marine

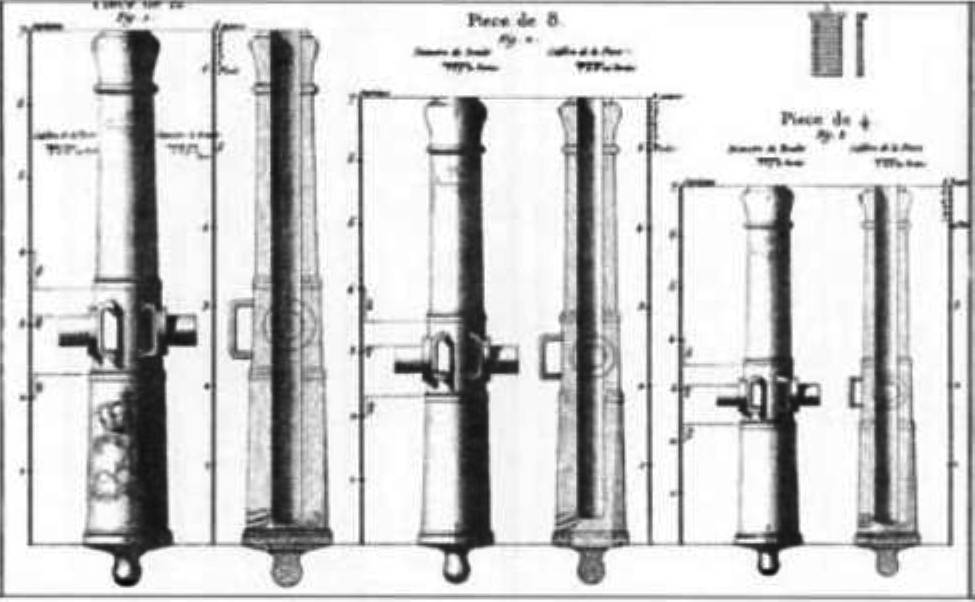
Standardisation et mobilité des pièces sont les deux principes du « système Gribeauval ».

En politique étrangère, deux secteurs ont incombé à Choiseul : l'Angleterre, la Marine et les Territoires d'outre-mer ; l'Europe orientale et septentrionale, c'est-à-dire les relations avec l'Autriche. Pour faire face à l'Angleterre sur les océans, la France a besoin d'une alliance avec l'Espagne. Cela conduit au troisième pacte de famille. Choiseul et le ministre espagnol des Affaires étrangères, de Grimaldi, ont des relations empreintes d'amitié, comme leurs rois respectifs Louis XV et Charles III. Pour ce qui est des relations avec l'Autriche, Marie-Thérèse et Louis XV éprouvent l'un pour l'autre un respect mutuel et une méfiance commune envers Frédéric II de Prusse. Toutefois, la relation entre leurs ministres Kaunitz et Choiseul est courtoise, mais empreinte de défiance, que cachent mal des paroles d'amitié.
Dans le domaine militaire, Choiseul fait moderniser l'artillerie par Jean-Baptiste Vaquette de Gribeauval, qui la dote de canons qui serviront pendant la Révolution française et le Premier Empire. Il réforme également l'armée, dont il standardise les uniformes et renforce le règlement et la discipline. Il modifie le recrutement des régiments, en faisant tirer au sort des miliciens qui doivent servir de réserve. Enfin, un système de pension est établi pour les soldats à la retraite. La marine est considérablement renforcée et compte en 1772, 66 vaisseaux de ligne, 35 frégates et 21 corvettes. Outre-mer, la Compagnie des Indes est supprimée, tandis que ses anciens territoires passent sous l'autorité du roi. Aux Antilles, Saint-Domingue, la Martinique, la Guadeloupe et Sainte-Lucie sont dotées, chacune, d'un intendant.

#### Rattachement de la Corse

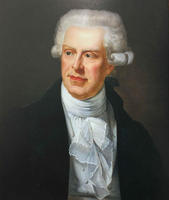
Portrait du général Paoli en 1820. Peinture par Joseph Chabord.

La conquête de la Corse est un des seuls succès en politique extérieure du duc de Choiseul. En 1756, Louis XV s'est vu attribuer par la république de Gênes le droit d'installer des garnisons à Calvi, Saint-Florent et Ajaccio. L'accord avec Gênes est le suivant : la France devait pacifier la Corse pour le compte des Génois et ne la conserverait que si la république de Gênes ne pouvait payer les dépenses qu'elle engagerait en Corse. La vente n'est pas formellement stipulée dans le traité du 15 mai 1768, dont les Anglais, soucieux de l'immixtion des Français dans les affaires corses, n'ont pas pu connaître la teneur exacte. Ceux-ci laissent alors entendre qu'ils pourraient intervenir, ce qui n'effraye pas Choiseul.
Militairement, la campagne est marquée par deux combats majeurs. Tout d'abord, à la bataille de Borgo, en 1768, Pascal Paoli défait les Français, en tue 600 et en capture 600 autres, dont le colonel de Ludre, le propre neveu de Choiseul. À la suite de cet échec, un corps expéditionnaire de près de 20 000 hommes débarque à Saint-Florent, commandé par l'un des plus grands militaires de la monarchie, le comte de Vaux. Le 8 mai 1769, les nationaux corses sont finalement vaincus à la bataille de Ponte-Novo. Peu après, Pascal Paoli, général en chef de la nation corse, part en exil en Angleterre et la Corse se soumet au roi.

#### Disgrâce de Choiseul
En 1768, Le chancelier de Lamoignon démissionne. Il est remplacé par René-Charles de Maupeou, le 18 septembre. En 1769, le nouveau chancelier s'oppose aux opérations financières proposées par le contrôleur général Mayon d'Invault et provoque la démission de ce proche de Choiseul. Après avoir découragé le candidat de Choiseul, la nomination de l'abbé Terray, le 22 décembre 1769, renforce la position de Maupeou au sein du gouvernement. En décembre 1770, Choiseul écrit à son homologue espagnol, Jerónimo Grimaldi, que la guerre avec l'Angleterre lui semble inéluctable. Louis XV informé, interdit l'envoi de cette lettre et demande au duc d'en écrire une autre par laquelle il recommande au roi d'Espagne de déployer les plus grands efforts pour faire la paix. Parallèlement, Louis XV écrit à Charles III. S'il lui demande de faire des efforts pour la paix, il lui annonce également que, même s'il envisage de changer de ministre, il poursuivra la même politique vis-à-vis de l'Espagne. Le 24 décembre, Choiseul est disgracié. Cette disgrâce fait grand bruit. Ses partisans et les parlementaires l'attribuent à la comtesse du Barry. Selon Michel Antoine, l'erreur principale de Choiseul est d'avoir préparé une guerre de revanche sans avoir mis le pays en état de la soutenir. Plus tard, en 1772, Louis XV dira au comte de Broglie « Les principes de Choiseul sont trop contraires à la religion, par contrecoup à l'autorité royale ».

#### Après la démission de Choiseul

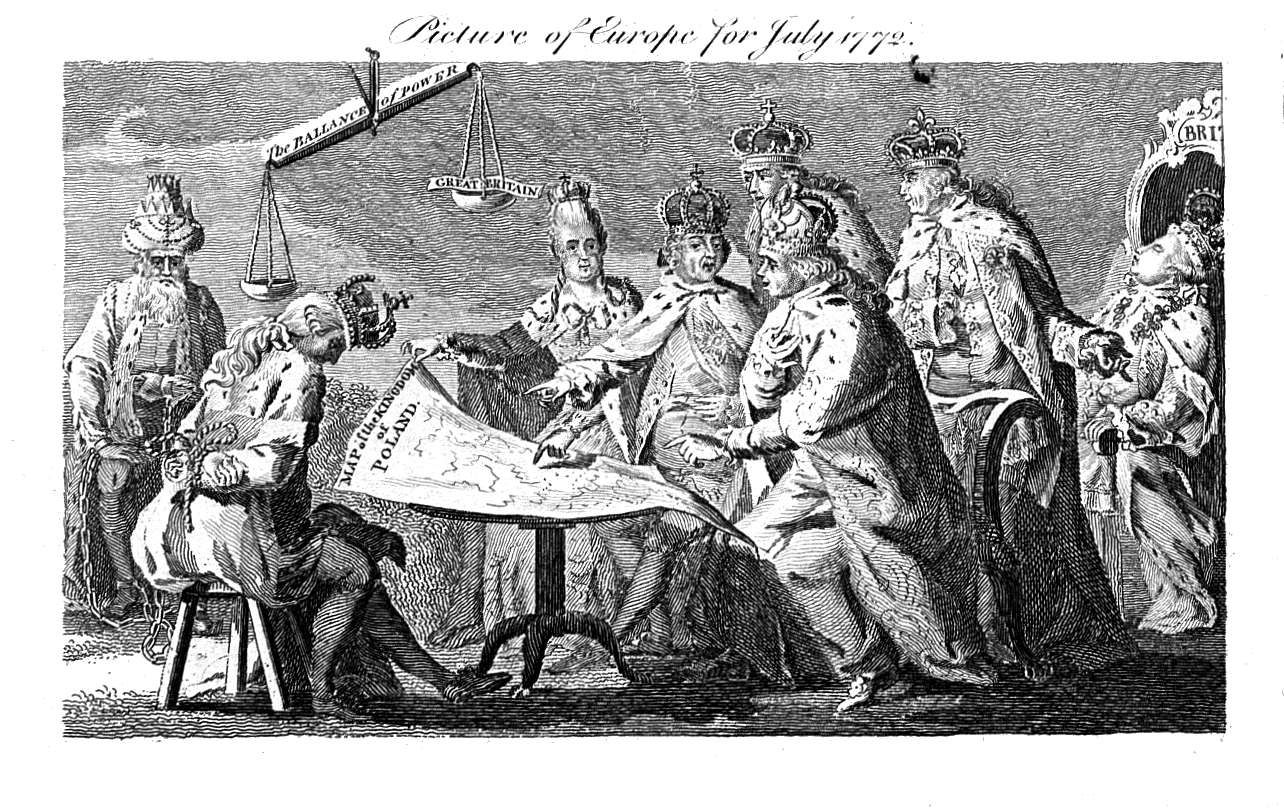
« Tableau de l'Europe en juillet 1772 » : Louis XV (debout au second plan, couronne à fleur de lys) et George III de Grande-Bretagne (endormi) sont incapables d'empêcher le premier partage de la Pologne entre la Russie, la Prusse et l'Autriche. Caricature anglaise, 1772.

Après la démission de Choiseul, le roi encourage son cousin et allié Charles III d’Espagne à s’entendre avec l’Angleterre pour régler la crise des îles Malouines et éviter ainsi la guerre. Choiseul, qui s'est complètement focalisé sur la guerre avec l’Angleterre, a complètement ignoré l’Europe. La France n'a même plus un ambassadeur à Vienne. La Russie et la Prusse ont divisé la Pologne, un allié traditionnel de la France, sans que celle-ci émette de protestation. La Suède, autre allié traditionnel, est menacée d’être à son tour dépecée entre la Russie et la Prusse, à la mort de son roi en 1771. Le prince royal, Gustave III de Suède, alors à Paris, a un long entretien avec le roi, qui lui promet son aide. Avec des subsides français et l’aide du Secret du Roi, Gustave III peut retourner à Stockholm. Le 19 août 1772, sur son commandement, la garde royale suédoise emprisonne le Sénat. Deux jours plus tard, il est proclamé roi par la Diète. La Russie, la Prusse, occupées en Pologne, protestent, mais n’interviennent pas.

### Guerres successives durant le règne
Durant le règne, la France a été impliquée dans deux guerres coûteuses tant en homme qu'en matériel : la guerre de succession d'Autriche et la guerre de Sept Ans. Paradoxalement, c'est la guerre de Succession de Pologne, antérieure à celles-ci, la moins meurtrière et la moins coûteuse, qui a été la plus favorable au royaume, lui permettant de s'étendre à la Lorraine et au Barrois.

#### Guerre de Succession de Pologne et acquisition de la Lorraine et du Barrois

##### Des opérations militaires restreintes

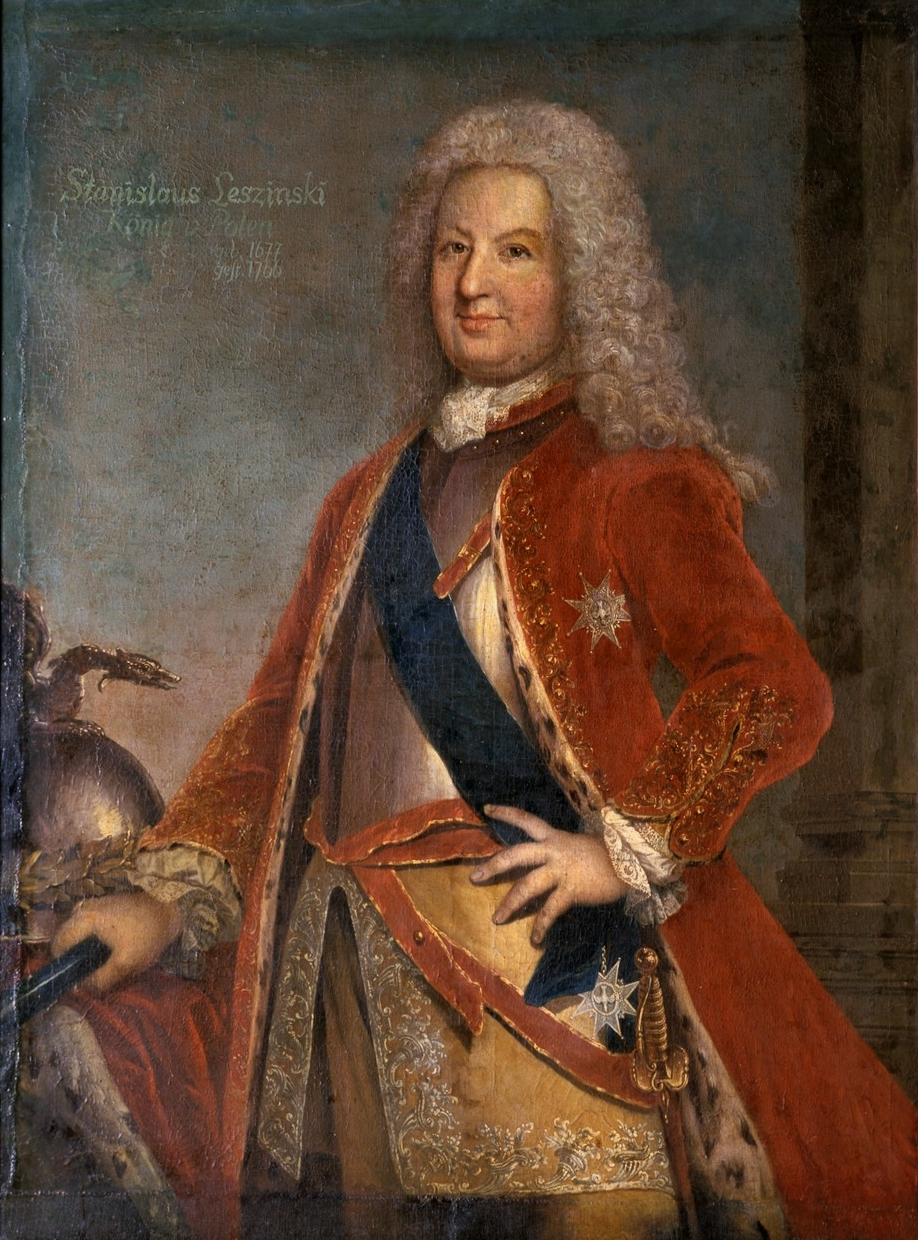
Stanislas Leszczynski, roi de Pologne puis duc de Lorraine. Peinture allemande anonyme.

En 1733, le roi Auguste II de Pologne mourait. Aussitôt, Stanislas Leszczynski, le beau-père de Louis XV, hébergé dans son exil au château de Chambord, fit acte de candidature. Pour la seconde fois, la diète polonaise reconnaissait Stanislas comme roi, mais la Russie refus de valider ce choix et envoya des troupes, l'obligeant à se réfugier à Dantzig. La France affectait d'encourager les prétentions de Stanislas, mais ne put lui envoyer qu'un corps expéditionnaire symbolique, vite assiégé dans Dantzig, tandis que les Russes envahissaient la Pologne.
Faute de pouvoir agir efficacement contre la Russie, le gouvernement français décida de s’en prendre à l’empereur Charles VI. Commençait ainsi la guerre de Succession de Pologne. Il s'agit d'une guerre très spécifique parmi celles menées sous le règne de Louis XV. En effet, l'homme chargé des affaires de la France, le cardinal de Fleury était un homme « viscéralement attaché à la paix et à la stabilité en Europe ». La France y noua deux alliances, une avec Charles-Emmanuel III, duc de Savoie et l'autre avec Philippe V, roi d'Espagne, qui reprit les revendications des Bourbons sur les royaumes de Naples et de Sicile,.
Militairement, la France fut engagée sur deux fronts : une incursion dans le Saint-Empire, confiée au maréchal de Berwick, tandis que le maréchal de Villars intervint en Italie, aux côtés de l'armée de Charles-Emmanuel. Les opérations militaires ne durèrent pas et, dès l'automne 1734, les négociations commencèrent. Les Russes vinrent à bout de la résistance polonaise tandis que les Espagnols prennaient Naples.

##### Traité de Vienne

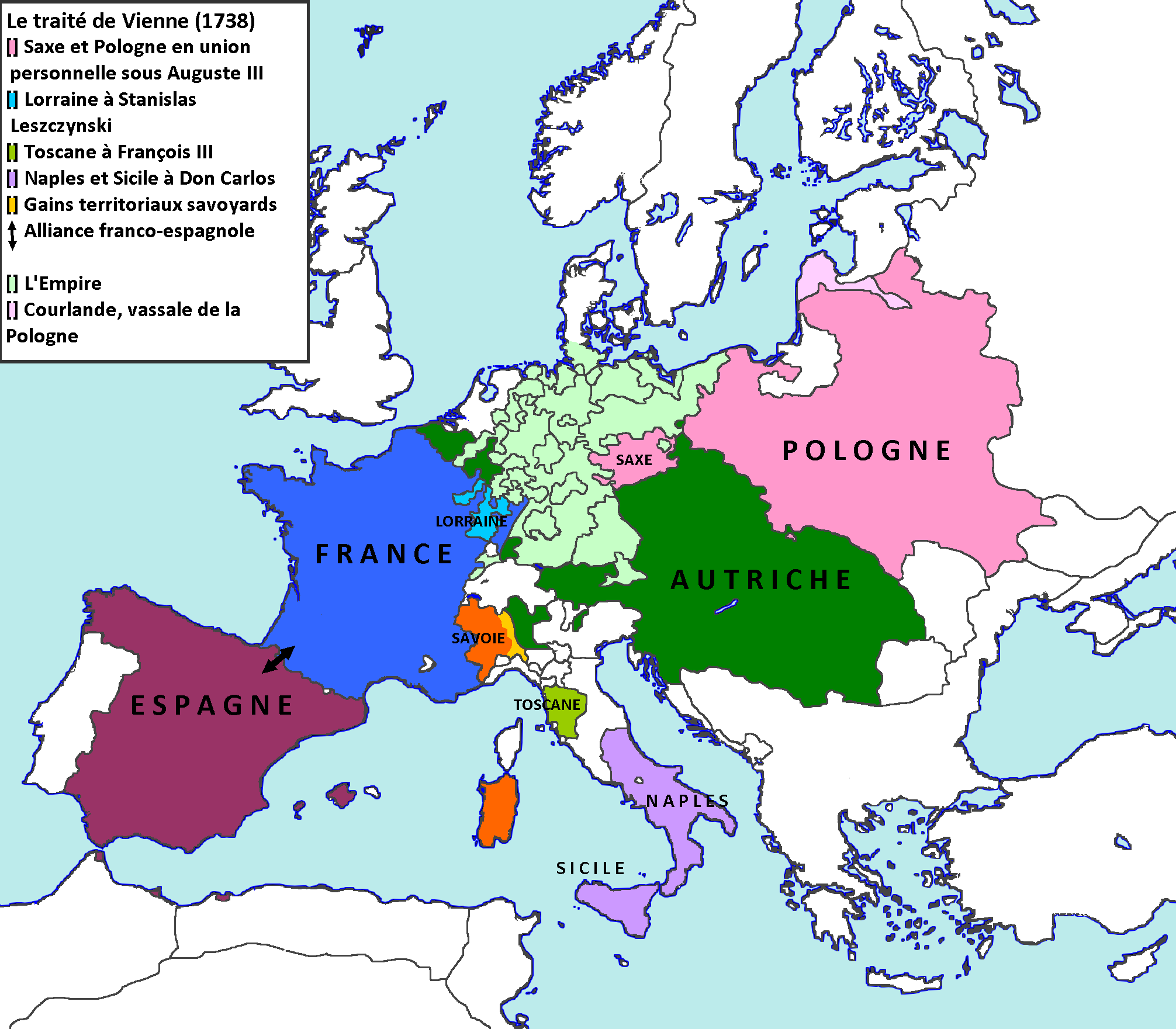
Conséquences territoriales du traité de Vienne (1738).

La France profite de cette guerre et du mouvement de troupes vers le Saint Empire pour occuper la Lorraine du jeune duc François III. Elle met à profit l'absence du fils du duc Léopold Ier de Lorraine et d'Élisabeth-Charlotte d'Orléans, alors à Vienne, où il a été appelé par son proche parent, l'empereur du Saint-Empire Charles VI. Ce dernier, qui l'a nommé vice-roi de Hongrie en 1731, le presse d'épouser sa fille aînée et héritière, Marie-Thérèse. Une telle union est dangereuse pour la France, car l'Empire aurait contrôlé ainsi la route du Rhin et se serait rapproché dangereusement de Paris. Quand Charles VI fait appel à l’Angleterre, celle-ci se dérobe. Par conséquent, en novembre 1738, un accord est trouvé par le traité de Vienne. le beau-père de Louis XV obtint, à titre viager, les duchés de Lorraine et de Bar en compensation de la seconde perte de son trône polonais (avec l'objectif que le duché soit intégré au royaume de France à sa mort), tandis que le duc François III devient héritier du grand-duché de Toscane, avant d'épouser la jeune Marie-Thérèse et de pouvoir prétendre à la couronne impériale. Par la convention secrète de Meudon, Stanislas abandonne la réalité du pouvoir à un intendant nommé par la France qui prépare la réunion des duchés au royaume. L'annexion de la Lorraine et du Barrois, effective en 1766 à la mort de Stanislas Leszczynski, constitue la dernière expansion territoriale du royaume de France sur le continent, avant la Révolution.
Don Carlos, fils de Philippe V d'Espagne et d'Élisabeth Farnèse, renonce à la Toscane et reçoit en échange les royaumes de Naples et de Sicile que lui cède l'empereur : don Carlos inaugure ainsi la dynastie Bourbon de Naples. Élisabeth de Bourbon, fille aînée de Louis XV, épouse Philippe Ier, duc de Parme, frère de don Carlos. Le roi de Sardaigne obtient Novare et une partie occidentale du duché de Milan.
Peu après, la médiation française dans le conflit entre le Saint-Empire et l'Empire ottoman permet la signature du traité de Belgrade (septembre 1739), qui met fin à la guerre entre les Ottomans, alliés traditionnels des Français depuis le début du XVIe siècle, et les Habsbourg. En contrepartie, l'Empire ottoman renouvelle les capitulations françaises, sur lesquelles repose la suprématie commerciale du royaume au Proche-Orient.

#### Guerre de Succession d’Autriche (1740-1748)

##### Prémices

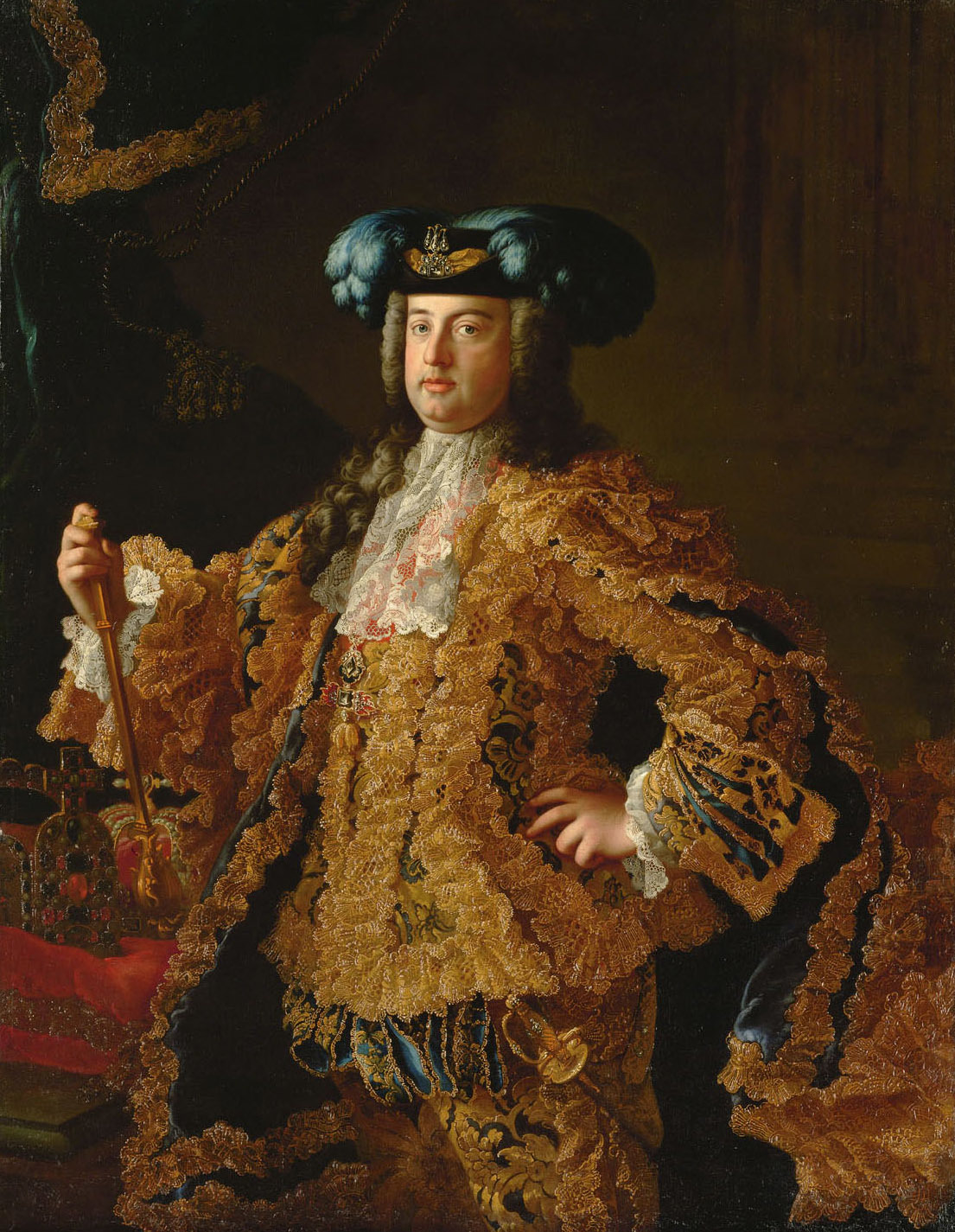
François, duc de Lorraine puis grand-duc de Toscane, époux de Marie-Thérèse, toile de Martin van Meytens, 1745.

La mort de l'empereur Charles VI, en 1740, provoque l'avènement de sa fille Marie-Thérèse au trône de Bohème et de Hongrie, mais laisse pendante la question de son accession à l’Empire. Le roi et le cardinal de Fleury sont favorables à la Pragmatique Sanction, qui veut qu’elle succède à l’empereur, son père. Aussi, sont-ils prêts à l’aider moyennant des compensations. Mais, la cour et l’opinion parisienne restent marquées par la politique anti-autrichienne de la France et peinent à comprendre que le monde a changé et que la France doit surtout craindre maintenant Frédéric II de Prusse, qui veut étendre son royaume, et l’Angleterre, où John Carteret (devenu Lord Granville en 1744) a succédé à Walpole, avec le soutien d’un puissant « lobby » colonial qui veut en découdre, sur les océans, avec la France.
Le roi et le cardinal envoient en Allemagne le maréchal de Belle-Isle, un des meneurs du parti anti-autrichien, avec des instructions précises : éviter que la couronne ne revienne au grand-duc de Toscane qui pourrait revendiquer la Lorraine et procurer la couronne à Charles-Albert, électeur de Bavière. Une fois sur place, il se montre hostile à Marie-Thérèse et s’allie avec Frédéric II. Le roi est alors obligé d’envoyer deux armées en Allemagne : une en Westphalie, pour faire pression sur George II, non seulement roi d'Angleterre mais également électeur de Hanovre, et une en Bohème. Charles-Albert de Bavière est élu empereur (Charles VII), mais Marie-Thérèse contre-attaque immédiatement et oblige les armées françaises à se retirer. Elle reste maîtresse de ses états, hors la Silésie que lui a prise Frédéric II.

##### Marie-Thérèse devient impératrice

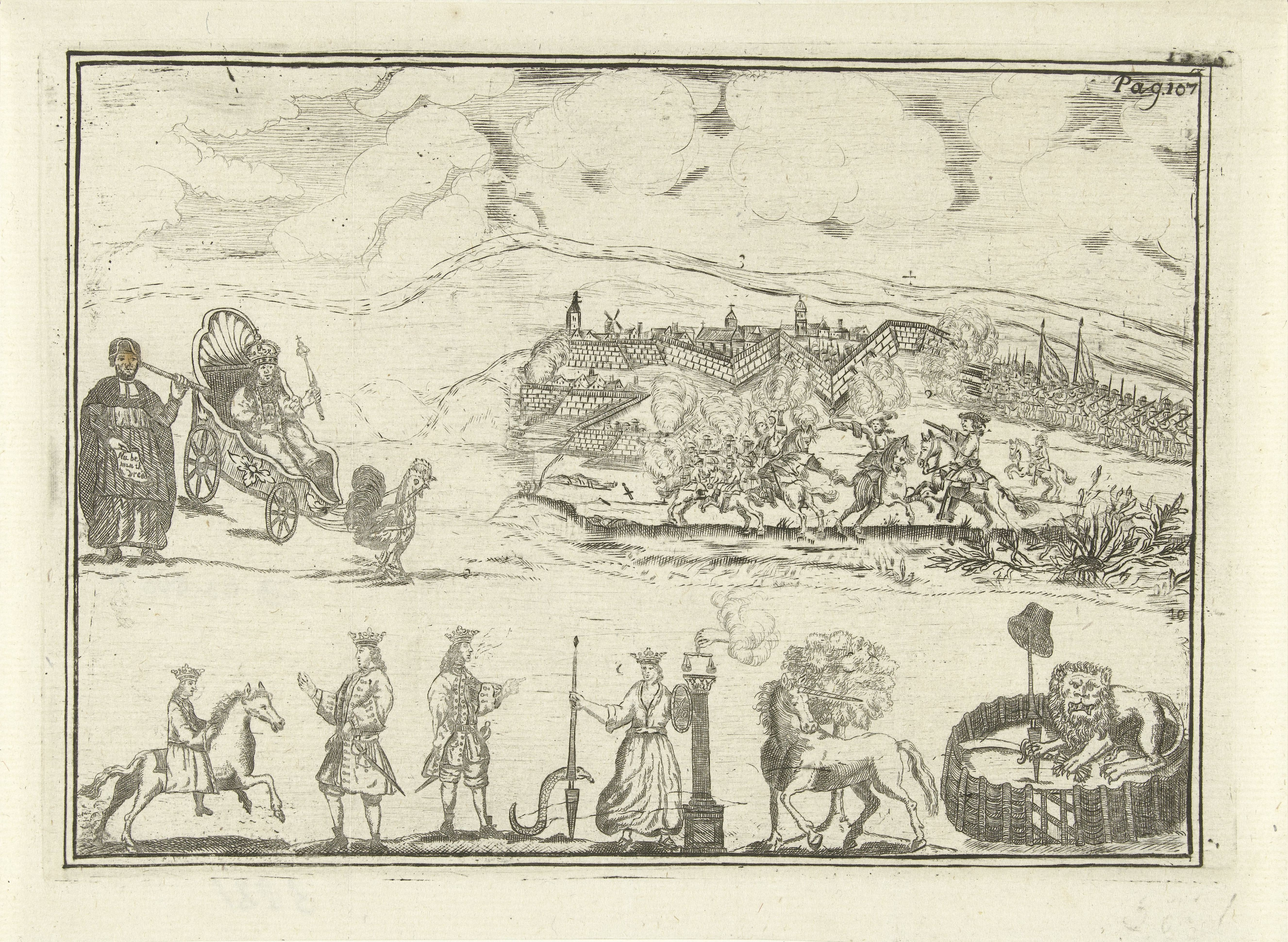
Allégorie de la vertu de l'Autriche dans la guerre de Succession d'Autriche : l'héritière Marie-Thérèse, au premier plan, est surmontée par la balance de la justice ; au second plan à gauche, Louis XV, dans un char tiré par des coqs. Caricature néerlandaise de 1742.

Le 20 janvier 1745, Charles VII, l'empereur élu grâce à la diplomatie française, meurt. Le mari de Marie-Thérèse d'Autriche, François de Lorraine se porte alors candidat. Encore une fois, malgré les réticences du roi, le marquis d'Argenson tente de contrecarrer ce projet. Mais, l'héritier de Charles VII refuse de se prêter à ce jeu et l'électeur de Saxe Auguste III se rallie à François de Lorraine qui s'engage à l'aider contre Frédéric II. Le landgrave de Hesse, comme l'électeur palatin, opte pour la neutralité. Aussi, le 4 octobre 1745, François Ier devient empereur, le pouvoir étant occupé, de facto, par son épouse, Marie-Thérèse d'Autriche. Cette issue arrange les maréchaux français qui peuvent concentrer leurs efforts sur la Belgique et les Pays-Bas où ils devront affronter les troupes anglaises du duc de Cumberland, les Anglais étant désormais les seuls à vouloir poursuivre la guerre.

##### Victoires françaises

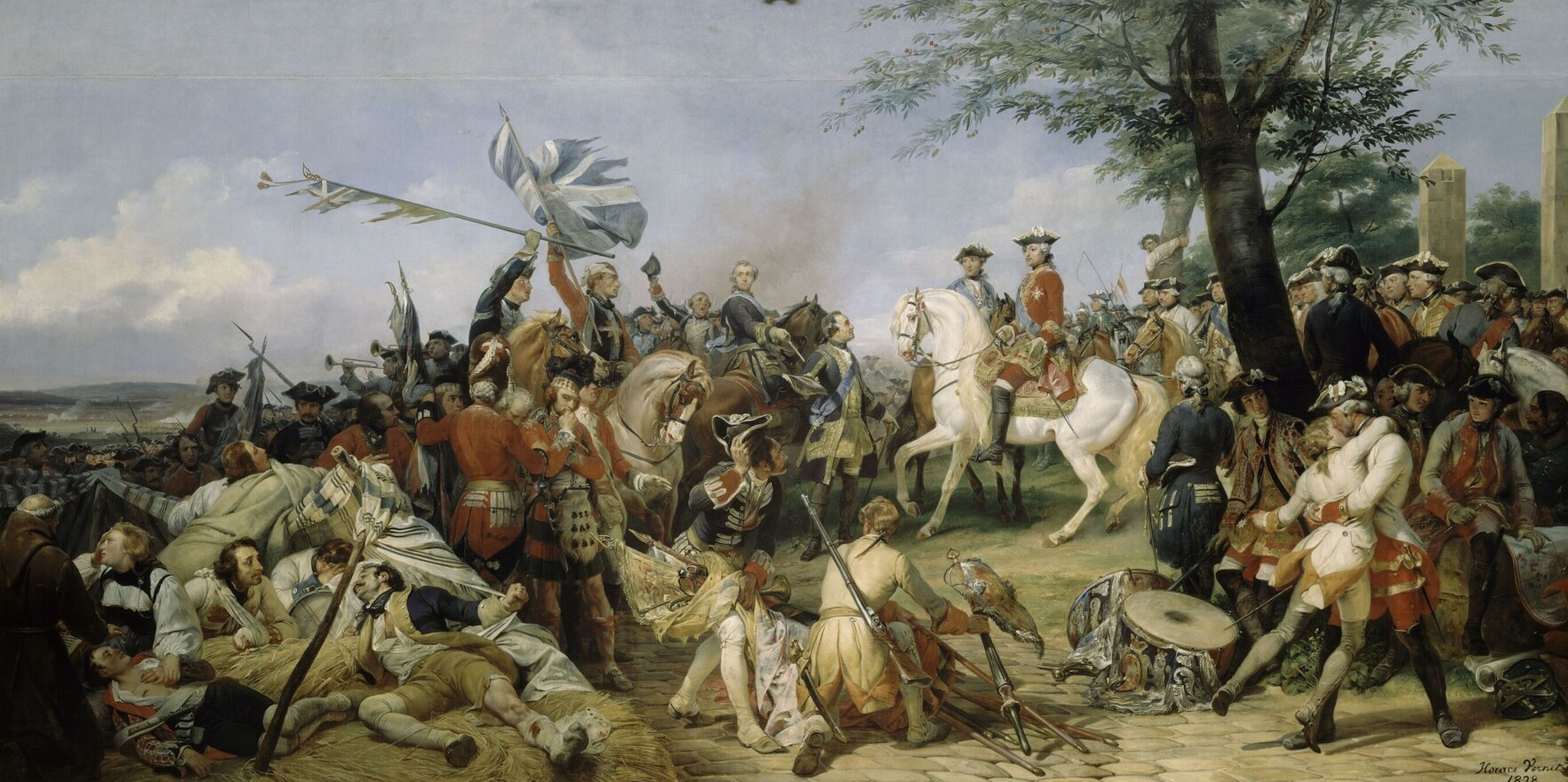
Bataille de Fontenoy, 11 mai 1745,
Horace Vernet, 1828.
Musée de l'Histoire de France (Versailles).

La dernière partie de la guerre est marquée par une série de victoires françaises aux Pays-Bas : bataille de Fontenoy (1745), bataille de Rocourt (1746), bataille de Lauffeld (1747). La bataille de Fontenoy, remportée par le maréchal de Saxe et le roi en personne, est considérée comme une des plus éclatantes victoires des Français contre les Britanniques. À la suite de ces victoires, la France occupe tout le territoire de l'actuelle Belgique et se trouve en position d'envahir la Hollande avec la chute de la forteresse de Berg-op-Zoom. Toutefois, dans le sud-est, la bataille de Plaisance, perdue en 1746 par le marquis de Maillebois, force les Français à repasser les Alpes, mais sans grandes conséquences politiques, car le front essentiel se situe aux Pays-Bas.

##### Guerre sur mer
Sur mer, la marine royale, qui combat pourtant à un contre deux contre la Royal Navy fait mieux que se défendre puisqu'elle réussit, de 1744 à 1746, à maintenir ouvertes les lignes de communication vers les colonies et à protéger les convois commerciaux. La bataille du cap Sicié permet de lever le blocus de Toulon. Deux tentatives de débarquement en Angleterre échouent en 1744 et 1746, de même qu'une attaque anglaise avec un débarquement contre Lorient en 1746. En Amérique du Nord, l'Angleterre s'empare en 1745 de Louisbourg, sur l'Île-Royale, qui défend l'entrée du fleuve Saint-Laurent, mais sans pouvoir envahir le Canada français. Aux Indes, les Français tiennent en échec la flotte anglaise et mettent la main en 1746 sur Madras, le principal poste anglais dans la région. Ils repoussent ensuite une flotte anglaise venue reconquérir la place et attaquer Pondichéry. La Marine anglaise change de stratégie en 1746, en imposant un blocus près des côtes. Elle fait subir à la Marine française, en 1747, deux lourdes défaites dans l'Atlantique (au cap Ortégal, en mai et au cap Finisterre, en octobre), mais sans conséquences sur la prospérité coloniale de la France, car la paix est signée peu après.

Jeux en l'honneur de lors de sa visite de Strasbourg, octobre 1744
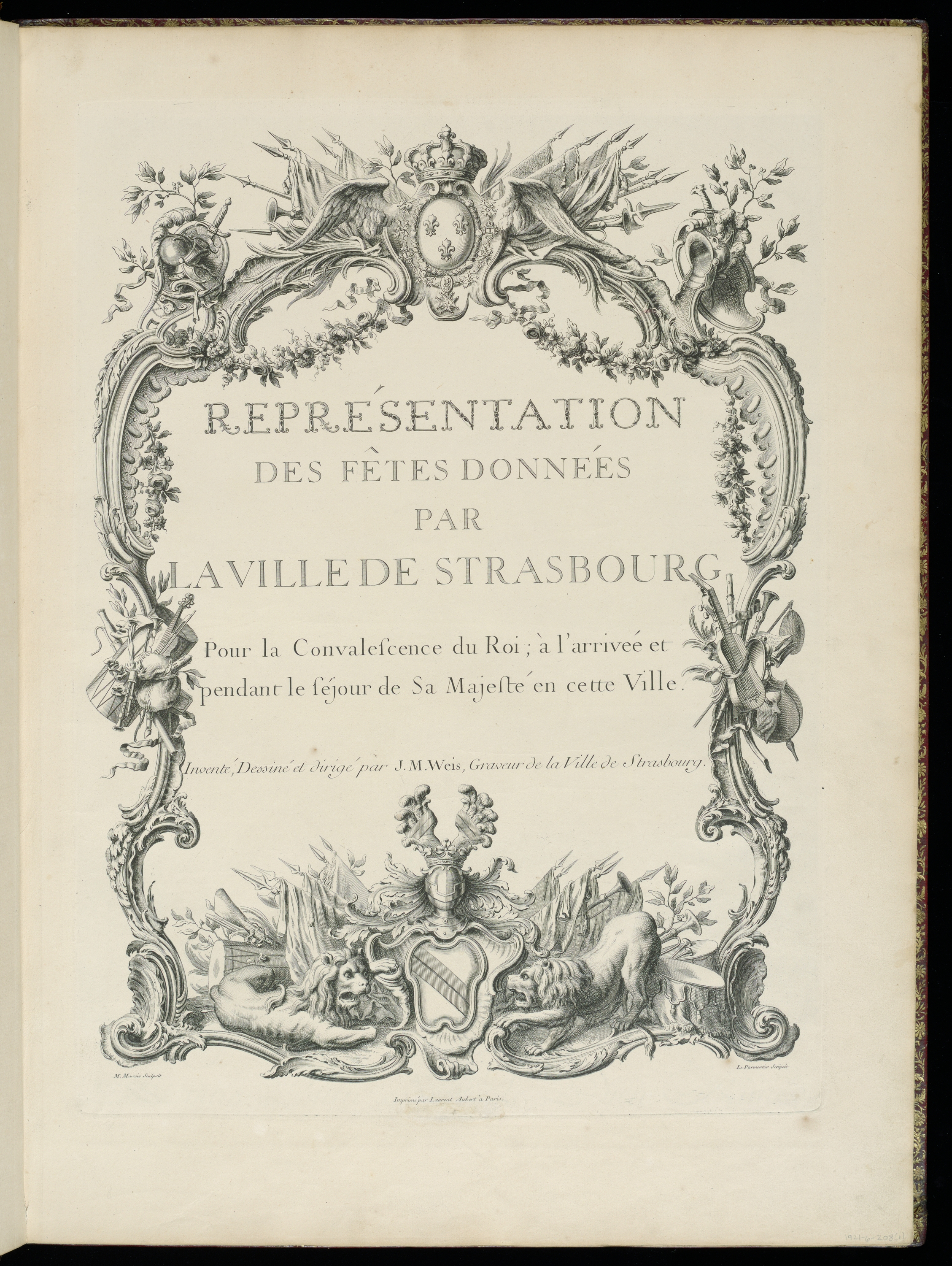
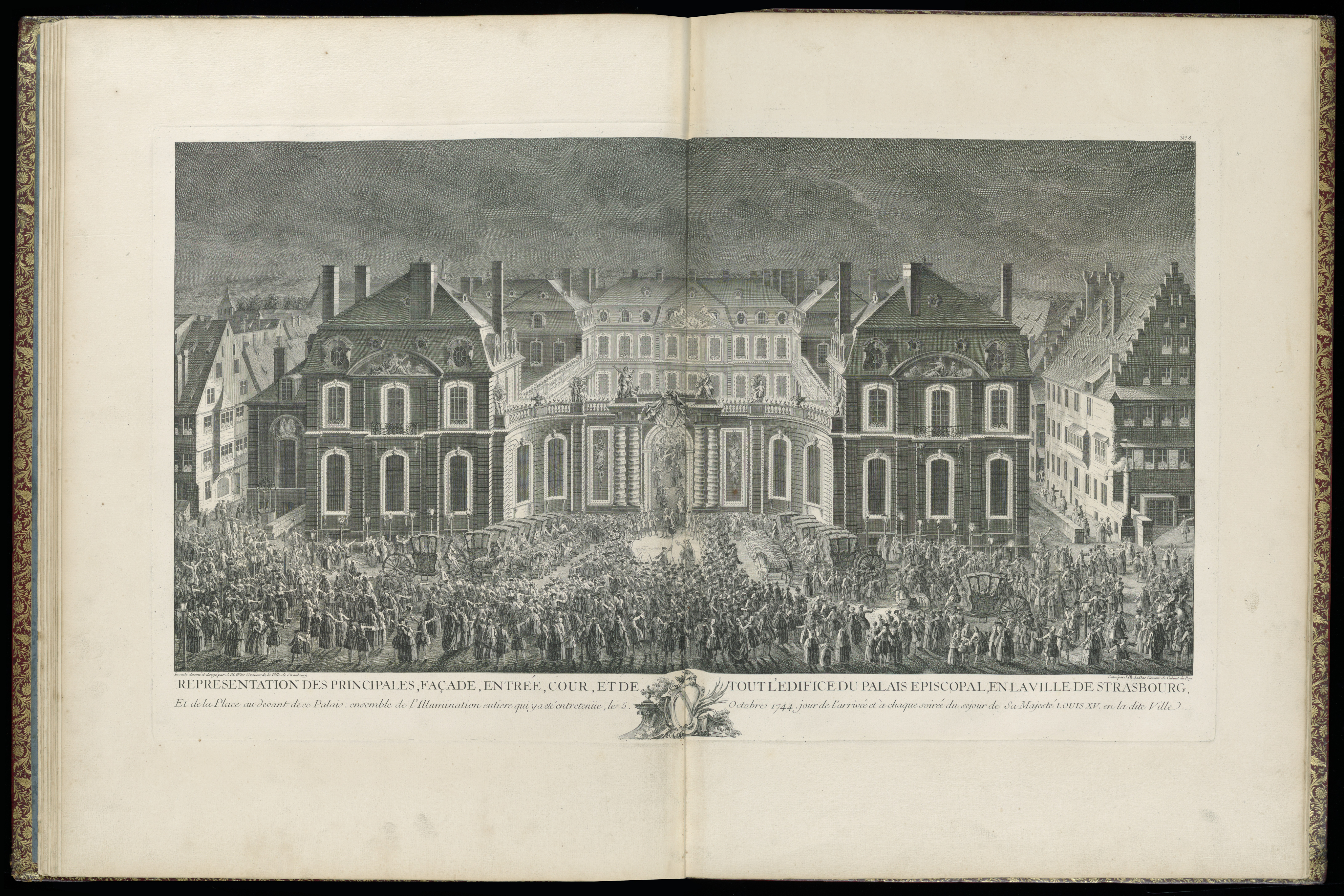
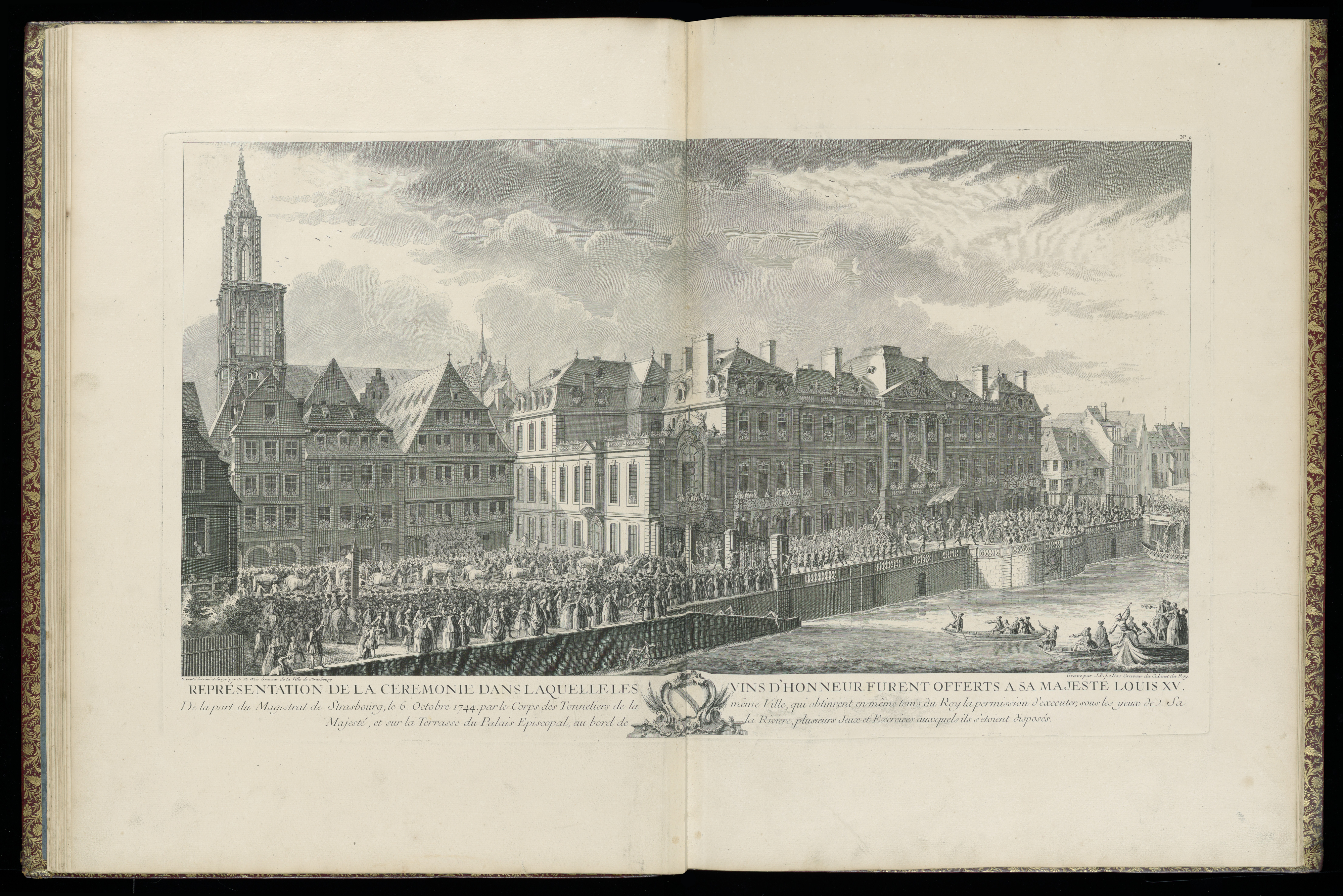
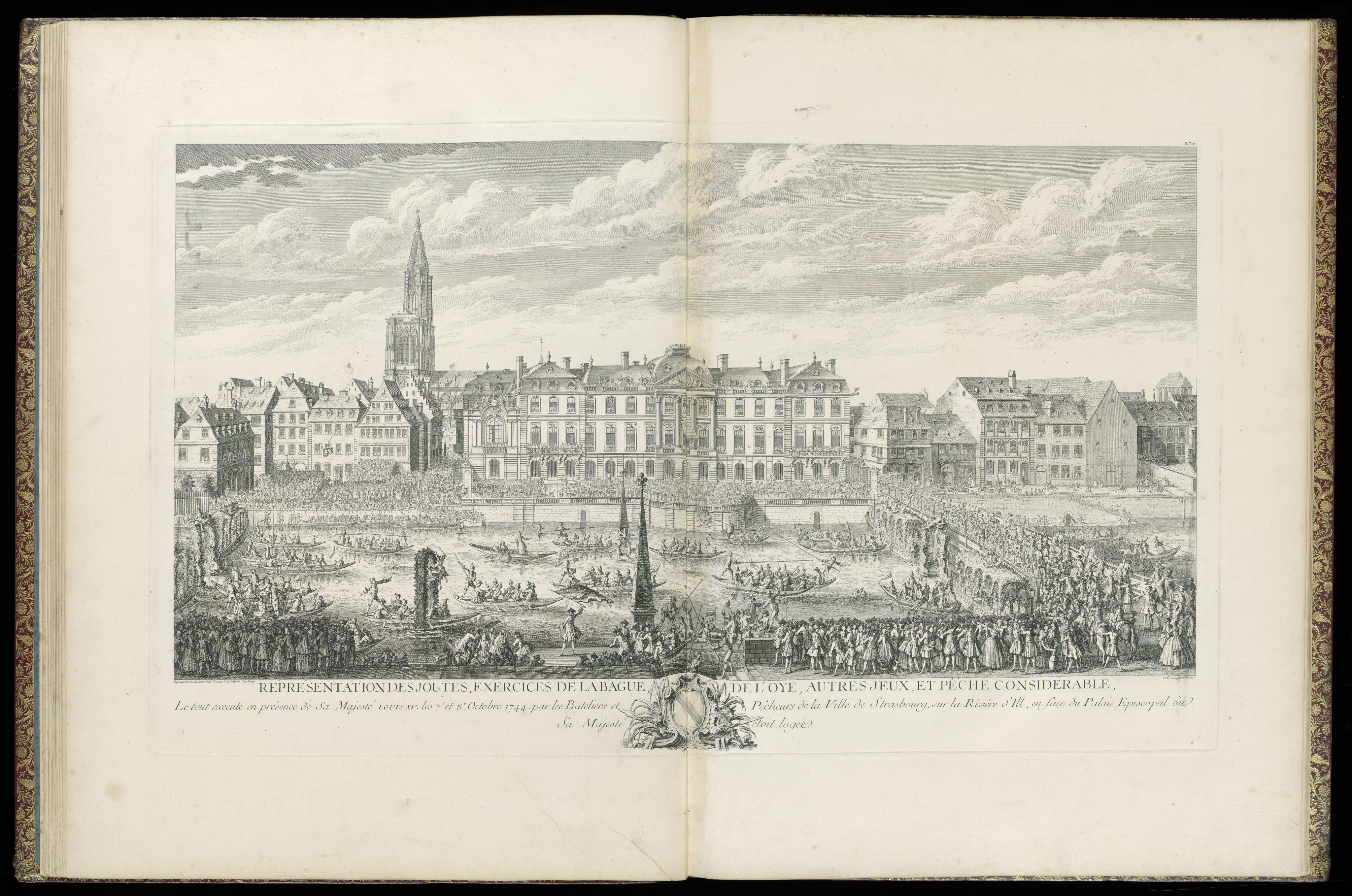
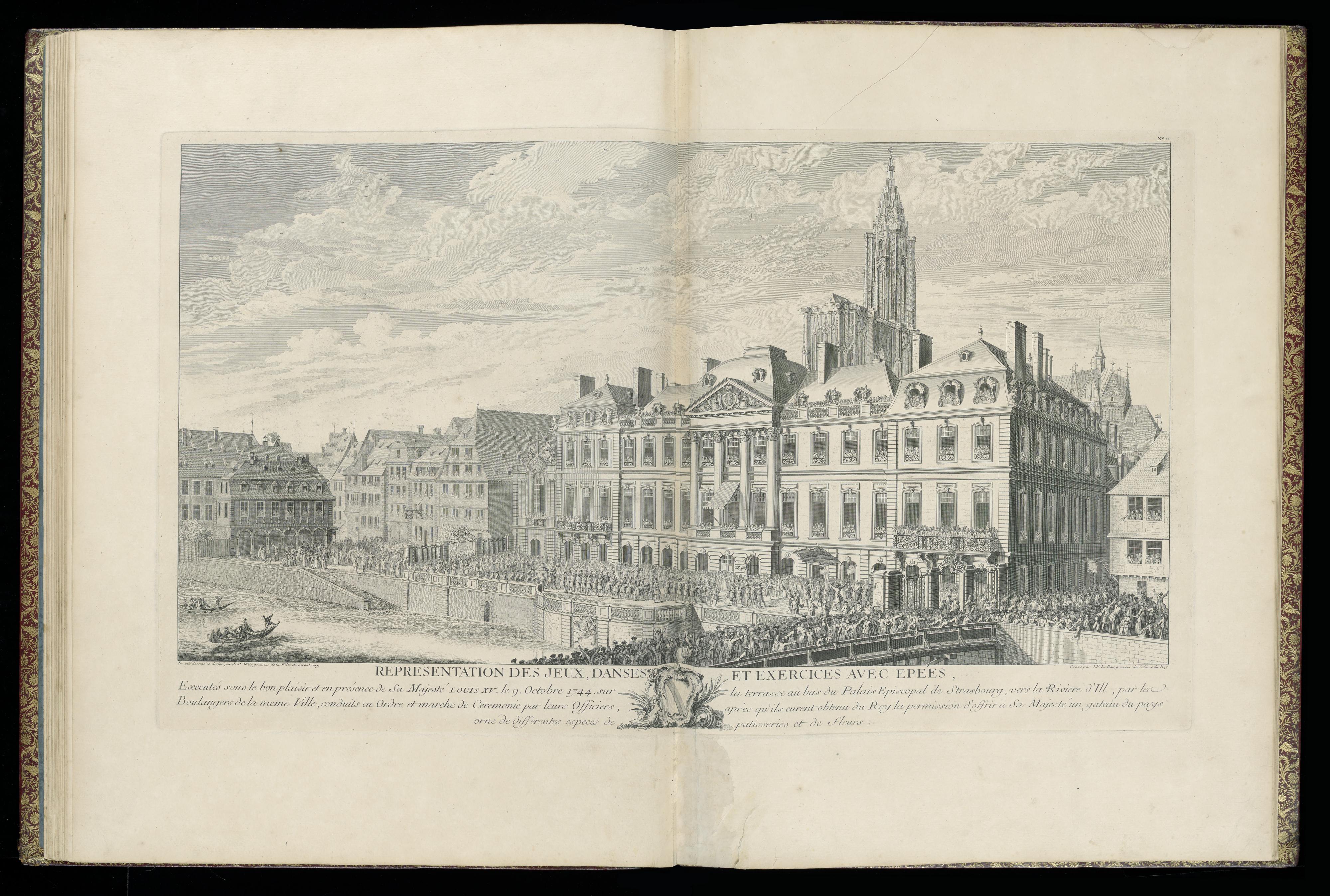

- Jeux en l'honneur de Louis XV lors de sa visite de Strasbourg, octobre 1744

#### Traité d'Aix-La-Chapelle

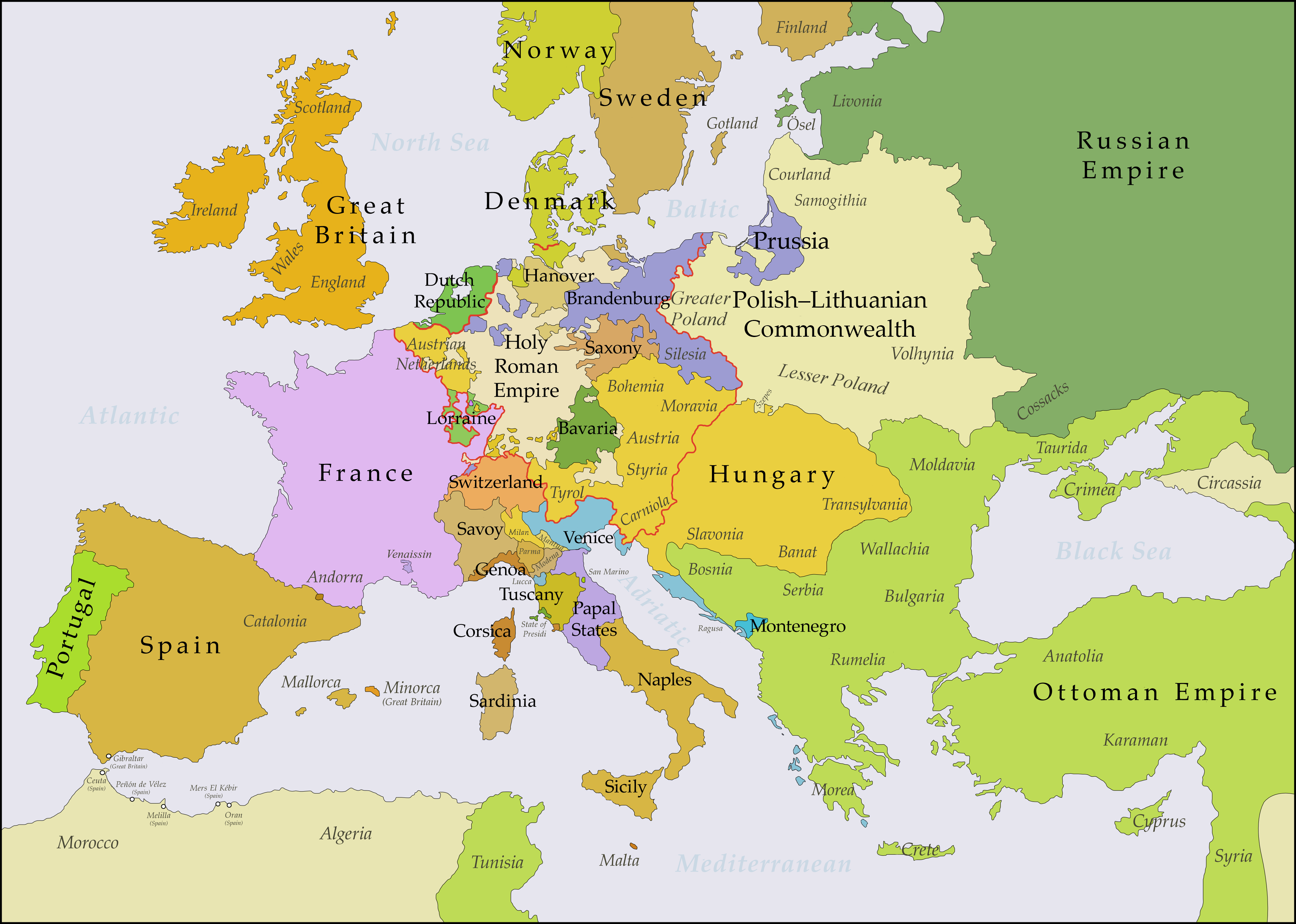
L'Europe à l'issue du traité d'Aix-la-Chapelle.

Au traité d'Aix-la-Chapelle en 1748, la France et l'Angleterre se restituent leurs conquêtes respectives (Louisbourg contre Madras) ce qui crée, pour quelques années, un équilibre naval entre les deux pays.
Le roi rend cependant toutes les conquêtes faites à l'Autriche ainsi que, contre toute attente, la Belgique. Louis XV préfère soutenir ou ménager les puissances catholiques pour contrecarrer les nouvelles puissances émergentes protestantes (Angleterre, Prusse). Les seuls changements notables en Europe sont l'annexion par la Prusse de la Silésie, riche région minière, et le retour du minuscule duché de Parme à la dernière des Farnèse, la reine douairière d'Espagne ; le duché est ensuite attribué au fils cadet de celle-ci, l'infant Philippe, gendre depuis 1739 de Louis XV.
Louis déclare qu'il a conclu la paix « en roi et non en marchand », une posture qui le discrédite dans son pays. En effet, les Français, à la suite de Voltaire, estiment s'être battus « pour le Roi de Prusse » qui a gardé la riche province de Silésie. Cette incompréhension est encore aggravée, selon Michel Antoine, par le fait que le roi s'est abstenu d'expliquer à ses sujets les raisons d'une politique inspirée par Fénelon.

#### Guerre de Sept Ans (1756-1763)

##### Relations franco-anglaises

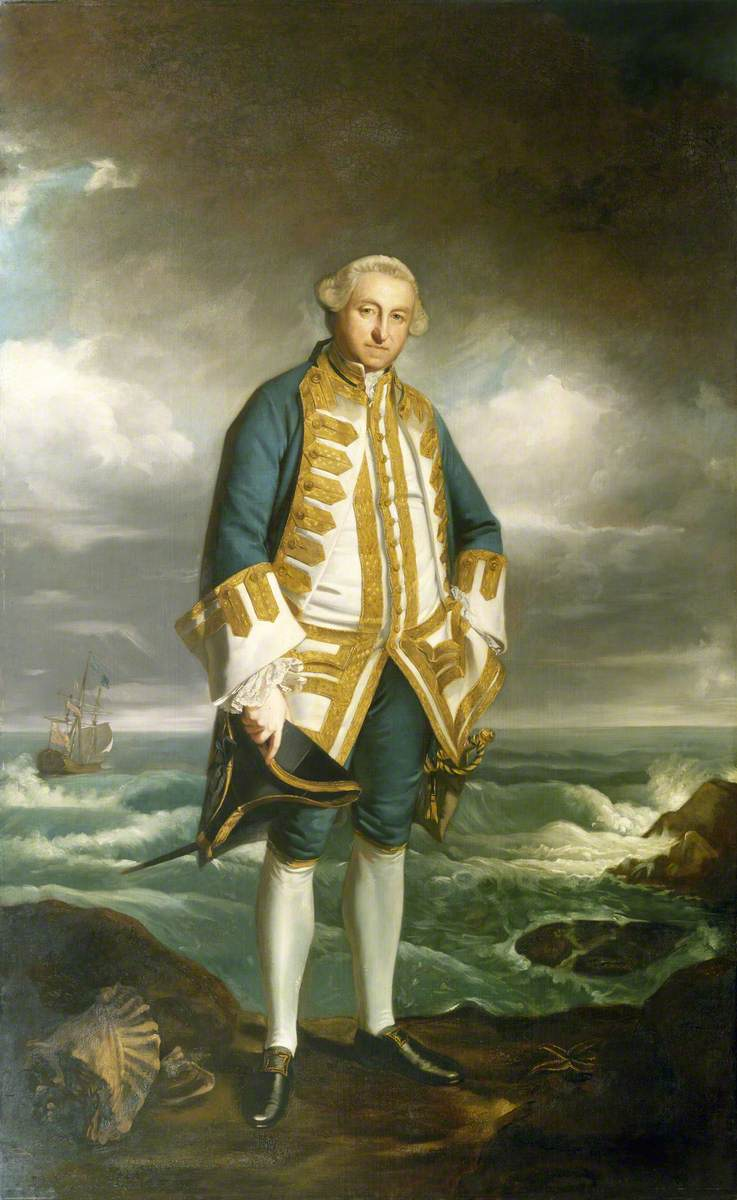
L'amiral Edward Boscawen (1711-1761), copie de Joshua Reynolds d'après une peinture anonyme.

En 1754, les élections à la Chambre des communes amènent au pouvoir un gouvernement qui veut accroitre l’empire colonial anglais. Dès octobre 1754, les troupes stationnées en Amérique sont renforcées, soit par envoi des régiments anglais, soit par recrutement local. La fabrication de navires et le recrutement de matelots sont accélérés, tandis que le général anglais Edward Braddock reçoit l'ordre d'occuper les forts français de la vallée de l'Ohio et du lac Érié. Enfin, le 16 avril 1755, l'amiral Edward Boscawen reçoit l'ordre d'intercepter les navires français à l'entrée du Saint-Laurent.
Côté européen, pour protéger le Hanovre, dont est originaire son roi, l'Angleterre cherche un accord avec une Autriche réticente. Elle parvient, malgré tout, à s'entendre avec la Russie, à qui elle fournit des subsides pour entretenir une armée de 55 000 hommes, en Livonie. Cet accord inquiète le roi Frédéric II de Prusse, qui craint d'être pris en tenaille. Par conséquent, il signe, le 1er janvier 1756 (alors même que son alliance avec la France ne cesse que le 5 juin 1756), le traité de Westminster avec les Anglais. Par ce traité, il écarte la menace russe, contre l'engagement de sa part de défendre les frontières du Hanovre contre la France.

##### Relations franco-autrichiennes
À l'automne 1755, Marie-Thérèse, impératrice du Saint-Empire, fait parvenir, par l'intermédiaire de Madame de Pompadour, une lettre au roi, lui disant vouloir engager des négociations secrètes avec la France. Celles-ci sont confiées à l'abbé de Bernis et restent secrètes jusqu'à ce que Frédéric II se décide à négocier avec l'Angleterre. Après cette date, elles sont portées à la connaissance de tous les ministres d'État. Ces négociations conduisent au traité de Versailles de 1756 dans lequel l'impératrice promet de rester neutre dans le conflit franco-britannique d'Amérique, tandis que le roi de France s'engage à ne pas attaquer les Pays-Bas et autres possessions de l'impératrice. Enfin, les deux pays s'octroient la garantie de leurs possessions européennes, contre les autres pays. Dans le texte officiel, cette garantie ne vaut pas contre l'Angleterre, alors que dans un document secret, cette garantie vaut contre ceux opérant à titre d'auxiliaires des Anglais.
Constituant une rupture avec la politique suivie depuis le cardinal de Richelieu, cette alliance avec l'impératrice est mal vue en France, même si, l'époque ayant changé, ce revirement d'alliance était, selon Michel Antoine, la solution la plus raisonnable.

##### Premiers combats
Frédéric II remporte un succès sur les Impériaux à Prague le 6 mai 1757, avant d’être battu par eux, le 18 juin, à Kolín. L’armée de Louis XV, conduite par le maréchal de Soubise, jointe à l’armée impériale de Saxe-Hildburghausen, est battue à la bataille de Rossbach, le 5 novembre 1757. Aussitôt, l’opinion s’en prend à Soubise, un proche de la marquise de Pompadour.

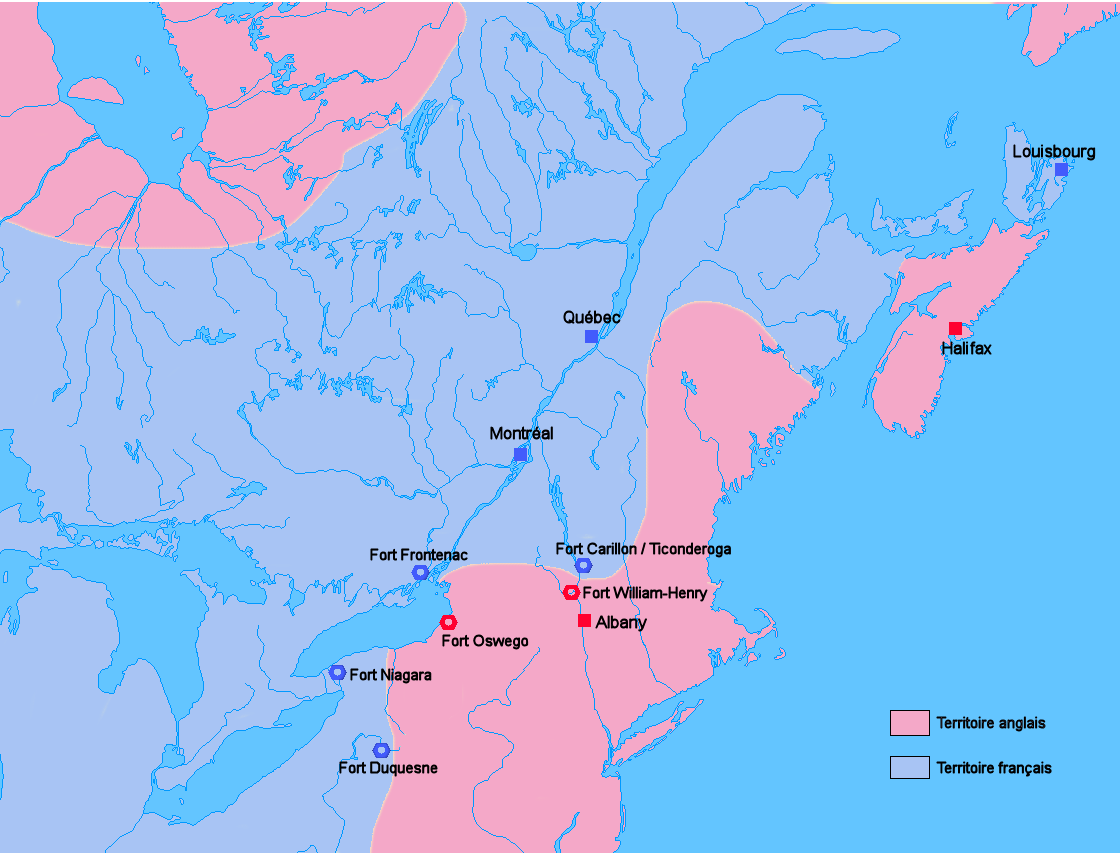
Localisation du fort Carillon et des forts français en Nouvelle-France.

Au Canada, lors du siège de Louisbourg la Marine anglaise déploie 14 000 hommes et 23 vaisseaux pour s'assurer la victoire, le 27 juillet 1758. Sur le continent, si le fort Frontenac est également pris, Fort Carillon résiste en partie grâce au ravitaillement effectué par trois convois partis de Bordeaux.
Au Sénégal, le fort de Saint-Louis tombe, de même que l’île de Gorée. Aux Indes, Chandernagor est également pris, en 1757.
La marine britannique fait aussi régner l'insécurité sur les côtes françaises par une série de "descentes" de grande envergure, opérations qui ont pour but de fixer le maximum de troupes sur le littoral après avoir semé la panique dans les populations. En septembre 1757, la Royal Navy occupe brièvement l'île d'Aix, mais sans rien oser entreprendre contre Rochefort. Le 18 juin 1758, ce sont 15 000 Britanniques qui débarquent à Cancale et à Paramé où ils détruisent 80 navires marchands. Le 7 août, c'est Cherbourg qui est victime d'un raid dévastateur de 10 000 « tuniques rouges ». La ville, qui armait au commerce, à la guerre et à la course est mise à sac et toutes ses installations portuaires sont détruites.

##### LouisXV, Choiseul et la poursuite de la guerre

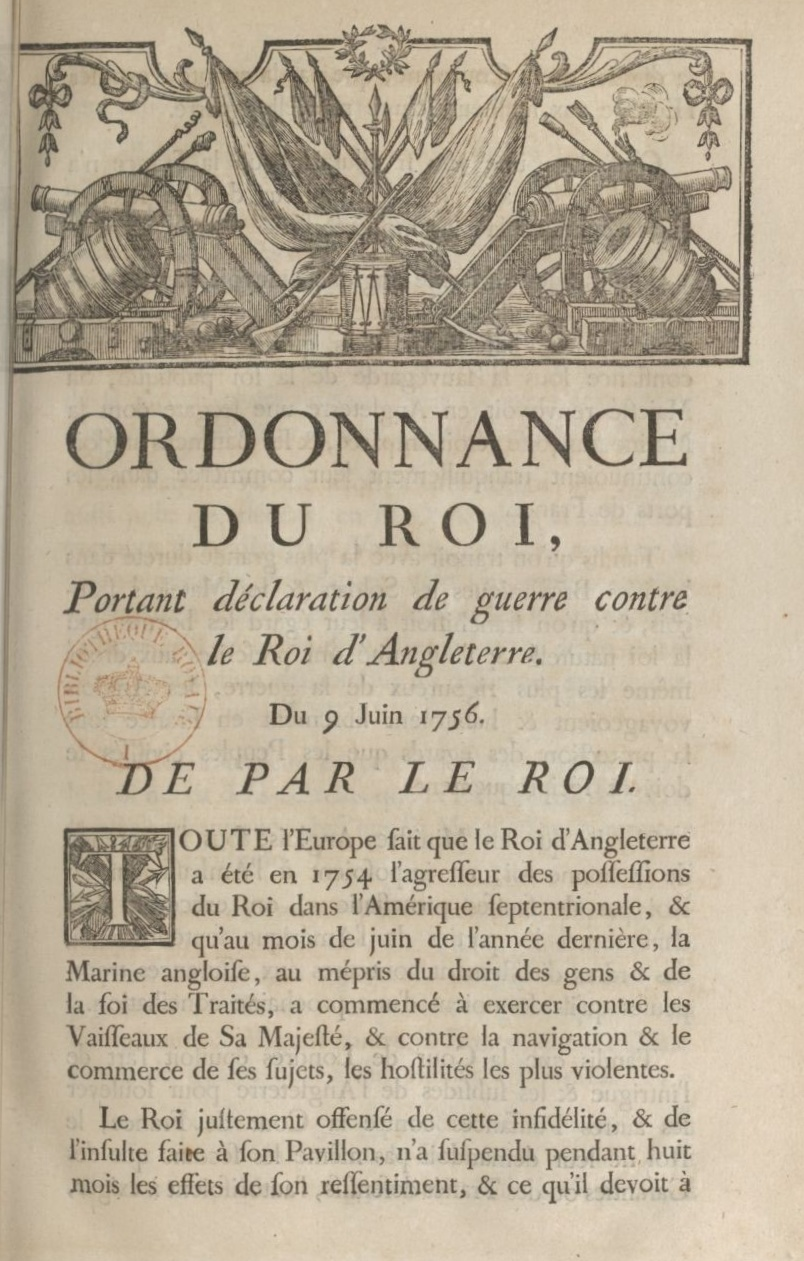
La déclaration de guerre de Louis XV contre le roi d'Angleterre le 9 juin 1756.

Fin 1758, le roi et Choiseul veulent poursuivre la guerre pour arriver à une paix plus équilibrée que ne le permet l’équilibre présent des forces. Pour ce faire, ils mettent au point un projet de débarquement dans l’est de l’Écosse, soutenu par les Suédois. À cette fin, un projet de construction de barges est lancé. La base de départ, prévue initialement dans le pas de Calais, est transférée dans le golfe du Morbihan sous la direction du duc d’Aiguillon. Mais, en juillet 1759, cinq vaisseaux de ligne anglais bombardent, pendant 52 heures, et ravagent Le Havre, lieu de construction des barges, tandis qu’une escadre de la Méditerranée, envoyée soutenir l’escadre de l’océan, est détruite par la flotte anglaise, au large du Portugal, à la bataille de Lagos, en août 1759. Finalement, le projet est définitivement abandonné après la bataille des Cardinaux.

##### Guerre en Europe continentale
En avril 1759, le maréchal de Broglie bat Ferdinand de Brunswick à Bergen tandis que, le 12 août, le général russe, Piotr Saltykov, à la tête des troupes coalisées austro-russes, inflige une défaite majeure aux Prussiens, à Kunersdorf. À ce moment, de l'aveu de Frédéric II lui-même (le « miracle de la maison de Brandebourg »), la défaite définitive de la Prusse aurait dû avoir lieu, si les austro-russes avaient marché sur Berlin, à seulement 80 km.

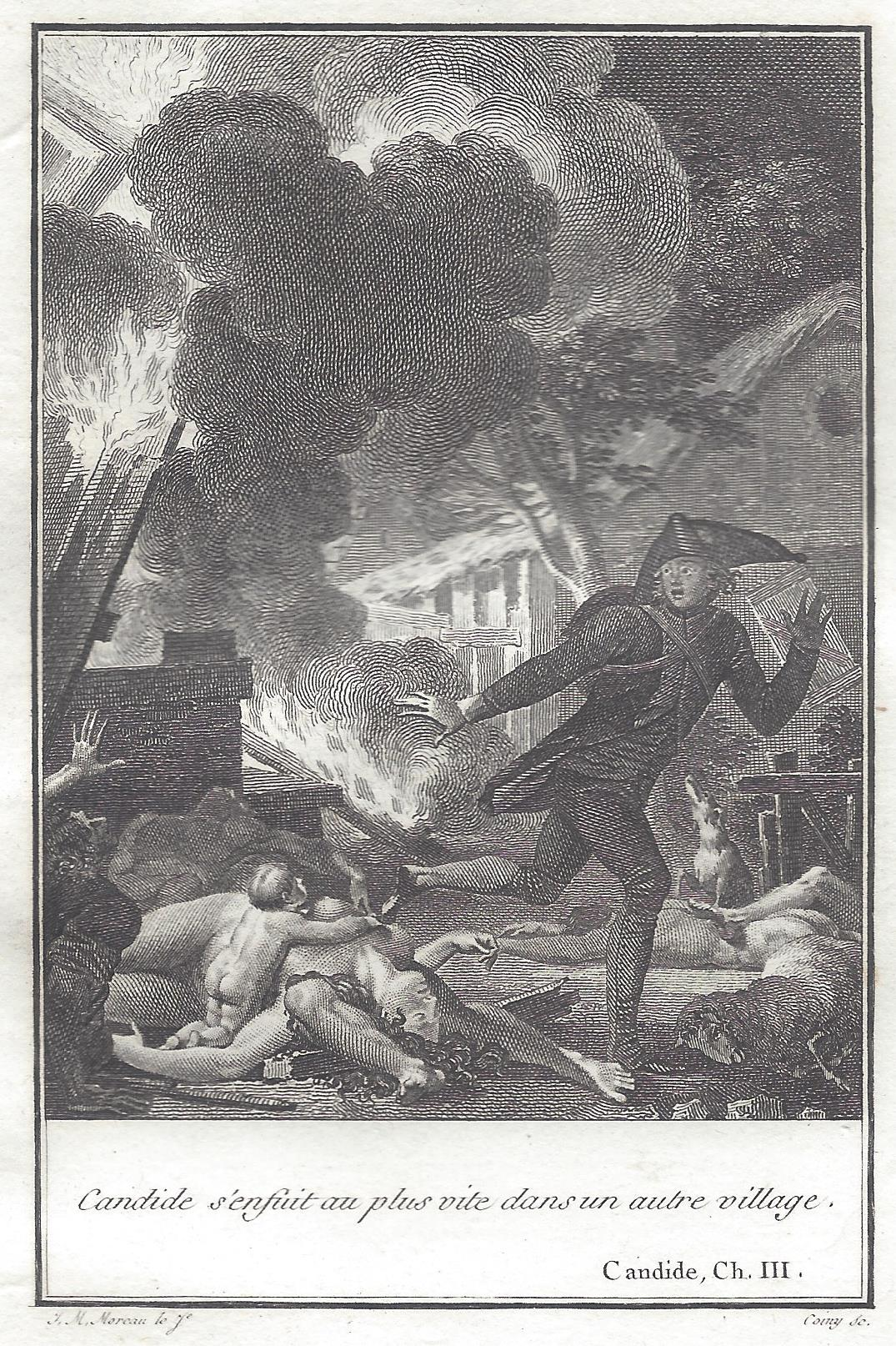
Candide, conte de Voltaire paru en 1759, donne une image négative d'un conflit impopulaire. Gravure de Jean-Michel Moreau, 1801.

La mort d’Élisabeth Ire de Russie, le 5 janvier 1762, et son remplacement par Pierre III, puis par la grande Catherine II de Russie, conduit à une paix séparée avec la Prusse, qui affaiblit l’alliance franco-autrichienne.

##### Guerre sur mer et outre-mer
Le roi est conscient du déséquilibre des forces en Amérique du Nord, il sait que, sur ce continent, la population anglaise s'élève à 1,2 million d’habitants, quand la population française atteint seulement 100 000 habitants. Militairement, il comprend aussi que le camp français ne pourra jamais aligner plus de 13 000 hommes, contre 48 700 côté anglais. Qui plus est, économiquement, ces colonies pèsent peu en terme économique comparé à la Martinique, qui compte alors 80 000 habitants, la Guadeloupe, 60 000 habitants, et Saint-Domingue, 180 000 habitants, essentiellement des esclaves. Ainsi n’est-il guère surpris quand, en octobre 1759, le Québec se rend, et ce, d’autant moins que, dès 1755, il a compris qu’après le traité d’Aix-La-Chapelle, la France n’a pas fait un effort suffisant pour sa marine qui ne compte, début 1756, que 45 navires de lignes, contre 88 pour le Royaume-Uni. Et l’écart est appelé à se creuser. En effet, à cette date, la France a 9 navires en construction quand les Britanniques en ont 22.

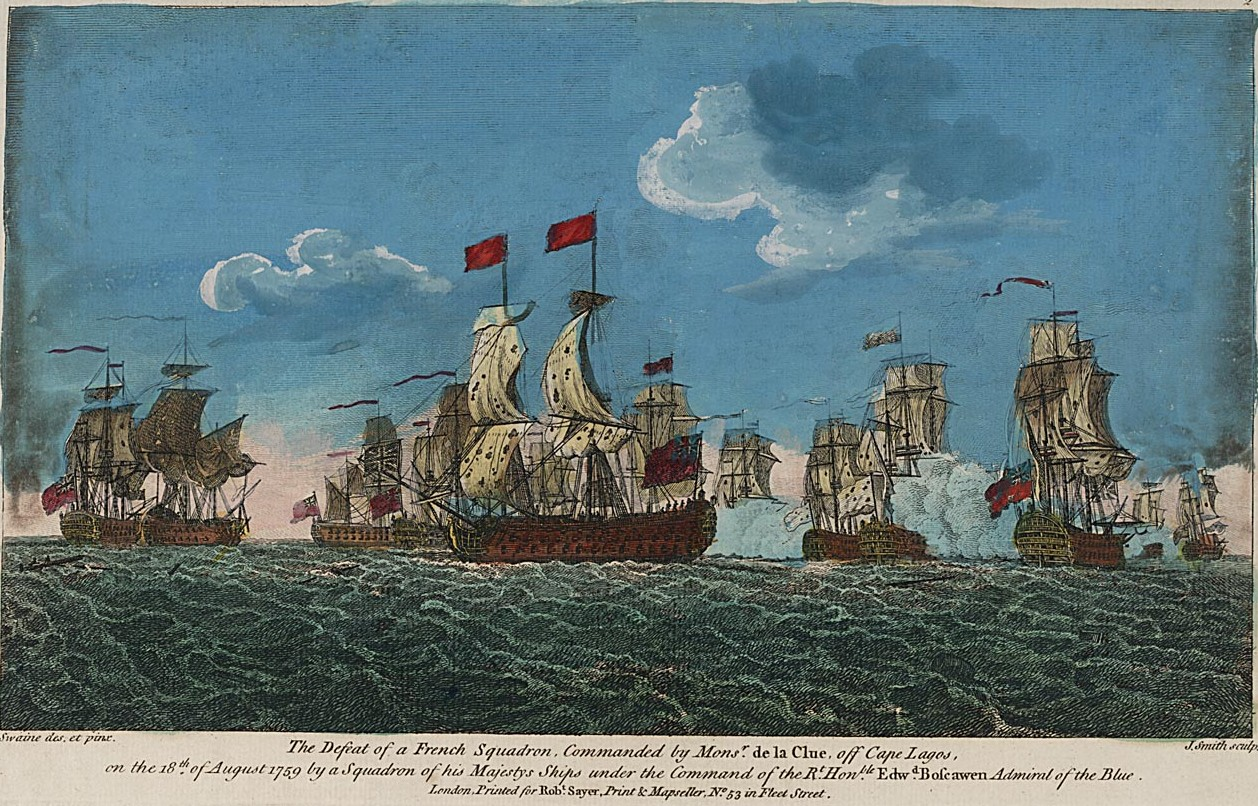
Bataille de Lagos, 18-19 août 1759, victoire britannique après une poursuite dans les eaux portugaises. Gravure d'après Francis Swaine, 1786.

Dans les Antilles, l'île de la Guadeloupe est prise par les Britanniques, en avril 1759, comme, peu après, la Désirade, Marie-Galante et les Saintes.
La flotte de Brest est défaite, le 20 novembre 1759, par l’amiral Edward Hawke et ses 45 vaisseaux, à la bataille des Cardinaux.
En avril 1761, les Britanniques s’emparent de Belle-Île que, faute de bâtiments de guerre français, le duc d’Aiguillon ne peut pas secourir. En juin 1761, la Dominique tombe.
Pour tenter de faire pièce au Royaume-Uni, Louis XV et Charles III d’Espagne décident de signer, le 15 août 1761, un troisième pacte de famille où ils se promettent l’assistance d’au moins 12 vaisseaux de ligne et 6 frégates, ainsi que de 18 000 fantassins et de 6 000 cavaliers. À cette époque, le nombre de vaisseaux de la France et de l’Espagne réunies est inférieur aux 106 bateaux de la marine britannique. La situation est même pire si l'on tient compte de la vétusté des bateaux espagnols. Le 2 janvier 1762, l’Espagne déclare la guerre au Royaume-Uni et les défaites s’enchaînent pour les Franco-espagnols. La Martinique tombe aux mains des Britanniques, en février 1762, suivie par la Grenade, Saint-Vincent, etc. Enfin, La Havane est occupée par les Britanniques, de même que la Floride et la ville de Mobile.

#### Fin de la guerre de Sept Ans et traité de Paris de 1763
La France tente, dès la fin de 1760, des négociations avec la Grande-Bretagne, mais elle se heurte à l’intransigeance de William Pitt l'Ancien. Il faut attendre sa démission en octobre 1761, après la mort du roi George II, en octobre 1760, pour que les hommes aux affaires en Grande-Bretagne acceptent de négocier. Ils y sont incités autant par l'attitude assez désinvolte à leur égard de Frédéric II que par leur inquiétude devant le coût de la guerre.

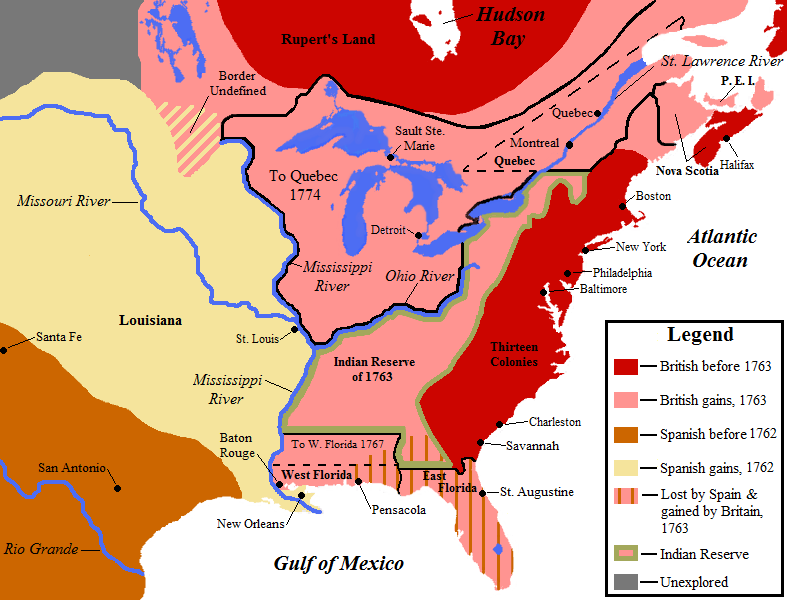
Territoires cédés par la France à l'Angleterre par le traité de Paris (1763) en rose, et à l'Espagne par le traité de Fontainebleau (1762) en jaune.

Le traité de Paris est signé le 10 février 1763. En Europe continentale, on revient à la situation de départ. Outre-mer, la France recouvre l'archipel de Guadeloupe, la Martinique, Gorée, les cinq comptoirs en Inde. Toutes les autres possessions restent aux mains des Britanniques. La France acquiert Saint-Pierre-et-Miquelon, mais donne la Louisiane à l’Espagne par traité secret. L’Espagne perd la Floride, mais recouvre La Havane.
Il est à noter qu'en termes économiques, les "îles à sucre", Guadeloupe, Martinique, plus la partie de Saint-Domingue restée entre les mains françaises, rapportent alors largement plus que toute la Nouvelle-France.
Frédéric II soutient que, dans cette guerre, la France a agi contre son intérêt en intervenant en Allemagne. Il note : « L'espèce de guerre qu'ils faisaient aux Anglais était maritime ; ils prirent le change et négligèrent cet objet principal, pour courir après un objet étranger qui proprement ne les regardait pas ». Pour Bluche, cette guerre a permis à la Prusse de faire son entrée dans le cercle restreint des grandes puissances européennes, tandis que l'Angleterre devient « puissance majeure ». En réalité, même si le traité de Paris est humiliant pour la France, il lui garde la possibilité de redevenir une grande puissance navale. Pour Jean-Christian Petitfils, les erreurs datent plutôt du traité d'Aix-la-chapelle, où la France aurait dû conserver les Pays-Bas autrichiens et, ensuite, quand il eût fallu davantage développer la marine de guerre. Paul Kennedy note que cette guerre a montré l'importance croissante des facteurs économiques et commerciaux dans la stratégie des puissances, ce que reconnaît Choiseul : « Dans l'état présent de l'Europe, ce sont les colonies, le commerce, et en conséquence la puissance sur mer, qui doivent déterminer l'équilibre des États européens. La maison d'Autriche, la Russie, le roi de Prusse ne sont que des puissances de second rang, comme le sont tous ceux qui ne peuvent faire la guerre sans les subsides des puissances commerciales ».
La guerre de Sept Ans et celle d'indépendance des États-Unis, qui éclate peu après, laissent aussi bien la France que la Grande-Bretagne lourdement endettées : l'équivalent de 220 millions de livres sterling pour la première, 215 millions pour l'autre, en 1780 ; mais la révolution financière britannique, couplée à un système fiscal plus efficace, permet à Londres d'emprunter à un faible taux d'intérêt, tandis qu'en France, les réformes financières et fiscales inabouties ne font qu'attiser les mécontentements sans pouvoir réduire la spirale du déficit.

### Opposition des parlements

#### Fleury: BulleUnigenituset montée de la fronde du Parlement

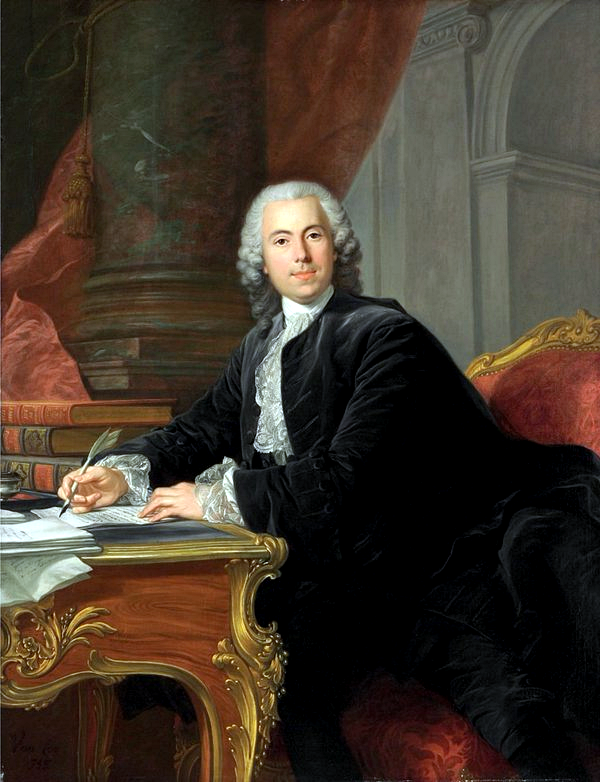
Henri de Boulainvilliers par Louis-Michel Van Loo.

Si le cardinal Fleury veut marginaliser le courant janséniste, il n’est pas non plus un partisan du parti dévot proche des Jésuites. Il veut, selon Jean-Christian Petitfils, « maintenir l’unité religieuse de la monarchie catholique ». Il veille, à ce titre, à écarter les prêtres, moines et moniales, jugées proches de ces courants. Sa volonté d’écarter un prélat janséniste, Jean Soanen, met toutefois le feu aux poudres. Un tribunal ecclésiastique, tenu à Embrun, suspend Jean Soanen, le 21 septembre 1727, de sa charge. Puis, par lettre de cachet, il est envoyé à l’abbaye de la Chaise-Dieu. Le 30 octobre, 550 avocats parisiens contestent la validité de ce jugement, suivis peu après par 12 évêques, qui se voient adresser une mise en garde par le roi. À cette occasion, deux courants jansénistes agissent de concert : le jansénisme ecclésiastique, très marqué par le richérisme, qui veut que l’Église soit une sorte de démocratie, et le jansénisme juridique, très gallican. Le 28 mai 1728, le cardinal ministre fait adopter une déclaration condamnant les avocats et le courant richériste.
Cette politique porte ses fruits quand, le 24 mars 1730, Fleury veut porter un coup décisif au jansénisme, en faisant de la bulle Unigenitus une loi de l’État. Le roi doit imposer cette décision lors d'un lit de justice tenu le 3 avril 1730. Aussitôt, des avocats entrent dans la bataille. Dans une consultation publique signée par 40 avocats, François de Maraimberg soutient que le roi est le chef de la Nation, et non pas l’élu de Dieu. Durant cette période, les idées de Fénelon connaissent un regain d’intérêt, avec la publication par Henri de Boulainvilliers d’un ouvrage en trois tomes, intitulé Histoire de l’ancien gouvernement de la France, avec XIV lettres historiques sur les parlements ou États généraux. Ce livre constitue « une attaque en règle contre l’absolutisme Louis-quatorzien, contre le droit divin, les ministres, les intendants et autres agents du despotisme ». C’est aussi l’époque où l’influence du système parlementaire britannique commence à se faire ressentir. C’est ainsi qu’en 1734, Voltaire a écrit ses Lettres philosophiques, où il fait l’éloge des mœurs anglaises. Toutefois, la tendance en France est alors de confondre le Parlement britannique, assemblée législative élue, avec les parlements français, instances purement juridiques. Quoi qu’il en soit, le Conseil du roi condamne le texte des avocats; le 30 octobre 1730. Le cardinal de Fleury tente de trouver un terrain d’entente. Mais, la fronde du Parlement se poursuit jusqu’à ce que 139 magistrats parisiens soient exilés en province, dans la nuit du 6 au 7 novembre 1732. Finalement, une réconciliation a lieu et le Parlement reprend son activité le 1er décembre..

#### Doctrine parlementaire des années 1750

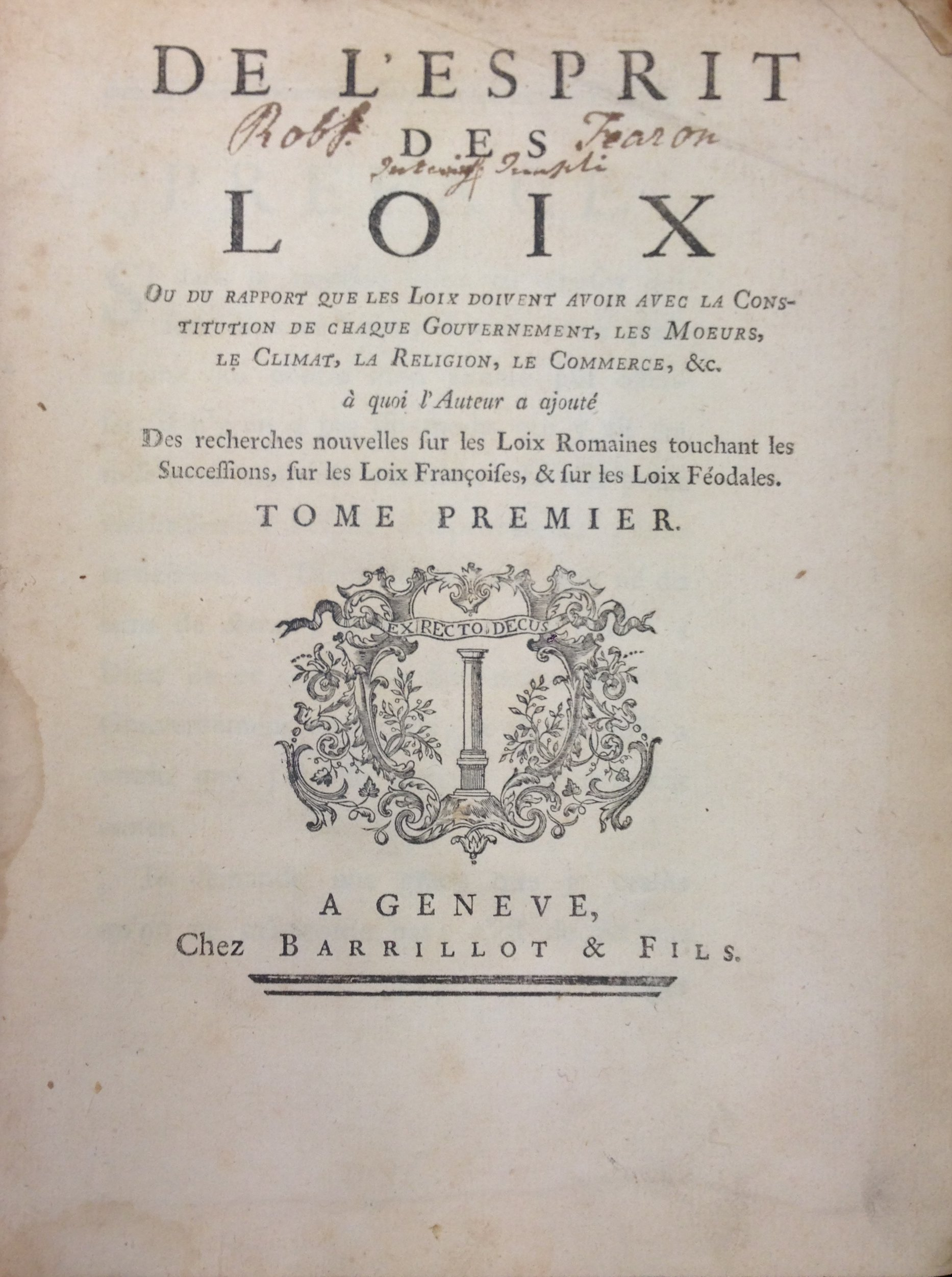
De l'esprit des lois, ouvrage de Montesquieu imprimé à Genève en 1748.

Selon Michel Antoine, « à partir des années 50 du siècle, la magistrature s’est enfoncée dans un état à peu près constant d’effervescence et de rébellion, suscitant à tout propos des incidents et des conflits ». Les raisons à cette situation sont nombreuses. Tout d’abord, les prix des offices ne cessent de baisser depuis 1682 et parfois personne ne veut les acheter, ce qui a conduit le chancelier d’Aguesseau à fusionner des tribunaux et à diminuer le nombre d’offices. De plus, très souvent, le personnel est pléthorique pour le nombre d’affaires à traiter. Cette situation est liée à la montée en puissance du fonctionnariat, dont les intendants et les ingénieurs constituent le fer de lance. Rappelons ici que c'est autour des années 1740 que sont créées l’École de la Marine, celle des Ponts-et-chaussées et celle du génie de Mézières. Tout cela incite les magistrats à ne pas se contenter de vouloir juger, mais à étendre leur champ d’action et à vouloir, comme ils le proclament en 1757, : « juger l’équité et l’utilité des nouvelles lois, la cause de l’État et du public… ». Si, selon Michel Antoine, le livre De l'esprit des lois de Montesquieu dépasse ce que peut comprendre la moyenne des magistrats, ils en ont, malgré tout, retenu que l’accusation de despotisme vise également la monarchie française. Le livre qui va vraiment marquer les magistrats est rédigé par un avocat, Louis Adrien Le Paige, sous le titre Lettres historiques sur les fonctions essentielles du Parlement, sur le droit des pairs et sur les lois fondamentales du royaume. Dans ce livre, il défend l’idée qu’il existe une constitution primitive sur laquelle la monarchie repose depuis Clovis, altérée avec le temps dans un sens favorable au despotisme. Ce livre soutient que les parlements, nés avant la monarchie, sont, au minimum, sur un pied d’égalité avec le roi. Un thème repris dès 1755 par le Parlement de Paris. Si ces prétentions sont réfutées dans le livre d’un anonyme, intitulé Réflexions d’un avocat sur les remontrances du Parlement du 27 novembre 1755, qui montre que l’existence du Parlement remonte au maximum à Philippe le Bel, le Parlement de Paris n'en a cure et ordonne; le 27 août 1756; que cet écrit soit « lacéré et brûlé en la cour du palais ».
Dans le même temps, les parlements qui, lors de l’enregistrement des lois, peuvent émettre des remontrances destinées au roi, en modifient profondément la nature, en les rédigeant de « plus en plus à l’intention du public ».

#### Affaire des sacrements

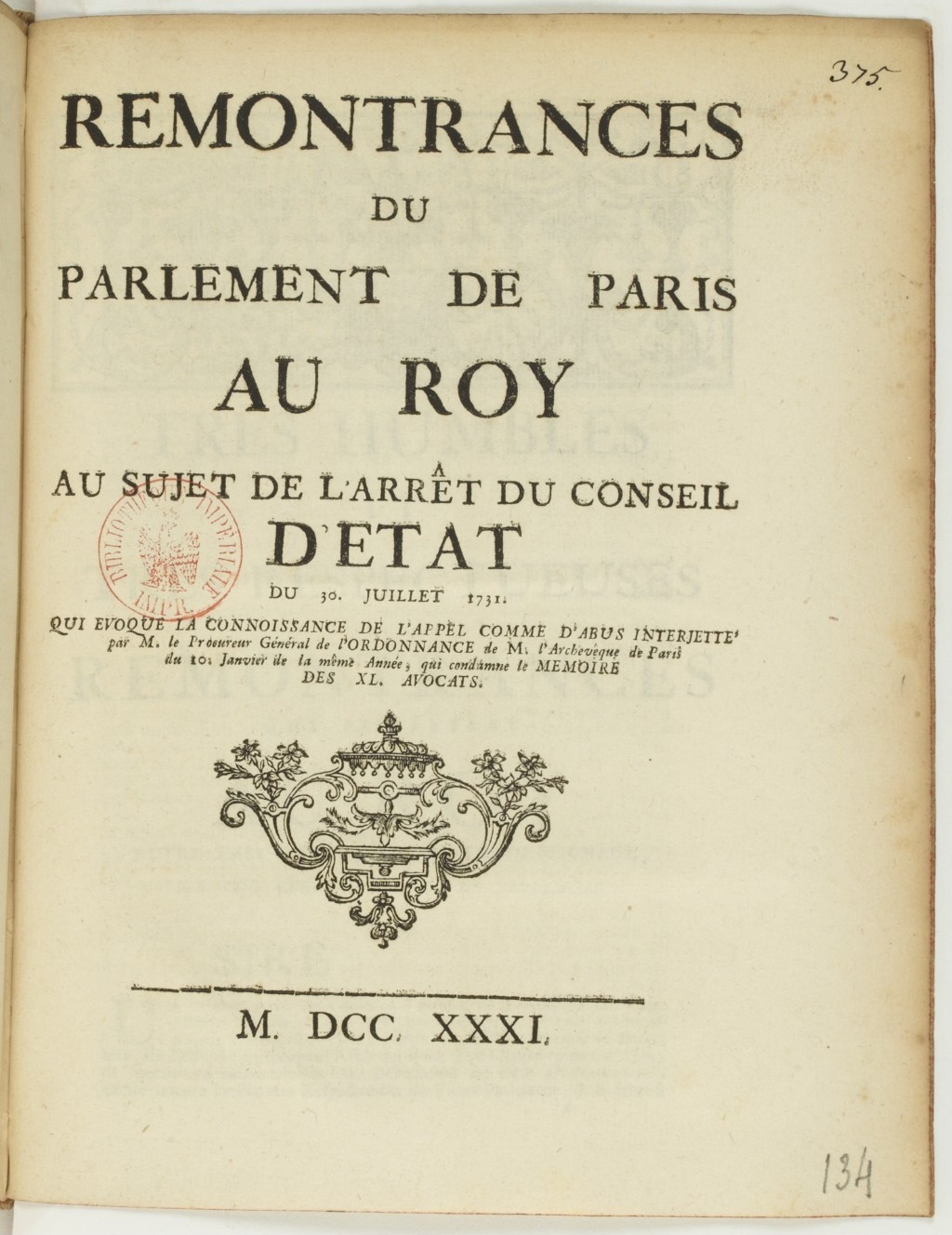
Remontrances du Parlement de Paris au Roy visant un appel comme d'abus contre l'archevêque de Paris, 1731.

En 1746, Christophe de Beaumont, nommé archevêque de Paris pour remettre de l'ordre dans un diocèse très largement acquis aux adversaires de la bulle Unigenitus, impose à ses prêtres de refuser les derniers sacrements aux personnes qui ne présenteraient pas un billet de confession. En 1749 et 1750, le Parlement s'en tient à des remontrances quand on lui signale de tels cas, son premier président, René-Charles de Maupeou, prêche, alors, la modération. À partir de 1752, vexé de ne pas avoir été nommé chancelier, il décide de laisser faire les parlementaires. Ainsi, quand un vieil oratorien se voit refuser les sacrements par le curé de Saint-Étienne-du-Mont, celui-ci est condamné à une amende et sommé de donner le sacrement. Aussitôt, le roi casse cet arrêt. Le Parlement maintient son jugement et veut le faire exécuter, mais le prêtre s'est enfui. Le Parlement fait des remontrances au roi sur le danger de « schisme » et considère que « tout refus de sacrement comme une diffamation, justiciable des tribunaux séculiers ».
Dans un souci d'apaisement, et parce qu'il considère le refus de sacrement comme abusif, le roi annonce la création d'une commission mixte de conseillers d'État et d'évêques pour trancher la question. Il demande que jusqu'au dépôt des conclusions, il soit fait silence sur ces affaires. Il n'obtient pas le silence et le Parlement continue à poursuivre les curés qui refusent les sacrements. La commission mixte n'arrive à rien et, le 9 mai 1753, le roi fait exiler les magistrats des enquêtes et des requêtes. La situation est alors bloquée, et la justice supérieure paralysée, et ce, d'autant qu'une chambre de vacation instituée temporairement n'arrive pas à fonctionner. Le roi, possiblement sur les conseils de Madame de Pompadour, convoque Maupeou à Versailles, en juillet 1754, et fait preuve de clémence avec les magistrats. Christophe de Beaumont, qui continue à approuver le refus de sacrement, est exilé.

#### Affaire du Grand Conseil
Le Grand Conseil a reçu, de Charles VII et de Louis XII, un statut qui en faisait « un tribunal des conflits, un tribunal administratif et un tribunal d'exception ». Le chef en est le chancelier et la première présidence est confiée à un conseiller d'État. Bien que, socialement, le Parlement et le Grand Conseil aient un recrutement quasi identique, le Parlement a toujours détesté ce corps issu du Conseil du Roi. L'affaire surgie, en juin 1755, quand deux particuliers portent plainte pour bagarre. L'un porte plainte devant une juridiction dépendant du Parlement et l'autre au Grand Conseil, dont il est membre honoraire. Le Grand Conseil décide de s'occuper de l'affaire et demande à l'autre juridiction de se dessaisir, ce qu'elle ne fait que partiellement, et, de fil en aiguille, le Parlement et le Grand Conseil se font face. Sur ces entrefaites, pour une raison non élucidée, le roi ,par l'intermédiaire du Conseil des Dépêches prend deux arrêts en faveur du Grand Conseil, qui mettent le feu aux poudres. L'affaire devient encore plus politique quand le Parlement invite les princes et les pairs du royaume à venir délibérer. Le roi leur interdit d'y aller, mais six princes (Orléans, les Condé, les Conti) et vingt-neuf ducs et pairs se rebellent contre cette interdiction. Cette rébellion aboutit donc à un rapprochement entre la noblesse de robe et celle d'épée.

#### Attentat manqué de Damiens (1757)

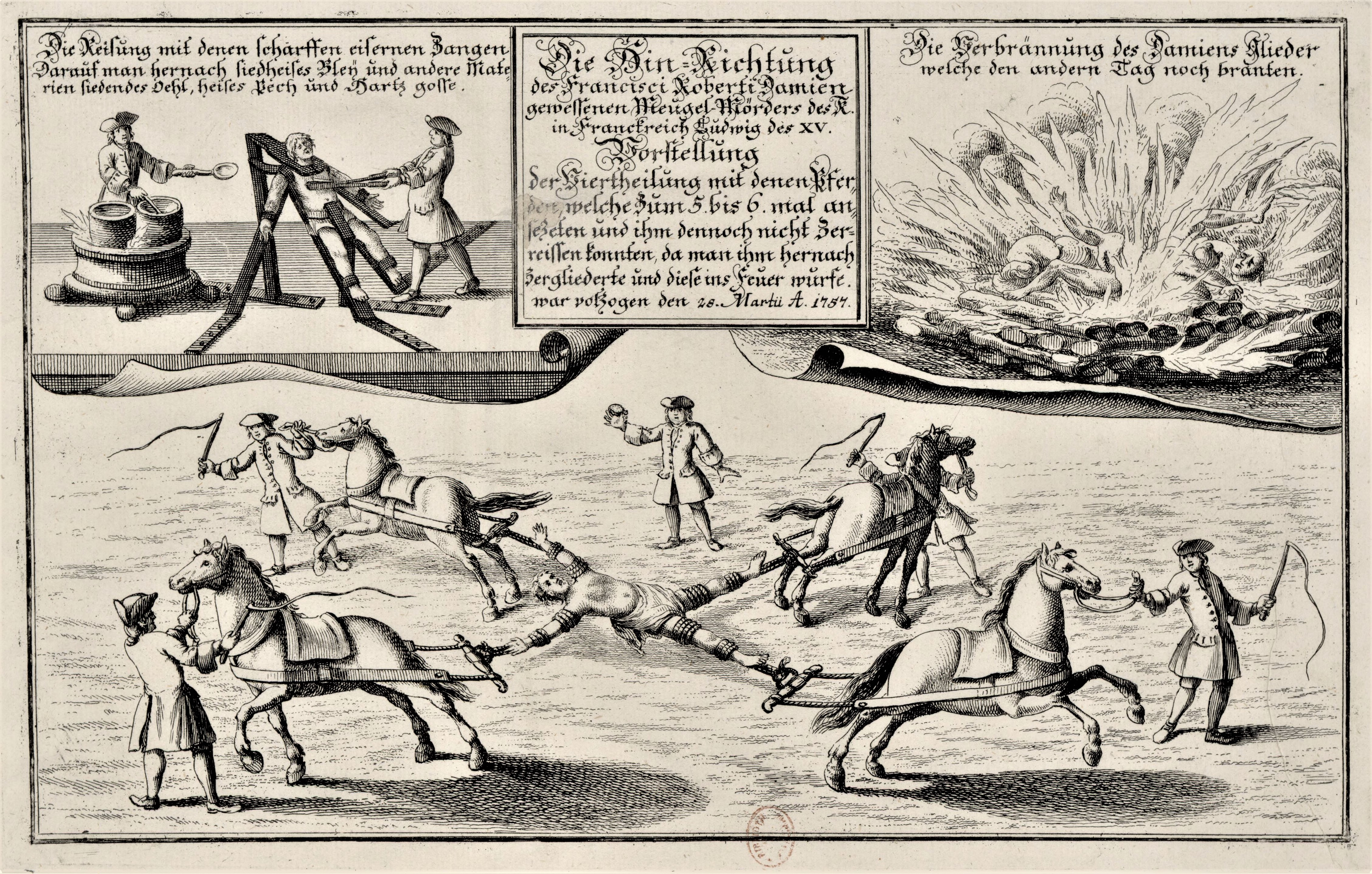
Supplice de Damiens, estampe du XVIIIe siècle.

Robert-François Damiens — domestique chez plusieurs conseillers du Parlement — essaye de tuer le roi à Versailles, le 5 janvier 1757, après avoir loué épée et chapeau dans une boutique sur la place d'armes, devant le château. Il entre au château de Versailles, parmi les milliers de personnes qui essayent d'obtenir des audiences royales, et frappe le roi avec une lame de 8,1 cm, vers 18 heures, alors que celui-ci vient de rendre visite à sa fille souffrante et s'apprête à entrer dans son carrosse pour retourner à Trianon. Louis XV porte d'épais vêtements d'hiver et la lame ne pénètre que d'un centimètre, entre les 4e et 5e côtes.
Si la blessure n'est pas très grave, l'attentat provoque un grand émoi. Surtout la question qui se pose très vite est de savoir s'il s'agit d'un complot, et éventuellement de quelle faction. Deux pistes sont avancées : les Anglais, ou les Jésuites et le clergé. Très vite, on s'aperçoit qu'il n'y a pas eu complot, mais que, comme le déclare Damiens lui-même, « si je n'étais jamais entré dans les salles du palais et que je n'eusse servi que des gens d'épée, je ne serais pas ici », bref, c'est en partie la haine des parlementaires contre le roi qui a armé son bras.
La question qui se pose est celle de déterminer qui va juger Damiens, une commission composée de conseillers d'État et de maîtres des requêtes ou le Parlement de Paris ? L'abbé de Bernis fait pencher la balance pour le Parlement, car il estime qu'il vaut mieux que l'affaire soit traitée publiquement. Lors du procès, le prince de Conti déploie de grands efforts pour escamoter autant que possible le rôle qu'ont joué les déclarations séditieuses des parlementaires. Finalement, Damiens est condamné et exécuté le 28 mars 1757 sur la place de Grève.

#### Bannissement des Jésuites

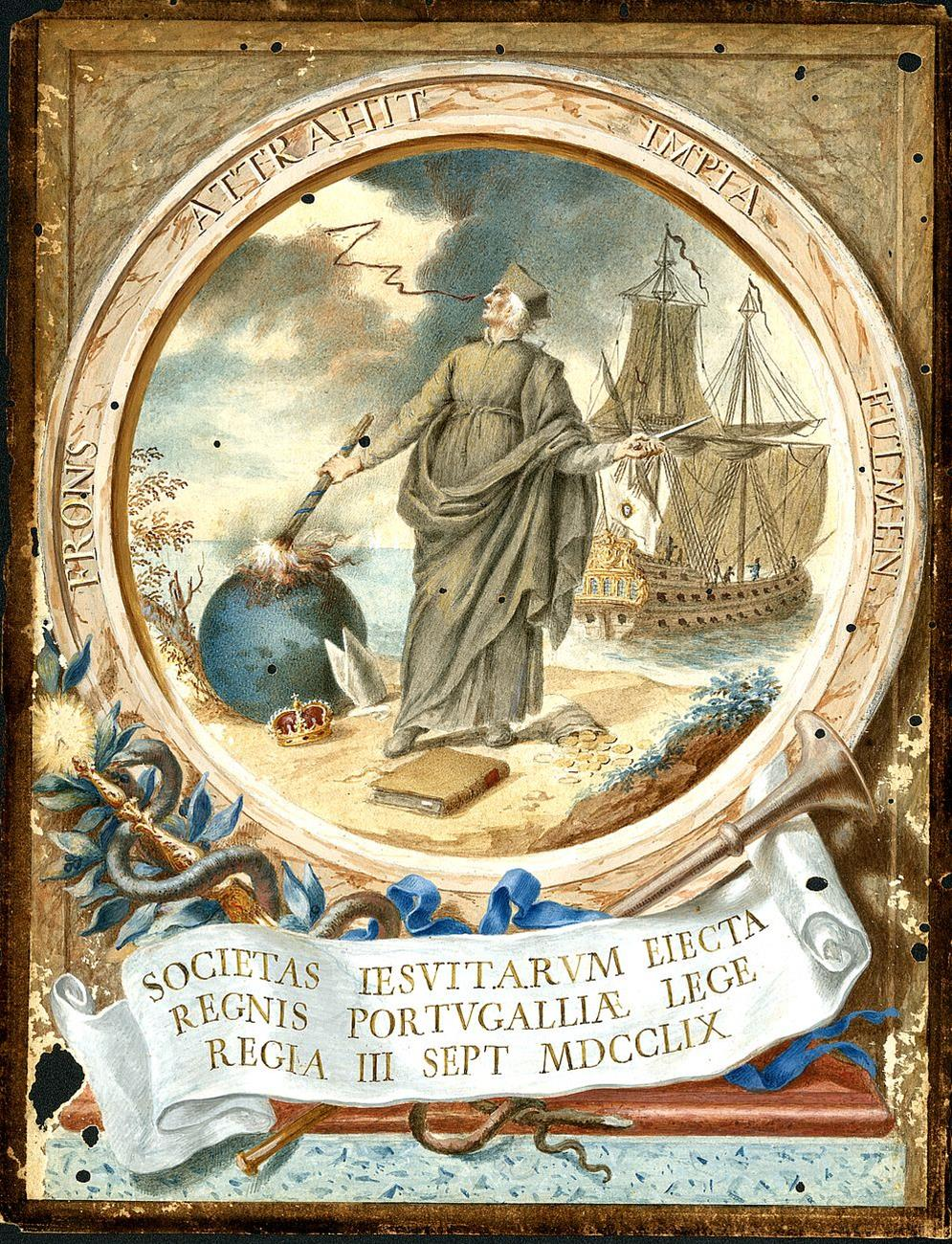
Allégorie de l'expulsion des Jésuites du Portugal, v. 1759.

Le 3 septembre 1758, le roi de Portugal Joseph Ier est victime d'une tentative d'assassinat, présumée avoir été commise ou inspirée par les Jésuites. Cela entraîne leur mise hors la loi au Portugal, peu après. La presse janséniste s'empare du sujet et des pamphlets hostiles à cet ordre religieux se répandent : toutefois l’hostilité aux Jésuites n'est pas propre aux jansénistes. En effet, la tradition gallicane en France est également opposée à un ordre perçu comme inféodé au pape. Dans un ouvrage en quatre volumes, Histoire générale de la naissance et des progrès de la Compagnie de Jésus et analyse de ses Constitutions, Louis Adrien Le Paige établit un document qui sert de base à la lutte contre l'ordre et met en avant le grief qui fait le plus frémir : le despotisme.
L'occasion d'une attaque en règle de la Compagnie de Jésus est fournie par la faillite commerciale de l'établissement dirigé par le père Antoine Lavalette à la Martinique. Un de ses débiteurs, la maison Lionci et Gouffre de Marseille, se tourne vers la Compagnie, à laquelle elle réclame 1 552 276 livres. À cette époque, les ordres religieux sont fondés à demander que leur affaire soit traitée par le Grand Conseil. Cependant, les Jésuites optent pour le Parlement de Paris qui les condamne à verser la somme réclamée. Les choses auraient pu en rester là. Mais, l'abbé de Chauvelin, le 17 avril 1762, saisit l'assemblée des Chambres afin qu'elle examine les Constitutions. Aussitôt, le Parlement demande ses Constitutions à la Compagnie, qui les lui fournit. L'avocat général Joly de Fleury, qui présente le rapport du parquet après avoir examiné les documents, demande alors qu'une large autonomie soit donnée aux cinq provinces jésuites de France (il s'agit là de leur permettre d'échapper au despotisme du supérieur général de l'ordre) et qu'il soit enseigné une doctrine « conforme aux maximes gallicanes ». Louis XV tente alors d'obtenir du pape une réforme de la Constitution de l'ordre, mais se heurte à un refus. Dès lors, l'affaire est scellée. Selon Michel Antoine, le roi,et surtout Choiseul, ont coopéré avec le Parlement, car ils pensaient que cela le rendrait plus souple en matière fiscale. En réalité, comme le note alors le président de Miromesnil, ils « ont augmenté la confiance des Parlements » et ajoute-t-il, désormais, « il n'est rien dont les gens échauffés ne se flattent de venir à bout ».

#### Affaires du Parlement de Navarre et de La Chalotais
Lorsque survient l'affaire du Parlement de Navarre, le roi, à l'instigation de Choiseul et de Madame de Pompadour, a demandé sa démission au chancelier de Lamoignon. Ce dernier, un des grands perdants dans l'affaire des Jésuites, a reproché au roi ses capitulations face au Parlement. Le chancelier refuse, le roi décide de l'exiler, le 3 octobre 1763. Mais, comme on ne peut pas démettre un chancelier, un poste de vice-chancelier est créé et attribué à Maupeou père. Cette situation conforte la position du clan Choiseul, usuellement proche des parlementaires qui viennent de voir l'un d'entre eux, François de L'Averdy, un janséniste militant qui a fait ses armes lors du procès des Jésuites, arriver au Contrôle général des finances.
En 1764, le Parlement de Navarre s'insurge contre une loi enregistrée dix-sept ans plus tôt. En 1765, deux commissaires du roi sont envoyés, ils réussissent à remettre en marche la justice malgré la résistance de nombreux parlementaires qui mènent la vie dure à ceux qui ont repris le travail. C’est alors que commence l'affaire La Chalotais, du nom du procureur général du Parlement de Bretagne qui est aussi physiocrate. Ce dernier, enhardi par l'exemple de François de L'Averdy, veut faire carrière. Comme L'Averdy, La Chalotais s'est fait un nom lors de l'expulsion des Jésuites, en écrivant un Compte-rendu des constitutions des Jésuites (1761) ainsi qu’un Second compte-rendu sur l'appel d'abus (1762). Il est aussi connu par son Essai d'éducation nationale (1763). Son grand rival à Rennes est le duc d'Aiguillon, qui rêve également d'un destin national. L'affaire au Parlement de Bretagne démarre par un refus d'enregistrement d'un édit qui maintenait le vingtième, tout en atténuant d'autres points. Les choses s'enveniment rapidement et, ultime provocation, le commandant de la milice royale, délégué de l'intendant, est mis en cause pour gestion incorrecte d'un tapage nocturne. Cela provoque l'arrestation de La Chalotais, de son fils et de trois conseillers. Lors de l'instruction de l'affaire, Jean Charles Pierre Lenoir et Charles-Alexandre de Calonne découvrent une correspondance entre l'ex-procureur et un certain Deraine. En se rendant chez lui, ils voient des enveloppes marquées correspondance dont ils veulent se saisir. Deraine s'y oppose en leur affirmant que ces documents ne peuvent être vus que de Sa Majesté ou du prince de Soubise. Aussi, font-ils porter ce courrier à Louis XV qui y découvre des lettres qu'il a adressées à une de ses anciennes maîtresses Mlle de Romans. Cet épisode, joint à l'hostilité de la majorité des ministres à La Chalotais, entraîne en réaction l'épisode dit de la Flagellation.

#### Séance de la Flagellation
Le roi se rend au parlement de Paris, le 3 mars 1766, en présence de tous les princes du sang et, dans un long discours destiné à réaffirmer son autorité, il dit notamment :

« c'est en ma personne seule que réside la puissance souveraine… C'est de moi seul que mes cours tiennent leur existence et leur autorité. »

Peu après, La Chalotais et son fils après avoir été embastillés sont relégués à Saintes, sous étroite surveillance, tandis que Deraine se voit interdire de revenir à la Cour, mais continue à percevoir ses gages de lavandier. Néanmoins, La Chalotais continuera ses réclamations auprès du Parlement de Bretagne et cette affaire empoisonnera les relations du roi avec les parlements, jusqu'en 1771 au moins.
La « flagellation » (flageller est employé ici au sens figuré) a surtout impressionné la foule des sujets. Toutefois, elle n'a pas ramené longtemps les magistrats à résipiscence. Ils continuent à s'agiter de 1766 à 1770. D'une manière générale, si les parlements restent, sur le fond, fidèles à la monarchie, ils ont parfaitement conscience des faiblesses du roi. Par exemple, Durey de Meinières, un ancien président du Parlement, estime que « le roi, uniquement occupé de ses plaisirs, devient de plus en plus incapable d'affaires sérieuses. Il ne peut pas en entendre parler. Il renvoye tout à ses ministres ».

### Gouvernement de Maupeou et du Triumvirat (1770-1774): suppression des Parlements

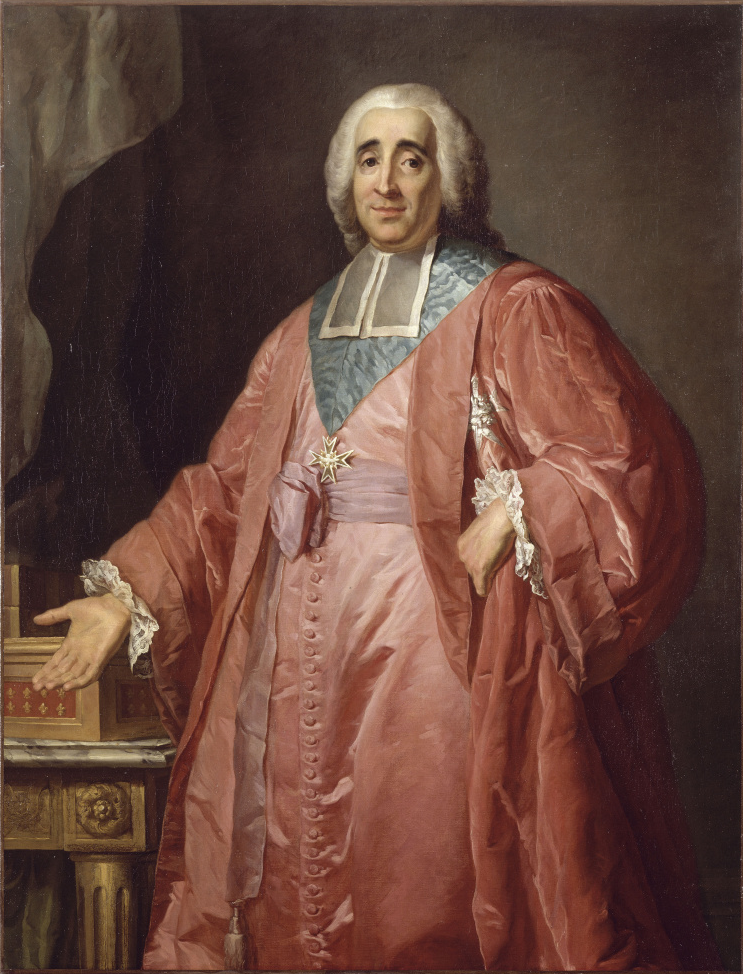
René-Nicolas de Maupeou, chancelier et dernier chef du gouvernement sous.

Il s'agit du vrai tournant du règne, le moment où, selon François Bluche, « tardivement lucide …et… enfin quelque peu volontaire », il nomme trois ministres, pas particulièrement souples, qui forment ce que l'on appelle, parfois, le triumvirat. Son chef est le chancelier de Maupeou, président du Parlement de Paris de 1763 à 1768, secondé par l’abbé Terray aux Finances et par le duc d'Aiguillon aux Affaires étrangères et à la Guerre.
La priorité de Maupeou est de mettre le Parlement sous contrôle et de poursuivre le programme de modernisation de l’État. Le 21 janvier 1771, les agents royaux et les mousquetaires se présentent aux domiciles des parlementaires, les informent que leur office est supprimé et leur ordonnent de quitter Paris pour rejoindre leur résidence en province. En février, une mesure encore plus radicale est prise : les parlements régionaux sont remplacés par des hautes cours de justice civile et par six nouveaux hauts conseils régionaux tandis que la justice devient gratuite (jusqu'à cette époque, il fallait payer les juges). Seuls les pouvoirs du Parlement de Paris demeurent largement inchangés. La suppression des parlements provinciaux permet au gouvernement de promulguer de nouvelles lois et de lever de nouvelles taxes sans opposition. Lorsque, le 13 avril 1771, Louis XV tient un lit de justice pour forcer le Parlement à enregistrer ses décisions, il laisse le chancelier Maupeou parler, se contentant de prendre la parole à l'issue de la cérémonie pour déclarer : « Je ne changerai jamais ». Il convient de noter qu'après la mort du roi, la noblesse demande et obtient de Louis XVI la restauration des parlements régionaux.

### Problèmes économiques et financiers

#### Régence et le système de Law
La situation financière à la fin du règne de Louis XIV est très grave avec une dette de 2,1 milliards de livres, 230 millions de dépenses annuelles et un déficit de 77 millions. Pour faire face à cette situation, le duc de Noailles rogne sur les dépenses publiques, dévalue la monnaie de compte qu’est la livre tournois, fait vérifier les créances sur l’État, ce qui réduit l’endettement de 60 %, et fait poursuivre ceux qui ont détourné des fonds. Après lui, le Régent tente une solution plus risquée en faisant appel à John Law qui veut s'attaquer à ce qu'il considère comme les deux maux de la France de l'époque : son endettement (notamment à court terme) et son insuffisance de monnaie. À cette fin, il obtient du Régent la création de la Banque générale qui émet des billets convertibles dans un premier temps en or et argent.
En 1717, il obtient du Régent la relance de la compagnie d'Occident, qui est autorisée à commercer librement entre la France et l'Amérique du Nord. Il s'agit pour lui, essentiellement, de développer la Louisiane. Cette compagnie est financée par la vente d'actions de 500 livres, susceptibles d'être payées en billets d'État (dette à court terme). Il s'agit; par là; d'apurer une partie de la dette publique. Au départ; et jusqu'en mai 1719, la valeur des actions dépasse rarement 500 livres. Pour donner une impulsion à cette compagnie, il la fusionne avec la Compagnie des Indes orientales et la Compagnie de la Chine et lui donne le nom de Compagnie du Mississippi. Puis, il émet par deux fois, fin 1719, de nouvelles actions payables en plusieurs fois. Parallèlement, il envoie des colons en Louisiane, pour exploiter les richesses agricoles et minières. Au total, il réussit à acheter pour 100 millions de livres de billets d’État, et donc à diminuer d'autant la dette à court terme du royaume.
Fin 1719, la Banque générale, qui a augmenté l'offre de monnaie et fait baisser les taux d'intérêts, devient la Banque royale, dotée, elle aussi, du pouvoir d'émettre des billets, mais cette fois, ceux-ci ne sont pas convertibles en or ou en argent. Le 22 février 1720, décision est prise de fusionner la Banque royale et la compagnie. Il s'agit de limiter la création monétaire que le soutien du cours des actions a provoqué. Mais, le Régent et son entourage, gênés par la baisse des cours, font pression pour que la création monétaire reprenne, ce qui, très vite, provoque la faillite du système.
Si la fin du système appauvrit de nombreux actionnaires, l'argent que le duc de Bourbon gagne à cette occasion lui permet de bâtir le château et les écuries de Chantilly. La France revient à son ancien système, avec le « retour des financiers » qui reprennent le contrôle des recettes des impôts. Le tout s'accompagne d'une grande méfiance envers les banques et les sociétés par action, qui marque longtemps le pays. Selon Cécile Vidal, le système de Law a contribué à transplanter dans la vallée du Mississippi l'économie de plantation des îles des Caraïbes, et à en faire une société fondée sur l'esclavage.

#### Fleury et le rétablissement des finances publiques et de l'économie

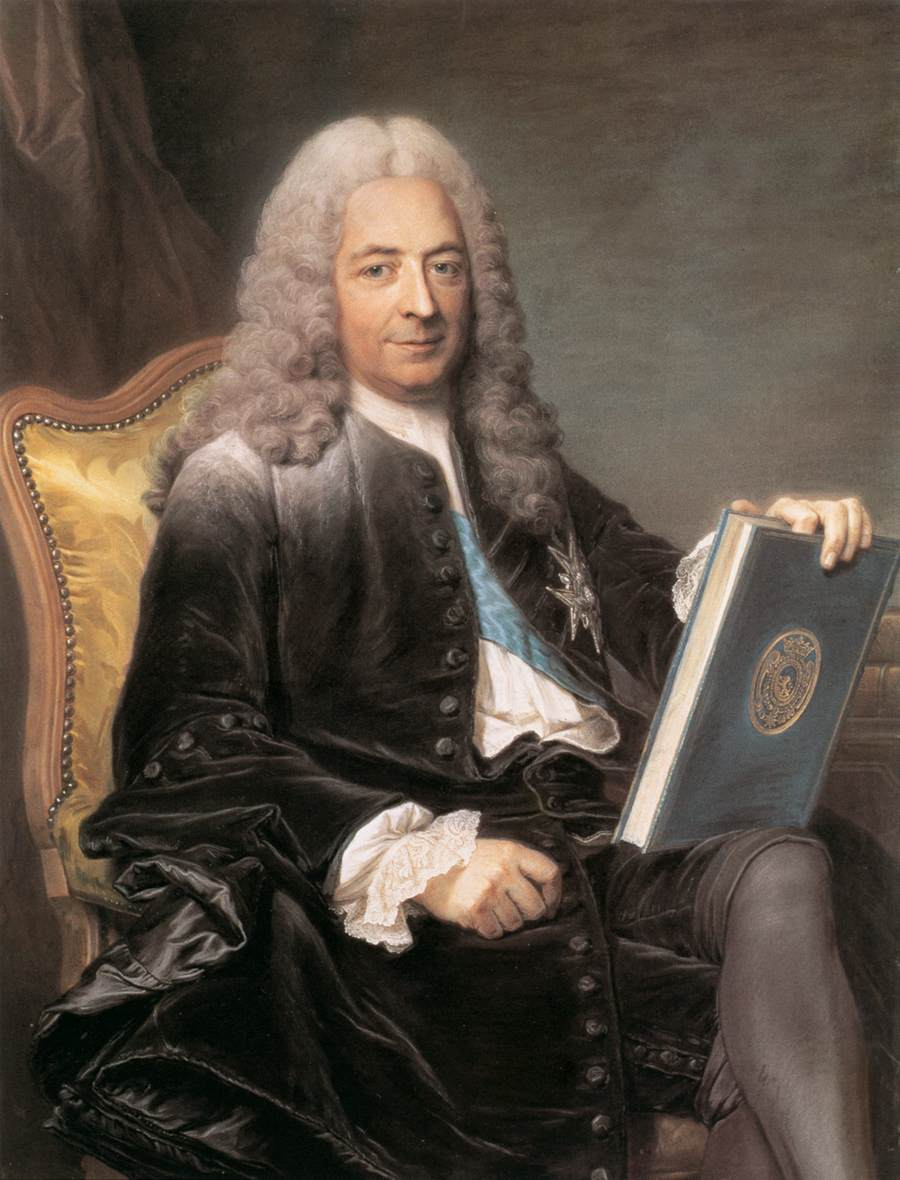
Portrait au pastel de Philibert Orry par Quentin de La Tour, 1737.

Avec l'aide des contrôleurs généraux des finances, Michel Robert Le Peletier des Forts (1726-1730), puis Philibert Orry (1730-1745), « Monsieur le Cardinal » parvient à stabiliser la monnaie française (1726) et à gérer la fin du Système de Law. Il parvient même à équilibrer le budget du royaume, en 1738. À partir de 1726, la ferme générale devient quasiment un organisme para-étatique, avec un personnel doté de règles de paiements et d'avancement précises, ainsi que d'un droit à la retraite.
L'expansion économique est au cœur des préoccupations du gouvernement. Les voies de communications sont améliorées, avec l'achèvement en 1738 du canal de Saint-Quentin, reliant l'Oise à la Somme, étendu ultérieurement vers l'Escaut et les Pays-Bas. L'extension et l'entretien d'un réseau routier sur l'ensemble du territoire national se fait principalement par le biais de la corvée dont l'instigateur, Philibert Orry, précise « J'aime mieux leur demander des bras qu'ils ont que de l'argent qu'ils n'ont pas » avant d'ajouter « [si je leur demandais de l'argent,] je serais le premier à trouver des destinations plus pressées à cet argent ». La corvée fournit la main d'œuvre nécessaire et permet au corps des ponts et chaussées, créé en 1716, formé à l'École Royale des Ponts-et-Chaussées, créée en 1747, de procéder aux planifications et réalisations des travaux.
Sur le plan militaire, Louis XV décide de mettre à exécution l'idée de son arrière-grand-père, Louis XIV, de ne plus dépendre des importations pour équiper les armées françaises en épées et baïonnettes. Il charge son secrétaire d'État de la Guerre, Bauyn d'Angervilliers, de mettre sur pied une manufacture d'armes blanches, installée à Klingenthal, en Alsace, en 1730.
Le commerce fut également stimulé par le Conseil du commerce, et surtout par le Bureau du commerce, dirigé par Louis Fagon, qui promulgue des règlements visant à améliorer la qualité des productions du royaume. Le commerce maritime extérieur de la France passe de 80 à 308 millions de livres, de 1716 à 1748.

#### Impôt du vingtième

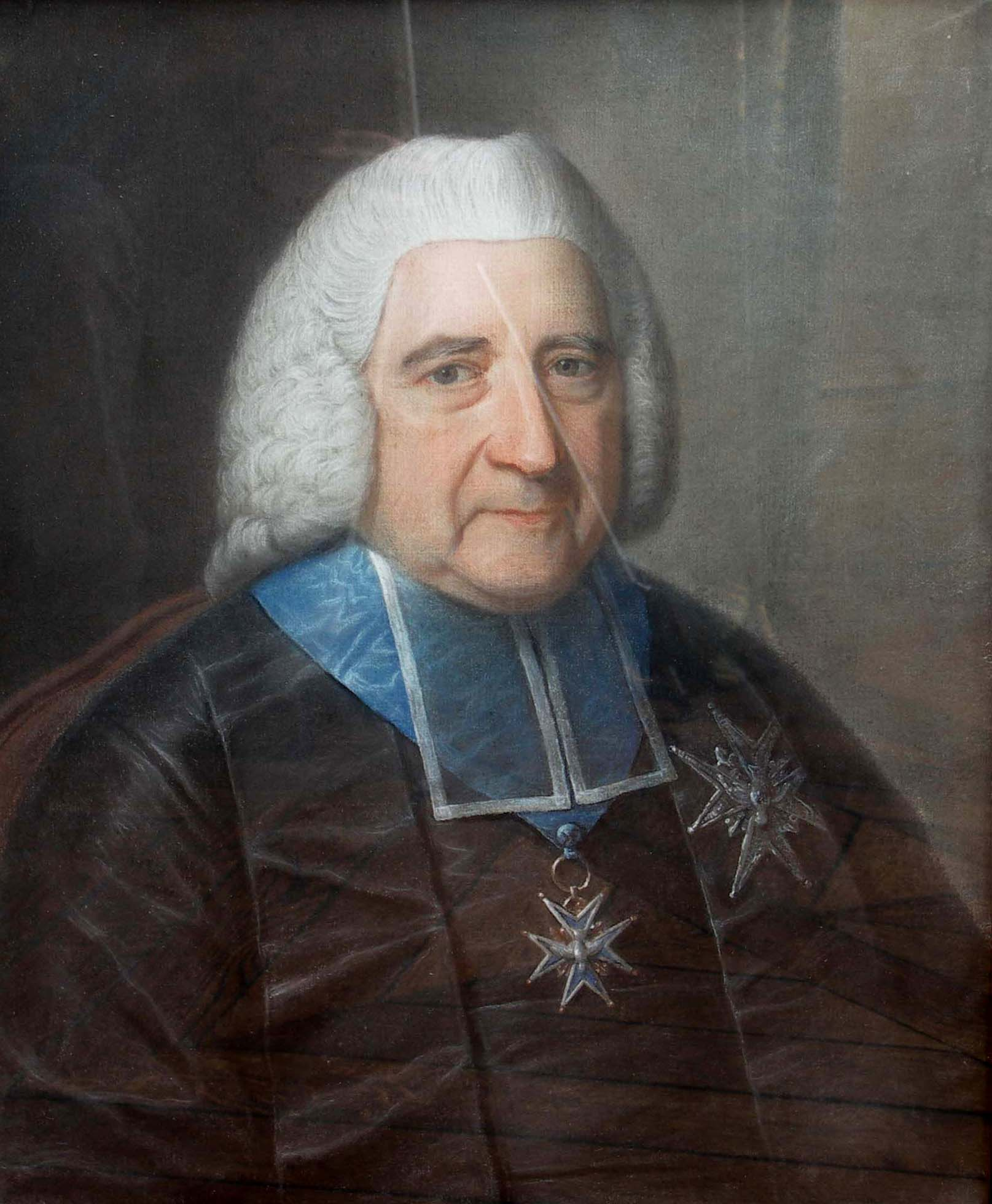
Jean-Baptiste de Machault d'Arnouville.

À la fin de la guerre de Succession d'Autriche, il semble nécessaire au roi et à son conseil de réformer la fiscalité. Aussi, par un édit de Marly de 1749, il est décidé de créer une Caisse générale des amortissements destinée aux remboursements de la dette. Pour financer cette Caisse, l'impôt du dixième est supprimé et remplacé par le vingtième qui frappe tous les sujets du roi. L'édit est présenté au Parlement de Paris, qui ajourne l'enregistrement et adresse des remontrances, mais le roi l'oblige à l'enregistrer.
Cette taxe remet en cause le statut privilégié du clergé et de la noblesse traditionnellement dispensés d'impôts. Les premiers remplissent leur obligation en effectuant un « don gratuit » au trésor et en s'occupant des pauvres et de l'enseignement tandis que les seconds payent « l'impôt du sang » sur les champs de bataille. Malgré tout, c’est le clergé qui est le plus opposé à cette mesure. Pour mettre l'opinion avec lui, le ministre Jean-Baptiste de Machault d'Arnouville fait rédiger par un avocat janséniste et anticlérical un texte intitulé Ne répugnante bono vestro visant à réfuter les arguments du clergé. Si ce texte rallie Voltaire à la cause du vingtième, il ne change pas l'opinion du clergé réuni en assemblée. Finalement, ce dernier accepte de faire un don gratuit de 1 500 000 livres, mais refuse le principe de l'impôt. Le parti dévot bien implanté dans la famille royale (notamment auprès de la femme de Louis XV et de ses fils et fille) fait pression sur Louis XV. Comme dans l'affaire de l'Hôpital général qui gère huit établissements (notamment, la Pitié, Bicêtre et la Salpêtrière), le roi doit s'opposer aux jansénistes qui de facto dirigent cet établissement où zèle et dévotion se combinent avec la prévarication et une certaine liberté des mœurs. Il est finalement décidé, fin 1752, de laisser les bureaux diocésains s'occuper de la gestion des dons gratuits du clergé. Cette mesure mal perçue favorise le ralliement de la petite bourgeoisie aux thèses des philosophes.

#### Problème des récoltes
En 1747 et 1748, les récoltes ne sont pas bonnes ce qui entraîne parfois des problèmes d'approvisionnement. En conséquence, de nombreux mendiants et affamés affluent sur Paris. Une ordonnance royale du 12 novembre 1749, remet en vigueur l'arrestation de ces personnes et leur enfermement dans des « maisons de force ». Ces mesures appliquées très sévèrement par Nicolas-René Berryer entraînent une multitude d'excès, notamment l'arrestation d'enfants sans histoire. Aussitôt des rumeurs naissent : les personnes arrêtées seraient envoyées peupler le Mississippi ; leur sang servirait à guérir un prince lépreux, ou encore, ce serait une réplique du massacre des Innocents sous Hérode Ier le Grand. Il ne faut pas s'y tromper, pour les Parisiens très influencés par le clergé parisien alors janséniste, comprennent bien que c'est de Louis XV dont il est question. Il est dans un cas comparé à Hérode et dans un autre à un prince lépreux. Rappelons ici que, dans la pensée de l'époque, le péché est vu comme la lèpre de l'âme.

#### Débats économiques

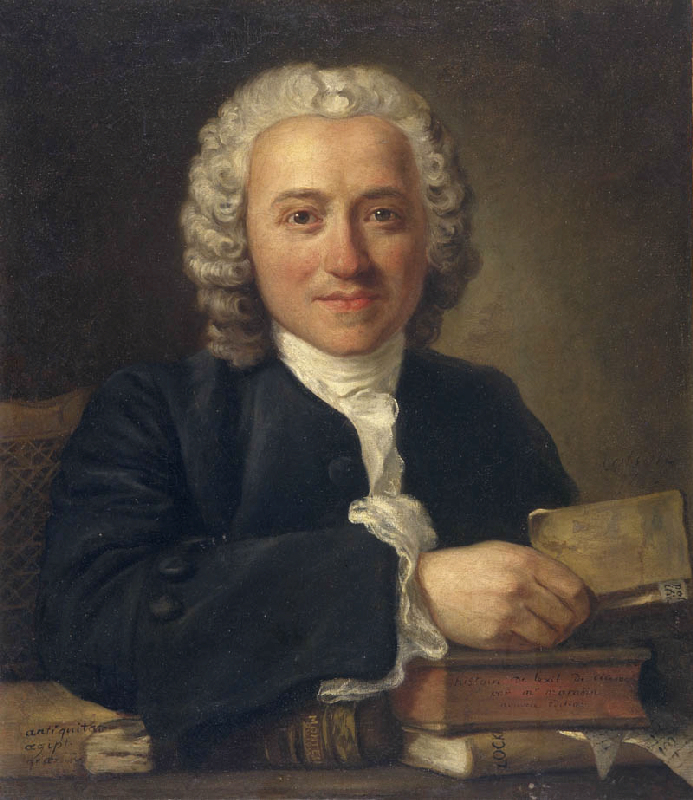
Portrait de François Véron de Forbonnais par Jean-François Colson.

Dès ses premiers écrits économiques — les articles parus vers 1755 dans l'Encyclopédie de d'Alembert et Diderot : « Fermiers », « Grains », « Impôts » et « Hommes » —, François Quesnay, médecin du roi introduit à Versailles par Madame de Pompadour et fondateur de la physiocratie, expose ce qu'il pense être les raisons des difficultés économiques du royaume. Selon lui, Colbert, ébloui par la richesse de la Hollande, a commis l'erreur de vouloir faire de la France une nation commerçante. Il soutient, au contraire, que la France est un grand royaume agricole qui doit bâtir sa richesse sur l'agriculture comme l'ont fait les Anglais en bâtissant leur richesse sur la laine de leurs vastes troupeaux de moutonst. Il soutient que le système colbertiste a découragé l'agriculture en voulant maintenir bas les prix agricoles pour favoriser le développement d'une industrie fondée sur des matières premières importées. En conséquence, l'interdiction d'exporter des produits agricoles a découragé la grande culture. En effet, du fait l'interdiction de vente à l'extérieur, toute hausse de la production entraîne une baisse des prix qui ruine les agriculteurs les plus entreprenants. Selon lui donc, la suppression des restrictions aux exportations et autres réglementations permettrait aux agriculteurs d'obtenir de bons prix (la notion de bon prix est un élément clé de la physiocratie) ce qui dynamiserait la production agricole et enrichirait le royaume.
Un autre courant économique est né au début des années 1750, peu avant la physiocratie, autour du marquis Vincent de Gournay, d'André Morellet, de Forbonnais et de Montaudoin de la Touche pour ne citer qu'eux. Ces hommes ont introduit en France des écrits d'économistes étrangers, en particulier ceux de Josiah Child, Gregory King, Hume, Jerónimo de Uztáriz, et d'autres. Ils sont aussi très marqués par l'idée de doux commerce développée par Jean-François Melon. Si ces hommes sont également convaincus comme Colbert de l'importance de l'industrie, à la différence des mercantilistes, ils soutiennent qu'il est temps de démanteler les lois et le système corporatif qui bride l'économie française. Toutefois, comme les mercantilistes, ils accordent une grande importance à la balance extérieure du pays. Par conséquent, si comme les physiocrates, ils veulent libéraliser le commerce du grain, toutefois, ils s'opposent à eux quand ils insistent pour que les prix montent peu pour ne pas pénaliser les manufactures françaises. Quesnay les accuse, alors de ne pas vouloir vraiment libérer le potentiel agricole du pays. Un temps, Turgot tente de réconcilier les deux points de vue. Toutefois, lorsqu'en 1766, Montaudoin de la Touche commence une dispute avec les physiocrates fondée sur la défense des intérêts des commerçants et des industriels, toute idée d'accord disparaît. Lors ces échanges, Forbonnais accuse les physiocrates de ne pas comprendre ce que l'introduction de la monnaie a provoqué comme changement dans l'ordre naturel. Les controverses économiques prennent une telle vivacité, avec des pamphlétaires comme Edme-François Darigrand, que le roi, par une déclaration du 28 mars 1764, interdit « d'imprimer, d'éditer ou de colporter aucun écrit concernant la réforme ou l'administration des finances ». Si les physiocrates ont une certaine influence sur la libéralisation du commerce des grains introduite en 1764 par François de L'Averdy, après l'arrivée de Joseph Marie Terray au contrôle général des finances en 1770, ils perdent toute influence économique.

#### L'abbé Terray et le rétablissement des finances publiques
L’abbé Terray n'est un prêtre que nominalement, sa carrière gouvernementale est entièrement séculière et sa vie privée, non exempte de reproches. Néanmoins, c’est un collecteur de taxes efficace. Il ouvre une école pour former les inspecteurs des taxes et ne ménage pas ses efforts pour que les impôts soient prélevés et collectés de la même façon dans toutes les régions. À sa nomination, l’État présente un déficit de 60 millions de livres et la dette à long-terme s'élève à 100 millions de livres. En 1774, les revenus des impôts ont progressé de 60 millions de livres et la dette réduite à 20 millions de livres. Il est revenu sur la libéralisation du marché des grains de 1763 et de 1764. Les contrôles seront une source d’agitation dans les années suivantes, et ce, jusqu’à la Révolution française.

### Dernières années et mort du roi (1772-1774)

#### Les dernières années à Versailles

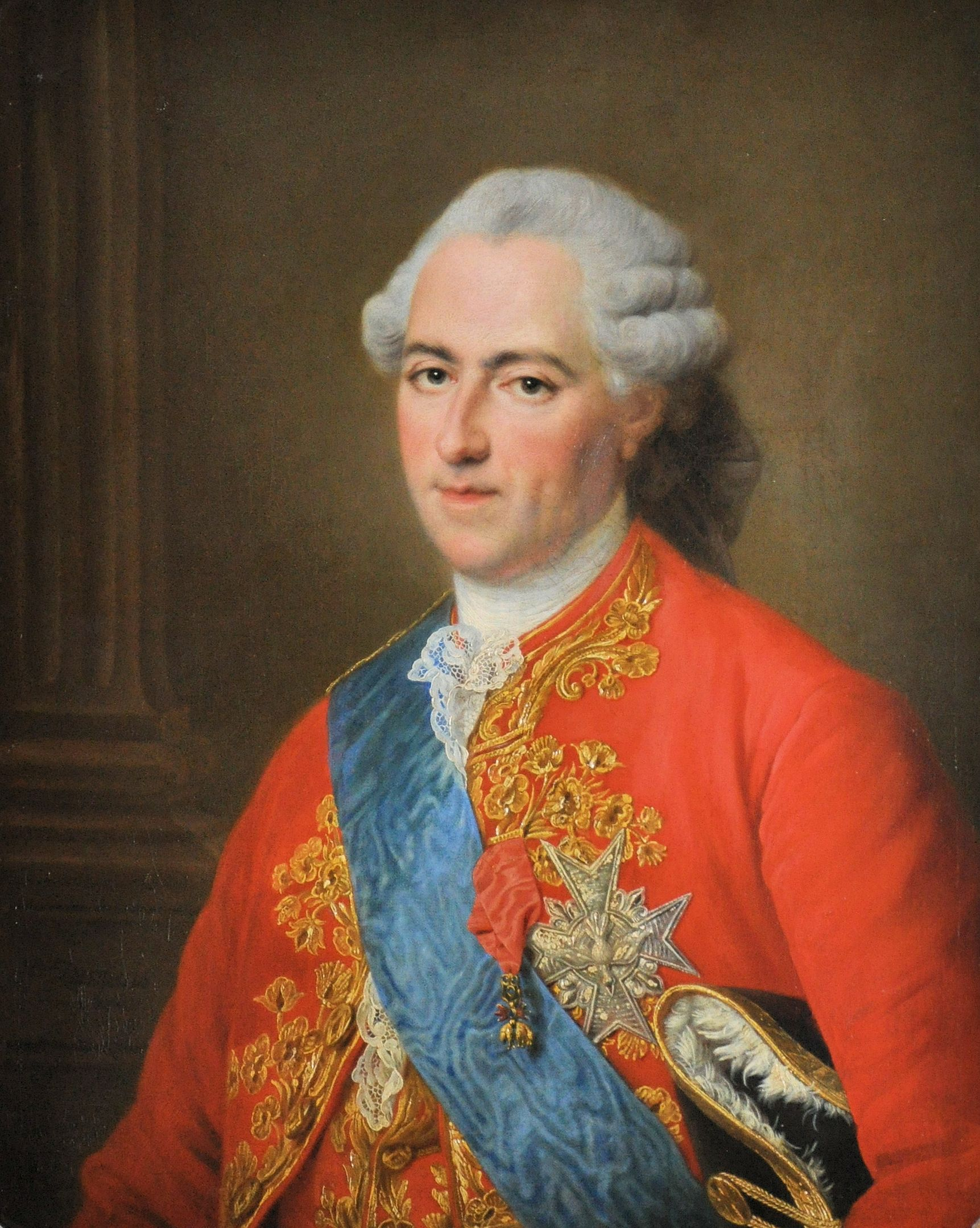
une année avant sa mort (1773) par François-Hubert Drouais.

À la fin du règne de Louis XV, la cour à Versailles est un théâtre d’ombres. Marie-Antoinette, l'épouse de son héritier, cache mal son antipathie pour Madame du Barry, la favorite pour laquelle le vieux roi a fait construire un ensemble luxueux près de ses bureaux. Madame du Barry règne aussi sur le pavillon de Louveciennes et sur le Petit Trianon initialement construit pour Madame de Pompadour. La cour est divisée entre les partisans de la maîtresse royale et la vieille aristocratie comme le duc de Choiseul et Marie-Antoinette qui la déteste. Le roi poursuit ses travaux de construction. L’opéra théâtre du palais de Versailles est terminé pour les fiançailles du Dauphin et de Marie-Antoinette, de même que la nouvelle place Louis XV avec en son centre une statue équestre du roi sculptée à la manière de celle de Louis XIV, place Louis-le-Grand.

#### Mort et succession du roi
Le 26 avril 1774, les symptômes de la « petite vérole » apparaissent alors que Louis XV est au Petit Trianon.
Les filles survivantes du roi, le comte de Lusace, oncle maternel du dauphin, sont présents lors de l'agonie du roi au château de Versailles. La bougie allumée à la nuit, au balcon de la chambre, est éteinte lorsque le souverain meurt le 10 mai 1774, à 15 h 30. Cette mort fait suite à une septicémie aggravée de complications pulmonaires. Elle frappe le roi à l'âge de 64 ans et met un terme à presque 60 ans de règne. Étant variolique, il n'est pas embaumé : il est le seul roi de France à ne pas avoir reçu cet hommage post-mortem. Il laisse le trône à son petit-fils, âgé de presque 20 ans, qui devient le roi Louis XVI.
L'impopularité de Louis XV est telle que sa mort est accueillie dans les rues de Paris par des festivités joyeuses, comme l'avait été celle de Louis XIV. Lors des obsèques, le 12 mai, pour éviter les insultes du peuple sur son passage, le cortège funèbre réduit contourne Paris de nuit, par l'ouest, avant d'arriver à la basilique Saint-Denis. La décomposition du corps est si rapide que la partition du corps (dilaceratio corporis, « division du corps » en cœur, entrailles et ossements) avec de multiples sépultures, ne peut pas être réalisée. Si les Parisiens manifestent leur indifférence ou leur hostilité, de nombreux témoignages attestent la profonde tristesse des Français de province, qui suivent en grand nombre, durant la fin du printemps 1774, les offices organisés dans toutes les villes et gros bourgs de France et de Navarre pour le repos de l'âme du roi.
Dix-neuf ans plus tard, le 16 octobre 1793, durant la profanation des tombes de la basilique Saint-Denis, après avoir ouvert les cercueils de Louis XIII et de Louis XIV (relativement bien conservés) les révolutionnaires ouvrent celui de Louis XV et trouvent le cadavre nageant dans une eau abondante due à la perte d'eau du corps qui avait été en fait enduit de sel marin, et n'avait pas été embaumé comme celui de ses prédécesseurs. Le corps tombe rapidement en putréfaction, les révolutionnaires brûlent de la poudre pour purifier l'air de l'odeur infecte qu'il dégage et le jettent, comme les autres corps, dans une fosse commune sur de la chaux vive.
Le 21 janvier 1817, Louis XVIII fait rechercher les restes de ses ancêtres dans les fosses communes (dont Louis XV) pour remettre leurs ossements dans la nécropole des rois ; aucun corps n'a cependant pu être identifié.

## Une personnalité divisée entre maîtresses et famille face à l'opinion publique

### Portrait du roi

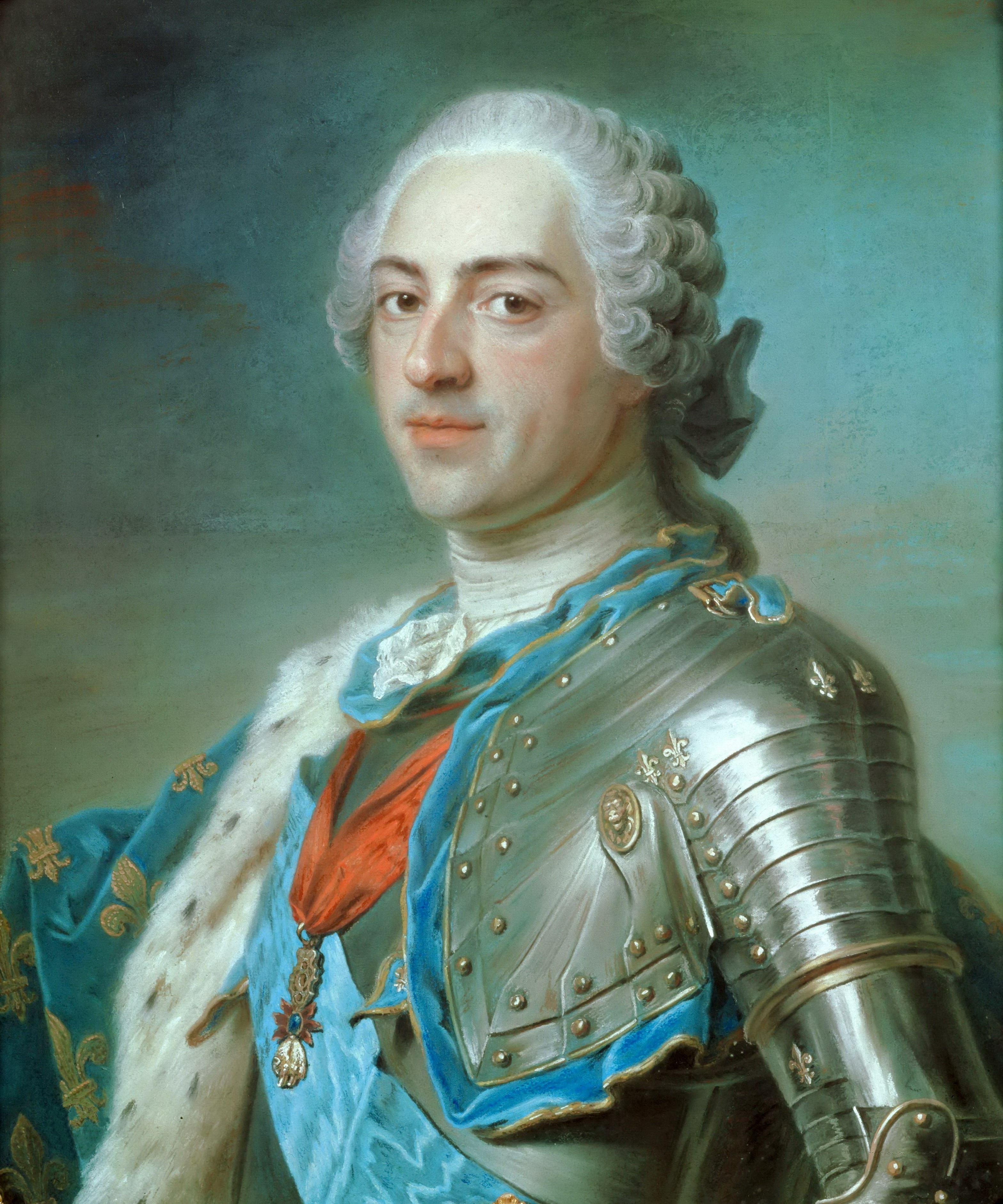
', pastel de Quentin de La Tour, 1748.

Physiquement, Louis XV a la taille cambrée et le port majestueux. Si son visage est beau, le Roi s’est bâti un masque d’impassibilité difficile à percer. D’Argenson remarque à ce propos : « Louis XV se travaille du matin au soir pour se dissimuler ». Cette volonté de dissimuler sa pensée semble tenir et de sa timidité et des obligations de représentation qu'il a dû assumer dès sa prime jeunesse. François Bluche doute de la timidité du roi et insiste plutôt sur sa malice — comme de marcher volontairement sur le pied d'un homme qui a la goutte pour plaisanter —. Il voit cette attitude comme un prolongement d'un « égocentrisme, royal… peu édifiant ». Comme Louis XV n’a pas laissé de mémoires et que le courrier, très abondant qu’il a mené, a très largement disparu, les historiens peinent à vraiment le percer à jour.

Le roi est sujet à des accès de neurasthénie, durant lesquels il s'enferme dans un mutisme complet. Parfois également, on sent qu’il veut dire quelque chose d’obligeant, mais il n'y arrive pas. Le roi doute de ses capacités à tel point que, selon le duc de Croÿ : 

« La modestie était une qualité qui fut poussée au vice chez lui. Voyant plus juste que les autres, il croyait toujours avoir tort. Je l’ai souvent entendu dire : « j’aurais cru cela (et il avait raison), mais on me dit le contraire donc je me suis trompé. » »

Sa mémoire est grande, et il se rappelle avec précision une foule de détails sur les cours étrangères qui étonnent les ambassadeurs. Comme il aime lire, les résidences royales sont dotées de bibliothèques : Versailles, mais également Choisy-le-Roi, Fontainebleau et Compiègne. Il est curieux des connaissances scientifiques et techniques. Il observe avec les astronomes les plus réputés les éclipses des planètes. Ses connaissances en médecine lui permettent d'avoir des conversations suivies avec les grands médecins de son temps sur les découvertes récentes. Enfin, il fait aménager au Trianon un jardin botanique qui, avec 4 000 espèces, est alors le plus important d'Europe,. Passionné de géographie, il encourage le travail des géographes et est à l'origine de la réalisation de la carte de Cassini. Il possède, en outre, une grande connaissance de l'histoire du royaume et étonne ses interlocuteurs par la précision de ses connaissances liturgiques.

### Chasse et «soupers de cabinet»
Le roi est un grand chasseur, plus encore que Louis XIV et Louis XIII. Il pratique cette activité de quatre à six fois par semaine. S’il aime l’aboiement des chiens, le son des cors et le contact avec la nature, il est aussi attentif à ne pas causer des dégâts aux cultures. Il connaît parfaitement tous les chiens de sa meute, à laquelle il prodigue des soins attentifs, au point de faire aménager dans ses appartements du château de Versailles le cabinet des chiens. Pour faciliter ses chasses, il fait réaménager les forêts d'Île-de-France avec les pattes d’oie qui subsistent actuellement. Dès ses treize ans et demi, il aime les repas d’après-chasse, les « soupers du cabinet » entourés de dix à quinze amis qu’il choisit avec soin. Lors de ces soupers, point de gauloiserie, tout reste de bon ton, dépouillé seulement du cérémonial pesant de Versailles.
Selon François Bluche, le roi traite de façon générale les femmes, hors ses maîtresses officielles, moins bien que les domestiques de sa Maison. Il cite à cet égard les propos du duc de Luynes selon lesquels : « Le Roi aime les femmes et cependant n'a nulle galanterie dans l'esprit ».

### Vie familiale

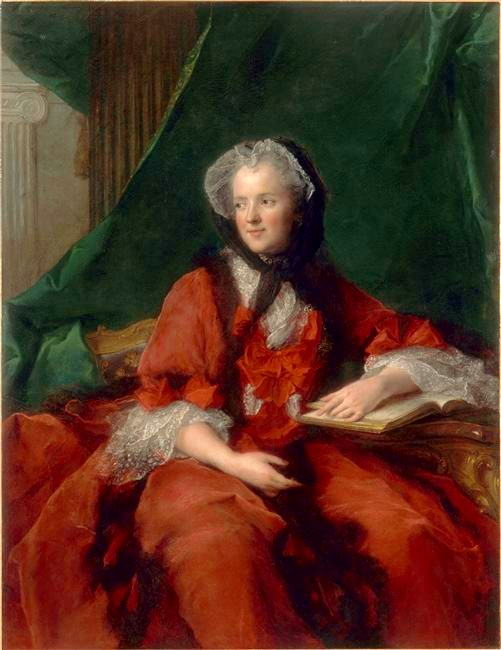
La reine Marie Leszcynska par Jean-Marc Nattier, 1748.

La reine joue parfaitement son rôle de représentation, même si, selon Petitfils, il lui manque « la prestance et la majesté nécessaires à sa condition ». Louis XV a connu des années heureuses avec la reine qui l'adule et lui est entièrement dévouée. Un enfant naît presque chaque année. Cependant, la reine finit par se fatiguer de ces grossesses à répétition, autant que le roi se lasse de l'amour inconditionnel de son épouse. Le roi et elle ont eu dix enfants avec une première grossesse en 1727 avec la naissance de deux jumelles Marie-Louise Élisabeth et Anne-Henriette. En 1728, elle accouche de Louise Marie, en 1729 d’un fils, le dauphin Louis Ferdinand. En 1730, elle a un second fils qui, comme Louise Marie, meurt en 1733. Marie-Adélaïde naît en 1732  et Victoire-Louise-Marie-Thérèse en 1733 : ce sont les deux seules qui connaîtront la Révolution.
Puis naissent en 1734 Sophie Philippine, en 1736 Marie Thérèse qui meurt en 1744 en 1737, Louise. Les filles survivantes passent plus de dix ans à l'abbaye de Fontevrault sans que leurs parents ne viennent les voir

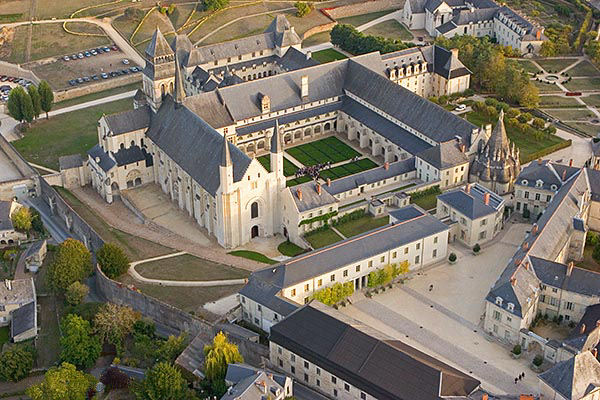
Vue aérienne de l'abbaye de Fontevrault.

Selon François Bluche, le roi aime ses filles, mais ne fait rien pour les marier, c'est selon cet historien un amour égoïste. Par ailleurs, il leur impose le respect d'une étiquette côtoyant le ridicule qu'il assouplira plus tard. La plus jeune des filles entrera en 1770 dans l'ordre du Carmel (« Moi au Carmel et le roi tout à Dieu »). De façon générale, ses filles appartiennent tout comme son fils au parti dévot et souhaitent sa « conversion ».
La reine, très pieuse, obtient du pape Clément XIII, en 1765, l’instauration de la fête du Sacré-Cœur mise en avant par Jean Eudes de l’oratoire. Elle aime lire des livres d’histoire et de métaphysique, notamment les livres du père Malebranche.

### Épisode de Metz: le roi et les dévots
Louis XV, parti diriger ses armées engagées sur le front de l'Est dans la guerre de succession d'Autriche, tombe gravement malade le 4 août 1744, à Metz. Son état empirant, la question de la communion et de l'extrême-onction se pose. François de Fitz-James, premier aumônier du roi, refuse de lui donner la communion tant que sa maîtresse, Madame de Châteauroux, n'a pas quitté les lieux. Puis il impose au roi de demander pardon du scandale et du mauvais exemple qu'il donne. Le 14 août 1744, il n'accepte de lui donner l'extrême-onction que si sa maîtresse perd le titre de surintendante de la maison de la Dauphine. Madame de Châteauroux quitte Metz tandis que la reine arrive en hâte.

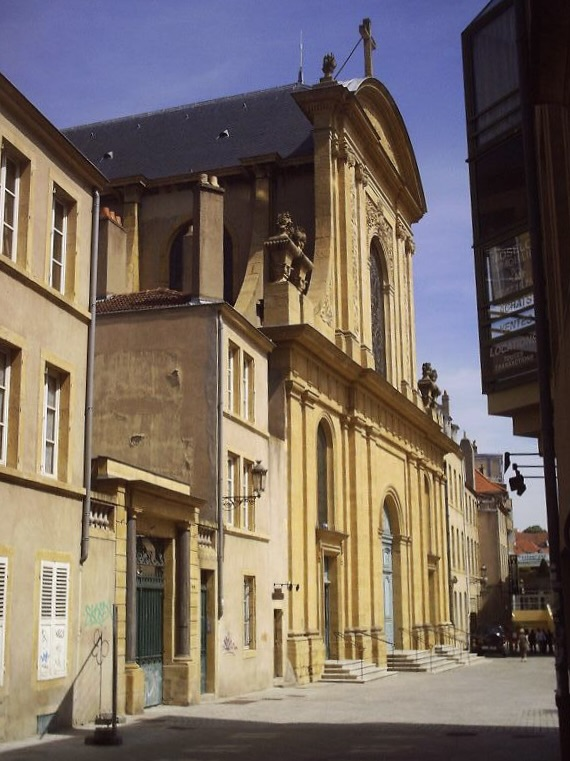
Église Notre-Dame-de-l'Assomption de Metz où le roi fut proclamé « Bien-Aimé ».

Le roi fait le vœu de faire construire une église dédiée à sainte Geneviève, dans le cas où il guérirait. Devant l'incapacité des médecins à le soigner, un praticien messin juif, Isaïe Cervus Ullmann, est appelé au chevet du roi,. Bien qu'il parvienne à sauver le roi, il n'en est pas récompensé : on ne peut attribuer la guérison du roi Très Chrétien à un Juif, aussi c'est un médecin lorrain, Alexandre de Montcharvaux, qui récolte tous les honneurs. Le souverain échappe à la mort et fait construire l'église qu'il a promise en cas de guérison ; elle deviendra le Panthéon de Paris.
Lors d'une messe d'action de grâce célébrée en l'église Notre-Dame de Metz en présence de la famille royale, le célébrant qualifie le roi de Louis le Bien-Aimé, une phrase qui sera fort reprise.
Cependant, le roi Louis XV, a très mal pris l'humiliation que lui a infligée le parti dévot. De retour à Versailles, il démet Fitz-James de ses fonctions d'aumônier, l'exile dans son diocèse et rappelle Madame de Châteauroux qui meurt avant sa rentrée en grâce officielle. Le roi, bien que culpabilisé par sa vie sexuelle, ne renoue pourtant pas avec la reine.

### Le roi et ses maîtresses

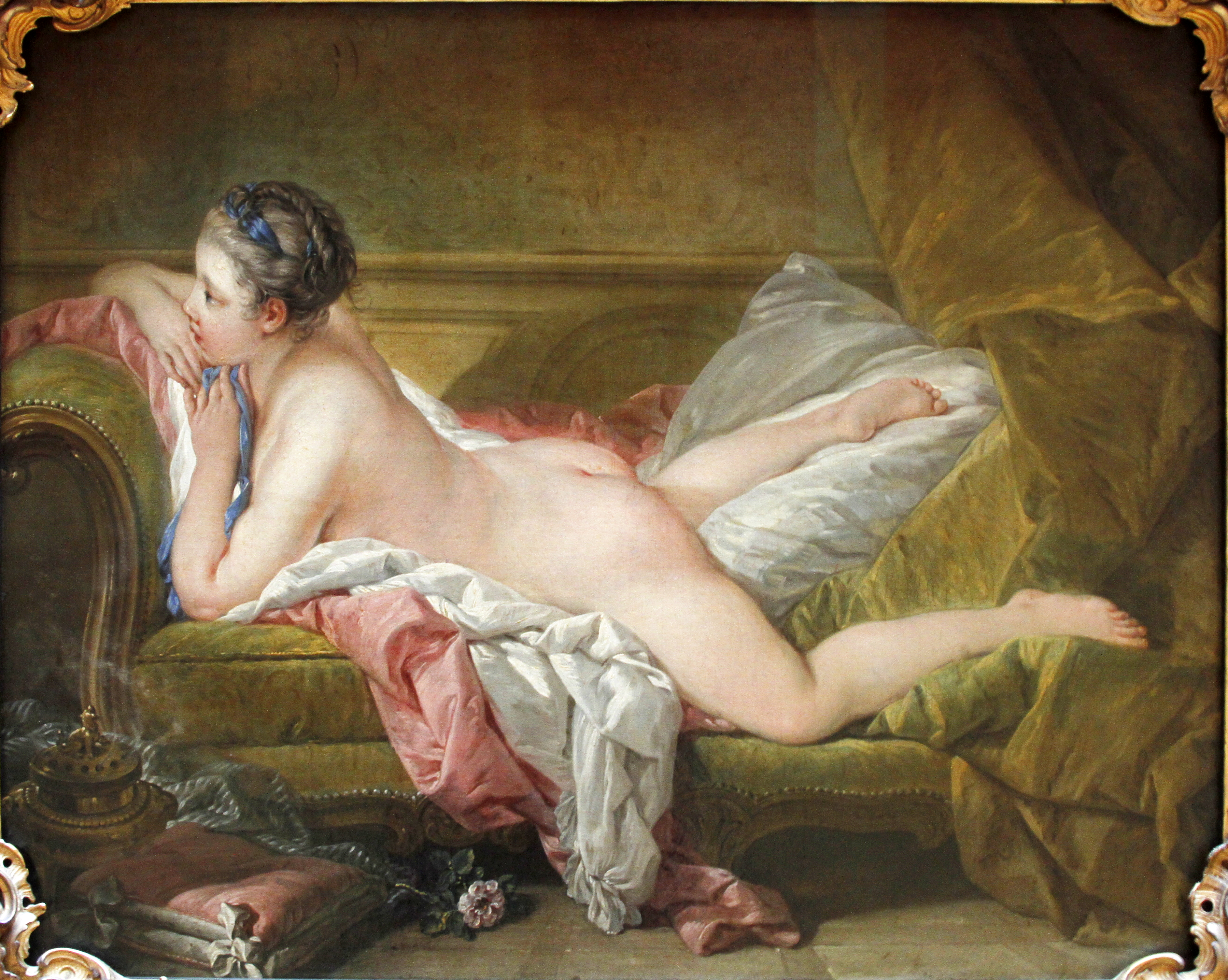
Une « résidente » du Parc-aux-cerfs, Marie-Louise O'Murphy, par François Boucher.

#### Premières maîtresses
En 1733, Louis XV entreprend une première liaison hors mariage avec Louise Julie de Mailly-Nesle, comtesse de Mailly (1710-1751), juste quelques mois avant la mort de son second fils. Peu à peu la culpabilité qu’il ressent de cette liaison le pousse dès 1737 à ne plus communier ni à continuer à pratiquer le rituel thaumaturgique du toucher des scrofuleux. Il a encore pour maîtresse vers 1739 la sœur de Louise Julie de Mailly-Nesle, Pauline Félicité de Mailly-Nesle, comtesse de Vintimille (1712-1741) suivie de Marie-Anne de Mailly-Nesle, marquise de La Tournelle, duchesse de Châteauroux (1717-1744). Viennent enfin ses maîtresses les plus célèbres : Madame de Pompadour et la comtesse du Barry.

#### Madame de Pompadour, pourvoyeuse sexuelle, mécène et diplomate officieuse
À côté de ces maîtresses célèbres, le roi a également des aventures avec les « petites maîtresses ». Ainsi, quand il n'a plus de relations sexuelles avec Madame de Pompadour, celle-ci lui procure des jeunes filles sans éducation dont elle n’a pas à craindre l'influence. De là est née la légende du Parc-aux-Cerfs qui fait de ce lieu un harem peuplé par de jeunes femmes kidnappées consacrées au plaisir du roi. Cette légende a été propagée par des pamphlets avec force illustrations torrides. En réalité, il semble qu’il n’y eut jamais qu’une fille simultanément au Parc-aux-Cerfs, un lieu fermé en février 1765 à la mort de la marquise de Pompadour,.
La marquise de Pompadour a une influence moins critiquable sur l'épanouissement des arts durant le règne de Louis XV. Elle amasse une imposante collection de meubles et d'objets d'art dans ses diverses propriétés. Louis XV achète ainsi trois tableaux et cinq dessus de porte réalisés par Jean Siméon Chardin. Elle favorise le développement de la manufacture de porcelaine de Sèvres et ses commandes assurent leur subsistance à de nombreux artistes et artisans. C'est un de ses protégés, Jacques-Germain Soufflot qui est chargé de l'architecture de l'église Sainte Geneviève. Toutefois, selon Michel Antoine, les historiens ont eu tendance à exagérer son rôle dans le domaine artistique au détriment du roi qui, selon lui, a un vrai sens artistique quand la marquise a tendance à donner dans la mièvrerie.
Elle sert d'intermédiaire officieux entre le roi et l'ambassadeur autrichien Georges-Adam de Starhemberg de 1750 à 1753, puis son successeur Wenceslas Antoine de Kaunitz, futur chancelier, qui s'efforcent non sans succès de la gagner à la cause de l'alliance franco-autrichienne : la propagande de Frédéric et de ses partisans répand le bruit qu'elle a été séduite par les lettres flatteuses où l'impératrice Marie-Thérèse l'appelait « ma cousine » et « ma princesse ». Pendant la guerre de Sept Ans, où elle reste un fidèle soutien de la monarchie de Habsbourg, elle s'improvise stratège et, dit-on, fait afficher dans ses appartements une carte des opérations où des mouches de sa toilette figurent les armées. Elle correspond avec le maréchal de Richelieu pour chercher à savoir s'il ne va pas conclure un armistice avec Frédéric II en Saxe. Elle favorise le prince de Soubise qui échappe aux sanctions après sa désastreuse défaite de Rossbach, devient maréchal de France l'année suivante et qu'elle choisit comme exécuteur testamentaire. Elle contribue peut-être, selon Robert Muchembled, au renvoi de D'Argenson, secrétaire à la Guerre et un des ministres les plus compétents de Louis XV, le 1er février 1757 ; en tout cas, celui-ci ne sera autorisé à rentrer à Paris qu'après la mort de la favorite.
Les chansons dirigées contre elle autour de 1760, les « pompadourades », sont particulièrement virulentes et n'épargnent pas le roi :

« (…) Son âme vide, insatiable,

Obtient tout d'un roi fainéant.

Cette impitoyable furie,

Du poison de la flatterie

Enivre son trop faible amant. »

#### Comtesse du Barry

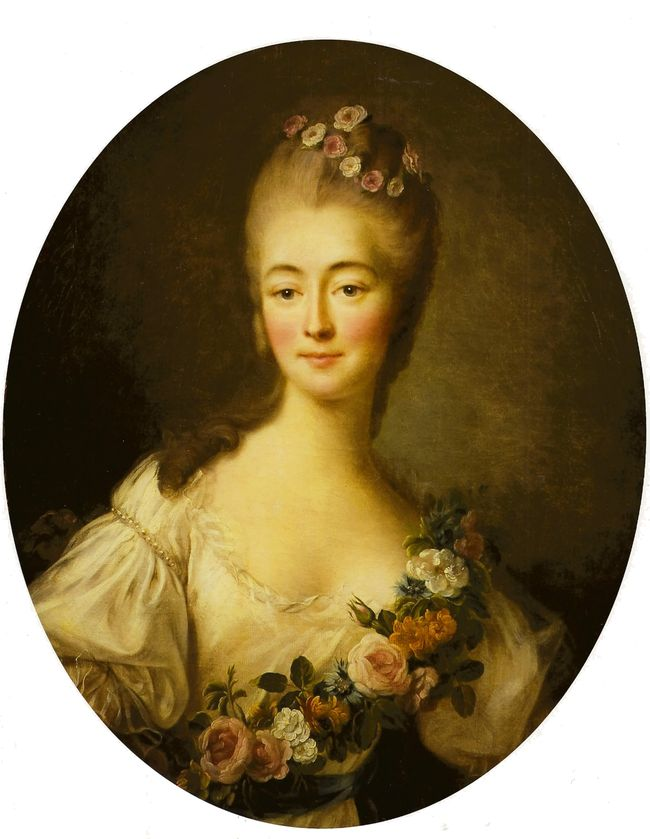
Madame du Barry. Portrait par François-Hubert Drouais (1769).

En 1769, la fin du règne est marquée par l'arrivée dans la vie du roi de la comtesse du Barry. Avant que le choix du roi ne se fixe sur elle, le parti dévot, soutenu par les Filles du roi, notamment sa fille carmélite, propose de remarier le souverain, encore bel homme malgré ses 58 ans, avec l'archiduchesse Marie-Élisabeth d'Autriche, sœur de Marie-Antoinette, mais celle-ci voit sa grande beauté compromise par une attaque de variole : aussi le projet de mariage fait-il long feu. Le duc de Choiseul de son côté veut glisser dans le lit royal sa sœur Beatrix. Finalement, le duc de Richelieu, grand seigneur libertin et Lebel, le premier valet du roi, s'entremettent pour donner à Louis XV une nouvelle maîtresse, Madame du Barry. Ce choix déplaît fortement au duc de Choiseul qui lance « une campagne de diffamation contre l'intruse » à travers force libelles telle que Le Brevet d'apprentissage d'une jeune fille à la mode, La Bourbonnaise, La Paysanne pervertie.
Le choix de Madame du Barry, une femme de modeste extraction, est pour le roi, selon Jean-Christian Petitfils, l'occasion de lancer « un défi aux princes et à la haute aristocratie qui le bravaient, soit en soutenant la sédition robine, soit en se pâmant devant la philosophie nouvelle ». Madame du Barry est une femme « douce et mutine » dont le seul défaut semble être d'aimer les bijoux. Elle est peu portée sur la politique, mais l'hostilité que lui voue Choiseul la place, de fait, au centre de l'échiquier politique et provoque le ralliement à sa personne du parti des dévots qui entouraient le Dauphin, mort juste avant son arrivée à la cour.

### Manque d'esprit de «communication»
La monarchie depuis au moins Charles IX et Henri III voit les rumeurs et pamphlets se déchaîner contre elle, aussi Louis XIII, Richelieu et même au début Louis XIV ont-ils veillé « à exalter leur action, comme à risposter aux malveillants ». Mais, Louis XIV, à compter de sa relation avec Madame de Maintenon a changé d'optique du tout au tout et a renoncé à se faire valoir. Ainsi n'a-t-il légué à son successeur « ni les hommes, ni l'appareil en mesure d'élaborer et de diffuser justifications et explications de sa politique, soit de ruiner ou contrebalancer les arguments adverses ». Un roi « congénitalement timide, anxieux et secret » n'a su y porter remède alors même que la bulle Unigenitus va exacerber les passions à Paris où un peuple globalement gagné au jansénisme reçoit comme « parole d'évangile » ce qu'écrivent les Nouvelles ecclésiastiques.
L'opposition au roi et au christianisme publie beaucoup après 1750 tandis que le camp royal est quasi muet à l'exception de L'Année littéraire de Fréron ou la comédie de Palissot intitulée les Philosophes (1760) ; néanmoins, le peuple et une grande partie du bas-clergé demeurent fidèles. Le roi est libéral pour les salons littéraires tels ceux de Madame de Lambert ou de Mademoiselle Lespinasse et accepte toutes les élections aux académies à l'exception de celle de Diderot. Or, en France, l'opinion publique commence à s'imposer. Le roi n'en perçoit pas l'importance. Il préfère, quand il lit les rapports de police, connaître les turpitudes des grands que s'informer sur la teneur des libelles qui le visent. En vérité, sur ce point, le roi est victime tant de l'héritage de la fin du règne de Louis XIV que de son caractère et d'une politique qui l’amène à reposer uniquement sur l’État.
La très grande réserve du roi en public amplifie ses difficultés à gouverner et renforce les incompréhensions entre le roi et les Parlements. En effet, à des parlementaires qui aiment les discussions, il répond de façon très laconique : « Je veux être obéi », « Je réfléchirai à vos propositions ». La dernière réponse indigne souvent les magistrats qui pensent qu'en fait, il demandera à ses ministres d'examiner la situation. Tout cela crée chez les parlementaires et au-delà, l'idée que le roi ne s'occupe pas des affaires sérieuses du pays. D'une manière générale, le roi ne sait guère faire valoir ses succès. En conséquence, le public ne va bientôt connaître de lui que ce que disent des libelles qui colportent « ragots calomnieux, contes salaces » en les présentant « comme des nouvelles sûres ou comme les mémoires authentiques de personnages importants ». Ces écrits ont d'autant plus d'influence que personne ne les dément. En effet, depuis l'expulsion des Jésuites, les dévots ne le soutiennent plus guère et ne cherchent donc pas à contredire ces écrits.

### Deuils
En 1752, le roi perd sa fille préférée, Henriette. En 1759, son aînée, la duchesse de Parme meurt. En 1761, la mort frappe le duc de Bourgogne, âgé de dix ans, fils aîné du dauphin, enfant précoce et prometteur. En 1763, l'intelligente et romanesque petite-fille du roi, épouse de l'archiduc héritier d'Autriche, Marie-Isabelle de Bourbon-Parme meurt à Schönbrunn. En avril 1764, sa maîtresse la marquise de Pompadour meurt. En 1765, le roi perd successivement son fils, le dauphin, un homme très chrétien « à la vie morale irréprochable », et son gendre le duc de Parme. En février 1766, le vieux roi Stanislas presque nonagénaire meurt à Lunéville. L'année suivante, c'est le tour de la dauphine, veuve inconsolable qui a contracté la maladie de son mari en le soignant. Enfin, en juin 1768, la reine s'éteint.

## Louis XV et les arts
Selon Michel Antoine, le règne de Louis XV constitue un des apogées de l'architecture française et « l'âge d'or des arts décoratifs ». Grâce à ses commandes propres et par celles des nobles et des financiers, il a contribué à soutenir l'activité des ébénistes, des peintres, des sculpteurs, des céramistes et d'autres spécialistes de la décoration et des arts. Le développement de ces secteurs d'activité a aussi été stimulé par ses dons à des monarques étrangers qui ont grandement contribué à l'influence artistique française.

### Amour des arts
Si le roi aime la peinture décorative, c'est toutefois surtout l'architecture qui le passionne. Il aime particulièrement travailler avec l'architecte Ange-Jacques Gabriel. Parler d’architecture est d'ailleurs selon Michel Antoine « une manière adroite de lui faire la cour ». Le roi est doté d'un goût sûr et a le « souci de la justesse des couleurs, de l'harmonie des tons et des formes, du raffinement ». Il aime le beau et l'élégant, ce que les artistes et artisans qui travaillent pour lui savent.
Son goût de l'harmonie que l'on trouve dans le classicisme du règne de Louis XIV, dont il se sent l'héritier, comme son envie de suivre l'influence de la mode artistique de son temps le conduisent à suivre la magnificence de l'art baroque, alors dominant, tout en refusant ses outrances et surcharges auxquelles il préfère harmonie et mesure.

### Fontaines et places
Dans les dernières années de son règne, Louis XV fait construire de nouvelles places au centre de certaines villes, telles la place Louis XV (maintenant place de la Concorde) à Paris, avec son harmonieuse rangée de nouveaux immeubles dessinés par Ange-Jacques Gabriel ou encore des places aux centres de Rennes et Bordeaux. Il fait aussi construire une fontaine monumentale à Paris, la fontaine des Quatre-Saisons avec une statuaire de Edmé Bouchardon.

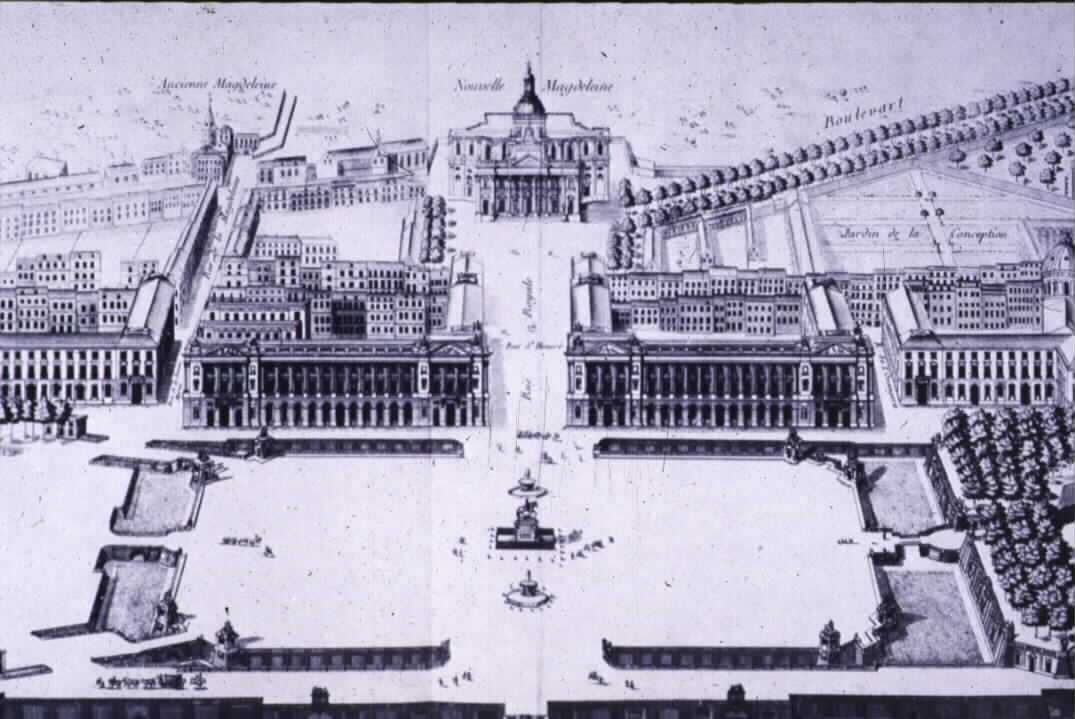
Dessin de la Place Louis XV par Ange-Jacques Gabriel (1758).
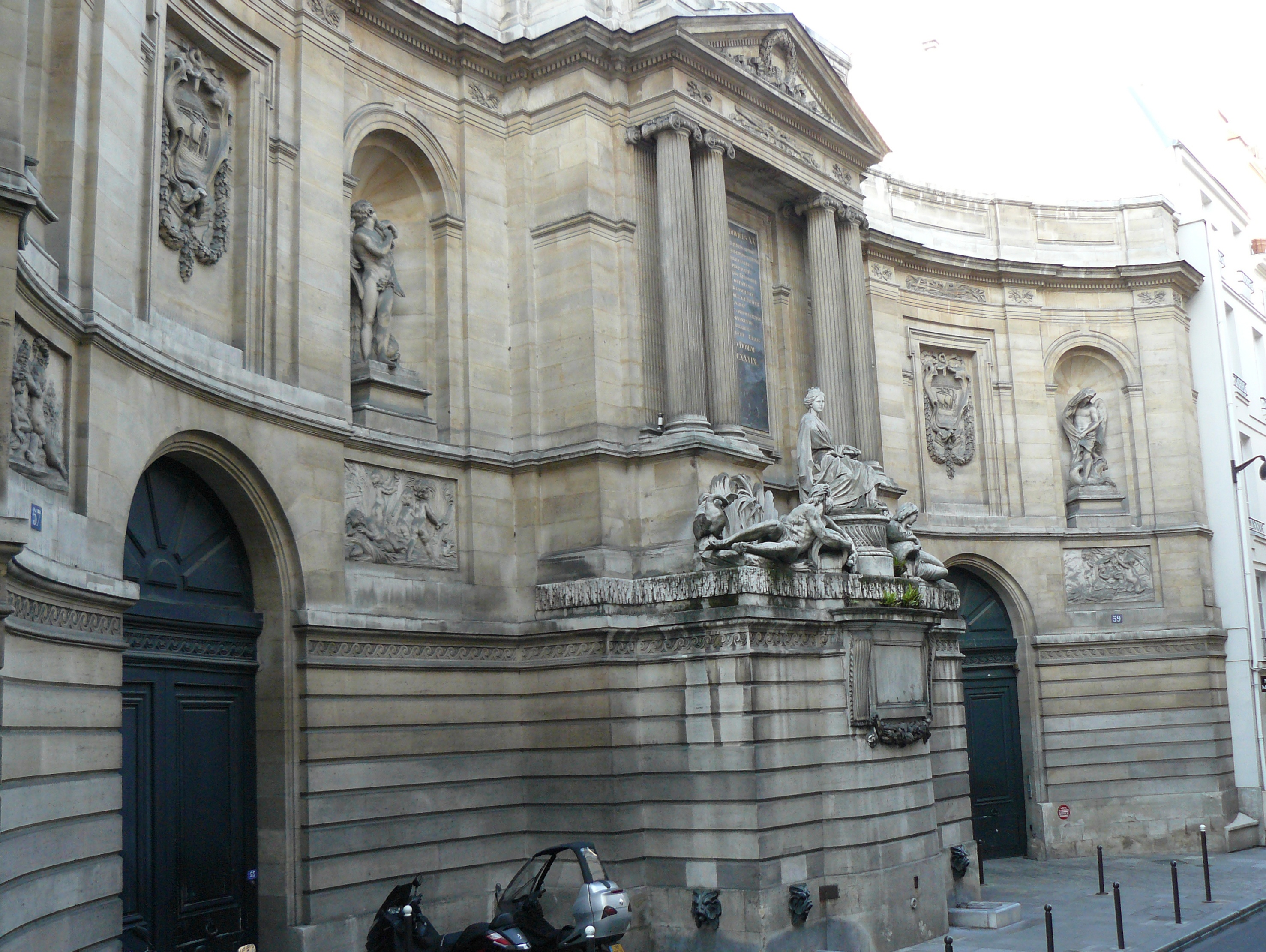
Fontaine des Quatre-Saisons (1739-1745).
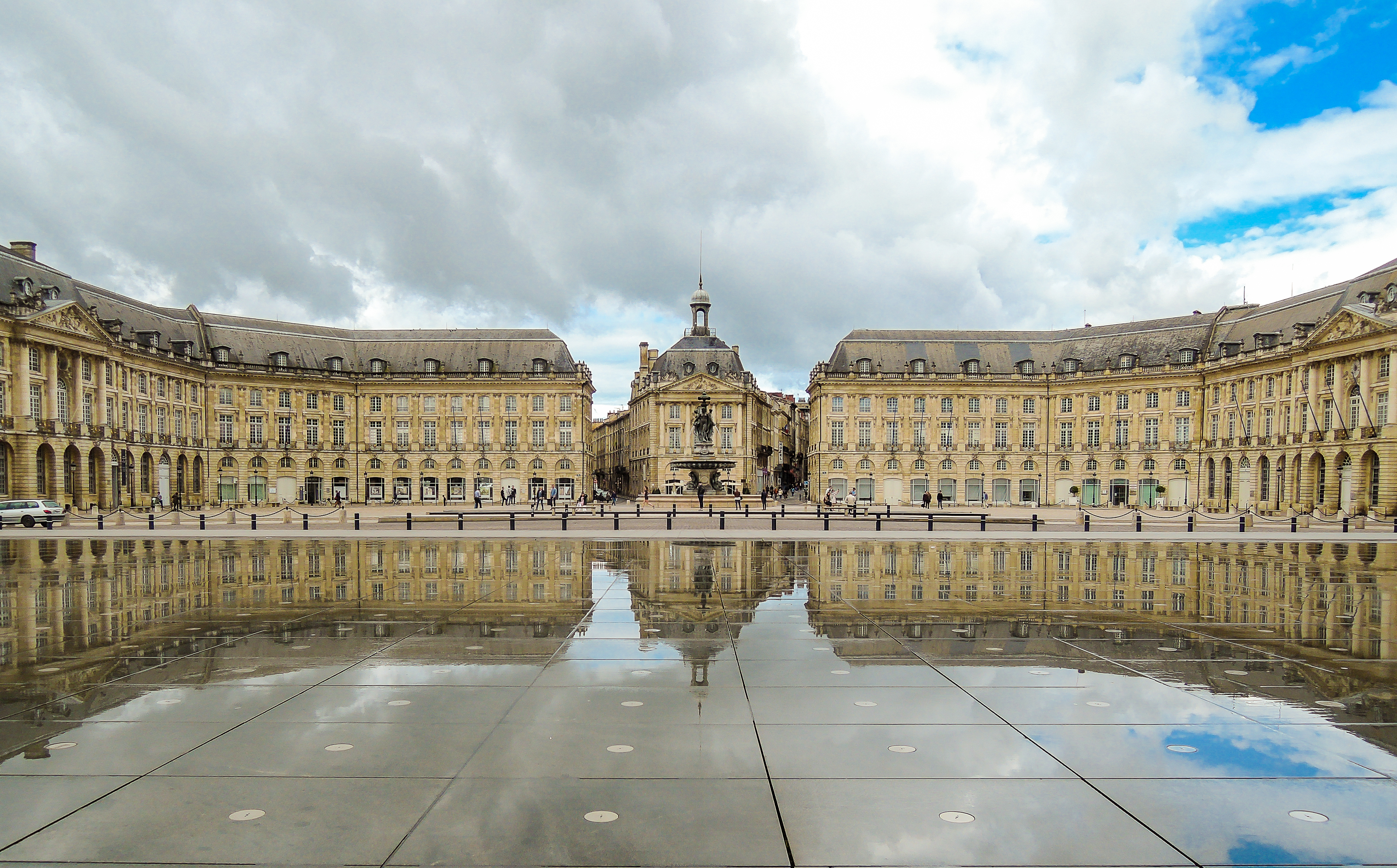
Place de la Bourse à Bordeaux par Ange-Jacques Gabriel (1730-1775).

### Louis XV et l’architecture
Les principaux architectes du roi sont Jacques Gabriel de 1734 jusqu’en 1742 puis son fils Ange-Jacques Gabriel avec lequel Louis XV, féru d'architecture, aime à discuter. Parmi ses ouvrages les plus importants, il est possible de citer l’École militaire, l’ensemble des bâtiments entourant la place Louis XV (maintenant place de la Concorde ; 1761-1770), et le Petit Trianon à Versailles (1764). Durant le règne de Louis XV, si les intérieurs sont somptueusement décorés, les façades, quant à elles, deviennent moins chargées, plus classiques.
À la fin du règne, l’architecture de cette période tend vers le style néoclassique comme en témoignent l’église Sainte-Geneviève (le Panthéon actuel), construite de 1758 à 1790, par Jacques-Germain Soufflot, ainsi que l’église Saint-Philippe-du-Roule (1765-1777) due à Jean Chalgrin.

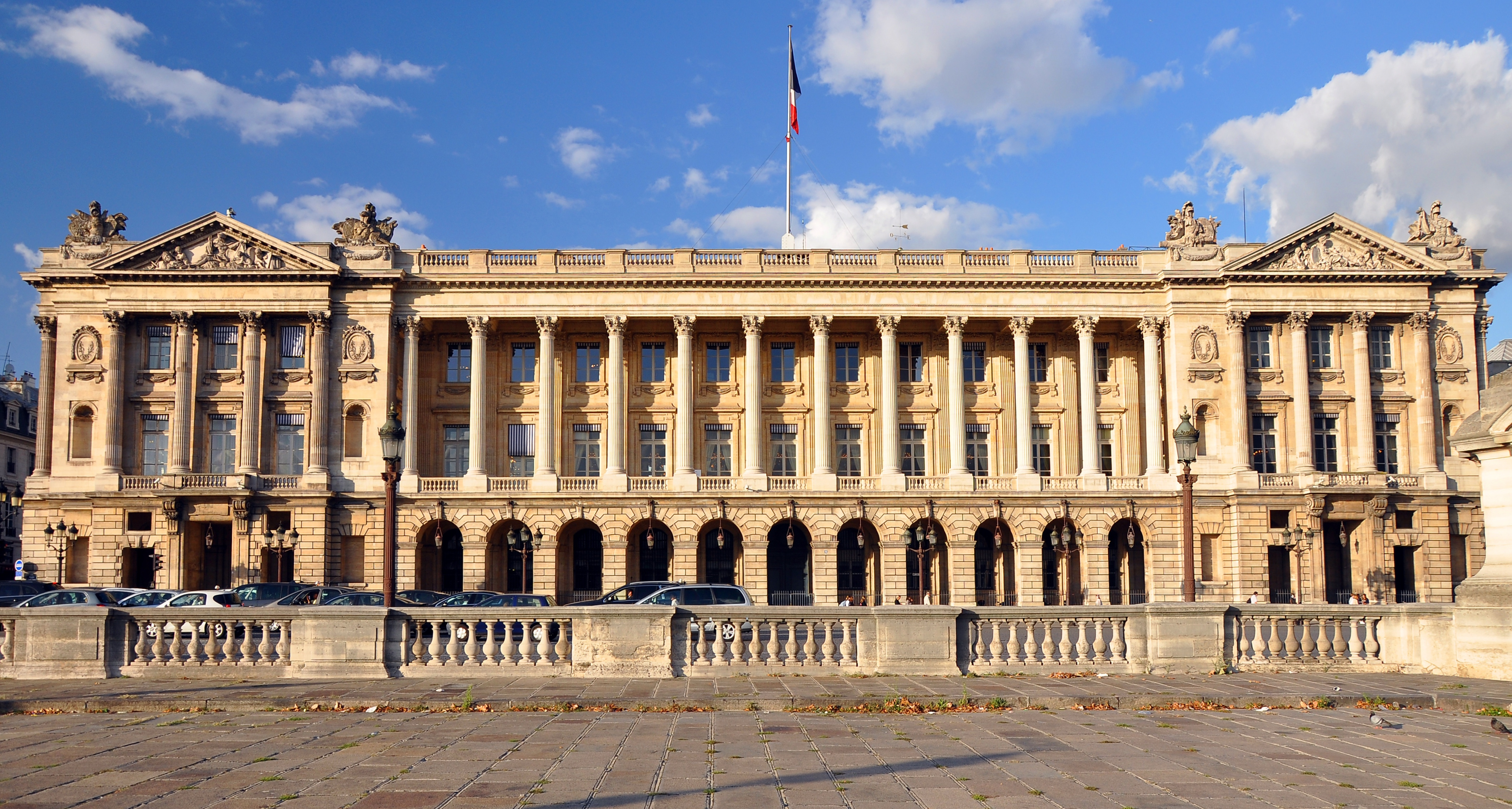
Hôtel de la Marine, place de la Concorde (1761–1770).
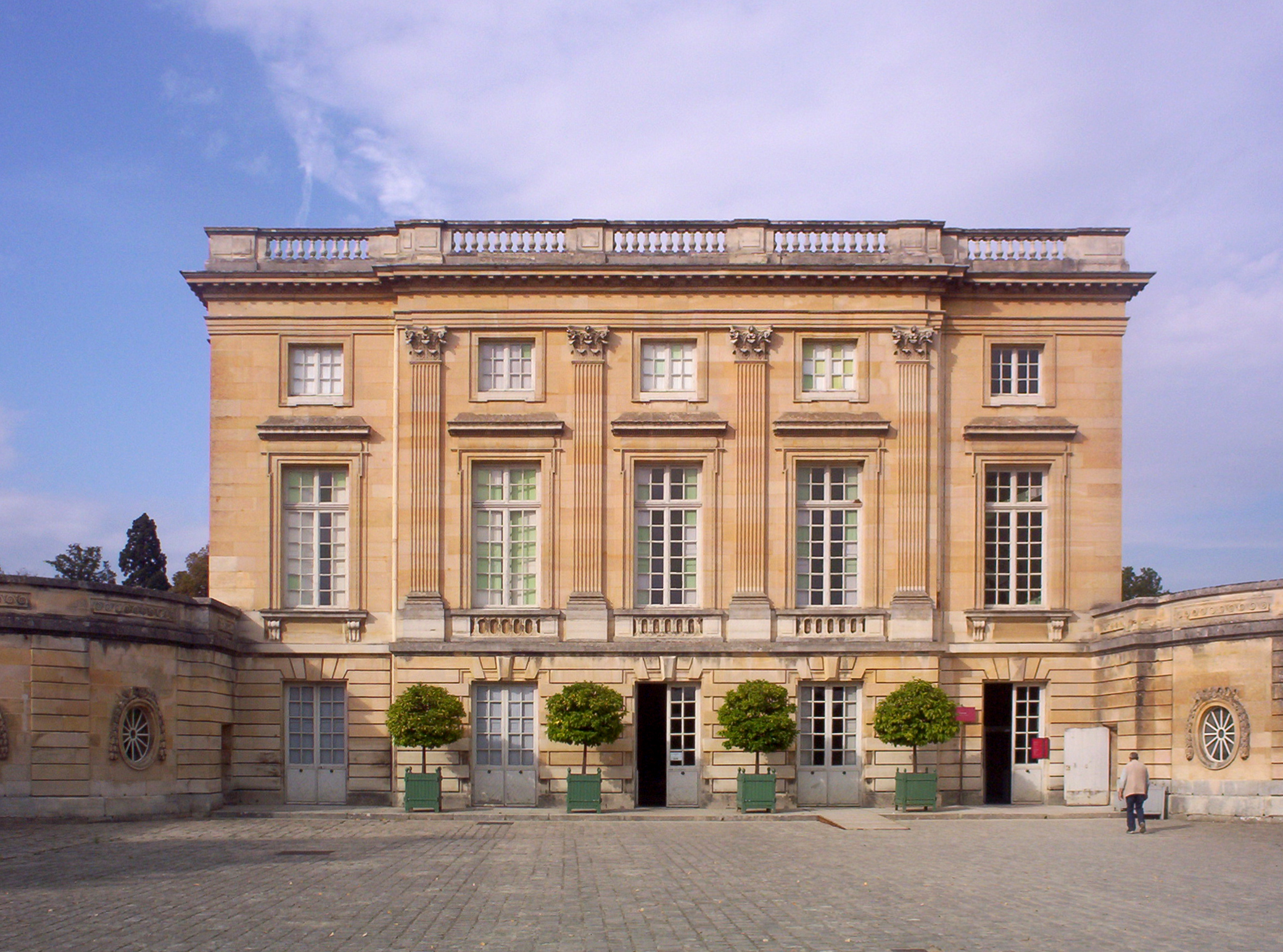
Petit Trianon (1764).
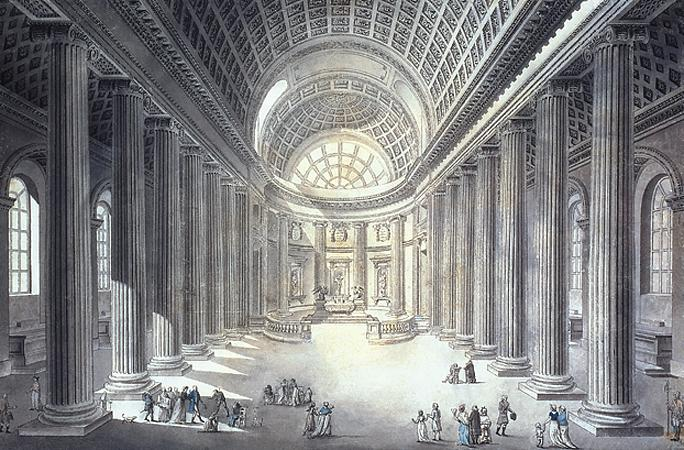
Intérieur de l’église de Saint-Philippe-du-Roule, Paris (1765–1770).

### Décoration intérieure
La décoration intérieure au début du règne est de style rocaille ou régence, caractérisée par des courbes et contre-courbes sinueuses avec des motifs floraux. Elle se présente sous forme de murs ornés de tels motifs avec des médaillons en leurs centres et de grands miroirs entourés de feuilles de palmiers. À la différence du style rococo, les ornements sont symétriques et témoignent d’une certaine retenue. Selon Michel Antoine, le roi « a toujours recherché l'ampleur des formes, la noblesse et la mesure ». Les motifs sont souvent d’inspiration chinoise et représentent des animaux, spécialement des singes (singerie) et des arabesques. Parmi les artistes de la période, il est possible de citer Jean Bérain le Jeune (en), Watteau et Jean Audran.
Après 1750, en réaction avec la période précédente, les murs intérieurs sont peints en blanc ou dans des couleurs pâles avec des motifs plus géométriques inspirés de l'Antiquité grecque et romaine. Le Salon de compagnie du Petit Trianon annonce quant à lui le style Louis XVI.

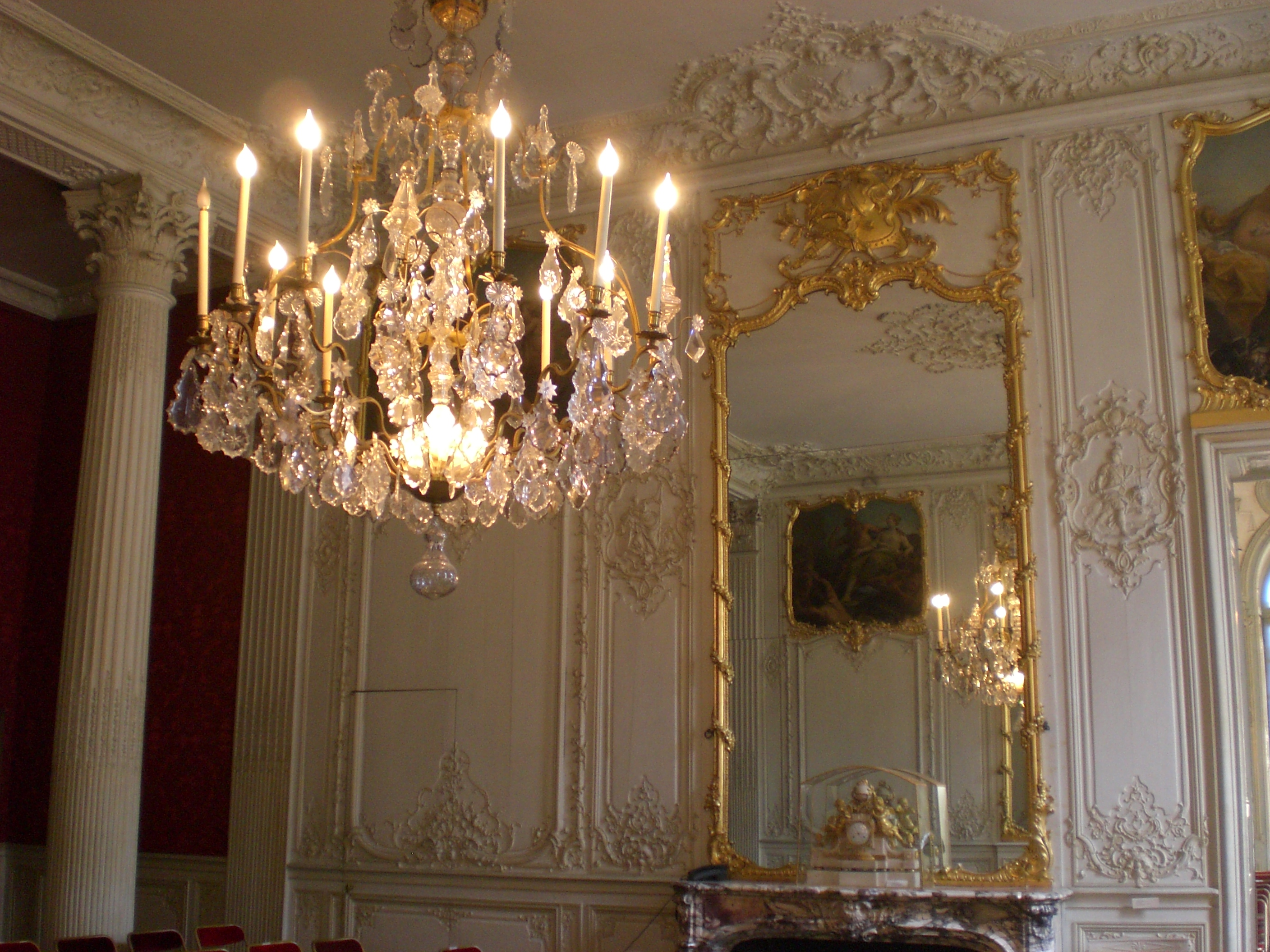
Chambre du prince, hôtel de Soubise (1735–1740).
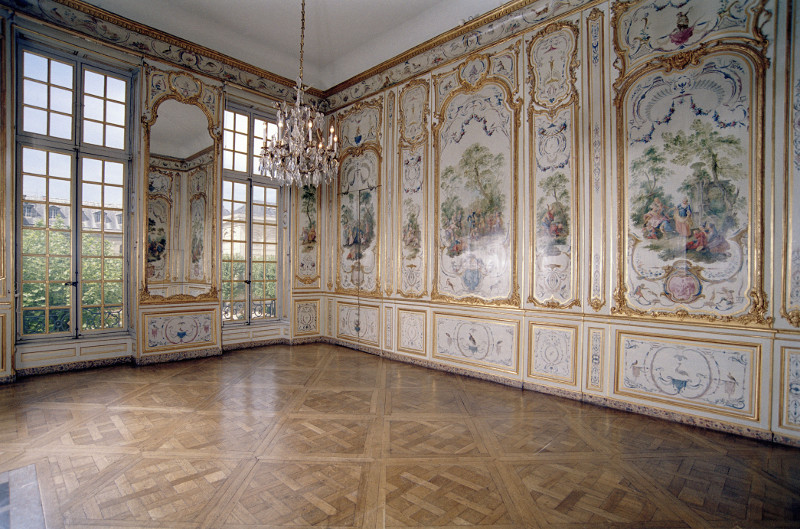
Hôtel de Rohan, le Cabinet des Singes.
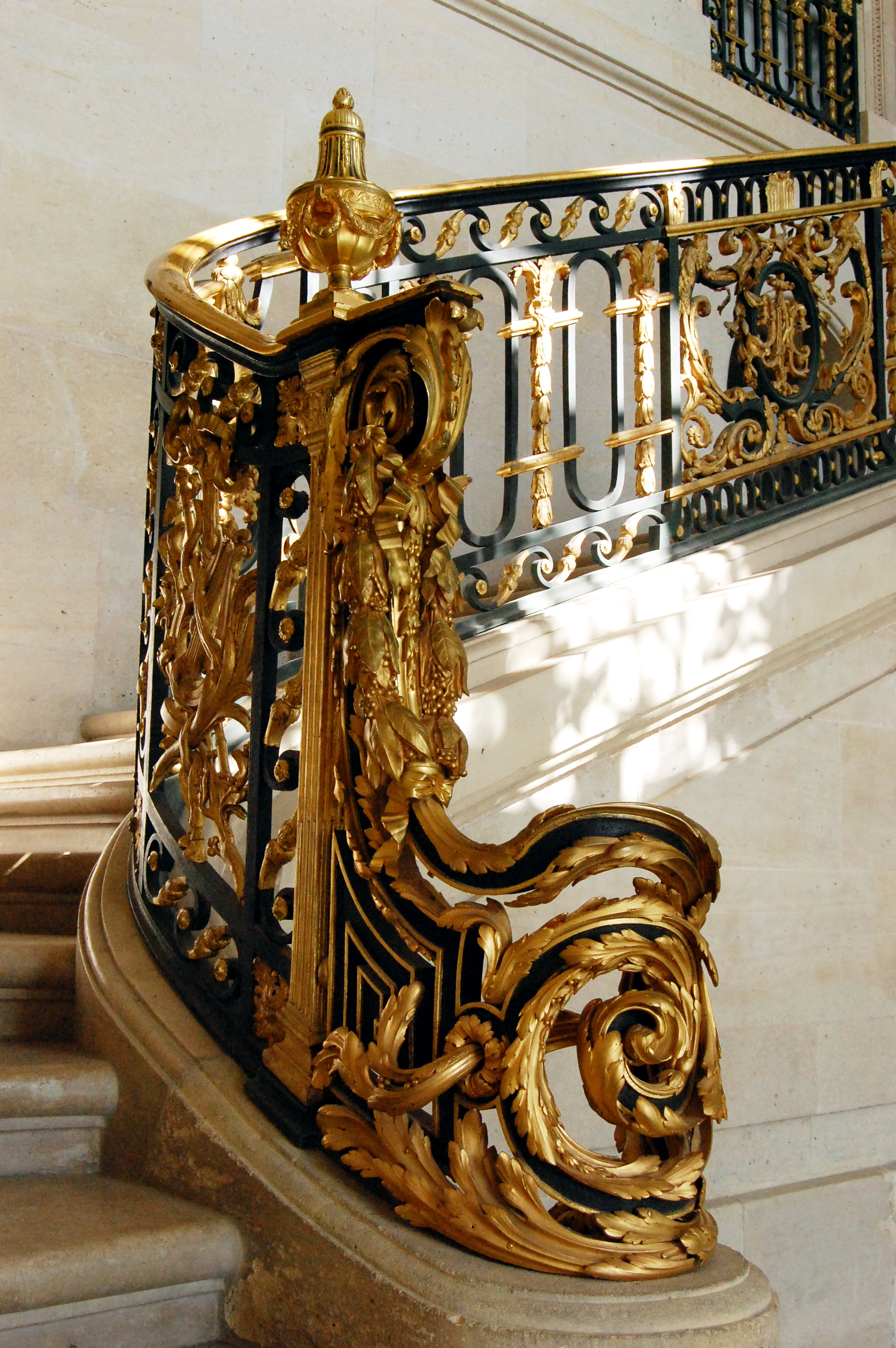
Départ de la rampe de l'escalier intérieur du Petit Trianon (1764).
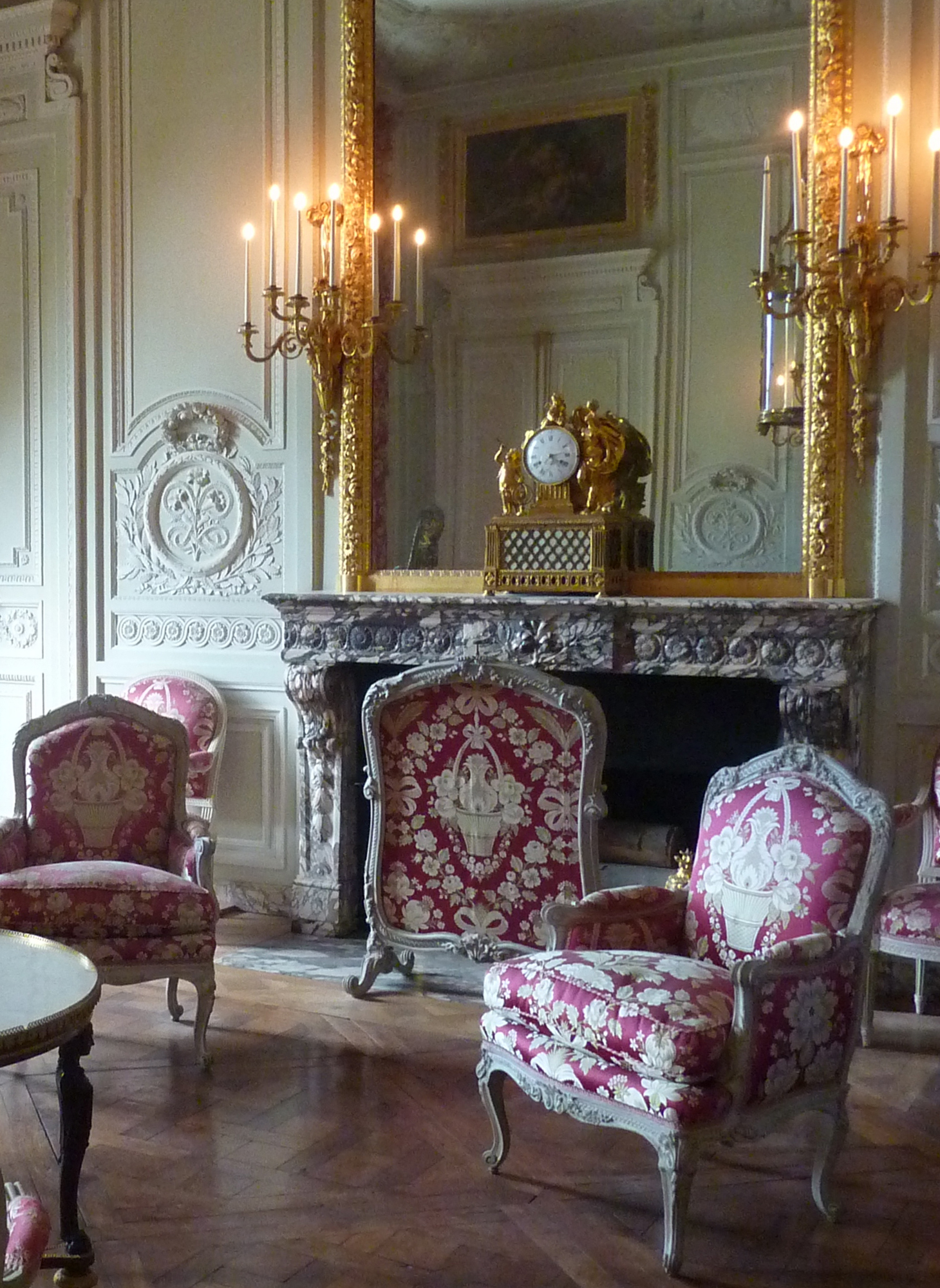
Salon de compagnie du Petit Trianon (1765).

### Ameublement
Comparées à celles de Louis XIV, les chaises à la Louis XV sont plus légères, plus confortables et ont des lignes plus harmonieuses.
Les consoles sont des tables à mettre contre les murs, elles sont utilisées pour supporter des œuvres d’art. La commode est un type de meuble apparu sous le règne de Louis XV. Elles sont ornées de bronze et couvertes de plaques de bois exotique. Certaines, dites « façon de Chine », sont en bois laqué noir avec des ornements de bronze. Le règne voit émerger un grand nombre d’ébénistes venus de toute l’Europe. Les plus connus sont Jean-François Oeben, Roger Vandercruse Lacroix, Gilles Joubert, Antoine Gaudreau, et Martin Carlin.
D’autres types de meubles voient le jour tels le chiffonnier et la table de toilette.
Vers 1755-1760, les goûts en matière de meubles changent, les formes deviennent plus discrètes et les influences de l’Antiquité et du néo-classicisme se font sentir. Les commodes deviennent plus géométriques et un nouveau type de meuble, le cartonnier, fait son apparition vers 1760-1765.

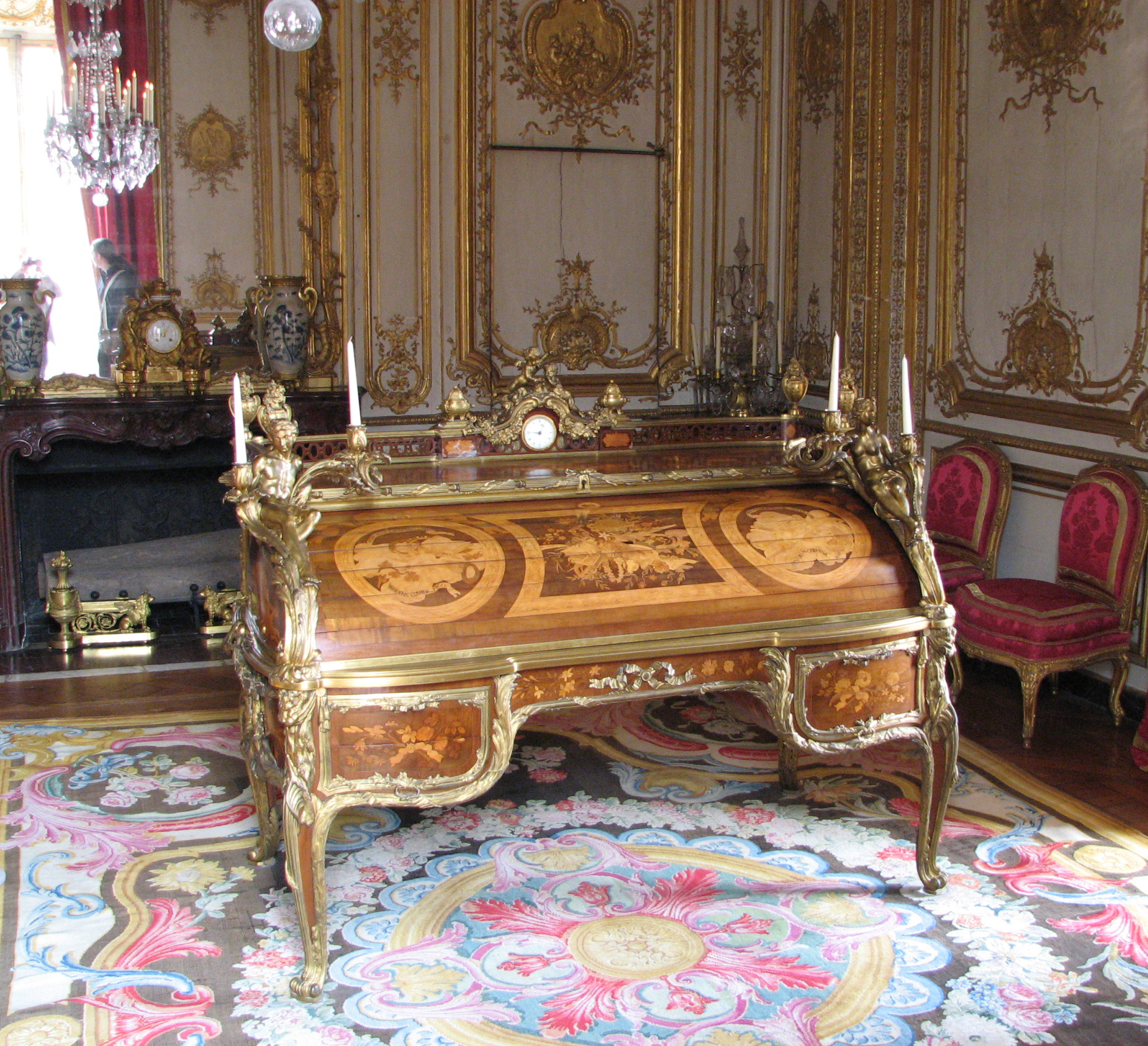
Bureau du Roi vu de face, palais de Versailles (1760-1769).
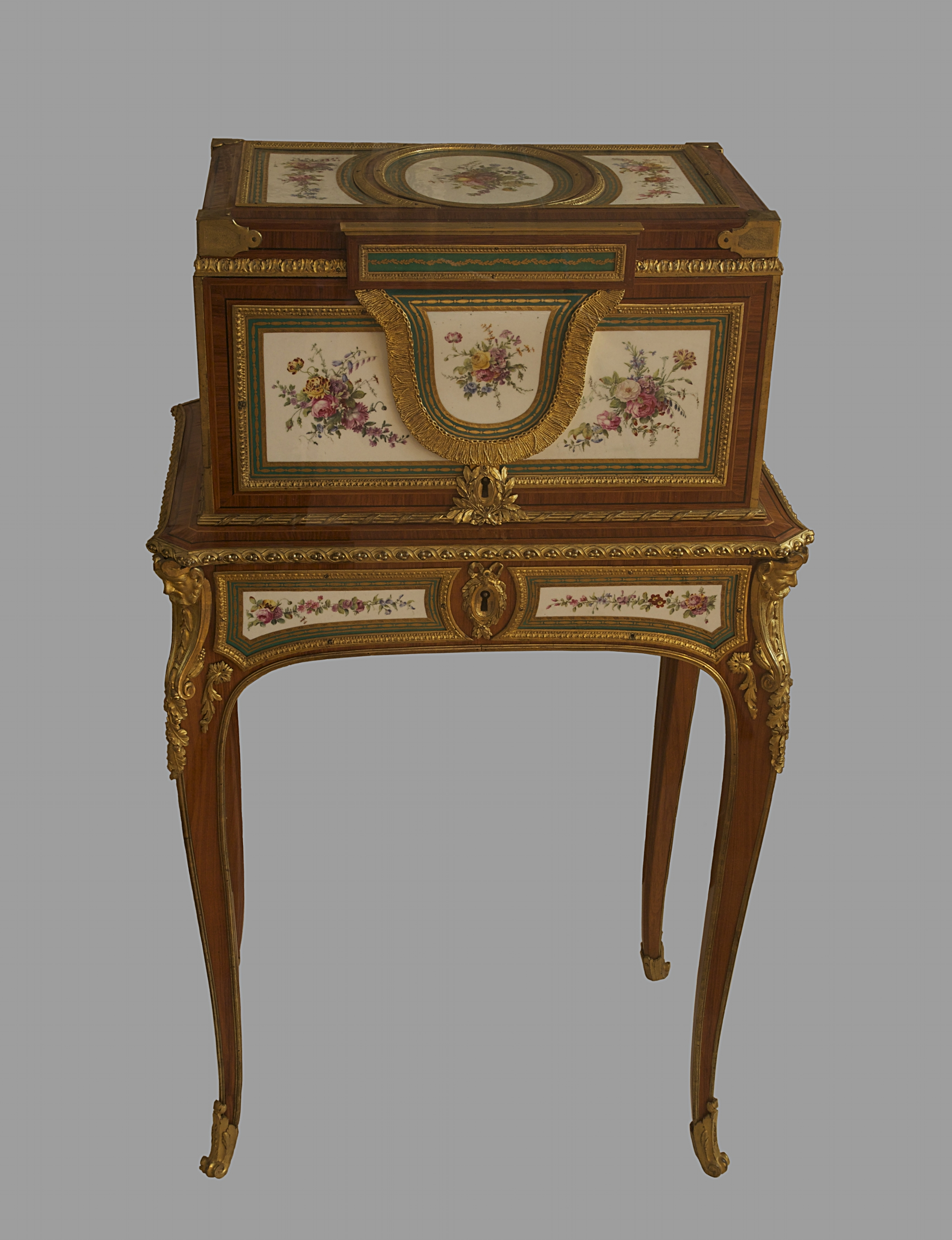
Coffre à bijoux de la dauphine Marie-Antoinette (1770).
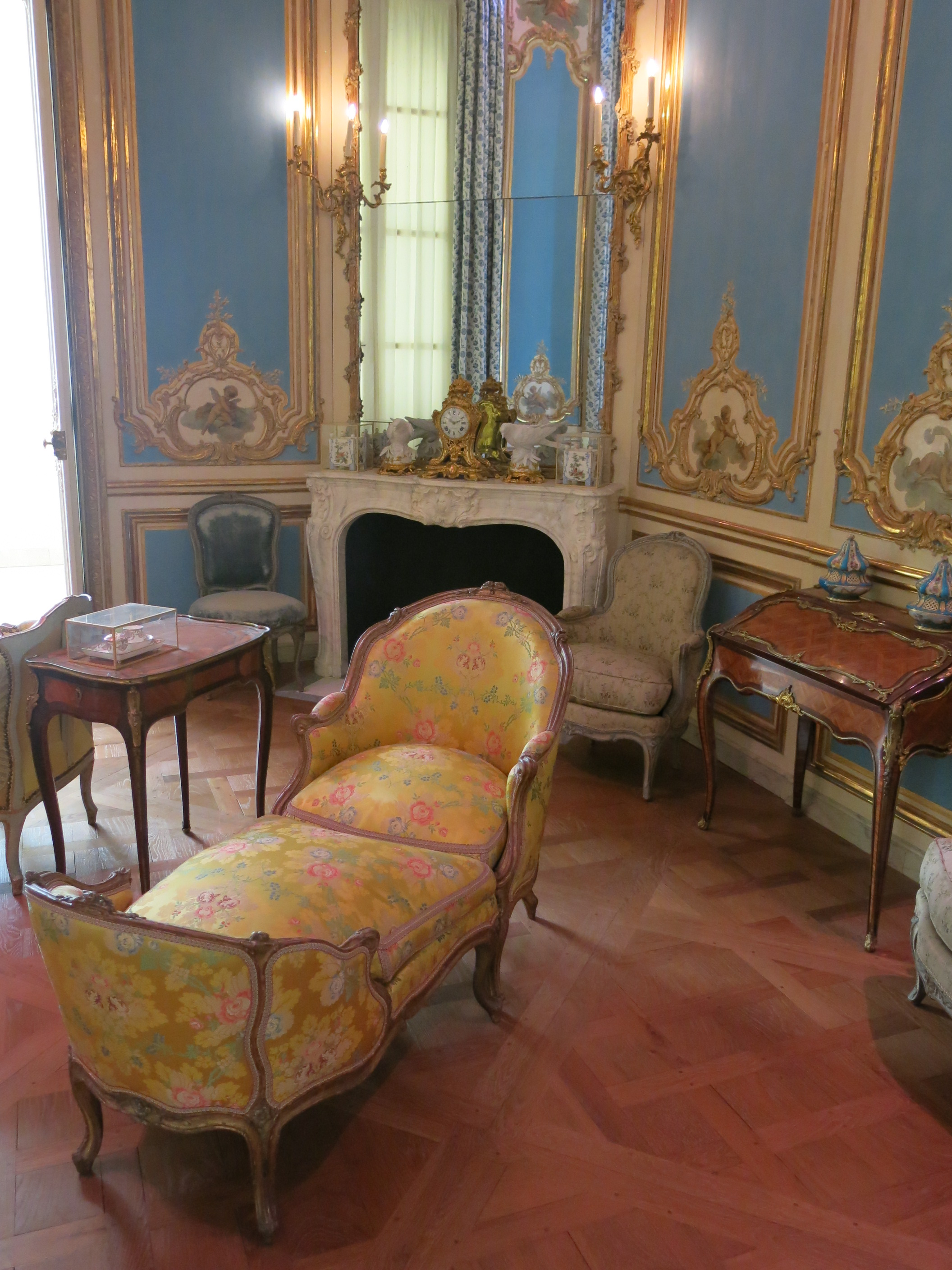
Salon avec duchesse de l'hôtel de Vallemaré-Dangé (Louvre).
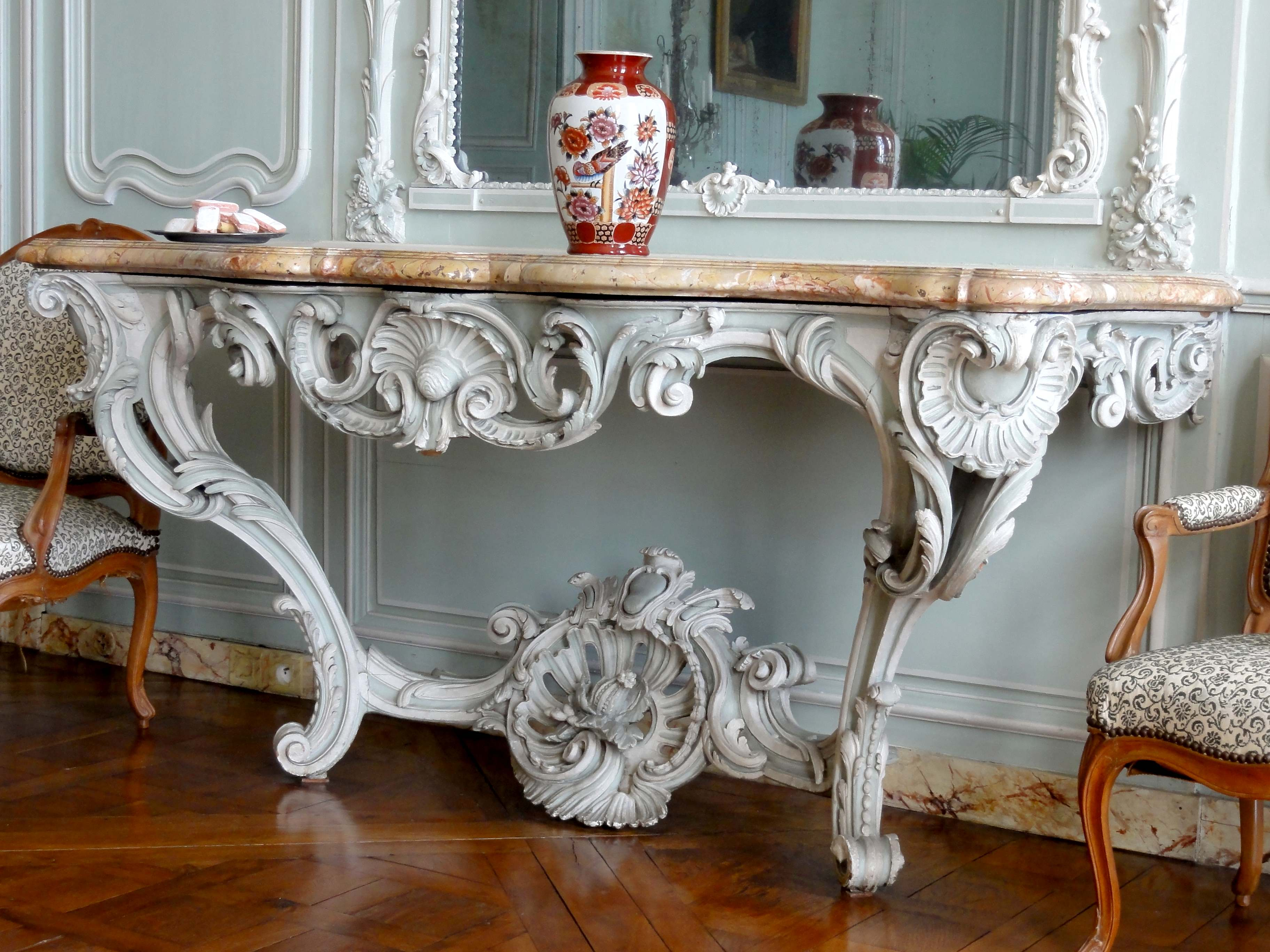
Console rocaille, domaine de Villarceaux.
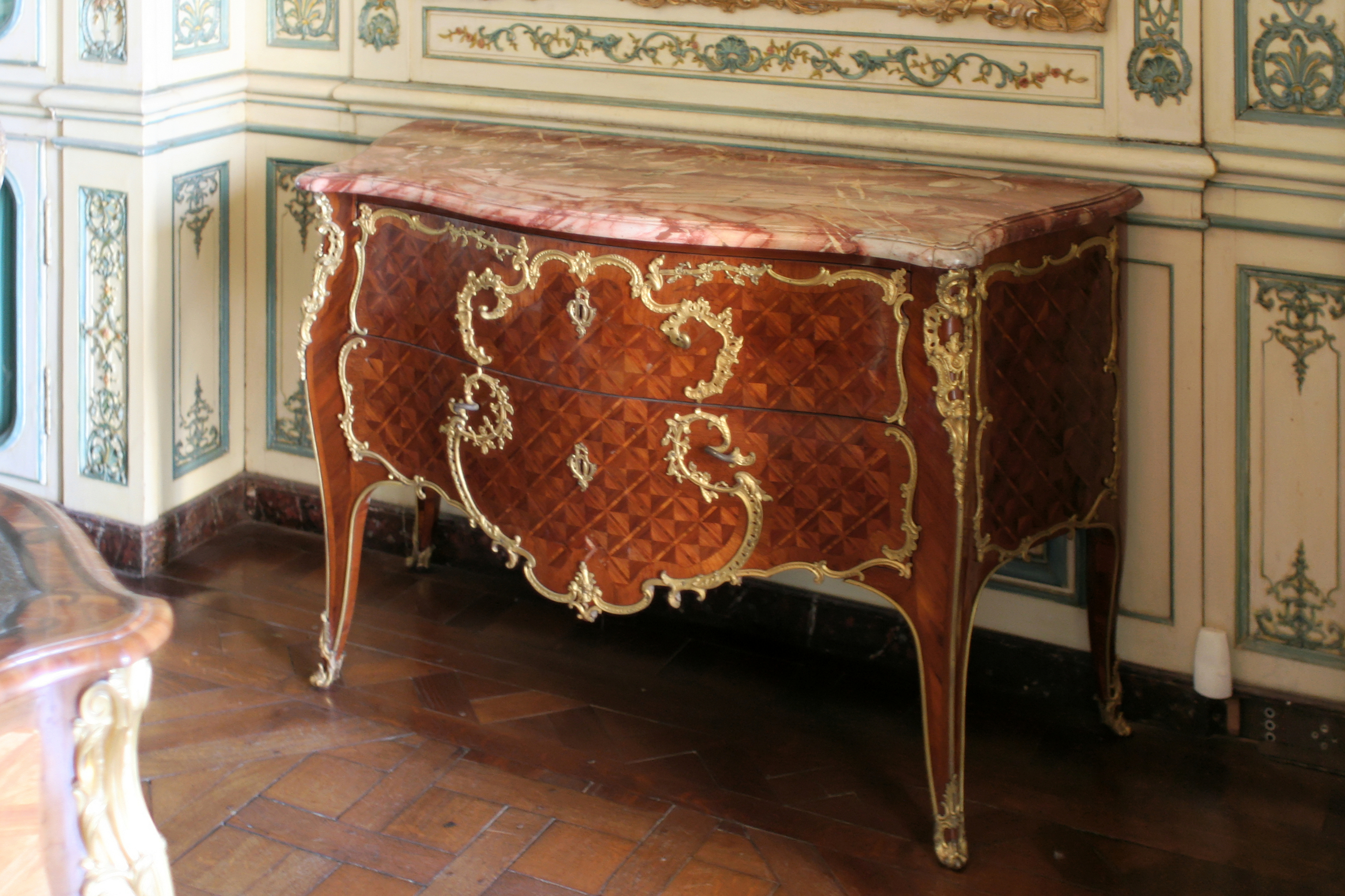
Commode d'Antoine Gaudreau dans les appartements du Dauphin, Versailles (1745).
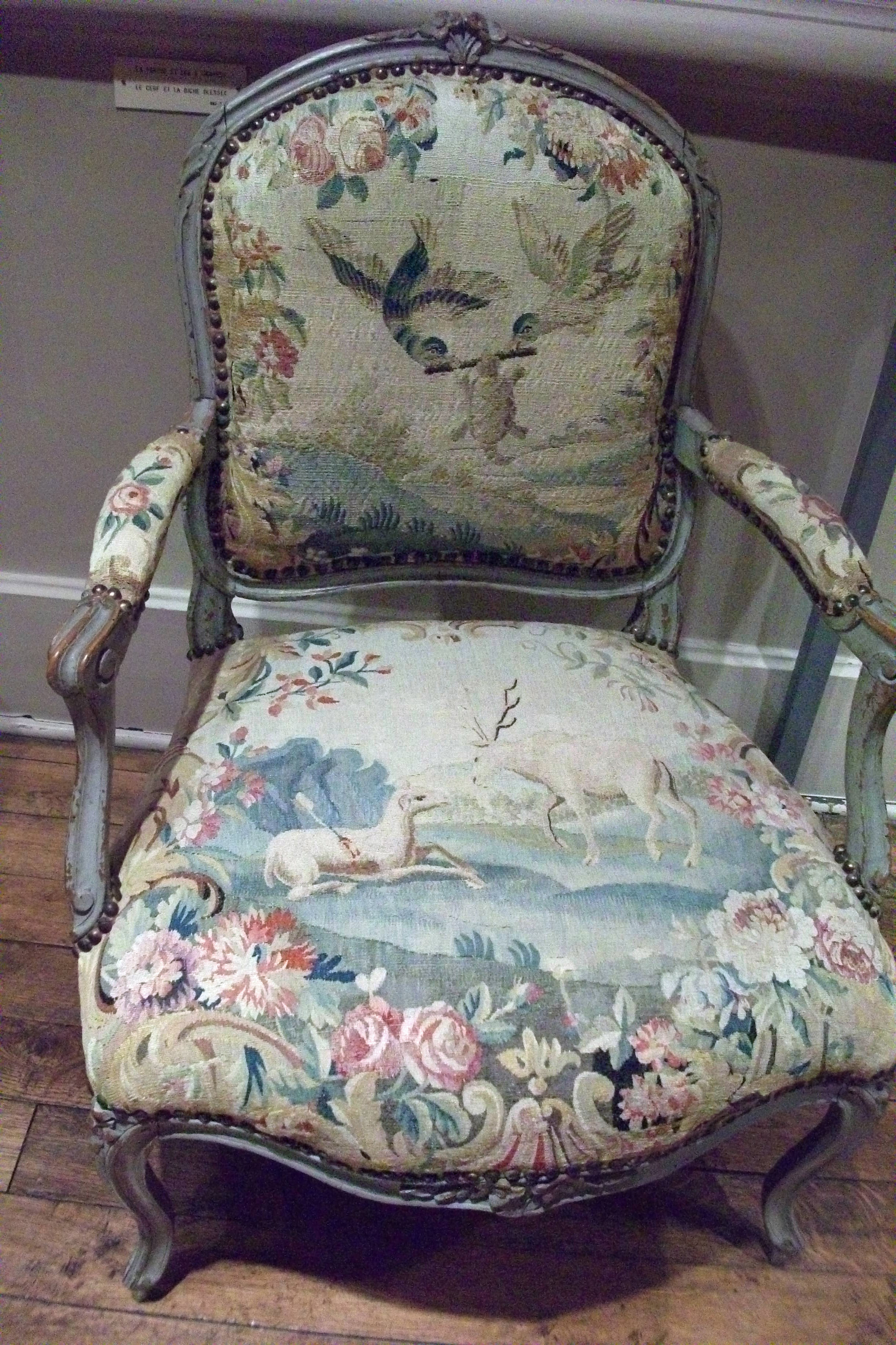
Fauteuil Louis XV.
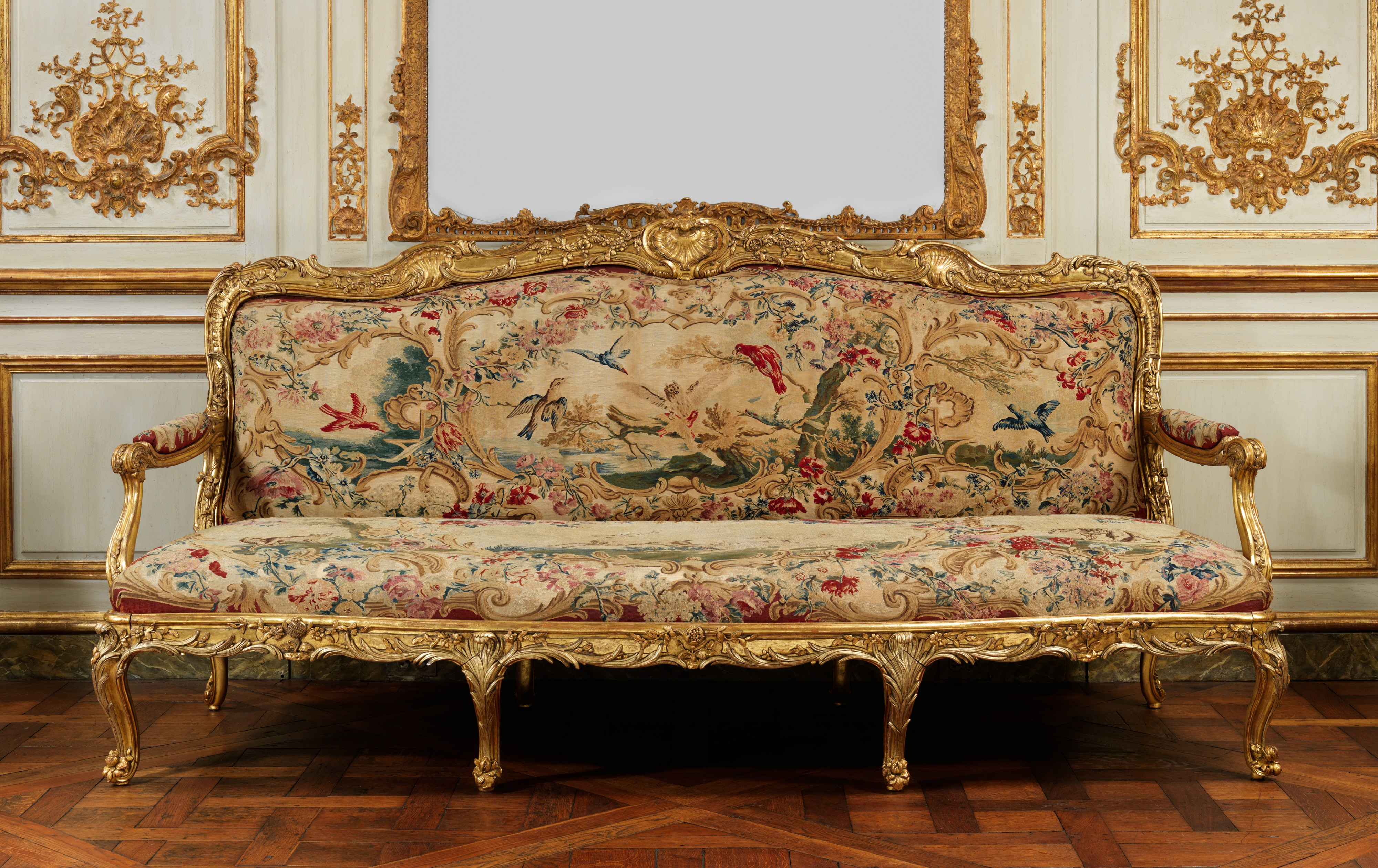
Canapé, Metropolitan Museum (1754–1756).
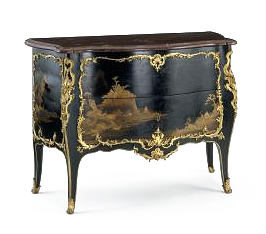
Commode laquée de Bernard Van Riesamburgh, Victoria and Albert Museum (1750-1760).

### Louis XV et la peinture
Au début du règne de Louis XV, le thème dominant est le même qu’à la fin du règne de Louis XIV, à savoir la mythologie et l’histoire. Plus tard, dans les nouveaux appartements de Versailles et de Fontainebleau, apparaissent les scènes pastorales et les portraits.
L’artiste favori du roi est François Boucher qui, outre des peintures religieuses, pastorales et exotiques, peint également des scènes de chasse pour les nouveaux appartements du roi. Parmi les autres peintres notables, on peut citer Jean-Baptiste Oudry, Maurice Quentin de la Tour et Jean-Marc Nattier auquel on doit de nombreux portraits de la famille royale et des aristocrates.

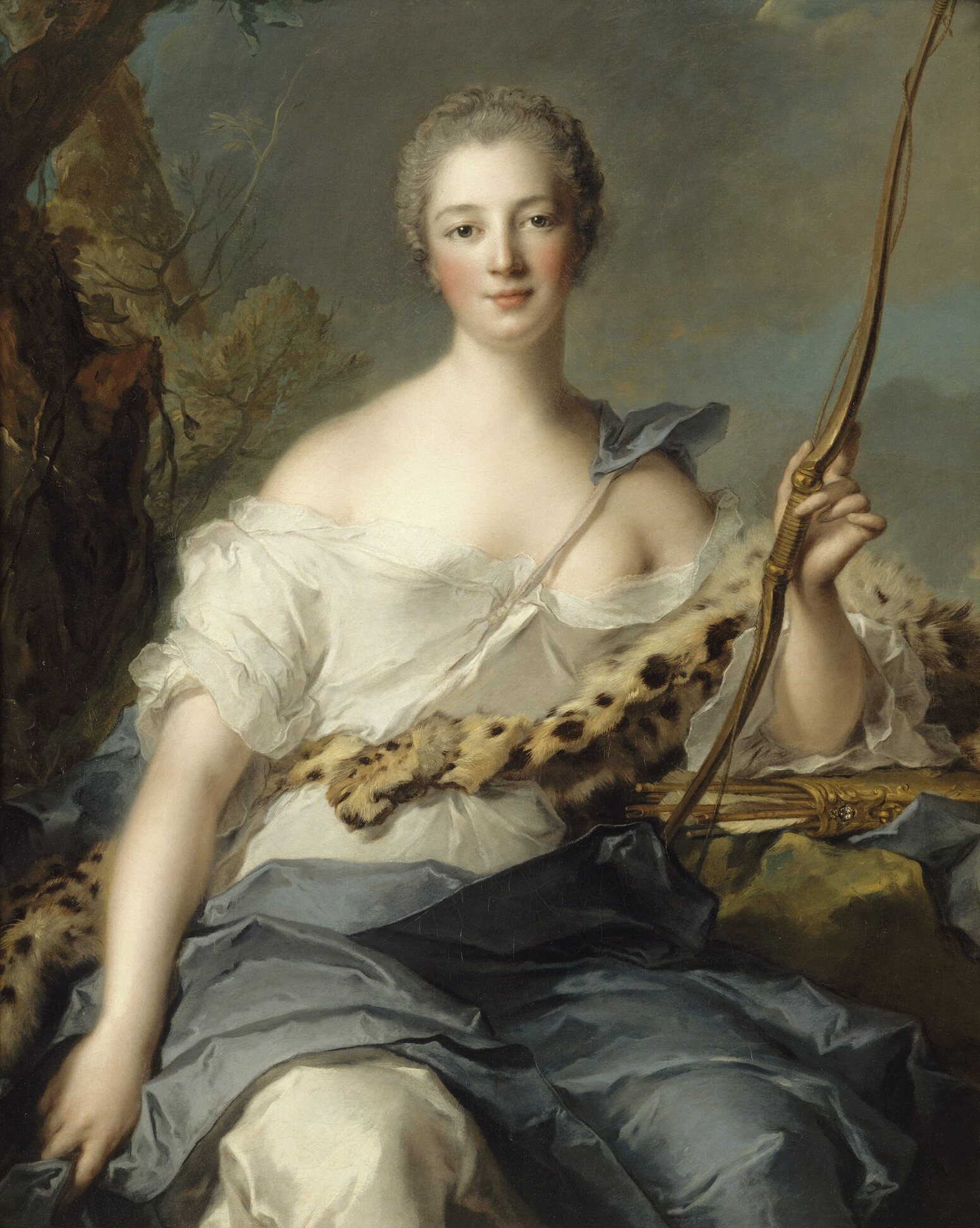
Madame de Pompadour en Diane chasseresse, par Jean-Marc Nattier (1746).
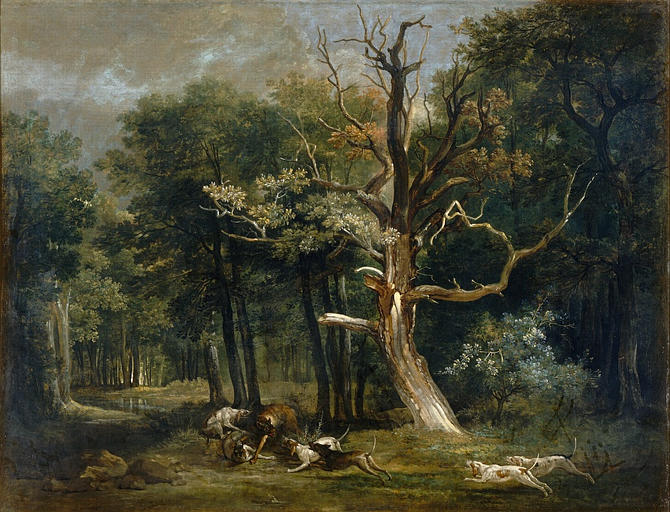
Chasse au loup en forêt par Jean-Baptiste Oudry (1748).
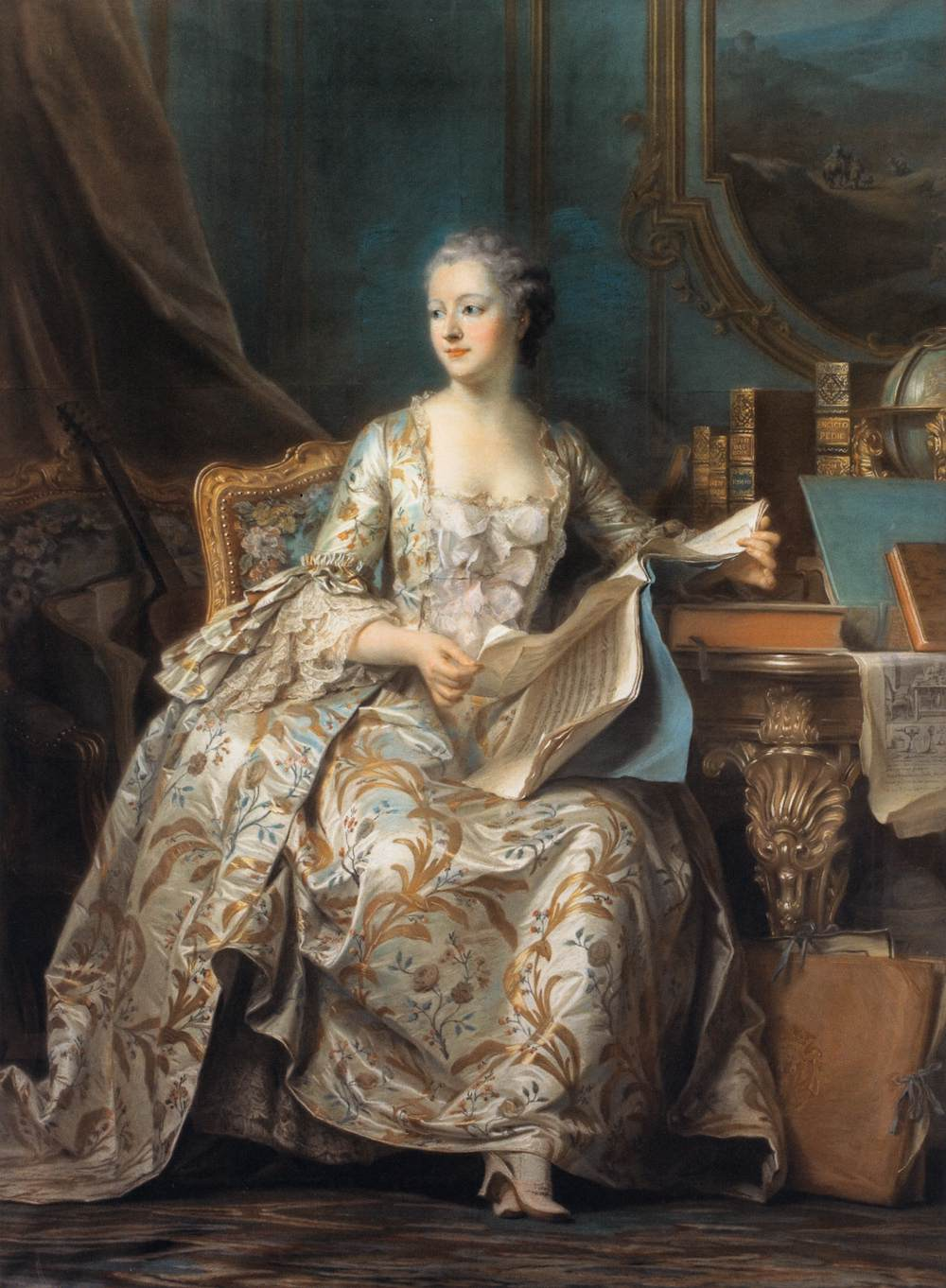
Madame de Pompadour par Maurice Quentin de La Tour (1755).
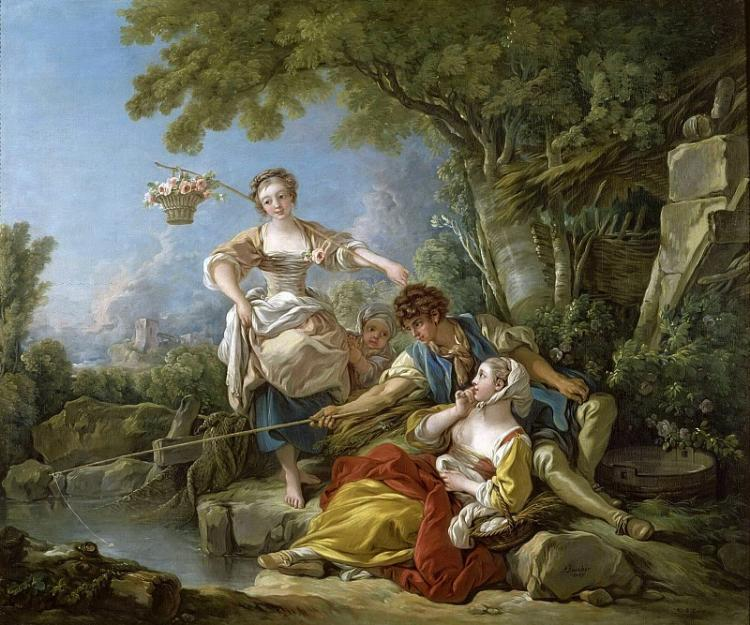
La pêche à la ligne par François Boucher, Grand Trianon (1757).

### Sculpture
Le style sculptural demeure « grand siècle » pendant la plus grande partie du règne. Parmi les sculpteurs notables, on peut citer : Guillaume Coustou, son fils Guillaume Coustou (fils) (notamment place Louis XV), Robert Le Lorrain, et Edmé Bouchardon qui crée la statue équestre (terminée par Jean-Baptiste Pigalle) qui trônait place Louis XV (maintenant place de la Concorde), sur le modèle de la statue équestre de Louis XIV de François Girardon sur la place Louis-le-Grand (place Vendôme à partir du XIXe siècle).
À la fin du règne de Louis XV, les sculpteurs accordent une plus grande importance aux visages. Les principaux adeptes de ce nouveau style sont Jean-Antoine Houdon et Augustin Pajou qui sculpte les bustes de Buffon et Madame du Barry. À cette époque, la sculpture atteint une grande audience grâce aux reproductions en terre cuite ou en porcelaine. Madame de Pompadour qui aime la sculpture a encouragé cet art en passant de nombreuses commandes.

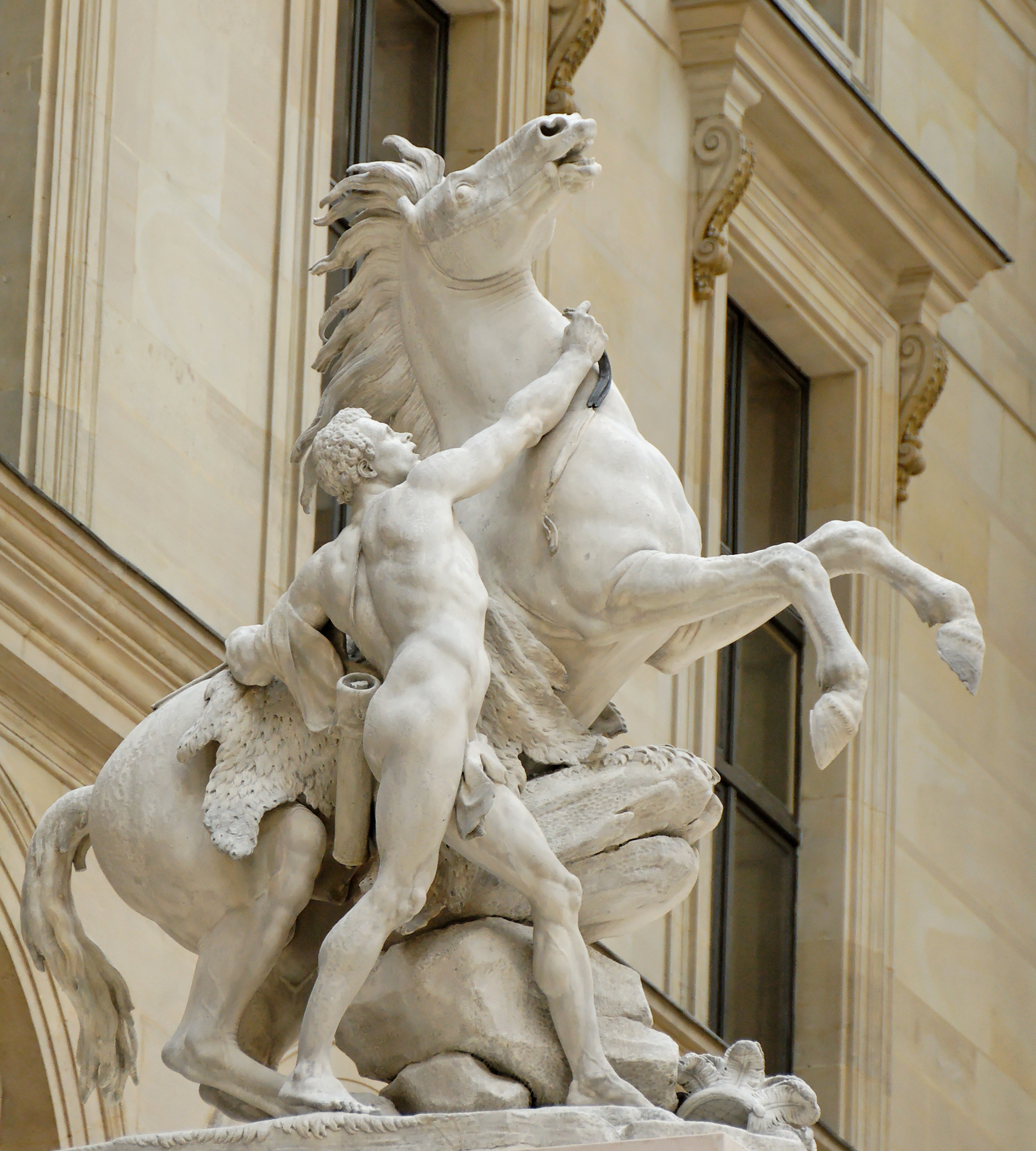
Les Chevaux de Marly par Guillaume Coustou, Louvre (1739-1745).
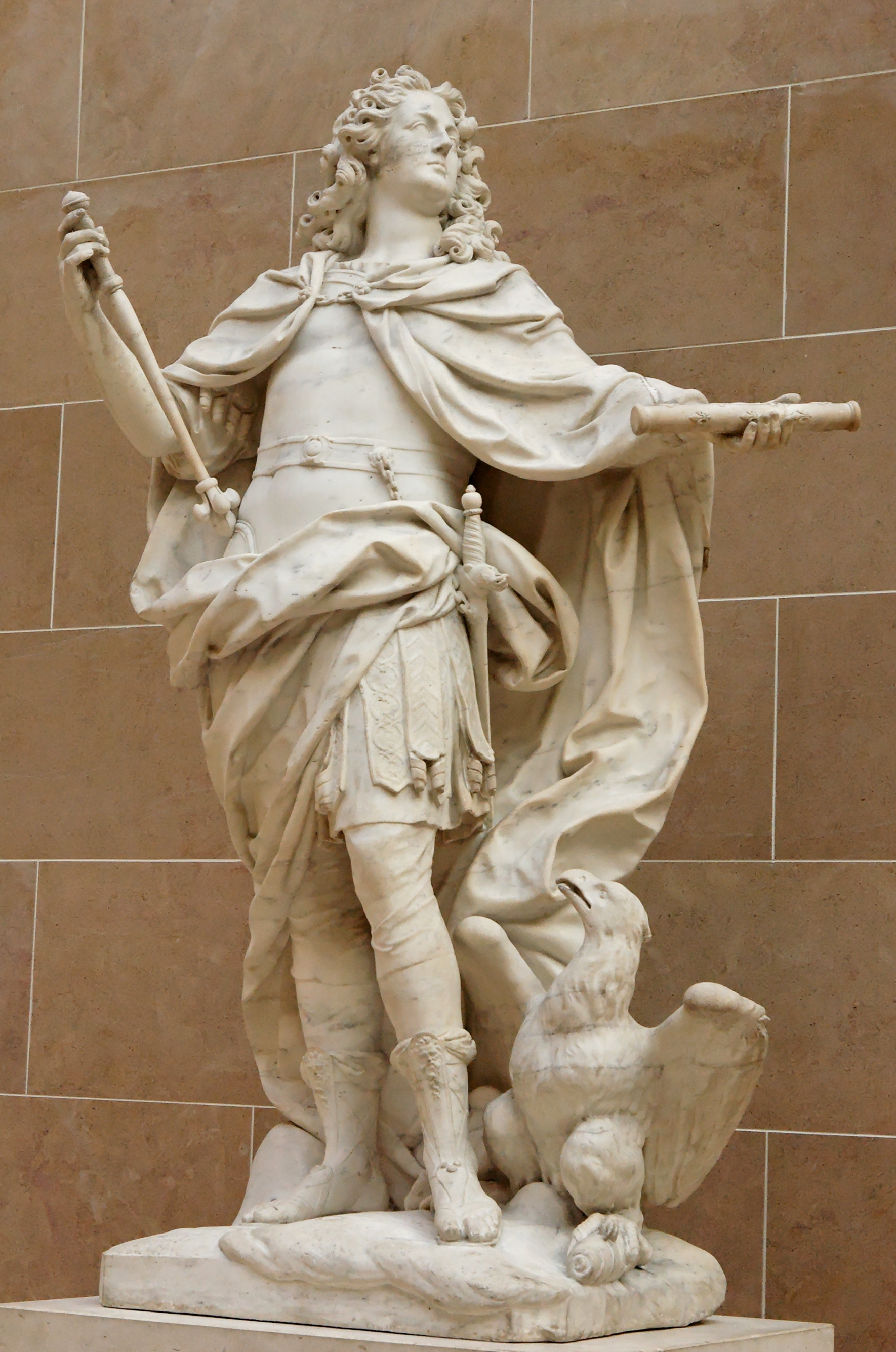
Louis XV en Jupiter par Coustou, Louvre (1731).
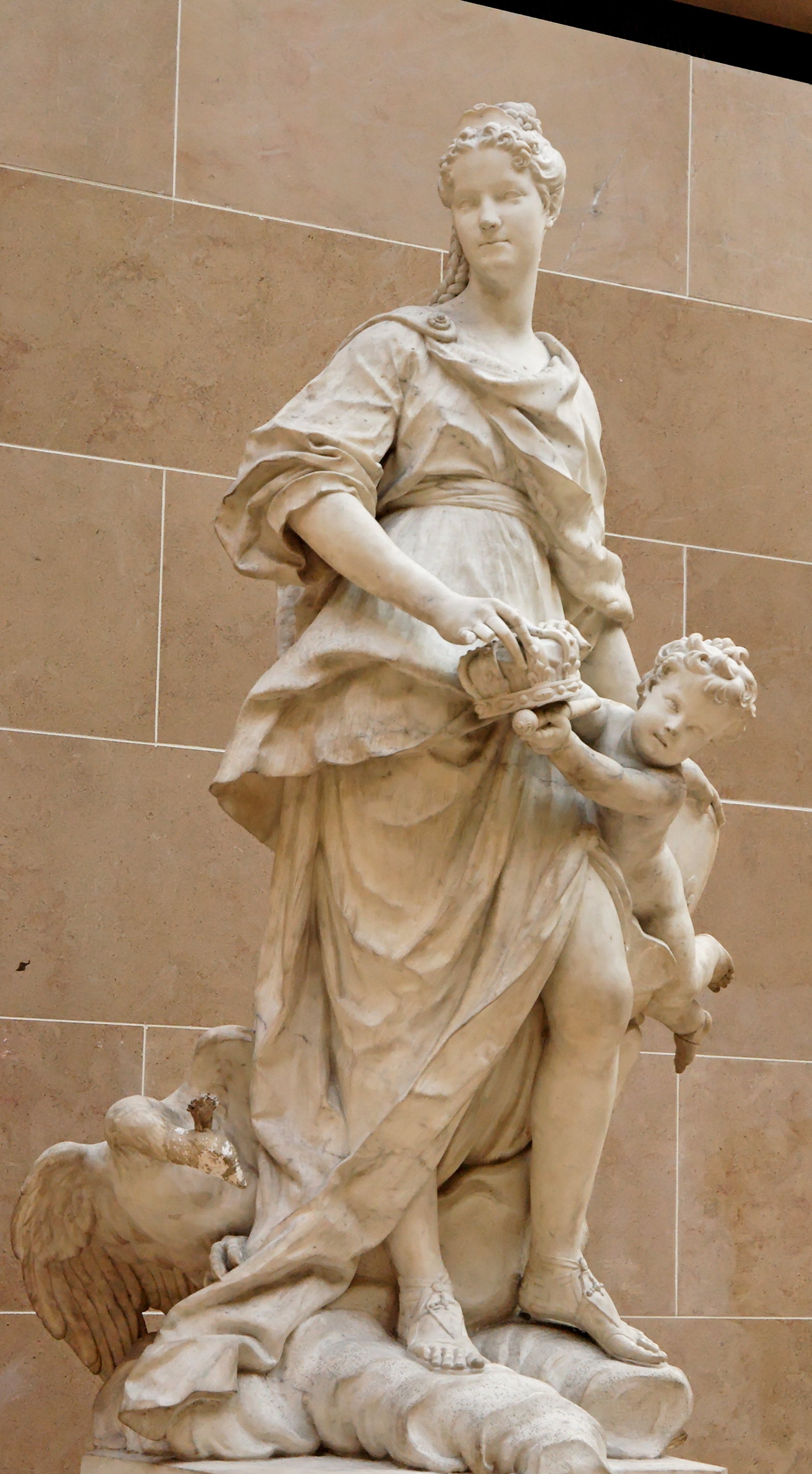
La reine Marie Leszczynska en Junon, par Coustou, Louvre (1731).
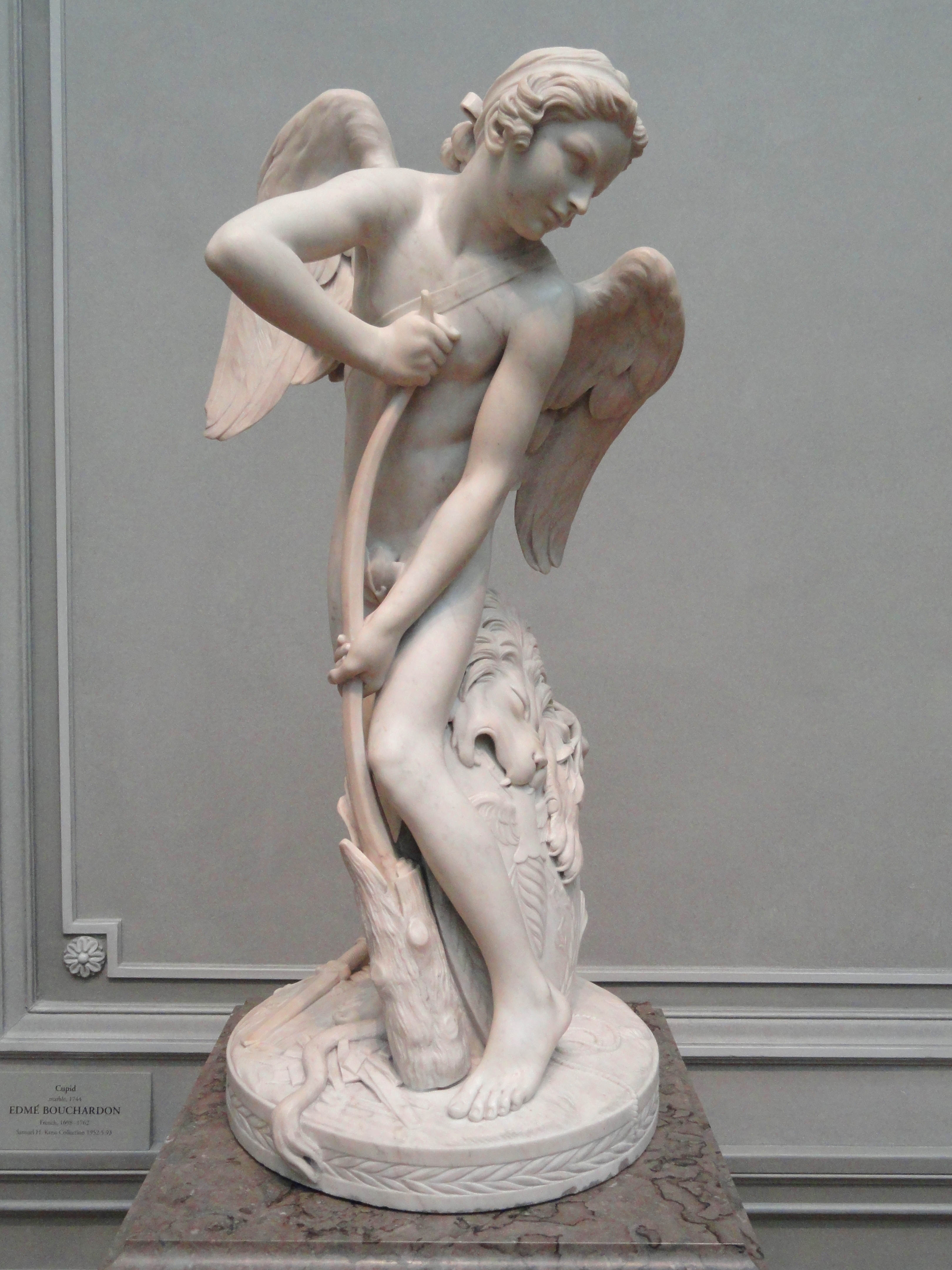
Cupidon par Bouchardon, National Gallery of Art, Washington (1744).
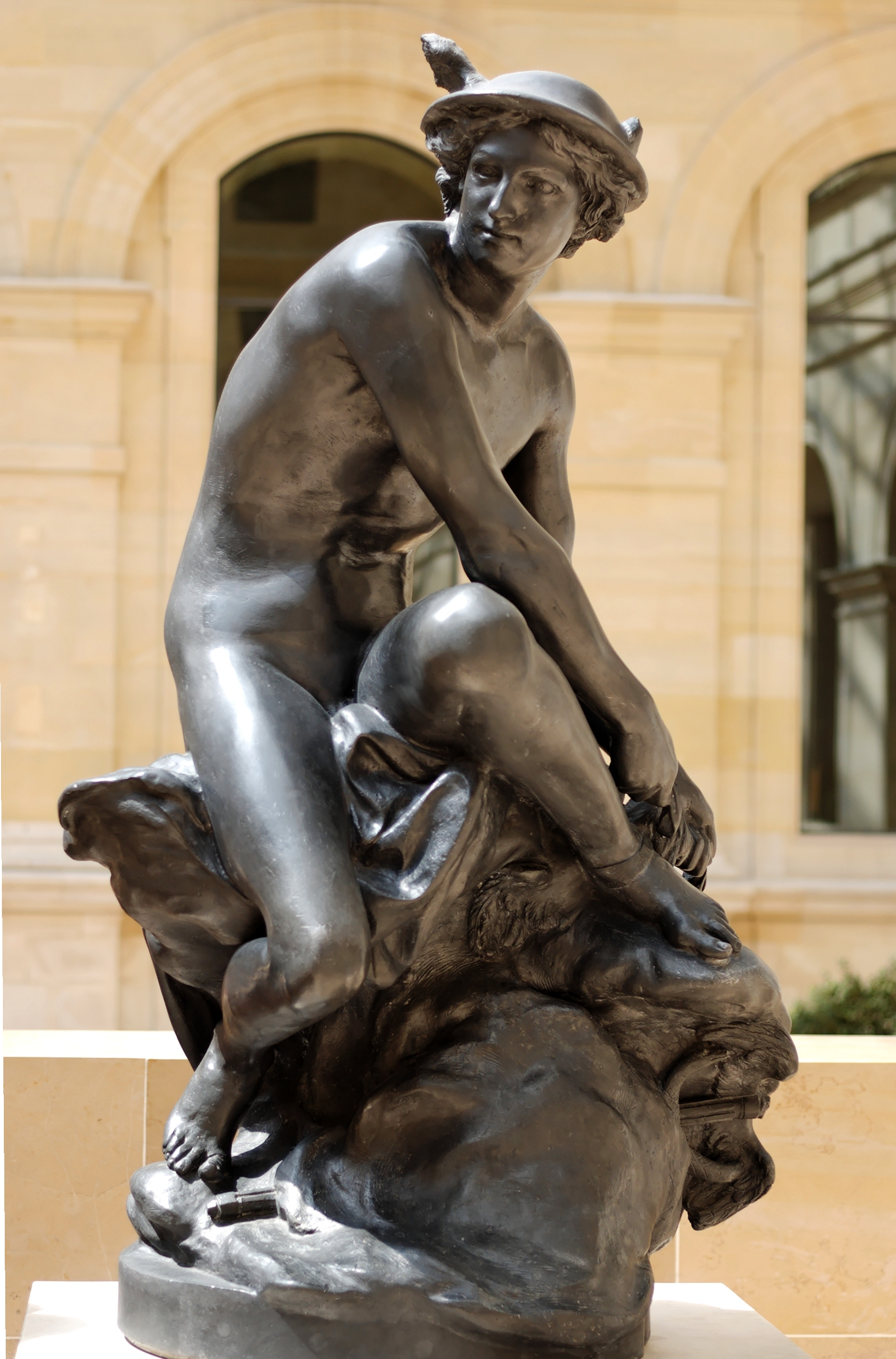
Jean-Baptiste Pigalle, Mercure laçant ses sandales ailées, Louvre (1745).
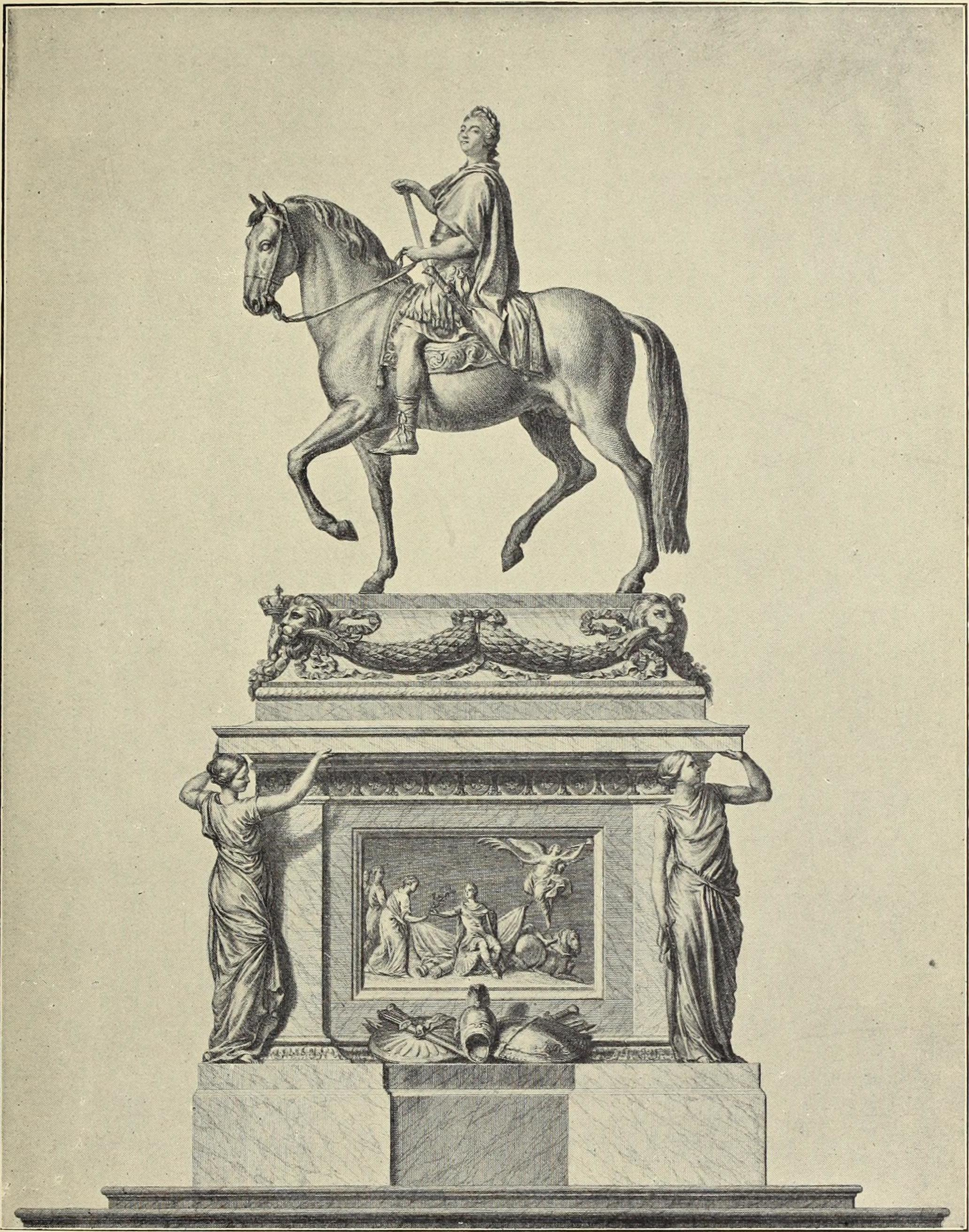
Statue équestre de Louis XV, par Bouchardon, place Louis XV, détruite en 1792.
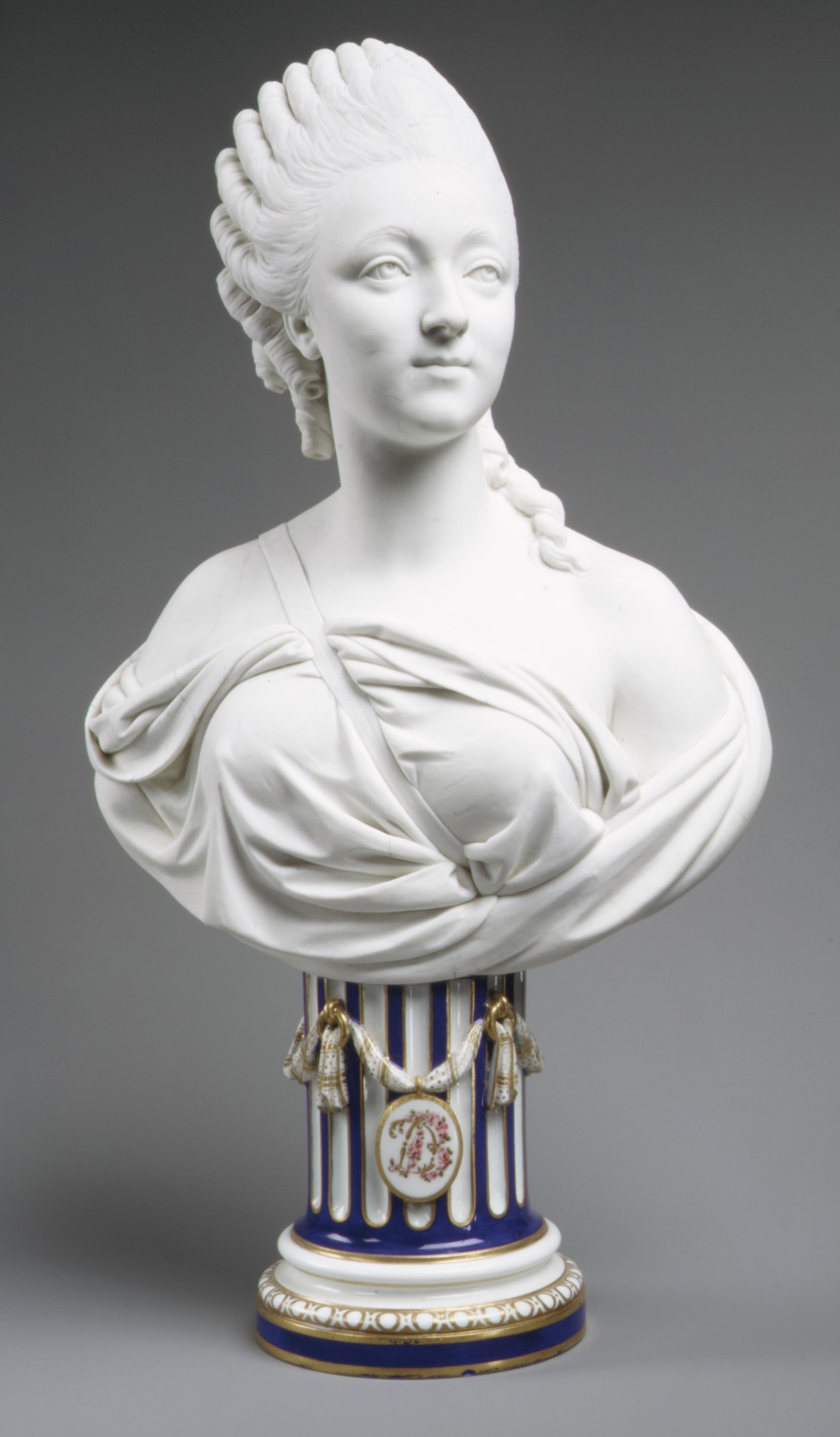
Madame du Barry par Augustin Pajou, le Louvre (1755).

### LouisXVet la musique
Le roi, la reine et ses filles sont les principaux mécènes des musiciens. La reine et ses filles jouent du clavecin sous la direction de François Couperin. Le jeune Mozart vient à Paris et écrit deux sonates pour clavecin et violon dédiées à Madame Victoire, la fille du roi. Le roi lui-même, comme son grand-père, a appris la danse, mais ne se produit en public qu’une fois en 1725. Le musicien le plus important de la période est Jean-Philippe Rameau, compositeur de la cour durant les années 1740 et 1750. Il a écrit plus de 30 opéras pour le roi et la cour.
En 1725, le roi reçoit à Versailles quatre chefs indiens de Louisiane (un Missouri, un Oto, un Osage et un Illinois), ainsi qu'une princesse missourie. Il leur offre divers présents et les invite à une chasse au lièvre. En souvenir de cette visite, Rameau compose une partition pour clavecin, Les Sauvages.

### Louis XV et la Galerie d'Ulysse
Par ailleurs, en matière de « sauvagerie », on gardera également en mémoire la galerie d'Ulysse du château de Fontainebleau, chef-d'œuvre emblématique de l'école de Fontainebleau, que Louis XV fit intégralement détruire en 1738 ; sa longueur équivalait à deux fois celle de la galerie des Glaces de Versailles ; construite par l’architecte français Jean Androuet de Cerceau entre 1537 et 1538, ses décorations murales et ses voûtes peintes furent réalisées par les successeurs de Rosso Fiorentino, à savoir Francesco Primaticcio, dit « le Primatice » et Nicolò dell'Abbate. Commencées sous François 1er, elles nécessitèrent plus de trente années d'un travail acharné.

## Louis XV dans l’histoire

### De roi «bien-aimé» à «mal-aimé»

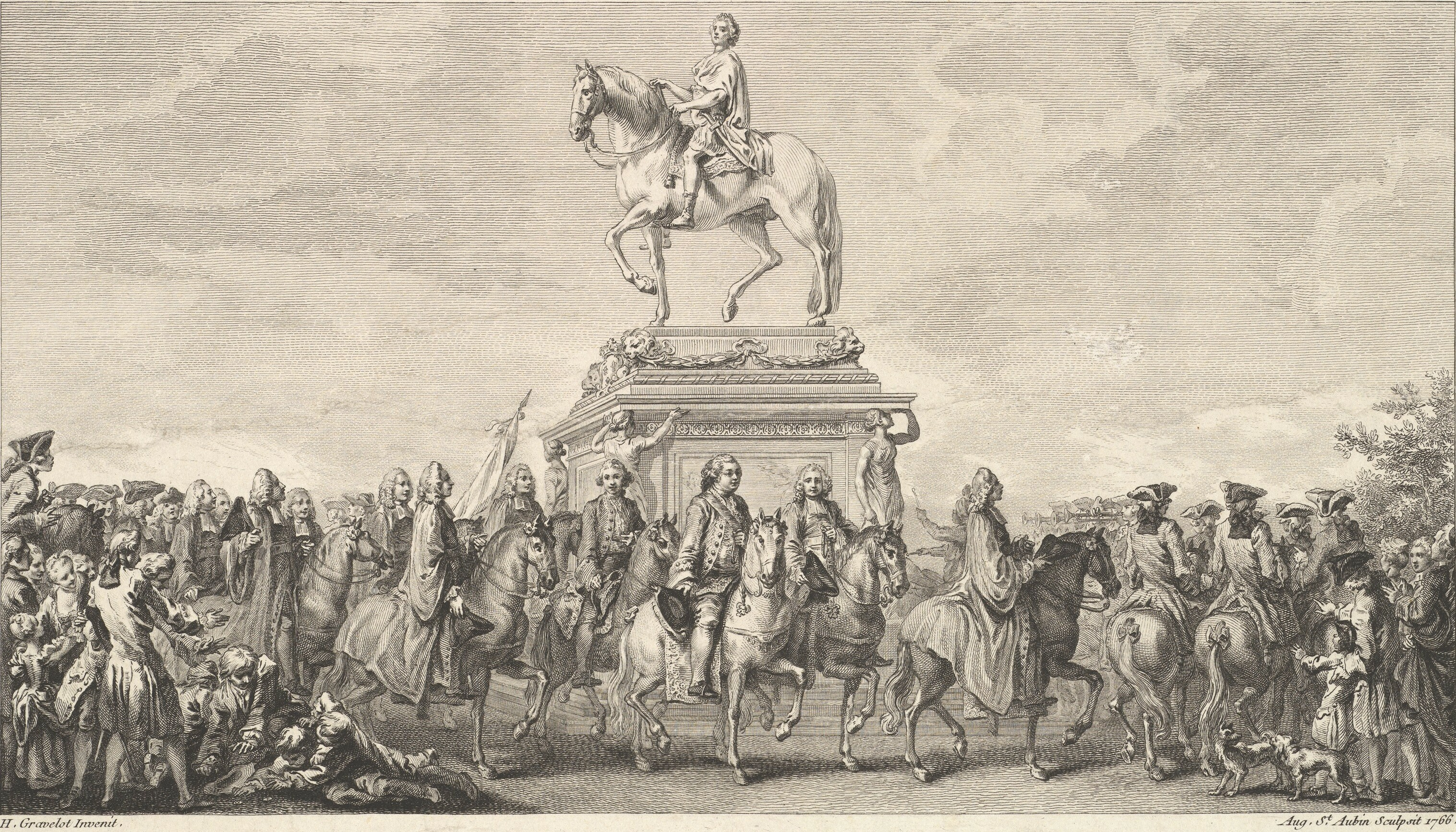
L'inauguration de la statue équestre du roi, sculptée par Edmé Bouchardon, sur la place à Paris, en 1763.

Durant une grande partie de son règne, Louis XV est considéré comme un héros national. Selon Kenneth N. Jassie et Jeffrey Merrick, à cette époque dans les chansons et les poèmes le roi est décrit comme le maître, le chrétien. Ses erreurs sont attribuées à sa jeunesse et à ses conseillers. La statue équestre d’Edmé Bouchardon est originellement conçue pour célébrer le rôle du monarque dans la guerre victorieuse de la succession d’Autriche. Elle représente le roi en faiseur de paix.
En réalité, le traité d'Aix-la-Chapelle (1748) qui clôt cette guerre est aussi une des causes du changement d'attitude vis-à-vis du roi. Selon Michel Antoine, cette paix doit beaucoup à l'éducation morale que le monarque a reçue. En effet, il a été élevé dans l'idée qu'un souverain chrétien ne devait pas « vouloir agrandir inconsidérément ses États ». Pour Jean-Christian Petitfils, le traité d'« Aix-la-Chapelle fut une œuvre tardive de Fénelon ». Si ce traité est peut-être bon sur le plan de la morale chrétienne, il dessert politiquement la France et heurte le patriotisme des Français. Les dames des halles crachent par terre en disant « bête comme la paix » tandis que se pose la question du sens à donner à tant d'efforts, tant de dépenses, tant de morts et de blessés, mais également tant de victoires. Ce que Voltaire résume dans sa phrase devenue célèbre : nous nous sommes battus « pour le roi de Prusse ». De fait, c'est lui le vainqueur du traité même s'il n'a pas gagné la guerre. Ce sentiment est partagé en Europe par l'impératrice Marie-Thérèse. Lorsque l'ambassadeur d'Angleterre la félicite du traité, elle lui répond que « des condoléances seraient moins déplacées ! ».
La statue équestre du souverain n'est dévoilée qu’en 1763, après la guerre de Sept Ans qui n'a pas tourné en faveur de la France, contrairement à l'autre guerre. L’œuvre de Bouchardon achevée par Jean-Baptiste Pigalle est alors utilisée par la couronne pour restaurer la confiance dans la monarchie. Son piédestal est soutenu par les statues, les quatre Vertus cardinales. Peu de temps après l'inauguration, on trouve sur le piédestal un distique, tracé d'une main inconnue, qui témoigne de l’impopularité du roi : « Grotesque monument / Infâme piédestal / Les vertus sont à pied / Le vice est à cheval. » ou selon une autre version : « Ah ! la belle statue, ah ! le beau piédestal, / Les vertus sont à pied et le vice à cheval ».
C’est qu’à cette époque Louis XV devient le « mal-aimé » notamment à cause de ses nombreuses maîtresses. Pour Emmanuel Le Roy Ladurie, de l’École des Annales, si le roi est bel homme, intelligent et athlétique, son refus d’aller à la messe et de satisfaire à ses obligations religieuses contribue à désacraliser la monarchie. Selon Jassie and Merrick, la confiance dans le roi s’est progressivement érodée et le peuple blâme et ridiculise sa débauche. Il est perçu comme celui qui ignore les famines et les crises, et laisse à son successeur un fond de mécontentement populaire.

### Discrédit de la fin duXVIIIesiècleau début duXXesiècle

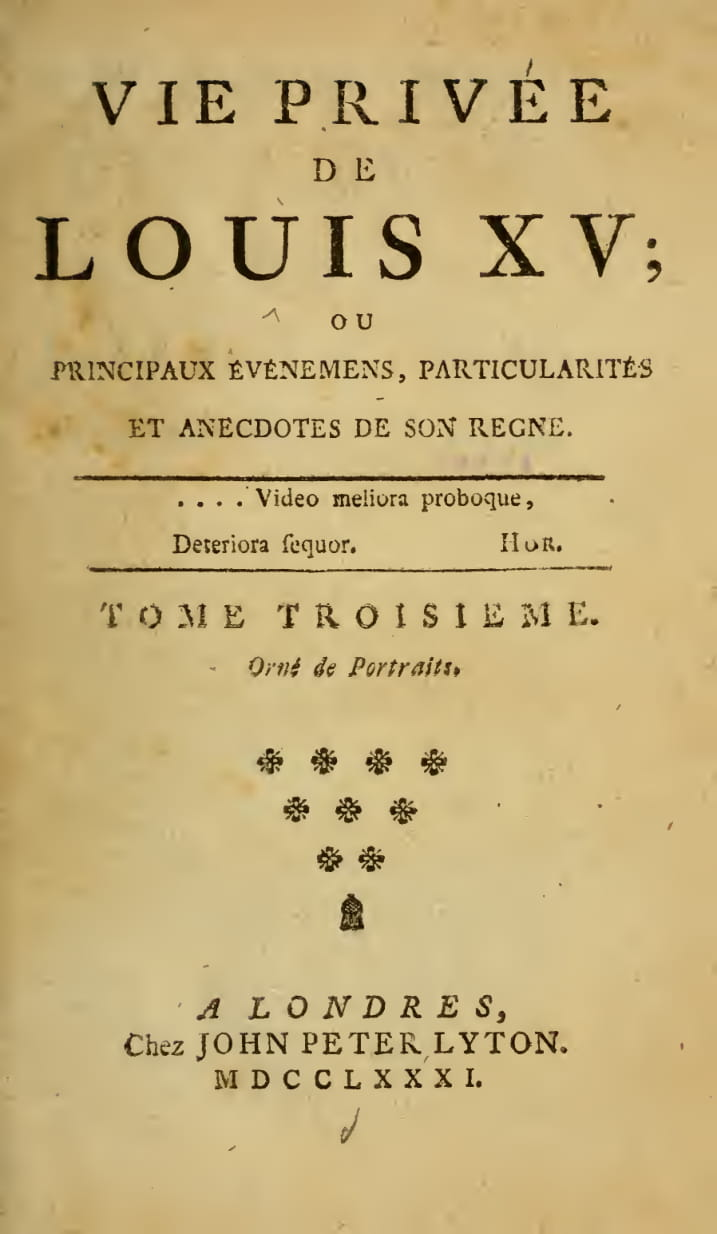
Vie privée de Louis XV ou Principaux événemens, particularités et anecdotes de son regne, tome 1, pamphlet de Barthélémy Mouffle d'Angerville imprimé à Londres en 1781.

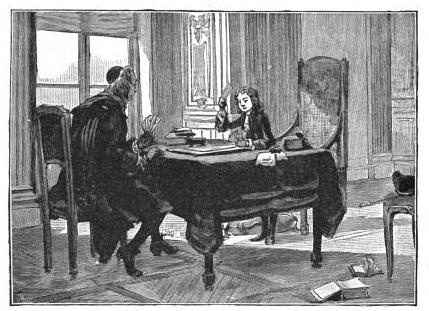
L'enfant jouant aux cartes avec son précepteur, le futur cardinal Fleury. Illustration de lHistoire de France, cours élémentaire d'Ernest Lavisse, 1913.

Durant les quelques années qui suivent sa mort, sa vie est toujours l'objet de pamphlets tel celui de Barthélémy Mouffle d'Angerville intitulé la Vie privée de Louis XV, ou principaux événements, particularités et anecdotes de son règne. Imprimé d'abord à Londres et interdit par la censure française, il est réimprimé à Neuchâtel, possession du roi de Prusse et diffusé clandestinement en France avec un grand succès. Une traduction allemande faite à Neuchâtel est vendue librement en Allemagne malgré quelques piques contre Frédéric II, la censure prussienne ayant seulement exigé le retrait de quelques passages concernant la « guerre des pommes de terre » entre l'Autriche et la Prusse.
Au XIXe siècle et au début du XXe siècle, l'altération de l'image royale commencée dès le milieu de son règne se poursuit aussi bien dans la littérature, que dans l'historiographie et les manuels scolaires, dont les jugements sont obscurcis par le moralisme laïc et par la haine de la monarchie. Sainte-Beuve juge Louis XV : « le plus nul, le plus vil, le plus lâche cœur de roi qui, durant son long règne énervé, a accumulé comme à plaisir, pour les léguer à sa race, tous les malheurs ». Selon le petit manuel Lavisse de 1900 : « Il a été le plus mauvais roi de toute notre histoire. Ce n'est pas assez de détester sa mémoire, il faut l'exécrer ». À partir de la seconde moitié du XXe siècle, il est progressivement réhabilité et mieux apprécié même si le regard demeure critique.

### Jugements plus mitigés à compter de 1933
À partir du livre de Pierre Gaxotte, Le Siècle de Louis XV (1933), les choses évoluent et les auteurs prennent des distances avec les pamphlets et les libelles publiés durant son règne et se fient plus aux documents officiels. Mais, ils restent gênés par l'absence de sources provenant du monarque et en particulier par la disparition de ses archives personnelles dont Louis XVI a hérité. Malgré tout le regard reste fort critique : de nombreux historiens estiment que Louis XV ne répondit pas aux grands espoirs de ses sujets.
Selon la New Cambridge Modern History, la politique étrangère française sous le règne de Louis XV, y compris pendant la phase de la Régence, donne souvent une impression de faiblesse et d'incohérence, ballotée entre les intrigues dynastiques et les cabales. Le régent Philippe d'Orléans et le cardinal Dubois doivent contenir la faction pro-espagnole du duc du Maine. Le cardinal Fleury, à partir de 1726, mène une politique plus cohérente mais doit faire des concessions aux calculs dynastiques dans la guerre de Succession de Pologne ; à partir de 1740, dans la guerre de Succession d'Autriche, la France est tiraillée entre la diplomatie prudente de Fleury et la ligne anti-autrichienne du maréchal de Belle-Isle. Le marquis d'Argenson, qui succède à Fleury, forme des plans ambitieux que l'indécision du roi l'empêche le plus souvent de concrétiser même si les victoires du maréchal de Saxe permettent, en 1748, d'aboutir à une paix de compromis. L'influence de la marquise de Pompadour se traduit par la promotion de l'abbé de Bernis, négociateur de l'alliance franco-autrichienne de 1756 dont la France tirera plus d'inconvénients que d'avantages lors de la guerre de Sept Ans. Le redressement de la politique extérieure sous Choiseul ne suffit pas à annuler les effets d'une série de défaites ni le déclin des alliés traditionnels de la France (Suède, Pologne et Empire ottoman) en Europe orientale.
Pour Norman Davies, le règne de Louis XV se caractérise par une « stagnation débilitante », des guerres perdues, des conflits sans fin avec les parlements et des querelles religieuses. Jerome Blum le décrit tel « un perpétuel adolescent appelé à faire un travail d’homme ».
Robert Harris écrit en 1987 : « Les historiens ont classé ce gouvernant comme le plus faible des Bourbons, un homme qui ne fait rien, qui laisse les affaires de l’État aux ministres tandis qu’il se livre à ses passe-temps, la chasse et les femmes ». Harris ajoute que les ministres étaient nommés et déchus suivant l'humeur de ses maîtresses, minant gravement le prestige de la monarchie. Pour Jeffrey Merrick, le gouvernement faible a accéléré le déclin général du pays qui a mené à la Révolution française de 1789.
Ernst Gombrich estime en 2005 que « Louis XV et Louis XVI, les successeurs du Roi-Soleil [Louis XIV] étaient incompétents, ils se contentaient d’imiter leur grand prédécesseur en ne montrant que l’apparence du pouvoir. Seules la pompe et la magnificence demeuraient ».
Toutefois, le roi a aussi des défenseurs. Quelques historiens soutiennent que la mauvaise réputation de Louis XV est liée à une propagande visant à justifier la Révolution française. Dans sa biographie publiée en 1984, Olivier Bernier soutient que Louis XV est simultanément populaire et réformateur. Durant ses 59 ans de règne, la France ne craint jamais d’être envahie malgré la perte de nombreuses colonies. Il était connu comme Le Bien-aimé pendant une partie de son règne et de nombreux sujets prièrent pour qu’il recouvre sa santé à Metz en 1744. Selon cet auteur, le renvoi de Choiseul, ainsi que la dissolution du Parlement de Paris en 1771, ne visent qu'à éliminer du gouvernement ceux qu’il considère comme corrompus. Louis XV a modifié la loi des impôts et tenté d’équilibrer le budget. Des décisions qui auraient pu éviter la Révolution française si elles n'avaient pas été abrogées par son successeur Louis XVI.

## Famille

### Descendance

#### Enfants légitimes

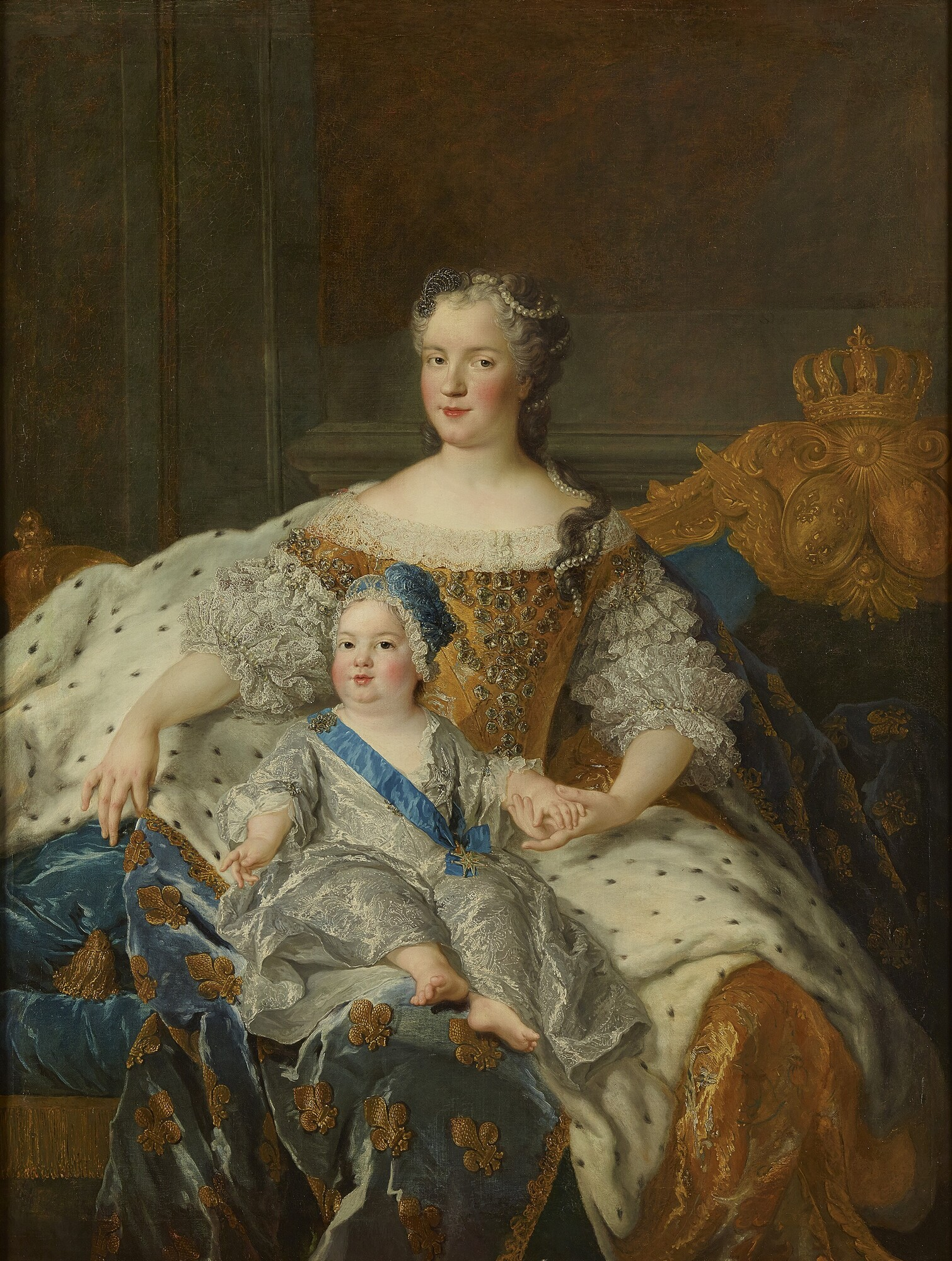
La reine Marie et le dauphin Louis, par Alexis Simon Belle.

Marie Leszczyńska donne à Louis XV dix enfants, dont trois meurent en bas âge :
1. Louise-Élisabeth (14 août 1727 – 6 décembre 1759) dite « Madame » (en tant que fille aînée du roi) ou « Madame Première » puis, après son mariage, « Madame Infante », avec postérité[347] ;
  - Isabelle de Bourbon-Parme (1741-1763), qui épouse en 1760 le futur empereur Joseph II (frère de Marie-Antoinette d'Autriche, future reine de France par son mariage avec le roi Louis XVI).
  - Ferdinand Ier de Parme (1751-1802), qui épouse Marie-Amélie d'Autriche, sœur de Joseph II.
  - Marie-Louise de Bourbon-Parme (1751-1819), qui épouse, en 1765, Charles IV d'Espagne.
2. Anne-Henriette (14 août 1727 – 10 février 1752), sœur jumelle de la précédente, dite « Madame Seconde » puis « Madame Henriette », sans alliance ni postérité ;
3. Marie-Louise (28 juillet 1728 – 19 février 1733) dite « Madame Troisième » puis « Madame Louise », sans alliance ni postérité [348] ;
4. Louis (4 septembre 1729 – 20 décembre 1765), dauphin, avec postérité [349] ;
  - Marie-Zéphyrine, dite « Madame » (1750-1755), sans postérité.
  - Louis Joseph Xavier, duc de Bourgogne (1751-1761), sans postérité.
  - Xavier Marie Joseph, duc d'Aquitaine (1753-1754), sans postérité.
  - Louis Auguste, duc de Berry (1754-1793), dauphin en 1765 (futur Louis XVI), épouse en 1770 Marie-Antoinette d'Autriche (postérité éteinte à la première génération).
  - Louis Stanislas Xavier, comte de Provence, (1755-1824) (futur Louis XVIII), épouse en 1771 Marie-Joséphine de Savoie (sans postérité).
  - Charles-Philippe, comte d'Artois, (1757-1836) (futur Charles X), épouse en 1773 Marie-Thérèse de Savoie (dont il eut deux fils et deux filles).
  - Marie Adélaïde Clotilde « Madame » (1759-1802) épouse en 1775 Charles-Emmanuel IV de Savoie, roi de Sardaigne (sans postérité), déclarée « vénérable ».
  - Élisabeth Philippine, « Madame Elisabeth » (1764-1794) (sans alliance ni postérité)[350].
5. Philippe-Louis (30 août 1730 – 7 avril 1733), duc d'Anjou, sans alliance ni postérité[351] ;
6. Marie-Adélaïde (23 mars 1732 – 27 février 1800) dite « Madame Quatrième », puis « Madame Troisième », « Madame Adélaïde » et enfin « Madame », sans alliance ni postérité[351] ;
7. Victoire-Louise-Marie-Thérèse (11 mai 1733 – 7 juin 1799), dite « Madame Quatrième » puis « Madame Victoire »), sans alliance ni postérité[352] ;
8. Sophie-Philippine-Élisabeth-Justine (27 juillet 1734 – 3 mars 1782), dite « Madame Cinquième » puis « Madame Sophie », sans alliance ni postérité[352] ;
9. Thérèse-Félicité (16 mai 1736 – 28 septembre 1744), dite « Madame Sixième » puis « Madame Thérèse », sans alliance ni postérité[352] ;
10. Louise-Marie (15 juillet 1737 – 23 décembre 1787), dite « Madame Septième » puis « Madame Louise », en religion sœur Marie-Thérèse de Saint-Augustin, sans alliance ni postérité[352].

#### Enfants illégitimes
Louis XV, comme Louis XIV, a eu un certain nombre d'enfants adultérins de ses nombreuses maîtresses, à partir de 1733. À la suite d'une nouvelle fausse couche de la reine en 1738, cette dernière, lassée par les maternités répétitives, lui ferme la porte de sa chambre, ce qui facilite l'officialisation de la première favorite royale, la comtesse de Mailly. Tous ses enfants adultérins, autres que Charles de Vintimille, sont nés de jeunes filles non mariées, appelées les « petites maîtresses ». Hanté par les mauvais souvenirs liés aux bâtards de son arrière-grand-père, Louis XV se refuse toujours à les légitimer. Il subvient à leur éducation et s'arrange pour leur donner une place honorable dans la société, mais ne les rencontre jamais à la cour. Seuls sont légitimés Charles de Vintimille du Luc et l'abbé de Bourbon.
Avec Madame de Vintimille :
- Charles de Vintimille du Luc (1741-1814) dit le « Demi-Louis » car il ressemble beaucoup à Louis XV. Marquis du Luc, Madame de Pompadour tient tellement pour assuré qu'il est de naissance royale que, souffrant de n'avoir pas d'enfants avec le roi et désireuse de porter des petits-enfants en commun, elle projette en 1751 de le marier à sa fille Alexandrine ; il épouse (1764) Adélaïde de Castellane (1747-1770), dont postérité[354] ;

Avec Irène du Buisson de Longpré :
- Julie Filleul (Marie-Françoise-Julie-Constance Filleul) (1751-1822). Elle épouse Abel François Poisson en 1767, marquis de Vandières, de Marigny, de Menars, etc., frère de Madame de Pompadour ; puis épousera François de La Cropte, marquis dea Bourzac en 1783 dont elle divorcera en 1793[355].
- Adélaïde-Marie-Émilie Filleul (1761-1836) dite Adélaïde, comtesse de Flahault de La Billarderie, puis Adélaïde de Souza, ou encore Madame de Flahault, et Madame de Souza, née le 14 mai 1761 à Paris et morte dans la même ville le 19 avril 1836, une écrivaine, moraliste et salonnière française.

Avec Jeanne Perray :
- Amélie de Norville (1753-1790)[356], qui épouse en 1780 Ange de Faure[357] (dit « le comte de Faure »[358]). Le roi lui attribue une pension de 30 000 livres avec réversion à sa fille[359]. La paternité de Louis XV est tenue pour douteuse par Joseph Valynseele[360] ;

Avec Marie-Louise O'Murphy :
- Agathe Louise de Saint-Antoine de Saint-André (Paris, 20 juin 1754–1774), qui épouse en 1773 René-Jean-Mans de La Tour du Pin, marquis de la Charce (1750-1781)[361] ;
- Marguerite Victoire Le Normant de Flaghac[n 5] (Riom, 5 janvier 1768), qui épouse en 1786 Jean-Didier Mesnard, comte de Chousy (1758-1794), dont postérité, puis en 1794 Constant Le Normant de Tournehem (1767-1814).

Avec la duchesse de Narbonne-Lara :
- Philippe, duc de Narbonne-Lara (1750-1834), qui épouse en 1771 Antoinette Françoise Claudine de La Roche-Aymon[362] ;
- Louis-Marie, comte de Narbonne-Lara (1755-1813), qui épouse en 1782 Marie Adélaïde de Montholon, dont postérité[363].

Avec Marguerite-Catherine Haynault :
- Agnès-Louise de Montreuil (1760-1837), qui épouse en 1788 Gaspar d'Arod (1747-1815), comte de Montmelas, dont postérité[364] ;
- Anne-Louise de La Réale (1762-1831), qui épouse en 1780 le comte de Geslin (1753-1796)[364].

Avec Lucie Madeleine d'Estaing :
- Agnès-Lucie Auguste (1761-1822), qui épouse en 1777 Charles, vicomte de Boysseulh (1753-1808)[365] ;
- Aphrodite-Lucie Auguste (1763-1819), qui épouse en 1784 Louis-Jules, comte de Boysseulh (1758-1792)[365].

Avec la baronne de Meilly-Coulonge :
- Louis-Aimé de Bourbon (1762-1787), dit « l'abbé de Bourbon », seul enfant bâtard que Louis XV reconnaît, en 1762[366].

Avec Louise-Jeanne Tiercelin de La Colleterie :
- Benoît-Louis Le Duc (1764-1837), abbé[367].

Avec Catherine Éléonore Bénard :
- Adélaïde de Saint-Germain, comtesse de Montalivet (1769-1850), qui épouse en 1797 Jean-Pierre Bachasson, comte de Montalivet (1766-1823), dont postérité[368].

Avec Marie Thérèse Françoise Boisselet :
- Charles Louis Cadet de Gassicourt (1769-1821), premier pharmacien de Napoléon Bonaparte qui épouse en 1789 Madeleine-Félicité Baudet (1775-1830) dont postérité[369].

## Titulature
- 1710-1712 : Son Altesse Royale le duc d'Anjou (naissance) ;
- 1712-1715 : Son Altesse Royale le dauphin ;
- 1715-1774 : Sa Majesté le roi de France et de Navarre.

## Dans l'art et la culture
Le règne ainsi que la personne du roi Louis XV ont suscité plusieurs représentations dans les arts et la culture populaire.

## Exposition
- Louis XV, passions d'un roi, du 18 octobre 2022 au 19 février 2023, à l’occasion du tricentenaire de son sacre, le château de Versailles rend hommage au roi Louis XV avec une exposition de plus de 400 œuvres[370].